# Bunuri mobile din domeniul artă decorativă clasate în patrimoniul cultural național al României aflate în județul Prahova (fond)
Acestă listă conține bunurile mobile din domeniul artă decorativă clasate în Patrimoniul cultural național al României aflate la momentul clasării în județul Prahova.
| Foto | Informații generale                                         | Detalii tehnice | Descriere | Deținător                                                  | Legături |
| ---- | ----------------------------------------------------------- | --- | --- | ---------------------------------------------------------- | -------- |
|      | Casetă pentru bijuterii                                     | Datare: începutul secolului XX Material: lemn de tei; catifea; pirogravare; bronzare | Casetă pentru bijuterii, în formă de cufăr, argintie, cu capac de forma unui acoperiș ascuțit, în două ape. Fond pirogravat, cu motive cruci celtice, pe fond punctiform și locașuri pentru caboșoane. În interior, caseta este îmbrăcată în catifea. Lipsă pietre decorative. Stil Artă 1900. Odată ce o mare parte din celții romanizați s-au așezat în Transilvania, în special în Maramureș, crucea celtică a devenit o parte a culturii populare românești, fiind cunoscută în calitate de „cruce maramureșeană”. Chiar și în prezent, în zona Maramureșului, acest model de cruce este foarte răspândit. Regina Maria se distinge printr-o concepție novatoare în creațiile sale, motivele decorative preluate din vechiul Bizanț, arta tradițională românească sau din arta celtică sunt uimitor de proaspete, inedite și vorbesc despre o personalitate artistică a începutului de secol XX. | Muzeul Național Peleș, Sinaia                              | Cimec    |
|      | Pocal din argint Autor: Max Ströbl                          | Datare: începutul secolului XX Școală: Atelier german, München Material: argint; caboșoane; turnare; ciocănire; cizelare; aurire | Pocal pe soclu emisferic, cu patru rezerve cu latura superioară arcadată, având central motiv floral stilizat, alternate cu patru rezerve dreptunghiulare cu meandru celtic cu caboșon central; picior format din patru colonete mărunte cu decor aplicat spirale, continuat cu cupa adâncă, cu decor la bază cu opt caboșoane ovoidale, superior segment lat casetat, delimitat superior și inferior de meandru celtic, gura circulară. | Muzeul Național Peleș, Sinaia                              | Cimec    |
|      | Potir din argint Autor: Max Ströbl                          | Datare: începutul secolului XX Școală: Atelier german, München Material: argint; caboșoane; turnare; ciocănire; cizelare; aurire | Talpă emisferică, cu bordură denticuli, superior meandru celtic alternat cu caboșoane și registru cu casete arcadate delimitate de volute; picior scurt cilindric, decorat cu patru casete ovoidale din jad verde deschis, alternate cu spirale și caboșoane grupate câte trei; cupa evazata în partea inferioară, formată din patru lobi ușor godronați bordați cu volute, avînd superior friză cu meandru celtic și caboșoane. Gura cilindrică, lată cu buza ușor răsfrântă. Caboșoanele sunt dispuse pe corpul piesei astfel: pe talpă: 2 ametiste, 2 citrine; pe picior: 2 ametiste mici, 2 citrine mici; cupă: 2 ametiste mari; 2 citrine mari. | Muzeul Național Peleș, Sinaia                              | Cimec    |
|      | Frapieră - Vas decorativ                                    | Școală: Atelier Orivit Ag., Köln, Germania Material: argint; presat; turnat; polisat | Vasul decorativ (ce poate fi folosit și ca frapieră), modelat în atelierele Orivit din Köln - firmă cu existentă scurtă, a produs și piese din argint, dar o perioadă extrem de limitată, la începutul sec. XX. Producția majoritară era realizată din cositor argintat, în manieră Art Nouveau. Cupa de formă tronconică, ușor aplatizată cu buza cvadrilobată, este conturată de o panglică lată ce se desfășoară pe ansele prinse la nivelul buzei și coboară lățindu-se cu nervuri vegetale până la bază. Piesa are eleganță, concepută echilibrat, cu șerpuiri fluide ce îmbrățișează piesa. Profilul ei decorativ se regăsește în serviciul de ceai-cafea din argint expus la Rijkmuseum din Amsterdam. | Casa Memorială „George Enescu”, Sinaia                     | Cimec    |
|      | Lampadar                                                    | Școală: Atelier european Material: fier forjat; lemn strunjit; țesătură de mătase și bumbac | Lampadar înalt din fier forjat, prezență insolită în marele salon folosit de doamna Maruca Cantacuzino-Enescu, iubitorea unei lumini ambientale filtrate, după cum ne dezvăluie izvoarele vremii. Corpul de iluminat compus din două tronsoane, unul masiv inferior, de formă piramidală spre bază, se dezvoltă pe verticală dreptunghiular în secțiune, încununat de un coșuleț patrulater din care se ridică o tijă ce susține abajurul îmbrăcat în țesătură aurie peste care s-a suprapus o acoperitoare din mătase în colțuri, tivită cu mărgele din lemn. Masivitatea bazei este diminuată de numeroasele registre de forme geometrice decupate ce compun o dantelărie pe toată suprafața. Corpurile de iluminat cunosc o adevărată metamorfoză la sfârșitul sec. XIX și începutul sec. XX., când ideea de intimitate devine tot mai importantă, se multiplică numărul lămpilor de masă și al lampadarelor din sticlă colorată, matisată sau cu abajurul din diferite materiale textile, hârtie cerată, pergament. Formula originală de față a fost probabil aleasă la cererea deținătorului. | Casa Memorială „George Enescu”, Sinaia                     | Cimec    |
|      | Lampadar                                                    | Școală: Atelier european Material: fier forjat; lemn strunjit; țesătură de mătase și bumbac | Lampadar înalt din fier forjat, prezență insolită în marele salon folosit de doamna Maruca Cantacuzino-Enescu iubitorea unei lumini ambientale filtrate, după cum ne dezvăluie izvoarele vremii. Corpul de iluminat compus din două tronsoane, unul masiv inferior, de formă piramidală spre bază, se dezvoltă pe verticală dreptunghiular în secțiune, încununat de un coșuleț patrulater din care se ridică o tijă ce susține abajurul îmbrăcat în țesătură aurie peste care s-a suprapus o acoperitoare din mătase în colțuri, tivită cu mărgele din lemn. Masivitatea bazei este diminuată de numeroasele registre de forme geometrice decupate ce compun o dantelărie pe toată suprafața. Corpurile de iluminat cunosc o adevărată metamorfoză la sfârșitul sec.XIX și începutul sec. XX., când ideea de intimitate devine tot mai importantă, se multiplică numărul lămpilor de masă și al lampadarelor din sticlă colorată, matisată sau cu abajurul din diferite materiale textile, hârtie cerată, pergament. Formula originală de față a fost probabil aleasă la cererea deținătorului. | Casa Memorială „George Enescu”, Sinaia                     | Cimec    |
|      | Lampadar                                                    | Școală: Atelier european Material: fier forjat; lemn strunjit; țesătură de mătase; sticlă | Lampadar înalt din fier forjat, prezență insolită în marele salon folosit de doamna Maruca Cantacuzino-Enescu iubitorea unei lumini ambientale filtrate, după cum ne dezvăluie izvoarele vremii. Corpul de iluminat compus din două tronsoane, unul masiv inferior, de formă piramidală spre bază, se dezvoltă pe verticală dreptunghiular în secțiune, încununat de un coșuleț patrulater din care se ridică o tijă ce susține abajurul acoperit cu un șal de mătase imprimată, tivită cu mărgele din lemn și sticlă. Masivitatea bazei este diminuată de numeroasele registre de forme geometrice decupate ce compun o dantelărie pe toată suprafața. Corpurile de iluminat cunosc o adevărată metamorfoză la sfârșitul sec.XIX și începutul sec. XX., când ideea de intimitate devine tot mai importantă, se multiplică numărul lămpilor de masă și al lampadarelor din sticlă colorată, matisată sau cu abajurul din diferite materiale textile, hârtie cerată, pergament. Formula originală de față a fost probabil aleasă la cererea deținătorului. | Casa Memorială „George Enescu”, Sinaia                     | Cimec    |
|      | Vas decorativ                                               | Școală: Atelier Moser, Karlsbad, Cehoslovacia (?) Material: cristal colorat în masă; suflat; presat; tăiat; polisat | Vas decorativ din cristal, de formă bulbară, strâns ușor la bază și spre buză, piesă masivă cu suprafața brăzdată de fațete tăiate vertical, perfect șlefuite și polisate. De culoare brun închis, aparent, în lumină, dezvăluie culoarea garanței. Atelierele bohemiene vestite pentru calitatea execuției au demonstrat o virtuozitate deosebită în mânuirea sticlei colorată în masă, realizând în sec. XX piese în culori surprinzătoare. | Casa Memorială „George Enescu”, Sinaia                     | Cimec    |
|      | Măsuță de telefon                                           | Școală: Atelier european Material: lemn; înnegrit; alamă | Măsuță cu blat dreptunghiular încadrat de o ramă de alamă, cu sertar pe centura lată, se sprijină pe patru picioare metalice unite de o traversă metalică în „X” și de un blat de lemn cu ramă de alamă; picioarele sunt tipice pentru mobilierul mic, din metal, al anilor ’30; piesa este rar întâlnită întrucât mobilierul Art Deco nu s-a păstrat în muzeele romanești. | Casa Memorială „George Enescu”, Sinaia                     | Cimec    |
|      | Scaun                                                       | Școală: Atelier românesc Material: lemn; cioplit; înnegrit | Scaun cu spătar supraînălțat realizat în formă de cruce (variantă a crucii de lerusalim), șezuta trapezoidală și picioare drepte, unite lateral de câte o traversă în formă de cruce; decor simplu realizat printr-o ușoară cioplire; piesa pare a fi mai degrabă creația unui artist reprezentând o interpretare urbană a universului tradițional românesc, decât o comandă specială pentru biserică; piesa este unicat, realizată manual într-o formă originală. | Casa Memorială „George Enescu”, Sinaia                     | Cimec    |
|      | Triumful Galateei                                           | Datare: 4/4 sec. XIX Școală: Manufactura Alberto Issel, Genova, Italia Material: faianță; modelată la roată; pictată manual; glazurată | Platou decorativ, circular, pictat pe întreaga suprafață cu scenă mitologică „Triumful Galateei”. În centrul piesei se află Galateea, așezată în carul-scoică tras de delfini, înconjurată de tritoni și nereide. Cromatica este specifică decorului „antico Savona”, albastru cobalt, la care se adaugă nuanțe de ocru și violet. Spatele platoului este pestriț. | Muzeul Național Peleș, Sinaia                              | Cimec    |
|      | Cucerirea Iudeei de către romani                            | Datare: 4/4 sec. XIX Școală: Manufactura Alberto Issel, Genova, Italia Material: faianță; modelată la roată; pictată manual; glazurată | Platou decorativ circular, pictat pe întreaga suprafață, inclusiv bordura, cu o scenă istorică antică, probabil cucerirea Iudeei de către romani în perioada 70 - 73 după Hristos. Central, soldați romani conduși de împăratul Titus, care ordonă îngenuncherea unui bătrân. În fundal, clădirile unui oraș. Cromatică de ocru, albastru, verde și brun. | Muzeul Național Peleș, Sinaia                              | Cimec    |
|      | Triumf roman                                                | Datare: 4/4 sec. XIX Școală: Manufactura Alberto Issel, Genova, Italia Material: faianță; modelată la roată; pictată manual; glazurată | Platou decorativ, circular, pictat pe toată suprafața cu scenă „a istoriato”. Pictura ilustrează triumful unui împărat roman așezat într-o cvadrigă trasă de patru cai așezați unul lângă altul. În spatele personajului se văd soldați romani aclamând, iar în fundal se observă temple. Cromatică: ocru, albastru, griuri colorate, verde. | Muzeul Național Peleș, Sinaia                              | Cimec    |
|      | Noli me tangere                                             | Datare: 4/4 sec. XIX Școală: Manufactura Richard Ginori, Doccia, Italia Material: faianță; modelată la roată; pictată manual; glazurată | Platou decorativ, circular, decorat cu scenă biblică, „Noli me tangere”, cuvintele pe care le rostește Iisus atunci când, Maria Magdalena îl recunoaște după înviere. Scena este încadrată de o bordură îngustă decorată cu ghirlandă de lauri. Cromatica ocru, albastru, verde și violet. Maniera este specifică lucrărilor aparținând atelierelor renascentiste florentine. Marcată peste glazură. | Muzeul Național Peleș, Sinaia                              | Cimec    |
|      | Ceașcă de ceai                                              | Datare: 4/4 sec. XIX Școală: Atelier japonez Ikko, provincia Owari Material: porțelan; modelat în tipar; barbotină; pictat manual peste glazură; glazurat; parțial aurit | Ceașcă mică de ceai, de formă tronconică, cu ansa pictată cu aur coloidal, decorată pe întreaga suprafață, în maniera artistică specifică Orientului Îndepărtat, cu motive floral vegetale, frunze și flori de lotus. Cromatica este în tonuri de verde deschis și brun, iar nervurile frunzelor sunt subliniate cu negru. Decorul este suprapus pe fond de linii orizontale. Porțelan „coajă de ou”; marcată peste glazură: Ikko, provincia Owari. Face parte dintr-un serviciu de ceai de 6 cești și 6 farfurioare. | Muzeul Național Peleș, Sinaia                              | Cimec    |
|      | Farfurioară pentru ceașcă de ceai                           | Datare: 4/4 sec. XIX Școală: Atelier japonez Ikko, provincia Owari Material: porțelan; modelat în tipar; pictat manual peste glazură; glazurat; parțial aurit | Farfurioară pentru ceașcă de ceai, de formă circulară, decorată pe întreaga suprafață prin pictare manuală cu motiv floral vegetal, ramuri de arbust și flori, în cromatică de verde închis, brun închis și alb. Buza farfurioarei subliniată cu aur. Porțelan „coajă de ou”; marcată peste glazură: Ikko, provincia Owari. Face parte dintr-un serviciu de ceai de 6 cești și 6 farfurioare. | Muzeul Național Peleș, Sinaia                              | Cimec    |
|      | Ceașcă de ceai                                              | Datare: 4/4 sec. XIX Școală: Atelier japonez Ikko, provincia Owari Material: porțelan; modelat în tipar; barbotină; pictat manual peste glazură; glazurat; parțial aurit | Ceașcă mică de ceai, de formă tronconică, cu ansa pictată cu aur coloidal. Este decorată pe întreaga suprafață cu frunze de iederă roșie colorate în nuanțe de roșu, ocru și puncte verzi care sugerează picături de apă. Decorul este pe fond negru. Porțelan „coajă de ou”; marcată peste glazură: Ikko, provincia Owari. Face parte dintr-un serviciu de ceai de 6 cești și 6 farfurioare. | Muzeul Național Peleș, Sinaia                              | Cimec    |
|      | Farfurioară pentru ceașcă de ceai                           | Datare: 4/4 sec. XIX Școală: Atelier japonez Ikko, provincia Owari Material: porțelan; modelat în tipar; pictat manual peste glazură; glazurat; parțial aurit | Farfurioară pentru ceașcă, de formă circulară, decorată pe întreaga suprafață, prin pictare manuală, cu frunze de iederă roșie, colorate în nuanțe de roșu, ocru și puncte verzi, care sugerează picături de apă. Buza farfurioarei subliniată cu aur. Porțelan „coajă de ou”; marcată peste glazură: Ikko, provincia Owari. Face parte dintr-un serviciu de ceai de 6 cești și 6 farfurioare. | Muzeul Național Peleș, Sinaia                              | Cimec    |
|      | Ceașcă de ceai                                              | Datare: 4/4 sec. XIX Școală: Atelier japonez Ikko, provincia Owari Material: porțelan; modelat în tipar; barbotină; pictat manual peste glazură; glazurat; parțial aurit | Ceașcă mică de ceai, de formă tronconică, cu ansa pictată cu aur coloidal. Este decorată pe întreaga suprafață cu frunze de nufăr și broaște, în nuanțe de verde pal, pe fond negru. Porțelan „coajă de ou”; marcată peste glazură: Ikko, provincia Owari. Face parte dintr-un serviciu de ceai de 6 cești și 6 farfurioare. | Muzeul Național Peleș, Sinaia                              | Cimec    |
|      | Farfurioară pentru ceașcă de ceai                           | Datare: 4/4 sec. XIX Școală: Atelier japonez Ikko, provincia Owari Material: porțelan; modelat în tipar; pictat manual peste glazură; glazurat; parțial aurit | Farfurioară pentru ceașcă, de formă circulară, decorată pe întreaga suprafață, prin pictare manuală, cu frunze de nufăr și o broscuță. Pictura manuală este realizată în nuanțe de verde pal și verde închis, pe fond negru cu sublinieri de aur. Porțelan „coajă de ou”; marcată peste glazură: Ikko, provincia Owari. Face parte dintr-un serviciu de ceai de 6 cești și 6 farfurioare. | Muzeul Național Peleș, Sinaia                              | Cimec    |
|      | Ceașcă de ceai                                              | Datare: 4/4 sec. XIX Școală: Atelier japonez Ikko, provincia Owari Material: porțelan; modelat în tipar; barbotină; pictat manual peste glazură; glazurat; parțial aurit | Ceașcă mică de ceai, de formă tronconică, cu ansa pictată cu aur coloidal. Decorul, pictat manual, sugerează un peisaj lacustru, cu păsări în zbor printre trestii. Cromatica în nuanțe de verde pal și negru. Porțelan „coajă de ou”; marcată peste glazură: Ikko, provincia Owari. Face parte dintr-un serviciu de ceai de 6 cești și 6 farfurioare. | Muzeul Național Peleș, Sinaia                              | Cimec    |
|      | Farfurioară pentru ceașcă de ceai                           | Datare: 4/4 sec. XIX Școală: Atelier japonez Ikko, provincia Owari Material: porțelan; modelat în tipar; pictat manual peste glazură; glazurat; parțial aurit | Farfurioară pentru ceașcă, de formă circulară, cu decor japonizant. Este pictată manual pe întreaga suprafață, pictura sugerând o gradină cu arbuști de coacăz. Cromatica este în nuanțe de brun, roșu și negru, iar buza farfurioarei este subliniată cu aur. Porțelan „coajă de ou”; marcată peste glazură: Ikko, provincia Owari. Face parte dintr-un serviciu de ceai de 6 cești și 6 farfurioare. | Muzeul Național Peleș, Sinaia                              | Cimec    |
|      | Ceașcă de ceai                                              | Datare: 4/4 sec. XIX Școală: Atelier japonez Ikko, provincia Owari Material: porțelan; modelat în tipar; barbotină; pictat manual peste glazură; glazurat; parțial aurit | Ceașcă mică de ceai, de formă tronconică, cu ansa pictată cu aur coloidal. Decorul pictat manual reprezintă crenguțe de arbust cu frunze și mici fructe. Cromatica discretă în nuanțe de gri, negru și roșu. Porțelan „coajă de ou”; marcată peste glazură: Ikko, provincia Owari. Face parte dintr-un serviciu de ceai de 6 cești și 6 farfurioare. | Muzeul Național Peleș, Sinaia                              | Cimec    |
|      | Farfurioară pentru ceașcă de ceai                           | Datare: 4/4 sec. XIX Școală: Atelier japonez Ikko, provincia Owari Material: porțelan; modelat în tipar; pictat manual peste glazură; glazurat; parțial aurit | Farfurioară pentru ceașcă, de formă circulară, cu decor japonizant. Este pictată manual, pe întreaga suprafață, cu crenguțe de arbuști și mici fructe, totul suprapus peste un decor cu umbre. Cromatica în nuanțe de gri, negru, roșu și auriu. Porțelan „coajă de ou”; marcată peste glazură: Ikko, provincia Owari. Face parte dintr-un serviciu de ceai de 6 cești și 6 farfurioare. | Muzeul Național Peleș, Sinaia                              | Cimec    |
|      | Ceașcă de ceai                                              | Datare: 4/4 sec. XIX Școală: Atelier japonez Ikko, provincia Owari Material: porțelan; modelat în tipar; barbotină; pictat manual peste glazură; glazurat; parțial aurit | Ceașcă mică de ceai, de formă tronconică, cu ansa pictată cu aur coloidal. Decorul, pictat manual, reprezintă frunze de trifoi, în alb și brun, acesta fiind suprapus pe fundal cu dungi verticale, sugerând rădăcinile aeriene ale plantei. Cromatica rafinată de brun, albastru deschis, și ocru galben. Porțelan „coajă de ou”; marcată peste glazură: Ikko, provincia Owari. Face parte dintr-un serviciu de ceai de 6 cești și 6 farfurioare. | Muzeul Național Peleș, Sinaia                              | Cimec    |
|      | Farfurioară pentru ceașcă de ceai                           | Datare: 4/4 sec. XIX Școală: Atelier japonez Ikko, provincia Owari Material: porțelan; modelat în tipar; pictat manual peste glazură; glazurat; parțial aurit | Farfurioară pentru ceașcă, de forma circulară, cu decor japonizant. Este pictată manual, pe întreaga suprafață, cu frunze de trifoi, în alb și brun, acestea fiind suprapuse pe fundal cu dungi verticale, sugerând rădăcinile aeriene ale plantei. Cromatica rafinată de brun, albastru deschis și ocru-galben. Porțelan „coajă de ou”; marcată peste glazură: Ikko, provincia Owari. Face parte dintr-un serviciu de ceai de 6 cești și 6 farfurioare. | Muzeul Național Peleș, Sinaia                              | Cimec    |
|      | Profil de femeie „Doamnă orientală” Autor: Raymond Fournier | Datare: sf. sec. XIX - înc. sec. XX Școală: Atelier german Mettlach, Villeroy & Boch Material: gresie; modelată la roată; incizată; pictată manual; glazură mată | Platou decorativ din gresie, circular, cu decor „en creux” pe toată suprafața. Central, profilul unui personaj feminin spre stânga, cu flori galbene în mâini, încadrat în bordura lată, decorată cu volute vegetale. Piesa este intitulată, în colecțiile Mettlach, „Doamna Orientală”. În stil Art Nouveau. Marcată peste glazură; semnată ”en creux”. Face parte dintr-o garnitură de două piese. | Muzeul Național Peleș, Sinaia                              | Cimec    |
|      | Profil de femeie „Doamnă orientală” Autor: Raymond Fournier | Datare: sf. sec. XIX - înc. sec. XX Școală: Atelier german Mettlach, Villeroy & Boch Material: gresie; modelată la roată; incizată; pictată manual; glazură mată | Platou decorativ din gresie, circular, cu decor „en creux” pe toată suprafața. Central profilul unui personaj feminin spre dreapta, cu flori galbene în mâini, încadrat în bordură lată decorată cu volute vegetale. Piesa este intitulată, în colecțiile Mettlach, „Doamna Orientală”. În stil Art Nouveau. Marcată peste glazură; semnată ”en creux”. Face parte dintr-o garnitură de două piese. | Muzeul Național Peleș, Sinaia                              | Cimec    |
|      | Adorația magilor                                            | Datare: 4/4 sec. XIX Școală: Manufactura Richard Ginori, Doccia, Italia Material: faianță; modelată la roată; pictată manual sub glazură; glazurată | Platou decorativ, circular, pictat pe întreaga suprafață cu o scenă biblică „Adorația magilor”. Aceasta este o temă care a preocupat artiștii renascentiști, alături de alte teme precum Nașterea Domnului, Călătoria celor trei magi sau Fuga în Egipt. În secolul al XVII-lea manufactura de la Faenza este preocupată de redarea scenelor biblice pe vase și platouri, inspirându-se din pictura renascentistă. Cromatica este vie, în tonuri de ocru, albastru cobalt, verde, violet sau brun, având strălucire sub glazura sticloasă. | Muzeul Național Peleș, Sinaia                              | Cimec    |
|      | Banchetă                                                    | Datare: 4/4 sec. XIX Școală: Atelier occidental Material: lemn; sculptat; stucat; aurit; împletitură din pai de orez; mătase | Banchetă aurită, pe patru picioare, colonete în caneluri torsadate, cu centură ușor arcuită frontal, decorată în relief, cu motiv frânghie, ghirlandă de laur și ruban; șezută dreptunghiulară, din împletitură de pai de orez; laterale unite cu spătarul, din împletitură dublă de pai de orez, decorate cu ruban, acant, laur. Pernă din mătase damasată, grena, cu motive florale mari, “ton sur ton”, presărate uniform pe toată suprafața, cu galon din mătase în ton. În stil Louis XVI. Face parte din colecția regelui Carol I de la Castelul Peleș, camera 67. | Muzeul Național Peleș, Sinaia                              | Cimec    |
|      | Dulap                                                       | Datare: 4/4 sec. XIX Școală: Atelier german Material: lemn de stejar; sculptat; strunjit; lustruit; natur | Sprijinit pe patru picioare bile aplatizate, cu două uși sculptate în meplat cu motive volute vegetale și meandru grec, central stema Vechiului Regat și stema casei de Wied; montanți pilaștri angajați, sculptați cu imbricații, ținte de diamant; cornișă profilată. Stil Neo-Renaștere germană. Face parte din colecția regelui Carol I de la Castelul Peleș, camera 66 A. | Muzeul Național Peleș, Sinaia                              | Cimec    |
|      | Bancă-ladă                                                  | Datare: 4/4 sec. XIX Școală: Atelier occidental Material: lemn; piele; presată; gravată; alamă; ștanțată | Bancă din lemn, îmbrăcată în întregime în piele maron, presată, cu marginile fixate în butoni de alamă, cu șezută dreptunghiulară - capac pentru ladă paralelipipedică, căptușită la interior cu mușama vernil; spătar drept. Stil Neo-Renaștere spaniolă. Face parte din colecția regelui Carol I de la Castelul Peleș, camera 66, camera de gardă, garnitură formată din trei piese. | Muzeul Național Peleș, Sinaia                              | Cimec    |
|      | Taburet                                                     | Datare: 4/4 sec. XIX Școală: Atelier occidental Material: lemn; piele; presată; gravată; alamă; ștanțată | Taburet cu șezută pătrată și cu patru picioare panouri oblice, unite pe muchii. Îmbrăcat în întregime în piele presată, fixată cu butoni din alamă. Stil Neo-Renaștere spaniolă. Face parte din colecția regelui Carol I de la Castelul Peleș, camera 66, camera de gardă, garnitură formată din trei piese. | Muzeul Național Peleș, Sinaia                              | Cimec    |
|      | Taburet                                                     | Datare: 4/4 sec. XIX Școală: Atelier occidental Material: lemn; piele; presată; gravată; alamă; ștanțată | Taburet cu șezută pătrată și cu patru picioare panouri oblice, unite pe muchii. Îmbrăcat în întregime în piele presată, fixată cu butoni din alamă. Stil neorenaștere spaniolă. Face parte din colecția regelui Carol I de la Castelul Peleș, camera 66, camera de gardă, garnitură formată din trei piese. | Muzeul Național Peleș, Sinaia                              | Cimec    |
|      | Masă                                                        | Datare: 4/4 sec. XIX Școală: Atelier occidental Material: lemn de stejar; strunjit; lustruit; piele; presată; gravată; alamă; ștanțată | Blat dreptunghiular, îmbrăcat în piele maron presată de toval, cu rezervă centrală medalion dreptunghiular-vas cu flori și personaje; piele fixată în ținte din alamă - garnitură de butoni, de două mărimi; patru picioare balustru, unite de traversă în “X” mult arcuit, frânt, cu balustru central. Stil eclectic cu influențe stilistice spaniole. Face parte din colecția regelui Carol I de la Castelul Peleș, camera 66, camera de gardă. | Muzeul Național Peleș, Sinaia                              | Cimec    |
|      | Masă de scris                                               | Datare: 4/4 sec. XIX Școală: Atelier August Bembé, Mainz & Cőln, Germania Material: lemn de nuc, frasin; strunjit; sculptat; marchetat; lustruit; bronz | Masă de scris compusă din corp inferior - masa propriu zisă, cu blat dreptunghiular, îmbrăcat parțial în postav cărămiziu; centură marchetată cu furnir de frasin creț, în casete, sertar cu trăgător în formă de ghirlandă de acant, din bronz; frontal două picioare panouri, decorate cu colonete, lambrechin, motive grotești și gheare de leu; panou dorsal casetat, marchetat, unite la bază cu poliță cu decupare concavă; patru piciorușe bilă aplatizată. Corp superior: dulap, cu ușă plină marchetată cu motive grotești și Cupidon, încadrat de polițe cu sertare și arcade; superior arhitravă cu denticuli; cornișă profilată. Marcată pe serurerie. Stil eclectic. Face parte din colecția regelui Carol I de la Castelul Peleș. | Muzeul Național Peleș, Sinaia                              | Cimec    |
|      | Măsuță ovală                                                | Datare: 4/4 sec. XIX Școală: Atelier occidental Material: lemn; sculptat; stucat; aurit; marmură; șlefuită | Măsuță ovală din lemn de esență tare, aurit, pe patru picioare colonete canelate, legate prin rămiță cu laturile curbate, decorație perlată; centură îngustă cu friză decorativă - frunze de acant mărunte și la îmbinarea cu picioarele, casete cu motiv vegetal; blat oval, cu brâu perlat și placă de marmură alb - crem. În stil Ludovic XVI. Face parte din colecția regelui Carol I de la Castelul Peleș. | Muzeul Național Peleș, Sinaia                              | Cimec    |
|      | Măsuță rotundă                                              | Datare: 4/4 sec. XIX Școală: Atelier occidental Material: marmură; șlefuită; bronz; turnat; cizelat; parțial aurit; lemn; strunjit; lustruit | Măsuță rotundă cu blat circular, din marmură albă, cu vine închise la culoare; centură îngustă lisă, din lemn în montură canelată, din bronz, decorată cu ruban; în dreptul picioarelor, rozete; pe patru picioare colonete canelate, din bronz, cu aplicații ghirlande, terminate cu bile și unite către bază de traverse curbe în “H”. În stil Ludovic XVI. Face parte din colecția regelui Carol I de la Castelul Peleș. | Muzeul Național Peleș, Sinaia                              | Cimec    |
|      | Banchetă                                                    | Datare: 4/4 sec. XIX Școală: Atelier occidental Material: lemn de nuc; sculptat; strunjit; lustruit; catifea | Banchetă din lemn de nuc, pe patru picioare drepte, sculptate în meplat cu frunze de acant; șezută dreptunghiulară, tapițată în catifea de mătase roșie cu motive florale aurii, presărate uniform pe întreaga suprafață, bordată cu galon în ton; perne din puf îmbrăcate în același material; spătar unit cu brațele, cu motiv grilajat în arcade mărunte; cotiere tapițate; montanții brațelor terminați cu lei în ronde-bosse, susținând scuturi. Stil Neo-Renaștere italiană. Face parte din colecția regelui Carol I de la Castelul Peleș. | Muzeul Național Peleș, Sinaia                              | Cimec    |
|      | Banchetă                                                    | Datare: 4/4 sec. XIX Școală: Atelier occidental Material: lemn de nuc; sculptat; strunjit; lustruit; catifea | Banchetă din lemn de nuc, pe patru picioare drepte, sculptate în meplat cu frunze de acant; șezută dreptunghiulară, tapițată în catifea de mătase roșie cu motive florale aurii, presărate uniform pe întreaga suprafață, bordată cu galon în ton; spătar unit cu brațele, cu motiv grilajat în arcade mărunte; cotiere tapițate; montanții brațelor terminați cu lei în ronde-bosse, susținând scuturi. Stil Neo-Renaștere italiană. Face parte din colecția regelui Carol I de la Castelul Peleș. | Muzeul Național Peleș, Sinaia                              | Cimec    |
|      | Masă                                                        | Datare: 1/4 sec. XX Școală: Atelier Bernhard Ludwig, Viena, Austria Material: lemn de nuc; sculptat; strunjit; lustruit; furniruit | Masă cu blatul pătrat, furniruit, colțurile retezate, centura lată cu ornamente aplicate - console cu butoni, pe tambur lat cu laturi bogat sculptate, central protomă de leu, flancată de ghirlande cu fructe și lambrechin, colțuri bombate, pe patru picioare baluștri cu ornamente frunze de acant și lambrechin, fleuroane în ronde-bosse aplicate la baza laturilor tamburului. La colțuri patru putti în ronde-bosse susțin blatul, plintă cu colțuri profilate. Face parte din colecția regelui Carol I de la Castelul Peleș, parte din mobilierul expus în Holul de Onoare al castelului. | Muzeul Național Peleș, Sinaia                              | Cimec    |
|      | Banchetă                                                    | Datare: 4/4 sec. XIX Școală: Atelier occidental Material: lemn de stejar; sculptat; strunjit; lustruit; postav | Bancheta pe trei picioare, panouri sculptate, unite prin traversă longitudinală; șezută dreptunghiulară, cu postav din lână de culoare verde, bordată cu lezardă crem. Stil Neo-Renaștere germană. Face parte din colecția regelui Carol I de la Castelul Peleș, ansamblu de mobilier din toaleta regală. | Muzeul Național Peleș, Sinaia                              | Cimec    |
|      | Banchetă                                                    | Datare: 4/4 sec. XIX Școală: Atelier occidental Material: lemn de stejar; sculptat; strunjit; lustruit; postav | Bancheta pe trei picioare panouri sculptate, unite prin traversă longitudinală; șezută dreptunghiulară, cu postav din lână de culoare verde, bordată cu lezardă crem. Stil Neo-Renaștere germană. Face parte din colecția regelui Carol I de la Castelul Peleș, ansamblu de mobilier din toaleta regală. | Muzeul Național Peleș, Sinaia                              | Cimec    |
|      | Banchetă                                                    | Datare: 4/4 sec. XIX Școală: Atelier occidental Material: lemn de stejar; sculptat; strunjit; lustruit; postav | Bancheta pe trei picioare panouri sculptate, unite prin traversă longitudinală; șezută dreptunghiulară, cu postav din lână de culoare verde, bordată cu lezardă crem. Stil Neo-Renaștere germană. Face parte din colecția regelui Carol I de la Castelul Peleș, ansamblu de mobilier din toaleta regală. | Muzeul Național Peleș, Sinaia                              | Cimec    |
|      | Fotoliu                                                     | Datare: 4/4 sec. XIX Școală: Atelier occidental Material: lemn de stejar; sculptat; strunjit; ștanțat; lustruit; postav | Fotoliu pe patru picioare (frontale strunjite, terminate cu bile, dorsale drepte), unite prin ramă; șezută trapezoidală; brațe drepte, tapițate, sprijinite pe montanți torsadați; spătar tapițat, cu fronton profilat, cu montanți terminați cu bile; tapițerie din postav de lână, de culoare verde, bordată cu lezardă crem. Face parte din colecția regelui Carol I de la Castelul Peleș, ansamblu de mobilier din toaleta regală, camera 65 A, garnitură formată din șase piese. | Muzeul Național Peleș, Sinaia                              | Cimec    |
|      | Canapea                                                     | Datare: 4/4 sec. XIX Școală: Atelier occidental Material: lemn de stejar; sculptat; strunjit; ștanțat; lustruit; postav | Canapea pe patru picioare drepte; centură profilată, decorată cu rozetă; șezută dreptunghiulară; brațe compacte, sprijinite pe montanți, decorați cu ținte de diamant și scoici; spătar înalt, cu montanți laterali profilați, decorați cu rozete; tapițerie din postav de lână, de culoare verde, bordată cu lezardă crem. Face parte din colecția regelui Carol I de la Castelul Peleș, ansamblu de mobilier din toaleta regală, camera 65 A, garnitură formată din șase piese. | Muzeul Național Peleș, Sinaia                              | Cimec    |
|      | Scaun                                                       | Datare: 4/4 sec. XIX Școală: Atelier occidental Material: lemn de stejar; sculptat; strunjit; ștanțat; lustruit; postav | Scaun pe patru picioare drepte, unite prin trei baluștri și frontal, panou profilat decorat în relief cu motiv grotesc; șezută trapezoidală; spătar înalt, profilat, cu montanți terminați cu bile; tapițerie din postav de lână, de culoare verde, bordată cu lezardă crem. Stil Neo-Renaștere germană. Face parte din colecția regelui Carol I de la Castelul Peleș, ansamblu de mobilier din toaleta regală, camera 65 A, garnitură formată din șase piese. | Muzeul Național Peleș, Sinaia                              | Cimec    |
|      | Scaun                                                       | Datare: 4/4 sec. XIX Școală: Atelier occidental Material: lemn de stejar; sculptat; strunjit; ștanțat; lustruit; postav | Scaun pe patru picioare drepte, unite prin trei baluștri și frontal, panou profilat decorat în relief cu motiv grotesc; șezută trapezoidală; spătar înalt, profilat, cu montanți terminați cu bile; tapițerie din postav de lână, de culoare verde, bordată cu lezardă crem. Stil Neo-Renaștere germană. Face parte din colecția regelui Carol I de la Castelul Peleș, ansamblu de mobilier din toaleta regală, camera 65 A, garnitură formată din șase piese. | Muzeul Național Peleș, Sinaia                              | Cimec    |
|      | Scaun                                                       | Datare: 4/4 sec. XIX Școală: Atelier occidental Material: lemn de stejar; sculptat; strunjit; ștanțat; lustruit; postav | Scaun pe patru picioare drepte, unite prin trei baluștri și frontal, panou profilat decorat în relief cu motiv grotesc; șezută trapezoidală; spătar înalt, profilat, cu montanți terminați cu bile; tapițerie din postav de lână, de culoare verde, bordată cu lezardă crem. Stil Neo-Renaștere germană. Face parte din colecția regelui Carol I de la Castelul Peleș, ansamblu de mobilier din toaleta regală, camera 65 A, garnitură formată din șase piese. | Muzeul Național Peleș, Sinaia                              | Cimec    |
|      | Scaun                                                       | Datare: 4/4 sec. XIX Școală: Atelier occidental Material: lemn de stejar; sculptat; strunjit; ștanțat; lustruit; postav | Scaun pe patru picioare drepte, unite prin trei baluștri și frontal, panou profilat decorat în relief cu motiv grotesc; șezută trapezoidală; spătar înalt, profilat, cu montanți terminați cu bile; tapițerie din postav de lână, de culoare verde, bordată cu lezardă crem. Stil Neo-Renaștere germană. Face parte din colecția regelui Carol I de la Castelul Peleș, ansamblu de mobilier din toaleta regală, camera 65 A, garnitură formată din șase piese. | Muzeul Național Peleș, Sinaia                              | Cimec    |
|      | Lavoar                                                      | Datare: 4/4 sec. XIX Școală: Atelier german Material: lemn de stejar; sculptat; strunjit; lustruit; bronz; turnat; cizelat; marmură | Sprijinit frontal pe două picioare gheară, dorsal două picioare drepte; cu trei uși pline, inegale, lateralele sculptate cu heruvimi și motive grotești în casete, ușa centrală decorată cu scenă religioasă “Circumcizia lui Iisus”, inferior, în filacter, inscripția: “DEBESCHNI-DINGE CRISTI”; blat din marmură albă, capac cu marginea decorată cu filactere și butoni, dublat la interior cu oglindă din cristal. Stil Neo-Renaștere germană. Face parte din colecția regelui Carol I de la Castelul Peleș, ansamblu de mobilier din toaleta regală. | Muzeul Național Peleș, Sinaia                              | Cimec    |
|      | Gheridon                                                    | Datare: 1/4 sec. XX Școală: Atelier Bernhard Ludwig, Viena, Austria Material: lemn de stejar; sculptat; strunjit; vopsit; parțial aurit; cristal; bronz; aurit | Gheridon din lemn de stejar, vopsit alb; blat circular, acoperit cu placă de cristal bordată cu rămiță din bronz aurit; centură lisă, cu margine aurită; picior-balustru, cu câte patru ramificații în volută sub blat și la bază, decorat cu rozete, motiv floral și frunze de acant sculptate și aurite. În stil Louis al XIV-lea. Face parte din colecția regelui Carol I de la Castelul Peleș, ansamblu de salon format din 13 piese. | Muzeul Național Peleș, Sinaia                              | Cimec    |
|      | Masă                                                        | Datare: 1/4 sec. XX Școală: Atelier Bernhard Ludwig, Viena, Austria Material: lemn de stejar; sculptat; strunjit; vopsit; parțial aurit; marmură; șlefuită; bronz; aurit | Masă din lemn de stejar, vopsit alb, cu blat dreptunghiular, laturile scurte convexe, din marmură cenușie în ape; centură cu decor în casete, sculptat și aurit, cu motive perlat, val grecesc, torță, ruban și rozete; central, casete cu trofee; patru picioare-balustru, decorate cu frunze de acant și ruban, unite de traversă în “H” curbat, central urnă în ronde-bosse. În stil Louis al XIV-lea. Face parte din colecția regelui Carol I de la Castelul Peleș, ansamblu de salon format din 13 piese. | Muzeul Național Peleș, Sinaia                              | Cimec    |
|      | Măsuță                                                      | Datare: 1/4 sec. XX Școală: Atelier Bernhard Ludwig, Viena, Austria Material: lemn de stejar; sculptat; strunjit; vopsit; parțial aurit; marmură; șlefuită | Măsuță din lemn de stejar, vopsit alb, cu blat din marmură albă, dreptunghiular, colțuri rotunjite; centură cu decor floral-vegetal și geometric în casete, sculptat, stucat și aurit, cu un sertar și mâner din bronz; patru picioare -balustru, decorate cu rozete și frunze de acant, unite de traversă în “X” curbat, cu rozetă centrală. Marcată pe serurerie. În stil Louis al XIV-lea. Face parte din colecția regelui Carol I de la Castelul Peleș, ansamblu de salon format din 13 piese. | Muzeul Național Peleș, Sinaia                              | Cimec    |
|      | Fotoliu                                                     | Datare: 1/4 sec. XX Școală: Atelier Bernhard Ludwig, Viena, Austria Material: lemn de nuc; sculptat; strunjit; pai împletit; mătase | Fotoliu pe patru picioare-pilastru, decorate cu motiv vegetal și frunze de acant, unite la bază cu traversă în „X” curb și rozetă centrală; șezută semicirculară, tapițată cu mătase galben-muștar cu motiv laur „ton sur ton”, bordată cu galon în ton; brațe în volută, cu decor frunze de acant, unite cu spătarul curb, din dublă împletitură de pai de orez. În stil Ludovic al XIV-lea. Face parte din colecția regelui Carol I de la Castelul Peleș, ansamblu de salon format din 13 piese. | Muzeul Național Peleș, Sinaia                              | Cimec    |
|      | Măsuță                                                      | Datare: 1/4 sec. XX Școală: Atelier Bernhard Ludwig, Viena, Austria Material: lemn de stejar; sculptat; strunjit; vopsit; parțial aurit; marmură; șlefuită | Măsuță din lemn de stejar, vopsit alb; blat dreptunghiular din marmură albă, cu marginea sculptată cu ghirlandă de acant; centură în rețea, cu rozete la îmbinări și cartușe în volute vegetale aplicate; patru picioare-pilastru, terminate cu helix și sculptate cu motiv floral-vegetal, unite de traversă în “X” curb. În stil Ludovic al XIV-lea. Face parte din colecția regelui Carol I de la Castelul Peleș, ansamblu de salon format din 13 piese. | Muzeul Național Peleș, Sinaia                              | Cimec    |
|      | Fotoliu                                                     | Datare: 1/4 sec. XX Școală: Atelier Bernhard Ludwig, Viena, Austria Material: lemn; sculptat; strunjit; vopsit; parțial aurit; pai; împletit; bronzat; mătase | Fotoliu din lemn vopsit alb, cu ornamente sculptate și bronzate, tip “gondole”; pe patru picioare galbate, cu terminație în coarne de berbec, decorate cu frunze de acant; centură profilată, cu decor cochilie și acant; șezută circulară rotativă din pai de orez împletit; brațe unite cu spătarul curb, din pai de orez împletit, decorat cu cochilie și frunze de acant; pernă detașabilă, din mătase galben-muștar, cu motiv laur “ton sur ton”, bordată cu galon în ton. Cu elemente de stil Louis XV. Face parte din colecția regelui Carol I de la Castelul Peleș, ansamblu de salon format din 13 piese. | Muzeul Național Peleș, Sinaia                              | Cimec    |
|      | Fotoliu                                                     | Datare: 1/4 sec. XX Școală: Atelier Bernhard Ludwig, Viena, Austria Material: lemn de stejar; sculptat; strunjit; vopsit; parțial aurit; mătase | Fotoliu din lemn de stejar, vopsit alb, cu ornamente sculptate și aurite; pe patru picioare-balustru, decorate cu motiv floral-vegetal și rozete, unite de traversă în “X” curbat, cu rozetă centrală; șezută trapezoidală, tapițată; brațe în volută, cu décor frunze de acant; spătar ușor profilat superior, tapițat. Tapițerie din mătase galben-muștar, cu motiv laur “ton sur ton”, bordată cu galon în ton. În stil Ludovic al XIV-lea. Face parte din colecția regelui Carol I de la Castelul Peleș, ansamblu de salon format din 13 piese. | Muzeul Național Peleș, Sinaia                              | Cimec    |
|      | Fotoliu                                                     | Datare: 1/4 sec. XX Școală: Atelier Bernhard Ludwig, Viena, Austria Material: lemn de stejar; sculptat; strunjit; vopsit; parțial aurit; mătase | Fotoliu din lemn de stejar, vopsit alb, cu ornamente sculptate și aurite; pe patru picioare-balustru, decorate cu motiv floral-vegetal și rozete, unite de traversă în “X” curbat, cu rozetă centrală; șezută trapezoidală, tapițată; brațe în volută, cu decor frunze de acant; spătar ușor profilat superior, tapițat. Tapițerie din mătase galben-muștar, cu motiv laur “ton sur ton”, bordată cu galon în ton. În stil Ludovic al XIV-lea. Face parte din colecția regelui Carol I de la Castelul Peleș, ansamblu de salon format din 13 piese. | Muzeul Național Peleș, Sinaia                              | Cimec    |
|      | Scaun                                                       | Datare: 1/4 sec. XX Școală: Atelier Bernhard Ludwig, Viena, Austria Material: lemn de stejar; sculptat; strunjit; vopsit; parțial aurit; mătase | Scaun din lemn de stejar, vopsit alb, cu ornamente sculptate și aurite; pe patru picioare-pilaștri fațetați, decorate cu motiv floral-vegetal și rozete, unite la bază de traversă în “X” curbat, cu rozetă centrală; șezută trapezoidală, tapițată; spătar ușor profilat, tapițat. Tapițerie din mătase galben-muștar, cu motiv laur “ton sur ton”, bordată cu galon în ton. În stil Ludovic al XIV-lea. Face parte din colecția regelui Carol I de la Castelul Peleș, ansamblu de salon format din 13 piese. | Muzeul Național Peleș, Sinaia                              | Cimec    |
|      | Scaun                                                       | Datare: 1/4 sec. XX Școală: Atelier Bernhard Ludwig, Viena, Austria Material: lemn de stejar; sculptat; strunjit; vopsit; parțial aurit; mătase | Scaun din lemn de stejar, vopsit alb, cu ornamente sculptate și aurite; pe patru picioare-pilaștri fațetați, decorate cu motiv floral-vegetal și rozete, unite la bază de traversă în “X” curbat, cu rozetă centrală; șezută trapezoidală, tapițată; spătar ușor profilat, tapițat. Tapițerie din mătase galben-muștar, cu motiv laur “ton sur ton”, bordată cu galon în ton. În stil Ludovic al XIV-lea. Face parte din colecția regelui Carol I de la Castelul Peleș, ansamblu de salon format din 13 piese. | Muzeul Național Peleș, Sinaia                              | Cimec    |
|      | Consolă                                                     | Datare: 1/4 sec. XX Școală: Atelier Bernhard Ludwig, Viena, Austria Material: lemn de stejar; sculptat; strunjit; vopsit; parțial aurit; marmură; bronz; aurit | Fixată în peretele camerei, din lemn de stejar, vopsit alb; blat profilat, din marmură albă; centură concavă, casetată, decorată frontal cu rozetă în medalion; două picioare-balustru, cu decor frunze de acant și motiv floral-vegetal, sculptat și aurit, unite de traversă semicirculară. În stil Ludovic al XIV-lea. Face parte din colecția regelui Carol I de la Castelul Peleș, ansamblu de salon format din 13 piese. | Muzeul Național Peleș, Sinaia                              | Cimec    |
|      | Masă                                                        | Datare: 1/4 sec. XX Școală: Atelier Bernhard Ludwig, Viena, Austria Material: lemn de stejar; sculptat; strunjit; vopsit; parțial aurit; cristal; bronz; turnat; cizelat; aurit | Masă din lemn de stejar, vopsit alb, cu blat dreptunghiular, acoperit cu placă de cristal; centură concavă cu decor floral-vegetal în casete, sculptat și aurit, cu un sertar cu mâner din bronz; patru picioare-balustru, decorate cu rozete și frunze de acant, unite de traversă în “X” curbat, cu rozetă centrală. Marcată pe serurerie. În stil Ludovic al XIV-lea. Face parte din colecția regelui Carol I de la Castelul Peleș, ansamblu de salon format din 13 piese. | Muzeul Național Peleș, Sinaia                              | Cimec    |
|      | Noptieră                                                    | Datare: 1/4 sec. XX Școală: Atelier Bernhard Ludwig, Viena, Austria Material: lemn de nuc; sculptat; strunjit; marmură; bronz; aurit | Din lemn de nuc, pe patru piciorușe cilindrice, corpul inferior cu panouri casetate, frontal, o ușă plină, decorată cu panou și palmete pe colțuri; corp superior, susținut frontal de două brațe în volută, iar dorsal de panou casetat, cu sertar și mâner din bronz; blat dreptunghiular, din marmură bej în ape. Stil eclectic cu elemente Ludovic al XIV-lea. Face parte din colecția regelui Carol I de la castelul Peleș, ansamblu de salon format din 13 piese. | Muzeul Național Peleș, Sinaia                              | Cimec    |
|      | Măsuță                                                      | Datare: 4/4 sec. XIX Școală: Atelier german Material: lemn de stejar; sculptat; strunjit; lustruit; bronz; turnat; cizelat | Măsuță cu blat pătrat cu model parchetat, sertar, sub blat, cu mâner la ambele părți, din bronz; patru picioare-baluștri oblice, unite prin două polițe. Stil eclectic. Face parte din colecția regelui Carol I de la Castelul Peleș, camera 65 A, salon toaletă. | Muzeul Național Peleș, Sinaia                              | Cimec    |
|      | Taburet                                                     | Datare: 4/4 sec. XIX Școală: Atelier occidental Material: lemn; sculptat; strunjit; stucat; aurit; schlachmetal; mătase | Pe patru picioare galbate, decorate cu motive rocaille și terminate cu coarne de berbec, aurite; șezută pătrată, tapițată cu mătase damasată grena cu motive florale mari, presărate uniform pe toată suprafața. În stil Louis XV. Face parte din colecția regelui Carol I de la Castelul Peleș, camera 67, pereche cu taburetul cu nr. Inv. 713/2. | Muzeul Național Peleș, Sinaia                              | Cimec    |
|      | Taburet                                                     | Datare: 4/4 sec. XIX Școală: Atelier occidental Material: lemn; sculptat; strunjit; stucat; aurit; schlachmetal; mătase | Pe patru picioare galbate, decorate cu motive rocaille și terminate cu coarne de berbec, aurite; șezută pătrată, tapițată cu mătase damasată grena cu motive florale mari, presărate uniform pe toată suprafața. În stil Louis XV. Face parte din colecția regelui Carol I de la Castelul Peleș, camera 67, pereche cu taburetul cu nr. Inv. 713/1. | Muzeul Național Peleș, Sinaia                              | Cimec    |
|      | Fotoliu de birou                                            | Datare: 4/4 sec. XIX Școală: Atelier Bernhard Ludwig, Viena, Austria Material: lemn de nuc; sculptat; strunjit; lustruit; împletitură din pai de orez; aurită; catifea | Pe patru picioare galbate, terminate rocaille; centură profilată, decorată cu motiv rețea și ghirlandă floral-vegetală; șezută semicirculară, tapițată cu catifea de mătase maron deschis; brațe unite în semicerc cu spătarul din împletitură dublă de pai de orez, aurită. În stil Louis XV. Face parte din colecția regelui Carol I de la Castelul Peleș, camera 67. | Muzeul Național Peleș, Sinaia                              | Cimec    |
|      | Comodă etajeră                                              | Datare: 4/4 sec. XIX Școală: Atelier german Material: lemn de stejar; sculptat; strunjit; lustruit; bronz; turnat; cizelat | Comodă-etajeră din lemn de stejar, alcătuită din două corpuri detașabile; cel inferior, comodă, sprijinită pe patru picioare bile aplatizate, cu două sertare mari și două mici, prevăzute cu trăgătoare din bronz; cel superior, etajeră, retrasă cu patru montanți baluștri, cu două sertare mici și două polițe. Stil eclectic. Face parte din colecția regelui Carol I de la Castelul Peleș, pereche cu comoda nr. 4598, L. 676 b, parte din ansamblul de mobilier al camerei de toaletă a regelui. | Muzeul Național Peleș, Sinaia                              | Cimec    |
|      | Comodă etajeră                                              | Datare: 4/4 sec. XIX Școală: Atelier german Material: lemn de stejar; sculptat; strunjit; lustruit; bronz; turnat; cizelat | Comodă-etajeră din lemn de stejar, alcătuită din două corpuri detașabile; cel inferior, comodă, sprijinită pe patru picioare bile aplatizate, cu două sertare mari și două mici, prevăzute cu trăgătoare din bronz; cel superior, etajeră, retrasă cu patru montanți baluștri, cu două sertare mici și două polițe. Stil eclectic. Face parte din colecția regelui Carol I de la Castelul Peleș, pereche cu comoda nr. 4598, L. 676 a, parte din ansamblul de mobilier al camerei de toaletă a regelui. | Muzeul Național Peleș, Sinaia                              | Cimec    |
|      | Lavoar                                                      | Datare: 4/4 sec. XIX Școală: Atelier occidental Material: lemn de stejar; sculptat; strunjit; lustruit; marmură; tăiată; șlefuită; faianță | Lavoar pe șase picioare sfere (patru dispuse frontal și două dorsal), compus din două corpuri: cel inferior, lateral cu două uși pline, casetate, central nișă arcadată; montanți decorați cu rozete; centură decorată cu denticuli; blat și două etajere mici - colțar, din marmură albă; două ligheane basculante din faianță și patru robinete din metal; în partea superioră este prezentă o oglindă din cristal în ramă profilată, decorată cu ghirlande vegetale, cu cornișă. Ligheanele marcate: “Villeroy & Boch”. Face parte din colecția regelui Carol I de la Castelul Peleș, parte din ansamblul de mobilier al camerei de toaletă a regelui. | Muzeul Național Peleș, Sinaia                              | Cimec    |
|      | Masă circulară                                              | Datare: 1/4 sec. XX Școală: Atelier Bernhard Ludwig, Viena, Austria Material: lemn de nuc; sculptat; strunjit; furniruit; marchetat | Masă cu blat circular, furniruit cu rădăcină de nuc și marchetat; centură lisă; patru picioare în unghi cu vârful retezat, cu prelungiri labe de leu în consolă, unite prin arcade-bolți cu imitații de pietre; postament pătrat, cu prelungiri oblice în colțuri, sub console. Stil Neo-Renaștere germană. Face parte din colecția regelui Carol I de la Castelul Peleș, camera 66 B. | Muzeul Național Peleș, Sinaia                              | Cimec    |
|      | Bancă-ladă                                                  | Datare: 4/4 sec. XIX Școală: Atelier occidental Material: lemn de stejar; sculptat; strunjit; lustruit; tapiserie | Bancă-ladă pe bază dreptunghiulară; în partea frontală se află un panou sculptat în patru arcade retrase, despărțite prin colonete angajate; șezută îngustă - capac de ladă; brațe sculptate cu imbricații, unite cu spătarul redus, decorat în patru casete cu rame ove, delimitate de imbricații. Perna din zegras, îmbrăcată în tapiserie cu motive florale în albastru-verzui, pe fond crem (165,5 x 42 cm). Stil Neo-Renaștere germană. Face parte din colecția regelui Carol I de la Castelul Peleș, camera 66 B. | Muzeul Național Peleș, Sinaia                              | Cimec    |
|      | Masă octogonală                                             | Datare: 4/4 sec. XIX Școală: Atelier occidental Material: lemn de nuc; sculptat; strunjit; furniruit; lustruit | Masă cu blat octogonal, furniruit; centură casetată, picioare baluștri, cu decor corolă de acant, helix, mascheroni încadrați de volute; soclu în formă de cruce, în trepte. Stil Neo-Renaștere germană. Face parte din colecția regelui Carol I de la Castelul Peleș, camera 66 B. | Muzeul Național Peleș, Sinaia                              | Cimec    |
|      | Birou                                                       | Datare: 4/4 sec. XIX Școală: Atelier occidental Material: lemn de nuc; sculptat; strunjit; lustruit; postav; cristal | Birou din lemn de nuc, cu blat dreptunghiular, căptușit cu postav cărămiziu acoperit cu placă din cristal, bordură decorată cu volute floral-vegetale; centură cu trei sertare, bogat sculptată cu motive floral-vegetale și godroane; două corpuri laterale decorate cu cochilii și capete de sfincși; pe opt picioare-balustru, grupate câte patru, decorate cu corole de acant și capiteluri, terminate cu bile aplatizate, unite de traverse în “Y” dublu. Stil eclectic. Face parte din colecția regelui Carol I de la Castelul Peleș, ansamblu de birou al reginei Elisabeta. | Muzeul Național Peleș, Sinaia                              | Cimec    |
|      | Birou                                                       | Datare: 4/4 sec. XIX Școală: Atelier Bernhard Ludwig, Viena, Austria Material: lemn de nuc; furniruit cu frasin și abanos; marchetat; piele | Birou parțial furniruit cu frasin creț, cu blat dreptunghiular, îmbrăcat parțial în piele presată; centură decorată cu motive floral-vegetale stilizate, cu două sertare cu trăgătoare din metal comun; corpuri laterale cu câte trei sertare și uși pline; panouri laterale cu motive arcade pline - bolte imitând pietre. Marcat pe serurerie. Stil neorenaștere germană. Face parte din colecția regelui Carol I de la Castelul Peleș, camera 66 B. | Muzeul Național Peleș, Sinaia                              | Cimec    |
|      | Măsuță chiffonier                                           | Datare: 4/4 sec. XIX Școală: Atelier occidental Material: lemn de nuc; strunjit; sculptat; marchetat; lustruit; parțial pictat; parțial stucat; aurit | Măsuță chiffonier, cu blat pătrat, cu margini sinuoase, parchetat; centură lată, cu trei sertărașe frontale, suprapuse, pictată cu patru scene idilice și pastorale, în medalioane rocaille aurite; picioare galbate, cu decor rocaille aurit. În stil Louis XV. Face parte din colecția regelui Carol I de la Castelul Peleș, camera 67. | Muzeul Național Peleș, Sinaia                              | Cimec    |
|      | Scaun                                                       | Datare: 4/4 sec. XIX Școală: Atelier occidental Material: lemn; strunjit; sculptat; stucat; aurit; împletitură din pai de orez; mătase | Scaun din lemn, sculptat și aurit, pe patru picioare galbate, decorate cu frunze de acant, ruban și medalioane; șezută trapezoidală, din împletitură de pai de orez; spătar semicircular, din împletitură dublă de pai de orez în ramă cu decor floral-vegetal și ruban. Pernă din mătase damasată grena cu motive florale mari, presărate uniform pe toată suprafața, cu șnur și ciucuri în ton. În stil Louis XV. Face parte din colecția regelui Carol I de la Castelul Peleș, camera 67. | Muzeul Național Peleș, Sinaia                              | Cimec    |
|      | Scaun                                                       | Datare: 4/4 sec. XIX Școală: Atelier occidental Material: lemn; strunjit; sculptat; stucat; aurit; împletitură din pai de orez; mătase | Scaun din lemn, sculptat și aurit, pe patru picioare galbate, decorate cu frunze de acant, ruban și medalioane; șezută trapezoidală, din împletitură de pai de orez; spătar semicircular, din împletitură dublă de pai de orez în ramă cu decor floral-vegetal și ruban. Pernă din mătase damasată grena cu motive florale mari, presărate uniform pe toată suprafața, cu șnur și ciucuri în ton. În stil Louis XV. Face parte din colecția regelui Carol I de la Castelul Peleș, camera 67. | Muzeul Național Peleș, Sinaia                              | Cimec    |
|      | Scaun                                                       | Datare: 4/4 sec. XIX Școală: Atelier occidental Material: lemn; strunjit; sculptat; stucat; aurit; împletitură din pai de orez; mătase | Din lemn, sculptat și aurit, pe patru picioare galbate, decorate cu frunze de acant, ruban și medalioane; șezută trapezoidală, din împletitură de pai de orez; spătar semicircular, din împletitură dublă de pai de orez în ramă cu decor floral-vegetal și ruban. Pernă din mătase damasată grena cu motive florale mari, presărate uniform pe toată suprafața, cu șnur și ciucuri în ton. În stil Louis XV. Face parte din colecția regelui Carol I de la Castelul Peleș, camera 67. | Muzeul Național Peleș, Sinaia                              | Cimec    |
|      | Scaun                                                       | Datare: 4/4 sec. XIX Școală: Atelier occidental Material: lemn; strunjit; sculptat; stucat; aurit; împletitură din pai de orez; mătase | Din lemn, sculptat și aurit, pe patru picioare galbate, decorate cu frunze de acant, ruban și medalioane; șezută trapezoidală, din împletitură de pai de orez; spătar semicircular, din împletitură dublă de pai de orez în ramă cu decor floral-vegetal și ruban. Pernă din mătase damasată grena cu motive florale mari, presărate uniform pe toată suprafața, cu șnur și ciucuri în ton. În stil Louis XV. Face parte din colecția regelui Carol I de la Castelul Peleș, camera 67. | Muzeul Național Peleș, Sinaia                              | Cimec    |
|      | Măsuță jardinieră                                           | Datare: 4/4 sec. XIX Școală: Atelier Bernhard Ludwig, Viena, Austria Material: lemn de nuc; strunjit; sculptat; furniruit; bronz; turnat; cizelat; aurit | Măsuță jardinieră cu blat dreptunghiular, supraînălțat, decorat cu ghirlande floral-vegetale din bronz aplicat, cu două rame din bronz, cu palmete și flori stilizate, cea superioară suport pentru vasul cu flori; centură profilată, cu decor aplicat, din bronz: espagnolete, motive rocaille, unită cu picioarele galbate, cu saboți în motiv acant. În stil Louis XV. Face parte din colecția regelui Carol I de la Castelul Peleș, camera 88. | Muzeul Național Peleș, Sinaia                              | Cimec    |
|      | Comodă                                                      | Datare: 1/4 sec. XVIII Școală: Atelier francez Material: lemn de palisandru; strunjit; sculptat; lustruit; bronz; turnat; cizelat | Comodă “en tombeau”, sprijinită pe patru picioare (cele frontale în consolă, cele dorsale drepte); corp în arbaletă, cu două sertare mari, suprapuse și două alăturate; aplicații din bronz cu motive: efigii, palmete, medalioane, trăgătoare în formă de rozete și frunze de acant, pe panourile laterale mascheroni și mânere. În stil Louis XIV. Face parte din colecția regelui Carol I de la Castelul Peleș, camera 67. | Muzeul Național Peleș, Sinaia                              | Cimec    |
|      | Măsuță                                                      | Datare: 4/4 sec. XIX Școală: Atelier occidental Material: lemn de palisandru; strunjit; sculptat; lustruit; parțial stucat și aurit; sticlă | Blat dreptunghiular, cu margine festonată și placă din sticlă; centură profilată, decor bogat cu ghirlande floral-vegetale și cochilii, continuat pe picioarele galbate, unite de poliță și terminate cu coarne de berbec pe corolă de acant. În stil Louis XV. Face parte din colecția regelui Carol I de la Castelul Peleș, camera 67. | Muzeul Național Peleș, Sinaia                              | Cimec    |
|      | Noptieră                                                    | Datare: 4/4 sec. XIX Școală: Atelier Bernhard Ludwig, Viena, Austria Material: lemn de mahon; strunjit; sculptat; marchetat; lustruit; parțial stucat și aurit; bronz; turnat; cizelat; aurit; marmură; tăiată; șlefuită                                                                    | Noptieră cu blat semicircular, din marmură roșie; centură cu un sertar, cu trăgător inel; corp marchetat cu motiv rețea trifoi cu patru foi, cu dulap cu ușă plină, căptușit la interior cu marmură albă; picioare în volută dublă, cu decor floral-vegetal aurit, unite de traversă în “X” curbat. Stil eclectic. Face parte din colecția regelui Carol I de la Castelul Peleș, camera 67. | Muzeul Național Peleș, Sinaia                              | Cimec    |
|      | Noptieră                                                    | Datare: 4/4 sec. XIX Școală: Atelier Bernhard Ludwig, Viena, Austria Material: lemn de mahon; strunjit; sculptat; marchetat; lustruit; parțial stucat și aurit; bronz; turnat; cizelat; aurit; marmură; tăiată; șlefuită                                                                    | Noptieră cu blat semicircular, din marmură roșie; centură cu un sertar, cu trăgător inel; corp marchetat cu motiv rețea trifoi cu patru foi, cu dulap cu ușă plină, căptușit la interior cu marmură albă; picioare în volută dublă, cu decor floral-vegetal aurit, unite de traversă în “X” curbat. Stil eclectic. Face parte din colecția regelui Carol I de la Castelul Peleș, camera 67. | Muzeul Național Peleș, Sinaia                              | Cimec    |
|      | Masă                                                        | Datare: 4/4 sec. XIX Școală: Atelier occidental Material: lemn de nuc; strunjit; furniruit; bronz; turnat; cizelat; aurit | Blat dreptunghiular, cu margini arcuite, marchetat cu motive floral-vegetale, în esențe exotice (palisandru, trandafir etc.), cu ramă din bronz, cu aplicații rocaille la colțuri; centură profilată, cu un sertar; picioare galbate, cu aplicații și saboți în consolă, rocaille, din bronz. În stil Louis XV. Face parte din colecția regelui Carol I de la Castelul Peleș, camera 88. | Muzeul Național Peleș, Sinaia                              | Cimec    |
|      | Banchetă                                                    | Datare: 1/2 sec. XVIII Școală: Atelier italian Material: lemn de nuc; strunjit; sculptat; decupat; lustruit | Banchetă pe două picioare panouri, profilate, decupate, cel frontal sculptat cu motiv cap de Minervă în cartuș încadrat de doi dragoni și ghirlandă de flori și fructe; șezută profilată, cu bordura decorată cu ove și decor în meplat reprezentând torță, volute vegetale și motiv grotesc; spătar înalt, profilat, decupat, cu fronton terminat cu ornament cochilie, bogat sculptat în relief cu scut heraldic în cartuș încadrat de volute, lambrechin, ghirlande și himere. Stil neo-baroc. Componentă dintr-o garnitură formată din trei piese. Face parte din colecția regelui Carol I de la castelul Peleș. | Muzeul Național Peleș, Sinaia                              | Cimec    |
|      | Scaun                                                       | Datare: 1/2 sec. XVIII Școală: Atelier italian Material: lemn de nuc; strunjit; sculptat; decupat; lustruit | Pe două picioare panouri, profilate și decupate, cel frontal sculptat în relief cu scut heraldic în cartuș, încadrat de medalion, volute și dragoni; șezută profilată, decorată cu medalion central și palmete la colțuri; spătar înalt, profilat, decupat, cu fronton în motiv vegetal, sculptat cu figură umană purtând pe cap un coș cu fructe, încadrată de herme cu terminații în volută. Stil neo-baroc. Componentă dintr-o garnitură formată din trei piese. Face parte din colecția regelui Carol I de la castelul Peleș. | Muzeul Național Peleș, Sinaia                              | Cimec    |
|      | Scaun                                                       | Datare: 1/2 sec. XVIII Școală: Atelier italian Material: lemn de nuc; strunjit; sculptat; decupat; lustruit | Pe două picioare panouri, profilate și decupate, cel frontal sculptat în relief cu scut heraldic în cartuș, încadrat de medalion, volute și dragoni; șezută profilată, decorată cu medalion central și palmete la colțuri; spătar înalt, profilat, decupat, cu fronton în motiv vegetal, sculptat cu figură umană purtând pe cap un coș cu fructe, încadrată de herme cu terminații în volută. Stil neobaroc. Componentă dintr-o garnitură formată din trei piese. Face parte din colecția regelui Carol I de la castelul Peleș. | Muzeul Național Peleș, Sinaia                              | Cimec    |
|      | Fotoliu                                                     | Datare: 4/4 sec. XIX Școală: Atelier occidental Material: lemn de stejar; strunjit; sculptat; lustruit; material textil; fir auriu | Fotoliu pe patru picioare, cele anterioare baluștri, decorate cu rozete și terminate cu bile aplatizate, cele posterioare, drepte, unite de traversă profilată, în “H”; șezuta, brațele drepte, sprijinite pe montanți baluștri canelați și spătarul înalt, tapițate cu stofă de mobilă din mătase bej cu decor floral-vegetal și catifea verde țesută cu fir auriu. Pereche cu alt fotoliu (645 b), fac parte dintr-o garnitură de dormitor formată din 13 piese. Face parte din colecția regelui Carol I de la Castelul Peleș. | Muzeul Național Peleș, Sinaia                              | Cimec    |
|      | Fotoliu                                                     | Datare: 4/4 sec. XIX Școală: Atelier occidental Material: lemn de stejar; strunjit; sculptat; lustruit; material textil; fir auriu | Fotoliu pe patru picioare, cele anterioare baluștri, decorate cu rozete și terminate cu bile aplatizate, cele posterioare drepte, unite de traversă profilată, în “H”; șezuta, brațele drepte, sprijinite pe montanți baluștri canelați și spătarul înalt, tapițate cu stofă de mobilă din mătase bej cu decor floral-vegetal și catifea verde țesută cu fir auriu. Pereche cu alt fotoliu (645 c), fac parte dintr-o garnitură de dormitor formată din 13 piese. Face parte din colecția regelui Carol I de la Castelul Peleș. | Muzeul Național Peleș, Sinaia                              | Cimec    |
|      | Canapea                                                     | Datare: 4/4 sec. XIX Școală: Atelier occidental Material: lemn de stejar; strunjit; sculptat; lustruit; material textil; fir auriu | Canapea pentru două locuri, delimitate prin benzi textile, pe șase picioare, anterioare baluștri canelați, decorate cu rozete și terminate cu sfere aplatizate, cele posterioare drepte, unite prin traverse profilate, în „H” dublu; șezuta, brațele drepte, sprijinite pe baluștri canelați și spătarul înalt, tapițate cu stofă de mobil din mătase brocart bej cu decor floral- vegetal și catifea verde brocart cu fir auriu; bordate cu pasmanterie și cu ciucuri în ton, din fir metalic. Două perne pătrate îmbrăcate în aceeași tapițerie, bordate cu lezardă și ciucuri la colțuri. Face parte dintr-o garnitură de dormitor formată din 13 piese. Face parte din colecția regelui Carol I de la Castelul Peleș. | Muzeul Național Peleș, Sinaia                              | Cimec    |
|      | Scaun                                                       | Datare: 4/4 sec. XIX Școală: Atelier occidental Material: lemn de stejar; strunjit; sculptat; lustruit; material textil; fir auriu | Scaun cu patru picioare, cele frontale colonete canelate, decorate cu rozete, terminate cu bile aplatizate, cele dorsale drepte, cu frunză de acant în méplat pe intrados, unite de traversă profilată, în “H”; centură lisă, cu motiv central - volută dublă; spătar cu montanți canelați, terminați cu capete de lei și frunze de acant; tapițerie din mătase brocart bej de mătase cu decor floral-vegetal, țesut cu fir din metal galben, bordată cu lezardă, ciucuri și franjuri, prinsă cu rozete mici din alamă. Stil neorenaștere italiană. Sunt șase scaune care fac parte dintr-o garnitură de dormitor formată din 13 piese. Face parte din colecția regelui Carol I de la Castelul Peleș. | Muzeul Național Peleș, Sinaia                              | Cimec    |
|      | Scaun                                                       | Datare: 4/4 sec. XIX Școală: Atelier occidental Material: lemn de stejar; strunjit; sculptat; lustruit; material textil; fir auriu | Scaun cu patru picioare, cele frontale colonete canelate, decorate cu rozete, terminate cu bile aplatizate, cele dorsale drepte, cu frunză de acant în meplat pe intrados, unite de traversă profilată, în “H”; centură lisă, cu motiv central - volută dublă; spătar cu montanți canelați, terminați cu capete de lei și frunze de acant; tapițerie din mătase brocart bej de mătase cu decor floral-vegetal, țesut cu fir din metal galben, bordată cu lezardă, ciucuri și franjuri, prinsă cu rozete mici din alamă. Stil Neo-Renaștere italiană. Sunt șase scaune care fac parte dintr-o garnitură de dormitor formată din 13 piese. Face parte din colecția regelui Carol I de la Castelul Peleș. | Muzeul Național Peleș, Sinaia                              | Cimec    |
|      | Scaun                                                       | Datare: 4/4 sec. XIX Școală: Atelier occidental Material: lemn de stejar; strunjit; sculptat; lustruit; material textil; fir auriu | Scaun cu patru picioare, cele frontale colonete canelate, decorate cu rozete, terminate cu bile aplatizate, cele dorsale drepte, cu frunză de acant în meplat pe intrados, unite de traversă profilată, în “H”; centură lisă, cu motiv central - volută dublă; spătar cu montanți canelați, terminați cu capete de lei și frunze de acant; tapițerie din mătase brocart bej de mătase cu decor floral-vegetal, țesut cu fir din metal galben, bordată cu lezardă, ciucuri și franjuri, prinsă cu rozete mici din alamă. Stil Neo-Renaștere italiană. Sunt șase scaune care fac parte dintr-o garnitură de dormitor formată din 13 piese. Face parte din colecția regelui Carol I de la Castelul Peleș. | Muzeul Național Peleș, Sinaia                              | Cimec    |
|      | Scaun                                                       | Datare: 4/4 sec. XIX Școală: Atelier occidental Material: lemn de stejar; strunjit; sculptat; lustruit; material textil; fir auriu | Scaun cu patru picioare, cele frontale colonete canelate, decorate cu rozete, terminate cu bile aplatizate, cele dorsale drepte, cu frunză de acant în meplat pe intrados, unite de traversă profilată, în “H”; centură lisă, cu motiv central - volută dublă; spătar cu montanți canelați, terminați cu capete de lei și frunze de acant; tapițerie din mătase brocart bej de mătase cu decor floral-vegetal, țesut cu fir din metal galben, bordată cu lezardă, ciucuri și franjuri, prinsă cu rozete mici din alamă. Stil, neoraneștere italiană. Sunt șase scaune care fac parte dintr-o garnitură de dormitor formată din 13 piese. Face parte din colecția regelui Carol I de la castelul Peleș. | Muzeul Național Peleș, Sinaia                              | Cimec    |
|      | Scaun                                                       | Datare: 4/4 sec. XIX Școală: Atelier occidental Material: lemn de stejar; strunjit; sculptat; lustruit; material textil; fir auriu | Scaun cu patru picioare, cele frontale colonete canelate, decorate cu rozete, terminate cu bile aplatizate, cele dorsale drepte, cu frunză de acant în meplat pe intrados, unite de traversă profilată, în “H”; centură lisă, cu motiv central - volută dublă; spătar cu montanți canelați, terminați cu capete de lei și frunze de acant; tapițerie din mătase brocart, bej de mătase, cu décor floral-vegetal, țesut cu fir din metal galben, bordată cu lezardă, ciucuri și franjuri, prinsă cu rozete mici din alamă. Stil, neorenaștere italiană. Sunt șase scaune care fac parte dintr-o garnitură de dormitor formată din 13 piese. Face parte din colecția regelui Carol I de la castelul Peleș. | Muzeul Național Peleș, Sinaia                              | Cimec    |
|      | Scaun                                                       | Datare: 4/4 sec. XIX Școală: Atelier occidental Material: lemn de stejar; strunjit; sculptat; lustruit; material textil; fir auriu | Scaun cu patru picioare, cele frontale colonete canelate, decorate cu rozete, terminate cu bile aplatizate, cele dorsale drepte, cu frunză de acant în meplat pe intrados, unite de traversă profilată, în “H”; centură lisă, cu motiv central - volută dublă; spătar cu montanți canelați, terminați cu capete de lei și frunze de acant; tapițerie din mătase brocart bej de mătase cu decor floral-vegetal, țesut cu fir din metal galben, bordată cu lezardă, ciucuri și franjuri, prinsă cu rozete mici din alamă. Stil, neorenaștere italiană. Sunt șase scaune care fac parte dintr-o garnitură de dormitor formată din 13 piese. Face parte din colecția regelui Carol I de la castelul Peleș. | Muzeul Național Peleș, Sinaia                              | Cimec    |
|      | Fotoliu                                                     | Datare: 4/4 sec. XIX Școală: Atelier occidental Material: lemn de stejar; strunjit; sculptat; lustruit; material textil; fir auriu | Fotoliu cu patru picioare, cele frontale colonete canelate, decorate cu rozete, terminate cu bile aplatizate, cele dorsale drepte, cu frunză de acant în meplat pe intrados, unite de traversă profilată, în “H”. Centură lisă, cu motiv central - volută dublă; brațe în volută, decorate cu frunze de acant și imbricații, sprijinite pe montanți în volută, cu decor acant; spătar înalt, cu montanți canelați, terminați cu capete de lei și frunze de acant; tapițerie din damast bej de mătase, cu decor floral-vegetal, țesut cu fir din metal galben, bordată cu lezardă cu ciucuri și franjuri, prinsă cu rozete mici din alamă. Stil, neorenaștere italiană. Pereche cu alt fotoliu (646 b), fac parte dintr-o garnitură de dormitor formată din 13 piese. Face parte din colecția regelui Carol I de la castelul Peleș. | Muzeul Național Peleș, Sinaia                              | Cimec    |
|      | Fotoliu                                                     | Datare: 4/4 sec. XIX Școală: Atelier occidental Material: lemn de stejar; strunjit; sculptat; lustruit; material textil; fir auriu | Fotoliu cu patru picioare, cele frontale colonete canelate, decorate cu rozete, terminate cu bile aplatizate, cele dorsale drepte, cu frunză de acant în meplat pe intrados, unite de traversă profilată, în “H”. Centură lisă, cu motiv central - volută dublă; brațe în volută, decorate cu frunze de acant și imbricații, sprijinite pe montanți în volută, cu decor acant; spătar înalt, cu montanți canelați, terminați cu capete de lei și frunze de acant; tapițerie din damast bej de mătase, cu decor floral-vegetal, țesut cu fir din metal galben, bordată cu lezardă cu ciucuri și franjuri, prinsă cu rozete mici din alamă. Stil, neorenaștere italiană. Pereche cu alt fotoliu (646 a), fac parte dintr-o garnitură de dormitor formată din 13 piese. Face parte din colecția regelui Carol I de la castelul Peleș. | Muzeul Național Peleș, Sinaia                              | Cimec    |
|      | Măsuță                                                      | Datare: 4/4 sec. XIX Școală: Atelier german Material: lemn de nuc; strunjit; sculptat; lustruit; aragonit; șlefuit | Măsuță cu blat circular, din aragonit; centură lisă; patru picioare torsadate, din câte trei baghete, unite către o bază de poliță romboidală și sprijinite pe tălpici sferice. Face parte din colecția regelui Carol I de la castelul Peleș. | Muzeul Național Peleș, Sinaia                              | Cimec    |
|      | Canapea                                                     | Datare: 4/4 sec. XIX Școală: Atelier occidental Material: lemn de stejar; strunjit; sculptat; lustruit; material textil; fir auriu | Canapea tip „ottoman”, pe patru picioare balustru, cu șezută dreptunghiulară, colțuri rotunjite și spătar mărunt unit cu șezuta, capitonată cu stofă de mobilă din mătase bej cu decor floral-vegetal, gen tapiserie și ciucuri în rețea. Face parte din colecția regelui Carol I de la castelul Peleș, garnitură de dormitor formată din 13 piese. | Muzeul Național Peleș, Sinaia                              | Cimec    |
|      | Canapea                                                     | Datare: 4/4 sec. XIX Școală: Atelier occidental Material: lemn de stejar; strunjit; sculptat; lustruit; material textil; fir auriu | Canapea tip „ottoman”, pe patru picioare balustru, cu șezută dreptunghiulară, colțuri rotunjite și spătar mărunt unit cu șezuta, capitonată cu stofă de mobilă din mătase bej cu decor floral-vegetal, gen tapiserie și ciucuri în rețea. Face parte din colecția regelui Carol I de la castelul Peleș, garnitură de dormitor formată din 13 piese. | Muzeul Național Peleș, Sinaia                              | Cimec    |
|      | Masă                                                        | Datare: 4/4 sec. XIX Școală: Atelier german Material: lemn de nuc; strunjit; marchetat; lustruit; gresie; tăiată; șlefuită | Masă cu blatul dreptunghiular și colțuri retezate, cu placă din gresie neagră și cu bordură marchetată, decorată cu motive floral-vegetale, figuri grotești și heruvimi în rezerve; centură lisă, cu un sertar; picioare colonetă torsadată, unite de ramă sprijinită pe patru sfere aplatizate. Stil eclectic. Face parte din colecția regelui Carol I de la castelul Peleș. | Muzeul Național Peleș, Sinaia                              | Cimec    |
|      | Măsuță piedestal                                            | Datare: 4/4 sec. XIX Școală: Atelier chinezesc Material: lemn; sculptat; traforat; lustruit; ebenizat | Piedestal din lemn de esență tare, lustruit negru; blatul circular, centură decupată în trafor, cu patru picioare curbate, terminate sus cu ornament capete de elefanți (cu fildeșii imitați), iar jos, în labe de leu, legate prin policioară ajurată. Face parte din colecția regelui Carol I de la castelul Peleș. | Muzeul Național Peleș, Sinaia                              | Cimec    |
|      | Măsuță piedestal                                            | Datare: 4/4 sec. XIX Școală: Atelier chinezesc Material: lemn; sculptat; traforat; lustruit; ebenizat | Piedestal din lemn de esență tare, lustruit negru; blatul circular, centură decupată în trafor, cu patru picioare curbate, terminate sus cu ornament capete de elefanți (cu fildeșii imitați), iar jos în labe de leu, legate prin policioară ajurată. Face parte din colecția regelui Carol I de la Castelul Peleș. | Muzeul Național Peleș, Sinaia                              | Cimec    |
|      | Masă secretaire                                             | Datare: 4/4 sec. XIX Școală: Atelier occidental Material: lemn de nuc, paltin și frasin creț; traforat; furniruit; marchetat; lustruit; pictat; bronz; turnat; cizelat | Masă secretaire în stil extrem oriental, din lemn de nuc, paltin și frasin creț; blat dreptunghiular, colțuri retezate, marchetat cu motiv geometric în bandă; centură cu un sertar, serurerie din bronz decorat cu motiv vegetal; sub centură, colțare traforate montate de picioarele galbate median; suprapus, secretaire cu dulăpior și etajeră, pictate cu buchete de flori, sprijinit pe piciorușe în consolă, superior grilaj traforat. Face parte din colecția regelui Carol I de la Castelul Peleș. | Muzeul Național Peleș, Sinaia                              | Cimec    |
|      | Paravan                                                     | Datare: 4/4 sec. XIX Școală: Atelier oriental Material: lemn de tei; lustruit; mătase; broderie manuală | Paravan din lemn de tei ebenizat, format din patru panouri, legate între ele prin îmbinare, cu medalioane decupate la partea inferioară; îmbrăcat în mătase brodată manual cu peisaj cu flori, arbori înfloriți, fazani, păsări în zbor; căptușeală din damasc galben. Face parte din colecția regelui Carol I de la Castelul Peleș. | Muzeul Național Peleș, Sinaia                              | Cimec    |
|      | Vitrină casetă                                              | Datare: 1937 Școală: Atelier oriental Material: lemn exotic; sculptat; lustruit; cristal; șlefuit; bronz; cizelat; sidef; fildeș | Vitrină din lemn exotic, la bază, un elefant cu colți din fildeș cărând în spinare o vitrină în formă de pagodă, cu fațete din cristal, două policioare interioare pe console din metal, baza căptușită cu catifea crem-roz și inscripție-dedicație pe plăcuță metalică: “MĂRIEI SALE MARELUI VOIEVOD MIHAI AL ALBEI IULIA CU PRILEJUL ÎNĂLȚĂRII LA GRADUL DE SUBLOCOTENENT. PREFECTURA JUD. PRAHOVA. 25 OCTOMBRIE 1937”. În interior serviciu de cafea din lemn exotic. | Muzeul Național Peleș, Sinaia                              | Cimec    |
|      | Masă                                                        | Datare: 1/4 sec. XX Școală: Atelier Bernhard Ludwig, Viena, Austria Material: lemn; strunjit; furniruit; vopsit; cristal; bronz; turnat; traforat; cizelat | Din lemn vopsit alb, cu blat circular îmbrăcat în rips bej, cu placă din cristal; centură lisă, decorată cu aplicații din bronz reprezentând motive floral-vegetale și cornuri ale abundenței, cu un sertar compartimentat, pentru ustensile de lucru de mână; patru picioare galbate, decorate cu aplicații din bronz – motive floral-vegetale în ghirlande, palmete, rozete, unite de traverse curbe ce susțin ornament cu formă de coșuleț grilajat. Face parte din colecția regelui Carol I de la Castelul Peleș, ansamblu de dormitor din apartamentul Mariei de Wied. | Muzeul Național Peleș, Sinaia                              | Cimec    |
|      | Dulap                                                       | Datare: 1/4 sec. XX Școală: Atelier Bernhard Ludwig, Viena, Austria Material: lemn; strunjit; furniruit; vopsit; cristal; bronz; turnat; traforat; cizelat | Din lemn vopsit alb, furniruit cu cireș în interior; central, comodă cu patru sertare, surmontată de etajeră cu trei oglinzi și vitrină; lateral două corpuri cu sertar inferior și ușă cu oglindă ovală din cristal; arhitravă cu denticuli și cornișă profilată; ornamente aplicate, din bronz, reprezentând scene mitologice, cornuri ale abundenței, motive vegetale (palmete, rozete, tor), lebede, protome de leu cu anouri. Marcat. Stil Adam, interpretare istoristă. Face parte din colecția regelui Carol I de la Castelul Peleș, ansamblu de dormitor și salon. | Muzeul Național Peleș, Sinaia                              | Cimec    |
|      | Pat                                                         | Datare: 1/4 sec. XX Școală: Atelier Bernhard Ludwig, Viena, Austria Material: lemn; vopsit; bronz; turnat; cizelat | Pat din lemn vopsit alb, pe patru picioare trapezoidale, cu centură lisă; tăblii inegale, casetate, profilate, decorate cu aplicații din bronz reprezentând scene mitologice și motive floral-vegetale (rozete, fructe și frunze de viță de vie, ghirlande de acant). Stil Adam. Face parte din colecția regelui Carol I de la Castelul Peleș, ansamblu de dormitor și salon. | Muzeul Național Peleș, Sinaia                              | Cimec    |
|      | Lavoar                                                      | Datare: 1/4 sec. XX Școală: Atelier Bernhard Ludwig, Viena, Austria Material: lemn; vopsit; bronz; turnat; cizelat; marmură | Lavoar cu toaletă, din lemn vopsit alb, pe opt picioare trapezoidale, cu două blaturi rabatabile, unul la toaletă, celălalt la lavoar, ce maschează oglinzi din cristal; în stânga, corp cu patru sertare, cu decor aplicat, din bronz – motive vegetale și cornuri ale abundenței; central blat acoperit cu rips bej și placă din cristal; inferior, poliță concavă; dreapta, lavoar din marmură bej, vas din faianță, marcat: “N. Enders K. HOFLIEFERANT, VIENA IV MARGARETENSTRASSE 29”; sertar, ușă cu trei sertare false, cu decor din bronz aplicat – cornuri ale abundenței, motive floral-vegetale, protome de leu cu anou; la interior, cazan din aramă. Stil Adam. Face parte din colecția regelui Carol I de la Castelul Peleș, ansamblu de dormitor și salon. | Muzeul Național Peleș, Sinaia                              | Cimec    |
|      | Scaun                                                       | Datare: 1/4 sec. XX Școală: Atelier Bernhard Ludwig, Viena, Austria Material: lemn; vopsit; strunjit; bronz; turnat; rips | Scaun pe patru picioare (cele frontale, trunchi de piramidă, cele dorsale ușor galbate); șezută îmbrăcată în rips de mătase bej-roz, bordată cu galon în ton; spătar decupat, cu margine profilată; decor din bronz aplicat, cu motive: rozete, palmete, frunze de laur. Stil Adam. Face parte din colecția regelui Carol I de la Castelul Peleș, ansamblu de dormitor și salon. | Muzeul Național Peleș, Sinaia                              | Cimec    |
|      | Scaun-fotoliu                                               | Datare: 1/4 sec. XX Școală: Atelier Bernhard Ludwig, Viena, Austria Material: lemn; vopsit; strunjit; bronz; turnat; rips | Scaun-fotoliu pe patru picioare (cele frontale, trunchi de piramidă, cele dorsale ușor galbate); șezută arcuită, îmbrăcată în rips de mătase bej-roz, bordată cu galon în ton; brațe în volută, cu motiv grilajat, pe montanți concavi; spătar scund, decupat, cu motiv lujer, cu margine profilată; decor din bronz aplicat, cu motive: rozete, frunze de laur. Stil Adam. Face parte din colecția regelui Carol I de la Castelul Peleș, ansamblu de dormitor și salon. | Muzeul Național Peleș, Sinaia                              | Cimec    |
|      | Scaun-fotoliu                                               | Datare: 1/4 sec. XX Școală: Atelier Bernhard Ludwig, Viena, Austria Material: lemn; vopsit; strunjit; bronz; turnat; rips | Scaun-fotoliu pe patru picioare (cele frontale, trunchi de piramidă, cele dorsale ușor galbate); șezută arcuită, îmbrăcată în rips de mătase bej-roz, bordată cu galon în ton; brațe în volută, cu motiv grilajat, pe montanți concavi; spătar scund, decupat, cu motiv lujer, cu margine profilată; decor din bronz aplicat, cu motive: rozete, frunze de laur. Stil Adam. Face parte din colecția regelui Carol I de la Castelul Peleș, ansamblu de dormitor și salon. | Muzeul Național Peleș, Sinaia                              | Cimec    |
|      | Fotoliu                                                     | Datare: 1/4 sec. XX Școală: Atelier Bernhard Ludwig, Viena, Austria Material: lemn; vopsit; strunjit; bronz; turnat; rips | Fotoliu pe patru picioare (cele frontale, trunchi de piramidă, cele dorsale ușor galbate); șezută îmbrăcată în rips de mătase bej-roz, bordată cu galon în ton; brațe în volută, sprijinite pe montanți concavi; spătar decupat, cu margine profilată; decor din bronz aplicat, cu motive: perlat, rozete, palmete, ghirlande de acant și cap de Minervă. Stil Adam. Face parte din colecția regelui Carol I de la Castelul Peleș, ansamblu de dormitor și salon. | Muzeul Național Peleș, Sinaia                              | Cimec    |
|      | Fotoliu                                                     | Datare: 1/4 sec. XX Școală: Atelier Bernhard Ludwig, Viena, Austria Material: lemn; vopsit; strunjit; bronz; turnat; rips | Fotoliu pe patru picioare (cele frontale, trunchi de piramidă, cele dorsale ușor galbate); șezută îmbrăcată în rips de mătase bej-roz, bordată cu galon în ton; brațe în volută, sprijinite pe montanți concavi; spătar decupat, cu margine profilată; decor din bronz aplicat, cu motive: perlat, rozete, palmete, ghirlande de acant și cap de Minervă. Stil Adam. Face parte din colecția regelui Carol I de la Castelul Peleș, ansamblu de dormitor și salon. | Muzeul Național Peleș, Sinaia                              | Cimec    |
|      | Vitrină                                                     | Datare: 1/4 sec. XX Școală: Atelier Bernhard Ludwig, Viena, Austria Material: lemn; strunjit; furniruit; vopsit; cristal; șlefuit; bronz; turnat; cizelat | Vitrină din lemn vopsit alb, furniruit cu lemn de cireș în interior; cu două corpuri, cel inferior cu patru sertare, decorat cu aplicații din bronz reprezentând cornuri ale abundenței și protome de leu cu anouri; cel superior cu ușă cu geam din cristal, două policioare interioare, montanți evazați, cu terme, ghirlande, rozete și fructe din bronz aplicat; arhitravă lisă, cu aplicații din bronz – nimfe înaripate și palmete; cornișă profilată. Marcată pe serurerie. Stil Adam cu accente neoclasice. Face parte din colecția regelui Carol I de la Castelul Peleș, ansamblu de dormitor și salon. | Muzeul Național Peleș, Sinaia                              | Cimec    |
|      | Canapea                                                     | Datare: 1/4 sec. XX Școală: Atelier Bernhard Ludwig, Viena, Austria Material: lemn; strunjit; vopsit; bronz; turnat; rips | Canapea încadrată de două dulăpioare fixe, cu blat trapezoidal îmbrăcat în rips bej-roz, cu placă din cristal, suprapusă cu trei sertare, trăgătoare-protomă de leu cu anou, din bronz, sprijinite pe picioare - trunchi de piramidă; șezută dreptunghiulară, tapițată cu rips de mătase bej-roz, bordată cu galon în ton; spătar profilat, cu grilaj; central, cap de Minervă încadrat de volute floral – vegetale din bronz. Marcată. Face parte din colecția regelui Carol I de la Castelul Peleș, ansamblu de dormitor și salon. | Muzeul Național Peleș, Sinaia                              | Cimec    |
|      | Birou                                                       | Datare: 1/4 sec. XX Școală: Atelier Bernhard Ludwig, Viena, Austria Material: lemn; strunjit; vopsit; bronz; turnat; cizelat; cristal; rips | Birou din lemn vopsit alb, sprijinit frontal pe două picioare colonete, decorate cu rozete aplicate, din bronz și dorsal, pe picioare panouri, unite de traversă în “U”; centură cu două sertare; blat dreptunghiular, îmbrăcat în rips bej și placă din cristal; etajeră cu șase sertare și policioară mediană; superior, motiv grilajat, din bronz; decor din bronz aplicat cu motive: ruban, palmete, cornuri ale abundenței, protome de berbec și de leu cu anouri. Marcat pe serurerie. Face parte din colecția regelui Carol I de la Castelul Peleș, ansamblu de dormitor. | Muzeul Național Peleș, Sinaia                              | Cimec    |
|      | Noptieră                                                    | Datare: 1/4 sec. XX Școală: Atelier Bernhard Ludwig, Viena, Austria Material: lemn; strunjit; furniruit; vopsit; cristal | Noptieră din lemn vopsit alb, pe patru picioare trapezoidale, cu ușă plină, casetată, decorată cu personaj alegoric înaripat din bronz, cu buton de prindere – rozetă; sertar cu trăgătoare protomă de leu cu anou, din bronz; blat dreptunghiular, îmbrăcat în rips bej, cu placă din cristal. Stil Adam. Face parte din colecția regelui Carol I de la Castelul Peleș, ansamblu de dormitor și salon. | Muzeul Național Peleș, Sinaia                              | Cimec    |
|      | Dulăpior-vitrină                                            | Datare: 1/4 sec. XX Școală: Atelier Bernhard Ludwig, Viena, Austria Material: lemn; strunjit; vopsit; bronz; turnat; cizelat; cristal | Dulăpior-vitrină din lemn vopsit alb, cu bază dreptunghiulară, trei sertare cu mânere protome de leu cu anouri; superior, dulap cu două uși din cristal, divizate în rețea romboidală din lemn vopsit alb. Marcat. Face parte din colecția regelui Carol I de la Castelul Peleș, ansamblu de dormitor și salon. | Muzeul Național Peleș, Sinaia                              | Cimec    |
|      | Masă                                                        | Datare: 1/4 sec. XX Școală: Atelier Bernhard Ludwig, Viena, Austria Material: lemn; strunjit; vopsit; bronz; turnat; cizelat; cristal; rips | Masă din lemn vopsit alb, blat circular, îmbrăcat în rips de mătase bej și placă din cristal; centură lisă cu decor aplicat din bronz: tor, motiv liră, șerpi, arc; montanți decorați cu nimfe înaripate, șerpi încolăciți și motiv vegetal; picioare drepte, unite de poliță romboidală, cu grilaj din bronz. Stil Adam. Face parte din colecția regelui Carol I de la Castelul Peleș, ansamblu de dormitor și salon destinat prințesei Maria de Wied. | Muzeul Național Peleș, Sinaia                              | Cimec    |
|      | Vitrină                                                     | Datare: 1/4 sec. XX Școală: Atelier Bernhard Ludwig, Viena, Austria Material: lemn de mahon; strunjit; furniruit; bronz; turnat; cizelat; aurit | Vitrină masă, de formă octogonală, cu geam din sticlă cu ramă din lemn de mahon și decorație din bronz, cu palmete, interior căptușit cu pluș gri-verzui; centură cu aplicații din bronz - motiv lebădă, și scene mitologice; pe patru picioare oblice, cu palmete și rozete din bronz aplicat, cu sabot labe de leu, unite median de traverse și la bază poliță pătrată cu colțurile reliefate. Marcată pe serurerie. Stil Neo-Empire. Face parte din colecția regelui Carol I de la Castelul Peleș, ansamblu de salon. | Muzeul Național Peleș, Sinaia                              | Cimec    |
|      | Postament                                                   | Datare: 4/4 sec. XIX Școală: Atelier occidental Material: lemn de mahon; strunjit; lustruit; bronz; turnat; presat; cizelat; aurit; marmură; șlefuită | Postament cu blatul oval din marmură roșie; centură cu aplicații din bronz - lebede, motive floral-vegetale și trofee; anterior și posterior, două picioare din lemn de mahon, cu aplicații – motive vegetale, torțe și terme, cu saboți din bronz în consolă; lateral câte două picioare colonete, canelate, din bronz, sprijinite pe poliță romboidală, cu casetă centrală din marmură roșie și aplicații vegetale, din bronz; pe patru piciorușe labă de leu. Stil Neo-Empire. Face parte din colecția regelui Carol I de la Castelul Peleș, ansamblu de salon. | Muzeul Național Peleș, Sinaia                              | Cimec    |
|      | Masă                                                        | Datare: 1/2 sec. XIX Școală: Atelier rusesc Material: lemn de mahon; strunjit; furniruit; marchetat; bronz; turnat; cizelat; aurit | Masă cu blatul circular, marchetat cu motive floral-vegetale și cu bordură din bronz aurit, cu motive imbricații și lambrechin; centură lisă; trei picioare - colonete canelate, din bronz, cu sabot - gheară încleștată pe semisferă, iar superior cu lebede din bronz, unite către bază de o traversă triunghiulară, marchetată cu motiv floral-vegetal. Stil Empire. Face parte din colecția regelui Carol I de la Castelul Peleș, ansamblu de salon. | Muzeul Național Peleș, Sinaia                              | Cimec    |
|      | Canapea                                                     | Datare: 1/2 sec. XIX Școală: Atelier rusesc Material: lemn de mahon; strunjit; furniruit; marchetat; bronz; turnat; cizelat; aurit; mătase | Canapea pe patru picioare, cele anterioare strunjite, terminate cu sabot - gheară încleștată pe semisferă din bronz aurit, continuate cu montanți: lebede din bronz aurit, cu prelungiri în curbură de-a lungul spătarului, decorate cu aplicații din bronz aurit și terminate în cap de lebădă; brațe parțial tapițate; picioare posterioare ușor galbate, prelungite în montanți arcuiți; șezută dreptunghiulară; spătar ușor curb, marchetat superior cu motiv floral-vegetal în volută; tapițerie din mătase roșu închis, presărată cu rozete galben-aurii, bordate cu galon în ton. Stil Empire. Face parte din colecția regelui Carol I de la Castelul Peleș, ansamblu de salon. | Muzeul Național Peleș, Sinaia                              | Cimec    |
|      | Fotoliu                                                     | Datare: 1/2 sec. XIX Școală: Atelier rusesc Material: lemn de mahon; strunjit; furniruit; marchetat; bronz; turnat; cizelat; aurit; mătase | Fotoliu pe patru picioare, cele anterioare terminate cu sabot gheară cuprinzând semisferă din bronz aurit, continuate cu montanți: lebede din bronz aurit, cu prelungiri în curbură de-a lungul spătarului, decorate cu aplicații din bronz aurit și terminate cu cap de lebădă; brațe parțial tapițate; picioare posterioare ușor galbate, prelungite cu montanți arcuiți pentru spătar; șezută trapezoidală; spătar curb, terminat cu marchetărie cu motiv floral-vegetal în volută; tapițerie din mătase roșu închis cu rozete galben-aurii, bordate cu galon în ton. Stil Empire. Face parte din colecția regelui Carol I de la Castelul Peleș, ansamblu de salon. | Muzeul Național Peleș, Sinaia                              | Cimec    |
|      | Fotoliu                                                     | Datare: 1/2 sec. XIX Școală: Atelier rusesc Material: lemn de mahon; strunjit; furniruit; marchetat; bronz; turnat; cizelat; aurit; mătase | Fotoliu pe patru picioare, cele anterioare terminate cu sabot gheară cuprinzând semisferă din bronz aurit, continuate cu montanți: lebede din bronz aurit, cu prelungiri în curbură de-a lungul spătarului, decorate cu aplicații din bronz aurit și terminate cu cap de lebădă; brațe parțial tapițate; picioare posterioare ușor galbate, prelungite cu montanți arcuiți pentru spătar; șezută trapezoidală; spătar curb, terminat cu marchetărie cu motiv floral-vegetal în volută; tapițerie din mătase roșu închis cu rozete galben-aurii, bordate cu galon în ton. Stil Empire. Face parte din colecția regelui Carol I de la castelul Peleș, ansamblu de salon. | Muzeul Național Peleș, Sinaia                              | Cimec    |
|      | Scaun                                                       | Datare: 1/2 sec. XIX Școală: Atelier rusesc Material: lemn de mahon; strunjit; furniruit; marchetat; bronz; turnat; cizelat; aurit; mătase | Scaun pe patru picioare, anterioare terminate cu sabot labă de leu din bronz aurit, posterioare, ușor galbate, prelungite cu montanți în „S” și capete de lebădă din bronz; șezută trapezoidală; spătar parțial tapițat, cu grilaj inferior în evantai și superior cu friză cu marchetărie decor ghirlandă floral-vegetală; tapițerie din mătase roșu închis cu rozete galben aurii cu galon în ton. Stil Empire. Face parte din colecția regelui Carol I de la Castelul Peleș, ansamblu de salon. | Muzeul Național Peleș, Sinaia                              | Cimec    |
|      | Scaun                                                       | Datare: 1/2 sec. XIX Școală: Atelier rusesc Material: lemn de mahon; strunjit; furniruit; marchetat; bronz; turnat; cizelat; aurit; mătase | Scaun pe patru picioare, anterioare terminate cu sabot labă de leu din bronz aurit, posterioare, ușor galbate, prelungite cu montanți în „S” și capete de lebădă din bronz; șezută trapezoidală; spătar parțial tapițat, cu grilaj inferior în evantai și superior cu friză cu marchetărie decor ghirlandă floral-vegetală; tapițerie din mătase roșu închis cu rozete galben aurii cu galon în ton. Stil Empire. Face parte din colecția regelui Carol I de la Castelul Peleș, ansamblu de salon. | Muzeul Național Peleș, Sinaia                              | Cimec    |
|      | Gheridon                                                    | Datare: 4/4 sec. XIX Școală: Atelier occidental Material: marmură; șlefuită; metal; turnat; vopsit; bronz; turnat; cizelat; aurit | Blat circular, din marmură galbenă, cu bordură din metal vopsit verde și aplicații de palmete din bronz aurit; pe trei picioare metalice, cu aplicații din bronz aurit - protomă de berbec și frunze lanceolate, terminate cu frunze de acant și sabot copită; central balustru metalic, canelat, terminat cu bilă godronată și fruct de ananas în ronde-bosse, unit de picioare prin traverse de bronz aurit, în formă de palmete decupate cvadrilobate. Stil Neo-Empire. Face parte din colecția regelui Carol I de la Castelul Peleș, ansamblu de salon. | Muzeul Național Peleș, Sinaia                              | Cimec    |
|      | Toaletă                                                     | Datare: 1/4 sec. XX Școală: Atelier Bernhard Ludwig, Viena, Austria Material: lemn de paltin; strunjit; lustruit; bronz; turnat; cizelat; cristal | Toaletă montată în nișa proiectată special, frontal șase picioare trapezoidale; două uși concave, cu trăgătoare rozete, din bronz, sertar central și două sertare laterale concave; blat profilat; șapte oglinzi din cristal, în rame de lemn, dispuse în semicerc; decor cu aplicații din bronz reprezentând coșuri cu flori, lambrechin, motive floral-vegetale, ruban, palmetă, protomă de leu cu anou. Marcată pe serurerie. Stil Neo-Empire. Face parte din colecția regelui Carol I de la Castelul Peleș, ansamblu de dormitor. | Muzeul Național Peleș, Sinaia                              | Cimec    |
|      | Pat                                                         | Datare: 1/4 sec. XX Școală: Atelier Bernhard Ludwig, Viena, Austria Material: lemn de paltin; strunjit; lustruit; bronz; turnat; cizelat | Pat cu patru picioare trapezoidale, cu tăblii casetate, inegale și fronton detașabil; decor cu aplicații din bronz reprezentând scene mitologice, motive grotești, rozete, capete de sfinx, tor de lauri. Stil Neo-Empire. Face parte din colecția regelui Carol I de la Castelul Peleș, ansamblu de dormitor. | Muzeul Național Peleș, Sinaia                              | Cimec    |
|      | Comodă                                                      | Datare: 1/4 sec. XX Școală: Atelier Bernhard Ludwig, Viena, Austria Material: lemn de paltin; strunjit; lustruit; bronz; turnat; cizelat | Comodă de formă paralelipipedică, pe patru picioare trapezoidale, cu patru sertare: un sertar cu trăgătoare și locaș pentru cheie din lemn, trei cu decor din bronz aplicat cu motive floral-vegetale și protome de leu cu anouri pe fiecare sertar. Marcată. Stil Neo-Empire. Face parte din colecția regelui Carol I de la Castelul Peleș, ansamblu de dormitor. | Muzeul Național Peleș, Sinaia                              | Cimec    |
|      | Dulăpior-colțar                                             | Datare: 1/4 sec. XX Școală: Atelier Bernhard Ludwig, Viena, Austria Material: lemn de paltin; strunjit; lustruit; bronz; turnat; cizelat | Dulăpior pe trei picioare trapezoidale, în formă de sfert de cerc, cu două uși pline, casetate; centură cu un sertar; blat lis; décor cu aplicații din bronz reprezentând medalioane și motive floral-vegetale. Marcat. Stil Neo-Empire. Face parte din colecția regelui Carol I de la Castelul Peleș, ansamblu de dormitor. | Muzeul Național Peleș, Sinaia                              | Cimec    |
|      | Scaun                                                       | Datare: 1/4 sec. XX Școală: Atelier Bernhard Ludwig, Viena, Austria Material: lemn de paltin; strunjit; lustruit; bronz; turnat; cizelat; satin | Scaun cu patru picioare, cele anterioare drepte, cu sabot din bronz decorat cu palmete, cele posterioare galbate; centură cu decor din bronz aplicat cu motive floral-vegetale, albine și tor; șezută trapezoidală, tapițată cu satin de mătase verde presărată cu rozete galbene, bordată cu galon în ton; spătar înalt, decupat, circular cu rozetă centrală din bronz, palmete laterale și motiv grilajat din bronz. Marcat. Stil Neo-Empire. Face parte din colecția regelui Carol I de la Castelul Peleș, ansamblu de dormitor. | Muzeul Național Peleș, Sinaia                              | Cimec    |
|      | Scaun                                                       | Datare: 1/4 sec. XX Școală: Atelier Bernhard Ludwig, Viena, Austria Material: lemn de paltin; strunjit; lustruit; bronz; turnat; cizelat; satin | Scaun cu patru picioare, cele anterioare drepte, cu sabot din bronz decorat cu palmete, cele posterioare galbate; centură cu decor din bronz aplicat cu motive floral-vegetale, albine și tor; șezută trapezoidală, tapițată cu satin de mătase verde presărată cu rozete galbene, bordată cu galon în ton; spătar înalt, decupat, circular cu rozetă centrală din bronz, palmete laterale și motiv grilajat din bronz. Marcat. Stil Neo-Empire. Face parte din colecția regelui Carol I de la Castelul Peleș, ansamblu de dormitor. | Muzeul Național Peleș, Sinaia                              | Cimec    |
|      | Noptieră                                                    | Datare: 1/4 sec. XX Școală: Atelier Bernhard Ludwig, Viena, Austria Material: lemn de paltin; strunjit; lustruit; bronz; turnat; cizelat | Noptieră cu patru picioare trapezoidale, cu ușă plină, casetată și sertar; blat din marmură galbenă, fronton detașabil, cu policioară; decor cu aplicații din bronz reprezentând motive floral-vegetale, medalioane, rozete, cap de sfinx, protomă de leu cu anou. Marcată. Stil Neo-Empire. Face parte din colecția regelui Carol I de la Castelul Peleș, ansamblu de dormitor. | Muzeul Național Peleș, Sinaia                              | Cimec    |
|      | Dulap                                                       | Datare: 1/4 sec. XX Școală: Atelier Bernhard Ludwig, Viena, Austria Material: lemn de paltin; strunjit; lustruit; bronz; turnat; cizelat; cristal | Dulap din lemn de paltin, pe patru picioare trapezoidale, cu un sertar, ușă cu oglindă din cristal, fronton cu cornișă profilată; décor cu aplicații din bronz reprezentând o scenă mitologică, capete de sfinx, rozete, palmete, protome de leu cu anouri. Marcat. Stil Neo-Empire. Face parte din colecția regelui Carol I de la Castelul Peleș, ansamblu de dormitor. | Muzeul Național Peleș, Sinaia                              | Cimec    |
|      | Măsuță                                                      | Datare: 1/4 sec. XX Școală: Atelier Bernhard Ludwig, Viena, Austria Material: lemn de paltin; strunjit; lustruit; bronz; turnat; cizelat; cristal | Blatul circular, cu placă de cristal; centură tambur, lisă cu aplicații pe montanții picioarelor: personaje mitologice; picioare concave, cu sabot din bronz decorat cu motiv perlat. Marcată. Stil Neo-Empire. Face parte din colecția regelui Carol I de la Castelul Peleș, ansamblu de dormitor. | Muzeul Național Peleș, Sinaia                              | Cimec    |
|      | Lampadar                                                    | Datare: 4/4 sec. XIX Școală: Atelier Bernhard Ludwig, Viena, Austria Material: lemn de mahon; strunjit; lustruit; bronz; turnat; presat; cizelat; aurit | Lampadar înalt cu talpă circulară decorată cu palmete din bronz, cu picior coloană, cu două ornamente din bronz aurit reprezentând motive vegetale (acant și corolă de frunze lanceolate); evazare discoidală - suport pentru șase brațe mobile, în volută, cu imitație de lumânare și abajur din carton cu aplicații metalice – cununi de lauri; central fruct de ananas în ronde-bosse. Stil eclectic cu elemente Neo-Empire. Face parte din colecția regelui Carol I de la Castelul Peleș, ansamblu de salon. | Muzeul Național Peleș, Sinaia                              | Cimec    |
|      | Gheridon                                                    | Datare: 4/4 sec. XIX Școală: Atelier occidental Material: lemn de mahon; strunjit; lustruit; furniruit; aragonit; șlefuit; bronz; turnat; presat; cizelat; aurit | Gheridon cu blatul circular din lemn și placă de aragonit; centură tambur cu aplicații din bronz aurit - scene mitologice, motive liră, perlat, frânghie; pe trei picioare colonete canelate cu capiteluri compozite, unite către bază de un soclu triunghiular din lemn, cu aplicații din bronz de motive decorative - tor, rozete și palmete, terminații volute de acant și labă de leu. Stil Neo-Empire. Face parte din colecția regelui Carol I de la Castelul Peleș, ansamblu de salon. | Muzeul Național Peleș, Sinaia                              | Cimec    |
|      | Vitrină                                                     | Datare: 4/4 sec. XIX Școală: Atelier austriac Material: lemn de nuc; strunjit; lustruit; furniruit; marchetat; sticlă | Vitrina dulap, din lemn de nuc, cu postament plintă, două uși frontale cu geam de sticlă, decorat superior cu motiv bi-lobat și arcadă plină, cu marchetărie fină și vrejuri în volută; montanți superior decorați cu motiv marchetat liră și palmetă, cornișă profilată, în interior sunt rafturi de depozitare. Face parte din colecția regelui Carol I de la Castelul Peleș, ansamblu de salon. | Muzeul Național Peleș, Sinaia                              | Cimec    |
|      | Mapă de corespondență                                       | Datare: 1475 Școală: Atelier italian Material: lemn; piele; metal; pictare; turnare; incizare | Mapă de corespondență din piele pictată și montată pe lemn, având pe coperta din față pe Sfântul Gheorghe omorând balaurul, iar pe coperta din spate șapte blazoane și dedesubt o inscripție în limba italiană, datată 1475. În cele patru colțuri ale coperților sunt inserate monturi–motive florale stilizate. Cotorul prezintă patru nervuri; cromatică: verde, roșu, maro și auriu. | Muzeul Județean de Istorie și Arheologie Prahova, Ploiești | Cimec    |
|      | Centură                                                     | Datare: sec. XVIII-XIX Școală: Atelier otoman și Orietntul Apropiat Material: argint aurit filigranat; email; ciocănire; cizelare; emailare | Centură din argint aurit, filigranat și emailat, decor floral și geometric; butoni florali pe toată suprafața alcătuită din 40 de plăcuțe. Piesa a fost restaurată, prezintă urme ale uzurii funcționale. | Muzeul Județean de Istorie și Arheologie Prahova, Ploiești | Cimec    |
|      | Brățară                                                     | Datare: sec. XVIII-XIX Școală: Școală românească modernă Material: argint aurit; turnare; filigranare | Piesa este compusă din trei bucăți prinse între ele cu încuietoare-balama; suportul este din argint peste care a fost aplicat un alt rând de argint filigranat cu decor casetat, floral, rozetă, bumbi, vrejuri în spirală. Brățara este prinsă la încuietoare cu un lanț și ac din metal comun. Brățara a aparținut soției banului Manolache Crețulescu, nepotul Saftei Brâncoveanu (fiica lui Constantin Brâncoveanu). Piesa prezintă urme de deformare mecanică, uzură funcțională, se observă numeroase zgârieturi în interior, produși de coroziune ai metalului stabilizați. | Muzeul Județean de Istorie și Arheologie Prahova, Ploiești | Cimec    |
|      | Cruciuliță                                                  | Datare: sec. XVIII-XIX Școală: Școală medievală românească Material: argint filigranat; sticlă colorată; smarald; filigranare; aurire; fațetare | Decor vegetal cu plăcuțe aplicate în formă de romb; la capete bulbi și sfere. Piesa prezintă o ușoare deformare mecanică, lipsă material cca 0,3 cm din marginea caboșonului central (piatra verde), se observă o deformare mecanică prin lovire a unui bumbișor aflat sub brațul scurt al crucii, placa de pe spatele piesei este mobilă, sunt prezente mici ciobituri pe suprafața pietrei. | Muzeul Județean de Istorie și Arheologie Prahova, Ploiești | Cimec    |
|      | Cordon                                                      | Datare: sec. XVIII-XIX Școală: Atelier islamic din Orientul Apropiat Material: argint; bumbac; broderie; țesere; brodare | Cordon brodat manual cu fir de argint, suport textil, decor floral și geometrizat; uzitat în cadrul unor ceremonii domnești sau boierești; atribuit persoanelor de rang înalt. Reprezintă un accesoriu vestimentar de tip artistic post-bizantin cu influențe orientale, cu o largă răspândire în Peninsula Balcanică, respectiv Țările Române. Piesa prezintă deformare mecanică a metalului în unele zone, desprinderi cu lipsă de material metalic, oxidarea firului metalic, se observă pe spatele piesei o ruptură a materialului textil de cca 13/3 cm, pete de culoare maro pe pânza de pe spatele piesei, desprinderi ale aței de coasere. | Muzeul Județean de Istorie și Arheologie Prahova, Ploiești | Cimec    |
|      | Platou-suport                                               | Datare: Sec. XIX;4/4 Școală: Atelier Ludwig Moser, Karlsbad, Boemia Descoperit: jud., com. Material: cristal; suflare în tipar; matisare parțială; gravare; șlefuire | Circular, parțial matisat, cu bordura gravată cu decor vegetal și păsări. Stil pre-Secession. | Muzeul Național Peleș, Sinaia                              | Cimec    |
|      | Platou-suport                                               | Datare: Sec. XIX;4/4 Școală: Atelier Ludwig Moser, Karlsbad, Boemia Descoperit: jud., com. Material: cristal; suflare în tipar; matisare parțială; gravare; șlefuire | Circular, parțial matisat, cu bordura gravată cu decor vegetal și păsări. Stil pre-Secession. | Muzeul Național Peleș, Sinaia                              | Cimec    |
|      | Salatieră                                                   | Datare: Sec. XIX;4/4 Școală: Atelier Ludwig Moser, Karlsbad, Boemia Descoperit: jud., com. Material: cristal; suflare în tipar; gravare; șlefuire | Adâncă, cu corp cilindric rotunjit spre bază și cu două anse pline, cu colțurile retezate, ușor răsfrânte în afară; decor gravat pe întreaga suprafață: ramuri vegetale și păsări. Stil pre-Secession. | Muzeul Național Peleș, Sinaia                              | Cimec    |
|      | Salatieră                                                   | Datare: Sec. XIX;4/4 Școală: Atelier Ludwig Moser, Karlsbad, Boemia Descoperit: jud., com. Material: cristal; suflare în tipar; gravare; șlefuire | Adâncă, cu corp cilindric rotunjit spre bază și cu două anse pline, cu colțurile retezate, ușor răsfrânte în afară; decor gravat pe întreaga suprafață: ramuri vegetale și păsări. Stil pre-Secession. | Muzeul Național Peleș, Sinaia                              | Cimec    |
|      | Untieră cu capac                                            | Datare: Sec. XIX;4/4 Școală: Atelier Ludwig Moser, Karlsbad, Boemia Descoperit: jud., com. Material: cristal; suflare în tipar; gravare; șlefuire | Formată din vas circular, gen bol, cu buza răsfrântă gavată cu ghirlandă florală și capac emisferic, cu buton, decorat cu păsări și flori de câmp. | Muzeul Național Peleș, Sinaia                              | Cimec    |
|      | Cupă                                                        | Datare: Sec. XX;1/4 Școală: Atelier Salviati, Veneția Descoperit: jud., com. Material: sticlă; colorare în masă; presare în tipar; suflare liberă; modelare | Din sticlă verzuie, în formă de cupă florală stilizată, pe talpă circulară, cu corp cornet godronat, mult evazat spre buza trilobată. | Muzeul Național Peleș, Sinaia                              | Cimec    |
|      | Pahar                                                       | Datare: Sec. XIX;4/4 Școală: Atelier Salviati, Veneția Descoperit: jud., com. Material: sticlă; suflare liberă; pictare manuală cu email; aurire parțială | Talpă circulară, cu motiv perlat din email alb, pe fond auriu; picior înalt, balustru subțire, cu inele aurite; cupă cilindrică, strânsă spre bază, decorată cu motiv floral din email alb-roz, în medalioane și rezerve aurite. | Muzeul Național Peleș, Sinaia                              | Cimec    |
|      | Pocal cu capac                                              | Datare: Sec. XIX;4/4 Școală: Atelier bavarez Descoperit: jud., com. Material: sticlă; colorare în masă; suflare liberă; pictare manuală cu email | Din sticlă verde-oliv, pe talpă circulară bombată, subliniată de dungi aurii, cu corp cilindric pictat în email policrom cu personaj feminin în costumație din epoca Renașterii, încadrat de brâuri cu motiv perlat; capac detașabil, cu buton supraînălțat, cu sferă și inele. | Muzeul Național Peleș, Sinaia                              | Cimec    |
|      | Pahar                                                       | Datare: Sec. XIX;4/4 Școală: Atelier Salviati, Veneția Descoperit: jud., com. Material: sticlă; suflare liberă; pictare manuală cu email; aurire parțială | Talpă circulară, cu motiv perlat din email alb, pe fond auriu; picior înalt, balustru subțire, cu inele aurite; cupă cilindrică, strânsă spre bază, decorată cu motiv floral din email alb-roz, în medalioane și rezerve aurite. | Muzeul Național Peleș, Sinaia                              | Cimec    |
|      | Pahar                                                       | Datare: Sec. XIX;4/4 Școală: Atelier Salviati, Veneția Descoperit: jud., com. Material: sticlă; suflare liberă; pictare manuală cu email; aurire parțială | Talpă circulară, cu motiv perlat din email alb, pe fond auriu; picior înalt, balustru subțire, cu inele aurite; cupă cilindrică, strânsă spre bază, decorată cu motiv floral din email alb-roz, în medalioane și rezerve aurite. | Muzeul Național Peleș, Sinaia                              | Cimec    |
|      | Vas                                                         | Datare: Sec. XIX;4/4 Școală: Atelier bavarez Descoperit: jud., com. Material: sticlă; colorare în masă; suflare liberă; decor aplicat; pictare manuală cu email | Din sticlă fumurie, pe talpă circulară în retragere, cu decor floral mărunt, din picături de email; corp conic, strâns spre baza decorată cu inel și butoni aplicați, ornamentați cu motive florale, pictat în email policrom cu personaj masculin în costumație din epoca Renașterii, cu halbă de bere și carafă, încadrat de lambrechin vegetal. | Muzeul Național Peleș, Sinaia                              | Cimec    |
|      | Cană cu capac                                               | Datare: Sec. XIX;4/4 Școală: Atelier bavarez Descoperit: jud., com. Material: sticlă; colorare în masă; suflare liberă; decor aplicat; pictare cu email; aurire parțială; cositor; turnare; cizelare                                                                                        | Din sticlă verde, pe talpă circulară în retragere, cu inel auriu și motiv perlat; corp tronconic, înalt, evazat spre bază, decorat cu bumbi auriți și pictat cu email în policromie de alb, gri, roșu, verde, cu cavaler în armură și motiv floral mărunt; buză cu cioc redus, subliniată de motiv perlat; capac conic, înalt, montat în cositor și prins în șarnieră de ansă. | Muzeul Național Peleș, Sinaia                              | Cimec    |
|      | Pahar de lichior                                            | Datare: Sec. XIX;4/4 Școală: Atelier Ludwig Moser, Karlsbad, Boemia Descoperit: jud., com. Material: cristal; suflare în tipar; gravare; șlefuire | Tronconic, gravat cu motiv floral-vegetal și avimorf. Face parte dintr-un Serviciu pentru lichior, ce cuprinde în total 14 piese, din care 12 pahare. | Muzeul Național Peleș, Sinaia                              | Cimec    |
|      | Pahar de lichior                                            | Datare: Sec. XIX;4/4 Școală: Atelier Ludwig Moser, Karlsbad, Boemia Descoperit: jud., com. Material: cristal; suflare în tipar; gravare; șlefuire | Tronconic, gravat cu motiv floral-vegetal și avimorf. Face parte dintr-un Serviciu pentru lichior, ce cuprinde în total 14 piese, din care 12 pahare. | Muzeul Național Peleș, Sinaia                              | Cimec    |
|      | Pahar de lichior                                            | Datare: Sec. XIX;4/4 Școală: Atelier Ludwig Moser, Karlsbad, Boemia Descoperit: jud., com. Material: cristal; suflare în tipar; gravare; șlefuire | Tronconic, gravat cu motiv floral-vegetal și avimorf. Face parte dintr-un Serviciu pentru lichior, ce cuprinde în total 14 piese, din care 12 pahare. | Muzeul Național Peleș, Sinaia                              | Cimec    |
|      | Pahar de lichior                                            | Datare: Sec. XIX;4/4 Școală: Atelier Ludwig Moser, Karlsbad, Boemia Descoperit: jud., com. Material: cristal; suflare în tipar; gravare; șlefuire | Tronconic, gravat cu motiv floral-vegetal și avimorf. Face parte dintr-un Serviciu pentru lichior, ce cuprinde în total 14 piese, din care 12 pahare. | Muzeul Național Peleș, Sinaia                              | Cimec    |
|      | Pahar de lichior                                            | Datare: Sec. XIX;4/4 Școală: Atelier Ludwig Moser, Karlsbad, Boemia Descoperit: jud., com. Material: cristal; suflare în tipar; gravare; șlefuire | Tronconic, gravat cu motiv floral-vegetal și avimorf. Face parte dintr-un Serviciu pentru lichior, ce cuprinde în total 14 piese, din care 12 pahare. | Muzeul Național Peleș, Sinaia                              | Cimec    |
|      | Pahar de lichior                                            | Datare: Sec. XIX;4/4 Școală: Atelier Ludwig Moser, Karlsbad, Boemia Descoperit: jud., com. Material: cristal; suflare în tipar; gravare; șlefuire | Tronconic, gravat cu motiv floral-vegetal și avimorf. Face parte dintr-un Serviciu pentru lichior, ce cuprinde în total 14 piese, din care 12 pahare. | Muzeul Național Peleș, Sinaia                              | Cimec    |
|      | Pahar de lichior                                            | Datare: Sec. XIX;4/4 Școală: Atelier Ludwig Moser, Karlsbad, Boemia Descoperit: jud., com. Material: cristal; suflare în tipar; gravare; șlefuire | Tronconic, gravat cu motiv floral-vegetal și avimorf. Face parte dintr-un Serviciu pentru lichior, ce cuprinde în total 14 piese, din care 12 pahare. | Muzeul Național Peleș, Sinaia                              | Cimec    |
|      | Pahar de lichior                                            | Datare: Sec. XIX;4/4 Școală: Atelier Ludwig Moser, Karlsbad, Boemia Descoperit: jud., com. Material: cristal; suflare în tipar; gravare; șlefuire | Tronconic, gravat cu motiv floral-vegetal și avimorf. Face parte dintr-un Serviciu pentru lichior, ce cuprinde în total 14 piese, din care 12 pahare. | Muzeul Național Peleș, Sinaia                              | Cimec    |
|      | Pahar de lichior                                            | Datare: Sec. XIX;4/4 Școală: Atelier Ludwig Moser, Karlsbad, Boemia Descoperit: jud., com. Material: cristal; suflare în tipar; gravare; șlefuire | Tronconic, gravat cu motiv floral-vegetal și avimorf. Face parte dintr-un Serviciu pentru lichior, ce cuprinde în total 14 piese, din care 12 pahare. | Muzeul Național Peleș, Sinaia                              | Cimec    |
|      | Pahar de lichior                                            | Datare: Sec. XIX;4/4 Școală: Atelier Ludwig Moser, Karlsbad, Boemia Descoperit: jud., com. Material: cristal; suflare în tipar; gravare; șlefuire | Tronconic, gravat cu motiv floral-vegetal și avimorf. Face parte dintr-un Serviciu pentru lichior, ce cuprinde în total 14 piese, din care 12 pahare. | Muzeul Național Peleș, Sinaia                              | Cimec    |
|      | Pahar de lichior                                            | Datare: Sec. XIX;4/4 Școală: Atelier Ludwig Moser, Karlsbad, Boemia Descoperit: jud., com. Material: cristal; suflare în tipar; gravare; șlefuire | Tronconic, gravat cu motiv floral-vegetal și avimorf. Face parte dintr-un Serviciu pentru lichior, ce cuprinde în total 14 piese, din care 12 pahare. | Muzeul Național Peleș, Sinaia                              | Cimec    |
|      | Pahar de lichior                                            | Datare: Sec. XIX;4/4 Școală: Atelier Ludwig Moser, Karlsbad, Boemia Descoperit: jud., com. Material: cristal; suflare în tipar; gravare; șlefuire | Tronconic, gravat cu motiv floral-vegetal și avimorf. Face parte dintr-un Serviciu pentru lichior, ce cuprinde în total 14 piese, din care 12 pahare. | Muzeul Național Peleș, Sinaia                              | Cimec    |
|      | Sticlă de lichior                                           | Datare: Sec. XIX;4/4 Școală: Atelier Ludwig Moser, Karlsbad, Boemia Descoperit: jud., com. Material: cristal; suflare în tipar; gravare; șlefuire | De formă bulbară, alungită spre bază, cu gât îngust, cilindric, cu buza răsfrântă la exterior, fin gravată cu motiv floral-vegetal și avimorf; dop bulbar. Face parte dintr-un Serviciu pentru lichior, ce cuprinde în total 14 piese, din care 12 pahare. | Muzeul Național Peleș, Sinaia                              | Cimec    |
|      | Suport de sticlă și pahare                                  | Datare: Sec. XIX;4/4 Școală: Atelier Ludwig Moser, Karlsbad, Boemia Descoperit: jud., com. Material: cristal; suflare în tipar; gravare; șlefuire | Talpă circulară în retragere, picior bitronconic, margine lată, răsfrântă orizontal, ușor arcuită, cu douăsprezece orificii pentru pahare, gravat cu motiv floral-vegetal și avimorf. Face parte dintr-un Serviciu pentru lichior, ce cuprinde în total 14 piese, din care 12 pahare. | Muzeul Național Peleș, Sinaia                              | Cimec    |
|      | Sticlă de lichior                                           | Datare: Sec. XIX;4/4 Școală: Atelier Ludwig Moser, Karlsbad, Boemia Descoperit: jud., com. Material: cristal; suflare în tipar; gravare; șlefuire | De formă bulbară, alungită spre bază, cu gât îngust, cilindric, cu buza răsfrântă la exterior, fin gravată cu motiv floral-vegetal și avimorf; dop bulbar. Face parte dintr-un Serviciu pentru lichior, ce cuprinde în total 8 piese. | Muzeul Național Peleș, Sinaia                              | Cimec    |
|      | Suport de sticlă și pahare                                  | Datare: Sec. XIX;4/4 Școală: Atelier Ludwig Moser, Karlsbad, Boemia Descoperit: jud., com. Material: cristal; suflare în tipar; gravare; șlefuire | Talpă circulară în retragere, picior bitronconic, margine lată, răsfrântă orizontal, ușor arcuită, cu douăsprezece orificii pentru pahare, gravat cu motiv floral-vegetal și avimorf. Face parte dintr-un Serviciu pentru lichior, ce cuprinde în total 8 piese. | Muzeul Național Peleș, Sinaia                              | Cimec    |
|      | Pahar de lichior                                            | Datare: Sec. XIX;4/4 Școală: Atelier Ludwig Moser, Karlsbad, Boemia Descoperit: jud., com. Material: cristal; suflare în tipar; gravare; șlefuire | Tronconic, gravat cu motiv floral-vegetal și avimorf. Face parte dintr-un Serviciu pentru lichior, ce cuprinde în total 8 piese. | Muzeul Național Peleș, Sinaia                              | Cimec    |
|      | Pahar de lichior                                            | Datare: Sec. XIX;4/4 Școală: Atelier Ludwig Moser, Karlsbad, Boemia Descoperit: jud., com. Material: cristal; suflare în tipar; gravare; șlefuire | Tronconic, gravat cu motiv floral-vegetal și avimorf. Face parte dintr-un Serviciu pentru lichior, ce cuprinde în total 8 piese. | Muzeul Național Peleș, Sinaia                              | Cimec    |
|      | Pahar de lichior                                            | Datare: Sec. XIX;4/4 Școală: Atelier Ludwig Moser, Karlsbad, Boemia Descoperit: jud., com. Material: cristal; suflare în tipar; gravare; șlefuire | Tronconic, gravat cu motiv floral-vegetal și avimorf. Face parte dintr-un Serviciu pentru lichior, ce cuprinde în total 8 piese. | Muzeul Național Peleș, Sinaia                              | Cimec    |
|      | Pahar de lichior                                            | Datare: Sec. XIX;4/4 Școală: Atelier Ludwig Moser, Karlsbad, Boemia Descoperit: jud., com. Material: cristal; suflare în tipar; gravare; șlefuire | Tronconic, gravat cu motiv floral-vegetal și avimorf. Face parte dintr-un Serviciu pentru lichior, ce cuprinde în total 8 piese. | Muzeul Național Peleș, Sinaia                              | Cimec    |
|      | Pahar de lichior                                            | Datare: Sec. XIX;4/4 Școală: Atelier Ludwig Moser, Karlsbad, Boemia Descoperit: jud., com. Material: cristal; suflare în tipar; gravare; șlefuire | Tronconic, gravat cu motiv floral-vegetal și avimorf. Face parte dintr-un Serviciu pentru lichior, ce cuprinde în total 8 piese. | Muzeul Național Peleș, Sinaia                              | Cimec    |
|      | Pahar de lichior                                            | Datare: Sec. XIX;4/4 Școală: Atelier Ludwig Moser, Karlsbad, Boemia Descoperit: jud., com. Material: cristal; suflare în tipar; gravare; șlefuire | Tronconic, gravat cu motiv floral-vegetal și avimorf. Face parte dintr-un Serviciu pentru lichior, ce cuprinde în total 8 piese. | Muzeul Național Peleș, Sinaia                              | Cimec    |
|      | Cupă                                                        | Datare: Sec. XIX;4/4 Școală: Atelier Ludwig Moser, Karlsbad, Boemia Descoperit: jud., com. Material: cristal; suflare în tipar; tragere; gravare; șlefuire | Talpă circulară în retragere gravată cu brâu floral-vegetal; picior scurt; corp emisferic, cu toartă gen coș, decorat pe întreaga suprafață cu buchete de flori și păsări. | Muzeul Național Peleș, Sinaia                              | Cimec    |
|      | Cupă                                                        | Datare: Sec. XIX;4/4 Școală: Atelier Ludwig Moser, Karlsbad, Boemia Descoperit: jud., com. Material: cristal; suflare în tipar; tragere; gravare; șlefuire | Talpă circulară în retragere gravată cu brâu floral-vegetal; picior scurt; corp emisferic, cu toartă gen coș, decorat pe întreaga suprafață cu buchete de flori și păsări. | Muzeul Național Peleș, Sinaia                              | Cimec    |
|      | Pahar                                                       | Datare: Sec. XIX;4/4 Școală: Atelier bavarez Descoperit: jud., com. Material: cristal; colorare în masă; suflare liberă; torsadare; pastilare; pictare cu email | Talpă circulară, decorată cu motiv perlat; picior înalt, torsadat, inferior, două inele, superior, manșon încadrat de inele și decorat cu flori în relief și motiv perlat; cupă semisferică, cu bordura decorată cu lambrechin și cu motiv perlat la gură. Face parte dintr-un set, care cuprinde în total 58 de piese. | Muzeul Național Peleș, Sinaia                              | Cimec    |
|      | Pahar                                                       | Datare: Sec. XIX;4/4 Școală: Atelier bavarez Descoperit: jud., com. Material: cristal; colorare în masă; suflare liberă; torsadare; pastilare; pictare cu email | Talpă circulară, decorată cu motiv perlat; picior înalt, torsadat, inferior, două inele, superior, manșon încadrat de inele și decorat cu flori în relief și motiv perlat; cupă semisferică, cu bordura decorată cu lambrechin și cu motiv perlat la gură. Face parte dintr-un set, care cuprinde în total 58 de piese. | Muzeul Național Peleș, Sinaia                              | Cimec    |
|      | Pahar                                                       | Datare: Sec. XIX;4/4 Școală: Atelier bavarez Descoperit: jud., com. Material: cristal; colorare în masă; suflare liberă; torsadare; pastilare; pictare cu email | Talpă circulară, decorată cu motiv perlat; picior înalt, torsadat, inferior, două inele, superior, manșon încadrat de inele și decorat cu flori în relief și motiv perlat; cupă semisferică, cu bordura decorată cu lambrechin și cu motiv perlat la gură. Face parte dintr-un set, care cuprinde în total 58 de piese. | Muzeul Național Peleș, Sinaia                              | Cimec    |
|      | Pahar                                                       | Datare: Sec. XIX;4/4 Școală: Atelier bavarez Descoperit: jud., com. Material: cristal; colorare în masă; suflare liberă; torsadare; pastilare; pictare cu email | Talpă circulară, decorată cu motiv perlat; picior înalt, torsadat, inferior, două inele, superior, manșon încadrat de inele și decorat cu flori în relief și motiv perlat; cupă semisferică, cu bordura decorată cu lambrechin și cu motiv perlat la gură. Face parte dintr-un set, care cuprinde în total 58 de piese. | Muzeul Național Peleș, Sinaia                              | Cimec    |
|      | Pahar                                                       | Datare: Sec. XIX;4/4 Școală: Atelier bavarez Descoperit: jud., com. Material: cristal; colorare în masă; suflare liberă; torsadare; pastilare; pictare cu email | Talpă circulară, decorată cu motiv perlat; picior înalt, torsadat, inferior, două inele, superior, manșon încadrat de inele și decorat cu flori în relief și motiv perlat; cupă semisferică, cu bordura decorată cu lambrechin și cu motiv perlat la gură. Face parte dintr-un set, care cuprinde în total 58 de piese. | Muzeul Național Peleș, Sinaia                              | Cimec    |
|      | Pahar                                                       | Datare: Sec. XIX;4/4 Școală: Atelier bavarez Descoperit: jud., com. Material: cristal; colorare în masă; suflare liberă; torsadare; pastilare; pictare cu email | Talpă circulară, decorată cu motiv perlat; picior înalt, torsadat, inferior, două inele, superior, manșon încadrat de inele și decorat cu flori în relief și motiv perlat; cupă semisferică, cu bordura decorată cu lambrechin și cu motiv perlat la gură. Face parte dintr-un set, care cuprinde în total 58 de piese. | Muzeul Național Peleș, Sinaia                              | Cimec    |
|      | Pahar                                                       | Datare: Sec. XIX;4/4 Școală: Atelier bavarez Descoperit: jud., com. Material: cristal; colorare în masă; suflare liberă; torsadare; pastilare; pictare cu email | Talpă circulară, decorată cu motiv perlat; picior înalt, torsadat, inferior, două inele, superior, manșon încadrat de inele și decorat cu flori în relief și motiv perlat; cupă semisferică, cu bordura decorată cu lambrechin și cu motiv perlat la gură. Face parte dintr-un set, care cuprinde în total 58 de piese. | Muzeul Național Peleș, Sinaia                              | Cimec    |
|      | Pahar                                                       | Datare: Sec. XIX;4/4 Școală: Atelier bavarez Descoperit: jud., com. Material: cristal; colorare în masă; suflare liberă; torsadare; pastilare; pictare cu email | Talpă circulară, decorată cu motiv perlat; picior înalt, torsadat, inferior, două inele, superior, manșon încadrat de inele și decorat cu flori în relief și motiv perlat; cupă semisferică, cu bordura decorată cu lambrechin și cu motiv perlat la gură. Face parte dintr-un set, care cuprinde în total 58 de piese. | Muzeul Național Peleș, Sinaia                              | Cimec    |
|      | Pahar                                                       | Datare: Sec. XIX;4/4 Școală: Atelier bavarez Descoperit: jud., com. Material: cristal; colorare în masă; suflare liberă; torsadare; pastilare; pictare cu email | Talpă circulară, decorată cu motiv perlat; picior înalt, torsadat, inferior, două inele, superior, manșon încadrat de inele și decorat cu flori în relief și motiv perlat; cupă semisferică, cu bordura decorată cu lambrechin și cu motiv perlat la gură. Face parte dintr-un set, care cuprinde în total 58 de piese. | Muzeul Național Peleș, Sinaia                              | Cimec    |
|      | Pahar                                                       | Datare: Sec. XIX;4/4 Școală: Atelier bavarez Descoperit: jud., com. Material: cristal; colorare în masă; suflare liberă; torsadare; pastilare; pictare cu email | Talpă circulară, decorată cu motiv perlat; picior înalt, torsadat, inferior, două inele, superior, manșon încadrat de inele și decorat cu flori în relief și motiv perlat; cupă semisferică, cu bordura decorată cu lambrechin și cu motiv perlat la gură. Face parte dintr-un set, care cuprinde în total 58 de piese. | Muzeul Național Peleș, Sinaia                              | Cimec    |
|      | Pahar                                                       | Datare: Sec. XIX;4/4 Școală: Atelier bavarez Descoperit: jud., com. Material: cristal; colorare în masă; suflare liberă; torsadare; pastilare; pictare cu email | Talpă circulară, decorată cu motiv perlat; picior înalt, torsadat, inferior, două inele, superior, manșon încadrat de inele și decorat cu flori în relief și motiv perlat; cupă semisferică, cu bordura decorată cu lambrechin și cu motiv perlat la gură. Face parte dintr-un set, care cuprinde în total 58 de piese. | Muzeul Național Peleș, Sinaia                              | Cimec    |
|      | Pahar                                                       | Datare: Sec. XIX;4/4 Școală: Atelier bavarez Descoperit: jud., com. Material: cristal; colorare în masă; suflare liberă; torsadare; pastilare; pictare cu email | Talpă circulară, decorată cu motiv perlat; picior înalt, torsadat, inferior, două inele, superior, manșon încadrat de inele și decorat cu flori în relief și motiv perlat; cupă semisferică, cu bordura decorată cu lambrechin și cu motiv perlat la gură. Face parte dintr-un set, care cuprinde în total 58 de piese. | Muzeul Național Peleș, Sinaia                              | Cimec    |
|      | Pahar                                                       | Datare: Sec. XIX;4/4 Școală: Atelier bavarez Descoperit: jud., com. Material: cristal; colorare în masă; suflare liberă; torsadare; pastilare; pictare cu email | Talpă circulară, decorată cu motiv perlat; picior înalt, torsadat, inferior, două inele, superior, manșon încadrat de inele și decorat cu flori în relief și motiv perlat; cupă semisferică, cu bordura decorată cu lambrechin și cu motiv perlat la gură. Face parte dintr-un set, care cuprinde în total 58 de piese. | Muzeul Național Peleș, Sinaia                              | Cimec    |
|      | Pahar                                                       | Datare: Sec. XIX;4/4 Școală: Atelier bavarez Descoperit: jud., com. Material: cristal; colorare în masă; suflare liberă; torsadare; pastilare; pictare cu email | Talpă circulară, decorată cu motiv perlat; picior înalt, torsadat, inferior, două inele, superior, manșon încadrat de inele și decorat cu flori în relief și motiv perlat; cupă semisferică, cu bordura decorată cu lambrechin și cu motiv perlat la gură. Face parte dintr-un set, care cuprinde în total 58 de piese. | Muzeul Național Peleș, Sinaia                              | Cimec    |
|      | Pahar                                                       | Datare: Sec. XIX;4/4 Școală: Atelier bavarez Descoperit: jud., com. Material: cristal; colorare în masă; suflare liberă; torsadare; pastilare; pictare cu email | Talpă circulară, decorată cu motiv perlat; picior înalt, torsadat, inferior, două inele, superior, manșon încadrat de inele și decorat cu flori în relief și motiv perlat; cupă semisferică, cu bordura decorată cu lambrechin și cu motiv perlat la gură. Face parte dintr-un set, care cuprinde în total 58 de piese. | Muzeul Național Peleș, Sinaia                              | Cimec    |
|      | Pahar                                                       | Datare: Sec. XIX;4/4 Școală: Atelier bavarez Descoperit: jud., com. Material: cristal; colorare în masă; suflare liberă; torsadare; pastilare; pictare cu email | Talpă circulară, decorată cu motiv perlat; picior înalt, torsadat, inferior, două inele, superior, manșon încadrat de inele și decorat cu flori în relief și motiv perlat; cupă semisferică, cu bordura decorată cu lambrechin și cu motiv perlat la gură. Face parte dintr-un set, care cuprinde în total 58 de piese. | Muzeul Național Peleș, Sinaia                              | Cimec    |
|      | Pahar                                                       | Datare: Sec. XIX;4/4 Școală: Atelier bavarez Descoperit: jud., com. Material: cristal; colorare în masă; suflare liberă; torsadare; pastilare; pictare cu email | Talpă circulară, decorată cu motiv perlat; picior înalt, torsadat, inferior, două inele, superior, manșon încadrat de inele și decorat cu flori în relief și motiv perlat; cupă semisferică, cu bordura decorată cu lambrechin și cu motiv perlat la gură. Face parte dintr-un set, care cuprinde în total 58 de piese. | Muzeul Național Peleș, Sinaia                              | Cimec    |
|      | Pahar                                                       | Datare: Sec. XIX;4/4 Școală: Atelier bavarez Descoperit: jud., com. Material: cristal; colorare în masă; suflare liberă; torsadare; pastilare; pictare cu email | Talpă circulară, decorată cu motiv perlat; picior înalt, torsadat, inferior, două inele, superior, manșon încadrat de inele și decorat cu flori în relief și motiv perlat; cupă semisferică, cu bordura decorată cu lambrechin și cu motiv perlat la gură. Face parte dintr-un set, care cuprinde în total 58 de piese. | Muzeul Național Peleș, Sinaia                              | Cimec    |
|      | Carafă                                                      | Datare: Sec. XIX;4/4 Școală: Atelier Salviati, Veneția Descoperit: jud., com. Material: sticlă; suflare liberă; pictare manuală cu email; aurire parțială | Bază circulară, corp emisferic, decorat cu motiv floral pictat cu email în nuanțe alb-roz, în medalioane și rezerve aurite; gât cilindric, înalt, cu motiv floral și perlat pe fond auriu; buză cvadrilobată, aurită; dop supraînălțat, piriform, cu motiv floral pe fond auriu. Carafa aparține unui serviciu pentru lichior, ce cuprinde în total 15 piese. | Muzeul Național Peleș, Sinaia                              | Cimec    |
|      | Tavă                                                        | Datare: Sec. XIX;4/4 Școală: Atelier Salviati, Veneția Descoperit: jud., com. Material: sticlă; suflare în tipar; pictare manuală cu email; aurire parțială | Circular, cu bordura decorată cu lambrechin cu motiv floral în email alb-roz, pe fond auriu, central, rozetă florală pictată cu email, pe fond auriu. Platoul aparține unui serviciu pentru lichior, ce cuprinde în total 15 piese. | Muzeul Național Peleș, Sinaia                              | Cimec    |
|      | Pahar de lichior                                            | Datare: Sec. XIX;4/4 Școală: Atelier Salviati, Veneția Descoperit: jud., com. Material: sticlă; suflare liberă; pictare manuală cu email; aurire parțială | Talpă circulară, cu motiv perlat din email alb, pe fond auriu; picior înalt, balustru subțire, cu inele aurite; cupă cilindrică, strânsă spre bază, decorată cu motiv floral din email alb-roz, în medalioane și rezerve aurite. Platoul aparține unui serviciu pentru lichior, ce cuprinde în total 15 piese. | Muzeul Național Peleș, Sinaia                              | Cimec    |
|      | Pahar de lichior                                            | Datare: Sec. XIX;4/4 Școală: Atelier Salviati, Veneția Descoperit: jud., com. Material: sticlă; suflare liberă; pictare manuală cu email; aurire parțială | Talpă circulară, cu motiv perlat din email alb, pe fond auriu; picior înalt, balustru subțire, cu inele aurite; cupă cilindrică, strânsă spre bază, decorată cu motiv floral din email alb-roz, în medalioane și rezerve aurite. Platoul aparține unui serviciu pentru lichior, ce cuprinde în total 15 piese. | Muzeul Național Peleș, Sinaia                              | Cimec    |
|      | Pahar de lichior                                            | Datare: Sec. XIX;4/4 Școală: Atelier Salviati, Veneția Descoperit: jud., com. Material: sticlă; suflare liberă; pictare manuală cu email; aurire parțială | Talpă circulară, cu motiv perlat din email alb, pe fond auriu; picior înalt, balustru subțire, cu inele aurite; cupă cilindrică, strânsă spre bază, decorată cu motiv floral din email alb-roz, în medalioane și rezerve aurite. Platoul aparține unui serviciu pentru lichior, ce cuprinde în total 15 piese. | Muzeul Național Peleș, Sinaia                              | Cimec    |
|      | Pahar de lichior                                            | Datare: Sec. XIX;4/4 Școală: Atelier Salviati, Veneția Descoperit: jud., com. Material: sticlă; suflare liberă; pictare manuală cu email; aurire parțială | Talpă circulară, cu motiv perlat din email alb, pe fond auriu; picior înalt, balustru subțire, cu inele aurite; cupă cilindrică, strânsă spre bază, decorată cu motiv floral din email alb-roz, în medalioane și rezerve aurite. Platoul aparține unui serviciu pentru lichior, ce cuprinde în total 15 piese. | Muzeul Național Peleș, Sinaia                              | Cimec    |
|      | Pahar de lichior                                            | Datare: Sec. XIX;4/4 Școală: Atelier Salviati, Veneția Descoperit: jud., com. Material: sticlă; suflare liberă; pictare manuală cu email; aurire parțială | Talpă circulară, cu motiv perlat din email alb, pe fond auriu; picior înalt, balustru subțire, cu inele aurite; cupă cilindrică, strânsă spre bază, decorată cu motiv floral din email alb-roz, în medalioane și rezerve aurite. Platoul aparține unui serviciu pentru lichior, ce cuprinde în total 15 piese. | Muzeul Național Peleș, Sinaia                              | Cimec    |
|      | Pahar de lichior                                            | Datare: Sec. XIX;4/4 Școală: Atelier Salviati, Veneția Descoperit: jud., com. Material: sticlă; suflare liberă; pictare manuală cu email; aurire parțială | Talpă circulară, cu motiv perlat din email alb, pe fond auriu; picior înalt, balustru subțire, cu inele aurite; cupă cilindrică, strânsă spre bază, decorată cu motiv floral din email alb-roz, în medalioane și rezerve aurite. Platoul aparține unui serviciu pentru lichior, ce cuprinde în total 15 piese. | Muzeul Național Peleș, Sinaia                              | Cimec    |
|      | Pahar de lichior                                            | Datare: Sec. XIX;4/4 Școală: Atelier Salviati, Veneția Descoperit: jud., com. Material: sticlă; suflare liberă; pictare manuală cu email; aurire parțială | Talpă circulară, cu motiv perlat din email alb, pe fond auriu; picior înalt, balustru subțire, cu inele aurite; cupă cilindrică, strânsă spre bază, decorată cu motiv floral din email alb-roz, în medalioane și rezerve aurite. Platoul aparține unui serviciu pentru lichior, ce cuprinde în total 15 piese. | Muzeul Național Peleș, Sinaia                              | Cimec    |
|      | Pahar de lichior                                            | Datare: Sec. XIX;4/4 Școală: Atelier Salviati, Veneția Descoperit: jud., com. Material: sticlă; suflare liberă; pictare manuală cu email; aurire parțială | Talpă circulară, cu motiv perlat din email alb, pe fond auriu; picior înalt, balustru subțire, cu inele aurite; cupă cilindrică, strânsă spre bază, decorată cu motiv floral din email alb-roz, în medalioane și rezerve aurite. Platoul aparține unui serviciu pentru lichior, ce cuprinde în total 15 piese. | Muzeul Național Peleș, Sinaia                              | Cimec    |
|      | Pahar de lichior                                            | Datare: Sec. XIX;4/4 Școală: Atelier Salviati, Veneția Descoperit: jud., com. Material: sticlă; suflare liberă; pictare manuală cu email; aurire parțială | Talpă circulară, cu motiv perlat din email alb, pe fond auriu; picior înalt, balustru subțire, cu inele aurite; cupă cilindrică, strânsă spre bază, decorată cu motiv floral din email alb-roz, în medalioane și rezerve aurite. Platoul aparține unui serviciu pentru lichior, ce cuprinde în total 15 piese. | Muzeul Național Peleș, Sinaia                              | Cimec    |
|      | Cupă                                                        | Datare: Sec. XX;1/4 Școală: Atelier Ludwig Moser, Karlsbad, Boemia Descoperit: jud., com. Material: sticlă; colorare în masă; presare în tipar; suflare liberă | Din sticlă fină, de culoare violet, pe talpă circulară, cu picior mărunt și corp piriform godronat longitudinal la interior, cu buză răsfrântă la exterior. Pe reversul bazei, inscripția: „Heliolit Moser Karlsbad”. Stil Artă 1900. | Muzeul Național Peleș, Sinaia                              | Cimec    |
|      | Carafă                                                      | Datare: Sec. XIX;4/4 Școală: Atelier Boemia Descoperit: jud., com. Material: cristal; suflare în tipar; tăiere; fațetare; gravare; șlefuire; aurire parțială | Talpă polilobată, picior fațetat, evazat spre corpul piriform; decor în registre torsadate, cu motiv floral gravat și aurit, motiv perlat tăiat și benzi lineare aurite; gât cilindric, îngust, fațetat; dop conic, torsadat. Carafa aparține unui serviciu pentru vin, ce cuprinde în total 5 piese. | Muzeul Național Peleș, Sinaia                              | Cimec    |
|      | Pahar de vin                                                | Datare: Sec. XIX;4/4 Școală: Atelier Boemia Descoperit: jud., com. Material: cristal; suflare în tipar; tăiere; fațetare; gravare; șlefuire; aurire parțială | Talpă polilobată; picior fațetat, evazat spre corpul tronconic; decor în registre torsadate, cu motiv floral gravat și aurit, motiv perlat tăiat și benzi lineare aurite; sub buză, margine lisă, aurită. Paharul aparține unui serviciu pentru vin, ce cuprinde în total 5 piese. | Muzeul Național Peleș, Sinaia                              | Cimec    |
|      | Pahar de vin                                                | Datare: Sec. XIX;4/4 Școală: Atelier Boemia Descoperit: jud., com. Material: cristal; suflare în tipar; tăiere; fațetare; gravare; șlefuire; aurire parțială | Talpă polilobată; picior fațetat, evazat spre corpul tronconic; decor în registre torsadate, cu motiv floral gravat și aurit, motiv perlat tăiat și benzi lineare aurite; sub buză, margine lisă, aurită. Paharul aparține unui serviciu pentru vin, ce cuprinde în total 5 piese. | Muzeul Național Peleș, Sinaia                              | Cimec    |
|      | Pahar de vin                                                | Datare: Sec. XIX;4/4 Școală: Atelier Boemia Descoperit: jud., com. Material: cristal; suflare în tipar; tăiere; fațetare; gravare; șlefuire; aurire parțială | Talpă polilobată; picior fațetat, evazat spre corpul tronconic; decor în registre torsadate, cu motiv floral gravat și aurit, motiv perlat tăiat și benzi lineare aurite; sub buză, margine lisă, aurită. Carafa aparține unui serviciu pentru vin, ce cuprinde în total 5 piese. | Muzeul Național Peleș, Sinaia                              | Cimec    |
|      | Pahar de vin                                                | Datare: Sec. XIX;4/4 Școală: Atelier Boemia Descoperit: jud., com. Material: cristal; suflare în tipar; tăiere; fațetare; gravare; șlefuire; aurire parțială | Talpă polilobată; picior fațetat, evazat spre corpul tronconic; decor în registre torsadate, cu motiv floral gravat și aurit, motiv perlat tăiat și benzi lineare aurite; sub buză, margine lisă, aurită. Carafa aparține unui serviciu pentru vin, ce cuprinde în total 5 piese. | Muzeul Național Peleș, Sinaia                              | Cimec    |
|      | Pahar de apă                                                | Datare: Sec. XIX;4/4 Școală: Atelier Boemia Descoperit: jud., com. Material: cristal; suflare liberă; tăiere; gravare; șlefuire; aur coloidal | Talpă circulară ornamentată cu rozetă tăiată; picior tijă, în fațete mărunte, cu sferă la partea superioară; cupă conică, largă, decorată cu motiv „fulg de nea” închis în casete rombice, întrerupt de medalion central, cu cifrul regelui Carol I surmontat de coroană închisă, în aur; buză aurită. | Muzeul Național Peleș, Sinaia                              | Cimec    |
|      | Pahar de apă                                                | Datare: Sec. XIX;4/4 Școală: Atelier Boemia Descoperit: jud., com. Material: cristal; suflare în tipar; tăiere; gravare; șlefuire | Talpă octogonală, cu rozetă tăiată; picior balustru, fațetat; cupă tronconică, evazată superior, tăiată în rețea rombică cu fațete striate, întreruptă de medalion oval gravat cu cifrul regelui Carol I surmontat de coroană închisă; sub buză, margine circulară lisă. | Muzeul Național Peleș, Sinaia                              | Cimec    |
|      | Carafă                                                      | Datare: Sec. XIX;4/4 Școală: Atelier Salviati, Veneția Descoperit: jud., com. Material: sticlă; suflare liberă; pictare manuală cu email; aurire parțială | Bază circulară, corp emisferic, decorat cu motiv floral pictat cu email în nuanțe alb-roz, în medalioane și rezerve aurite; gât cilindric, înalt, cu motiv floral și perlat pe fond auriu; buză cvadrilobată, aurită; dop supraînălțat, piriform, cu motiv floral pe fond auriu. Carafa aparține unui serviciu pentru lichior, ce cuprinde în total 15 piese. | Muzeul Național Peleș, Sinaia                              | Cimec    |
|      | Untieră cu capac                                            | Datare: Sec. XIX;4/4 Școală: Atelier Ludwig Moser, Karlsbad, Boemia Descoperit: jud., com. Material: cristal; suflare în tipar; tăiere; fațetare; gravare; șlefuire | Formată din farfurie cu bordură evazată, fațetată și capac clopot, ambele decorate prin gravare, cu scene cinegetice în peisaj. | Muzeul Național Peleș, Sinaia                              | Cimec    |
|      | Canapea                                                     | Datare: Sec. XIX;4/4 Școală: Atelier maghiar Descoperit: jud., com. Material: lemn de nuc; strunjit; furniruit; lustruit; stofă de mobilă | Canapea, din lemn de nuc, furniruită cu rădăcină de nuc, cu spătar festonat, profilat la partea superioară, unit în evantai cu panourile arcuite într-un S larg ale brațelor, terminate în picioare console rulate spre interior, cu volute; tapițată cu stofă de mobilă crem, cu buchete mici de trandafiri în benzi, alternate cu dungi frez. Face parte dintr-o garnitură de salon, formată din 10 piese. | Muzeul Național Peleș, Sinaia                              | Cimec    |
|      | Dulap                                                       | Datare: Sec. XIX;4/4 Școală: Atelier german Descoperit: jud., com. Material: lemn de nuc; furniruit; marchetat; lustruit | Din lemn de nuc, marchetat și furniruit, de formă paralelipipedică sprijinit pe patru picioare reduse; frontal o ușă cu decor central coș cu flori, marchetat cu esențe diferite; medalionul subliniat cu un chenar liniar, la colțuri cu rozete, pe laturi motive geometrice, marchetate. Stil eclectic cu elemente Biedermeier. Face parte dintr-o garnitură de salon, formată din 10 piese. | Muzeul Național Peleș, Sinaia                              | Cimec    |
|      | Comodă                                                      | Datare: Sec. XIX;4/4 Școală: Atelier maghiar Descoperit: jud., com. Material: lemn de nuc; strunjit; furniruit; ebenizat parțial; lustruit; alamă | Comodă cu patru sertare mari, cu serurerie din alamă, lateral montanți – colonete incluse, din lemn ebenizat. Picioare scurte, console în volută. Face parte dintr-o garnitură de salon, formată din 10 piese. | Muzeul Național Peleș, Sinaia                              | Cimec    |
|      | Comodă                                                      | Datare: Sec. XIX;4/4 Școală: Atelier central-european Descoperit: jud., com. Material: lemn de nuc; sculptat; strunjit; furniruit; lustruit | Comodă cu trei sertare mari, montanți decorați la partea superioară cu motiv vegetal sculptat, frunză de acant; picioare reduse, în consolă, la bază rulate înspre interior. Stil Biedermeier. | Muzeul Național Peleș, Sinaia                              | Cimec    |
|      | Canapea                                                     | Datare: Sec. XIX;4/4 Școală: Atelier european Descoperit: jud., com. Material: lemn de nuc; sculptat; strunjit; lustruit; material textil | Canapea sprijinită pe șase picioare curbate, terminate cu saboți cilindrici, două brațe cu porțiune tapițată, cotiere, șezuta dreptunghiulară, cu porțiunea din față ondulată, spătar format din trei medalioane ovale, cu fronton sculptat, ghirlande de trandafiri. Stil Neo - Louis Phillippe. Face parte dintr-o garnitură de salon, formată din 10 piese. | Muzeul Național Peleș, Sinaia                              | Cimec    |
|      | Masă                                                        | Datare: Sec. XIX;4/4 Școală: Atelier maghiar Descoperit: jud., com. Material: lemn de nuc; strunjit; furniruit; marchetat; lustruit | Masă cu blatul dreptunghiular; centură lisă cu sertar lung; două picioare laterale panouri decupate în formă de liră, unite prin traversă festonată, sprijinite pe tălpici în acoladă. Stil Biedermeier. Face parte dintr-o garnitură de salon, formată din 10 piese. | Muzeul Național Peleș, Sinaia                              | Cimec    |
|      | Masă                                                        | Datare: Sec. XIX;4/4 Școală: Atelier central-european Descoperit: jud., com. Material: lemn de nuc; strunjit; furniruit; marchetat; lustruit | Masă cu blatul dreptunghiular; centură lisă cu sertar lung; două picioare laterale panouri decupate în formă de liră, unite prin traversă festonată, sprijinite pe tălpici în acoladă. Stil Biedermeier. Face parte dintr-o garnitură de salon, formată din 10 piese. | Muzeul Național Peleș, Sinaia                              | Cimec    |
|      | Masă                                                        | Datare: Sec. XIX;4/4 Școală: Atelier german Descoperit: jud., com. Material: lemn de nuc; sculptat; strunjit; furniruit; marchetat; lustruit | Masă cu blatul octogonal, bordură retrasă în registre, medalion central marchetat cu buchet de flori pe fond de furnir mai închis la culoare, bordat cu casete rombice legate prin motive floral-vegetale stilizate; centură îngustă lisă; picioare subțiri baluștri-colonete cu terminații puternic concave în volută, cu roțile; traverse în X, formate din vrejuri curbate susținând caseta pătrată cu laturi înguste decupate (pentru lucrul de mână). Nemarcată, nedatată. Face parte dintr-o garnitură de salon, formată din 6 piese. | Muzeul Național Peleș, Sinaia                              | Cimec    |
|      | Ceas                                                        | Datare: Sec. XIX;4/4 Școală: Atelier Bernhardt Ludwig (?), Viena Descoperit: jud., com. Material: lemn de nuc; sculptat; strunjit; furniruit; marchetat; lustruit; alamă; cizelată | Pendulă de podea, carcasa din lemn de nuc, bogat marchetat cu diverse esențe (trandafir, nuc, paltin, frasin creț), formând friză cu decor stilizat, de formă paralelipipedică, pe postament bulbar lărgit și rotunjit spre bază, pe picioare sfere; median o ușă cu șarnieră de prindere mâner-buton. Corpul superior, cu fronton volute profilate și cochilie, conține ceasul propriu zis. Cu două lanțuri cu greutăți. | Muzeul Național Peleș, Sinaia                              | Cimec    |
|      | Scaun                                                       | Datare: Sec. XIX;4/4 Școală: Atelier italian Material: lemn de fag; strunjit; ștanțat; lustruit | Scaun cu patru picioare oblice, scurte, terminate în volute striate, central balustru ax, unite prin traverse striate cu volute; șezută dreptunghiulară, concavă, spătar relansat, în formă de coadă de violoncel cu decorație sculptată mascaron, motive florale și medalion oval în cartuș cu leul înaripat (simbolul lui San Marco), o carte deschisă cu inscripții în limba latină, unit cu brațele terminate în capete de animale fantastice, cu gurile deschise. Cu elemente de Renaștere italiană. | Muzeul Național Peleș, Sinaia                              | Cimec    |
|      | Scaun                                                       | Datare: Sec. XIX;4/4 Școală: Atelier unguresc Material: lemn de nuc; strunjit; furniruit; pictat; decupat; lustruit; stofă | Scaun, cu spătar în evantai „champignon”, profilat, cu ornament central decupat, pictat cu rozetă florală și tijă vegetală, șezută trapezoidală tapițată cu stofă de mobilă crem, în benzi alternate-buchete de trandafiri și dungi frez, picioarele din față conice, iar cele din spate ușor curbate în exterior. Face parte dintr-o garnitură de salon formată din 10 piese. | Muzeul Național Peleș, Sinaia                              | Cimec    |
|      | Scaun                                                       | Datare: Sec. XIX;4/4 Școală: Atelier unguresc Material: lemn de nuc; strunjit; furniruit; pictat; decupat; lustruit; stofă | Scaun, cu spătar în evantai „champignon”, profilat, cu ornament central decupat, pictat cu rozetă florală și tijă vegetală, șezută trapezoidală tapițată cu stofă de mobilă crem, în benzi alternate-buchete de trandafiri și dungi frez, picioarele din față conice, iar cele din spate ușor curbate în exterior. Face parte dintr-o garnitură de salon formată din 10 piese. | Muzeul Național Peleș, Sinaia                              | Cimec    |
|      | Scaun                                                       | Datare: Sec. XIX;4/4 Școală: Atelier unguresc Material: lemn de nuc; strunjit; furniruit; pictat; decupat; lustruit; stofă | Scaun, cu spătar în evantai „champignon”, profilat, cu ornament central decupat, pictat cu rozetă florală și tijă vegetală, șezută trapezoidală tapițată cu stofă de mobilă crem, în benzi alternate-buchete de trandafiri și dungi frez, picioarele din față conice, iar cele din spate ușor curbate în exterior. Face parte dintr-o garnitură de salon formată din 10 piese. | Muzeul Național Peleș, Sinaia                              | Cimec    |
|      | Scaun                                                       | Datare: Sec. XIX;4/4 Școală: Atelier unguresc Material: lemn de nuc; strunjit; furniruit; pictat; decupat; lustruit; stofă | Scaun, cu spătar în evantai „champignon”, profilat, cu ornament central decupat, pictat cu rozetă florală și tijă vegetală, șezută trapezoidală tapițată cu stofă de mobilă crem, în benzi alternate-buchete de trandafiri și dungi frez, picioarele din față conice, iar cele din spate ușor curbate în exterior. Face parte dintr-o garnitură de salon formată din 10 piese. | Muzeul Național Peleș, Sinaia                              | Cimec    |
|      | Scaun                                                       | Datare: Sec. XIX;4/4 Școală: Atelier unguresc Material: lemn de nuc; strunjit; furniruit; pictat; decupat; lustruit; stofă | Scaun, cu spătar în evantai „champignon”, profilat, cu ornament central decupat, pictat cu rozetă florală și tijă vegetală, șezută trapezoidală tapițată cu stofă de mobilă crem, în benzi alternate-buchete de trandafiri și dungi frez, picioarele din față conice, iar cele din spate ușor curbate în exterior. Face parte dintr-o garnitură de salon formată din 10 piese. | Muzeul Național Peleș, Sinaia                              | Cimec    |
|      | Scaun                                                       | Datare: Sec. XIX;4/4 Școală: Atelier unguresc Material: lemn de nuc; strunjit; furniruit; pictat; decupat; lustruit; stofă | Scaun, cu spătar în evantai „champignon”, profilat, cu ornament central decupat, pictat cu rozetă florală și tijă vegetală, șezută trapezoidală tapițată cu stofă de mobilă crem, în benzi alternate-buchete de trandafiri și dungi frez, picioarele din față conice, iar cele din spate ușor curbate în exterior. Face parte dintr-o garnitură de salon formată din 10 piese. | Muzeul Național Peleș, Sinaia                              | Cimec    |
|      | Scaun                                                       | Datare: Sec. XIX;4/4 Școală: Atelier german Material: lemn de nuc; strunjit; furniruit; marchetat; lustruit | Din lemn de nuc, cu marchetărie bogată, picioarele din față subțiri, cu fragment torsadat central, terminate în sferă ovoidală; cele din spate drepte, ușor curbate, legate prin traverse simple în H; șezuta ușor trapezoidală, cu motiv decorativ urnă cu flori în lambrechin floral și bordură festonată din lemn ebenizat; montanți canelați, terminați în volute; cu spătar îngust, marchetat, cu decor mascaron în lambrechin floral-vegetal; susținut de două console sfert de cerc fixate prin butoni de lemn. Nemarcate, nedatate. Stil eclectic, cu elemente Biedermeier. Face parte dintr-o garnitură de salon formată din 6 piese. | Muzeul Național Peleș, Sinaia                              | Cimec    |
|      | Scaun                                                       | Datare: Sec. XIX;4/4 Școală: Atelier german Material: lemn de nuc; strunjit; furniruit; marchetat; lustruit | Din lemn de nuc, cu marchetărie bogată, picioarele din față subțiri, cu fragment torsadat central, terminate în sferă ovoidală; cele din spate drepte, ușor curbate, legate prin traverse simple în H; șezuta ușor trapezoidală, cu motiv decorativ urnă cu flori în lambrechin floral și bordură festonată din lemn ebenizat; montanți canelați, terminați în volute; cu spătar îngust, marchetat, cu décor mascaron în lambrechin floral-vegetal; susținut de două console sfert de cerc fixate prin butoni de lemn. Nemarcate, nedatate. Stil eclectic, cu elemente Biedermeier. Face parte dintr-o garnitură de salon formată din 6 piese. | Muzeul Național Peleș, Sinaia                              | Cimec    |
|      | Scaun                                                       | Datare: Sec. XIX;4/4 Școală: Atelier german Material: lemn de nuc; strunjit; furniruit; marchetat; lustruit | Din lemn de nuc, cu marchetărie bogată, picioarele din față subțiri, cu fragment torsadat central, terminate în sferă ovoidală; cele din spate drepte, ușor curbate, legate prin traverse simple în H; șezuta ușor trapezoidală, cu motiv decorativ urnă cu flori în lambrechin floral și bordură festonată din lemn ebenizat; montanți canelați, terminați în volute; cu spătar îngust, marchetat, cu décor mascaron în lambrechin floral-vegetal; susținut de două console sfert de cerc fixate prin butoni de lemn. Nemarcate, nedatate. Stil eclectic, cu elemente Biedermeier. Face parte dintr-o garnitură de salon formată din 6 piese. | Muzeul Național Peleș, Sinaia                              | Cimec    |
|      | Scaun                                                       | Datare: Sec. XIX;4/4 Școală: Atelier german Material: lemn de nuc; strunjit; furniruit; marchetat; lustruit | Din lemn de nuc, cu marchetărie bogată, picioarele din față subțiri, cu fragment torsadat central, terminate în sferă ovoidală; cele din spate drepte, ușor curbate, legate prin traverse simple în H; șezuta ușor trapezoidală, cu motiv decorativ urnă cu flori în lambrechin floral și bordură festonată din lemn ebenizat; montanți canelați, terminați în volute; cu spătar îngust, marchetat, cu décor mascaron în lambrechin floral-vegetal; susținut de două console sfert de cerc fixate prin butoni de lemn. Nemarcate, nedatate. Stil eclectic, cu elemente Biedermeier. Face parte dintr-o garnitură de salon formată din 6 piese. | Muzeul Național Peleș, Sinaia                              | Cimec    |
|      | Comodă                                                      | Datare: Sec. XIX;4/4 Școală: Atelier unguresc Material: lemn de nuc; strunjit; furniruit; ebenizat; lustruit; alamă | Comodă cu patru sertare mari, cu serurerie din alamă, lateral montanți – colonete incluse, din lemn ebenizat. Picioare scurte, console în volută. Face parte dintr-o garnitură de salon, formată din 10 piese. | Muzeul Național Peleș, Sinaia                              | Cimec    |
|      | Fotoliu                                                     | Datare: Sec. XIX;4/4 Școală: Atelier european Material: lemn de nuc; sculptat; strunjit; lustruit; material textil | Fotoliu cu patru picioare, cele din față curbate, terminate în sabot cilindric, centura profilată lisă; cele din spate mai puțin evazate, ușor curbate, șezuta trapezoidală tapițată, brațe arcuite în exterior, spătarul medalion oval cu fronton profilat ghirlandă de trandafir, tapițat; porțiune cu cotiere tapițate. Stil Neo Louis Phillippe. Face parte dintr-o garnitură de salon, formată din 10 piese. | Muzeul Național Peleș, Sinaia                              | Cimec    |
|      | Fotoliu                                                     | Datare: Sec. XIX;4/4 Școală: Atelier european Material: lemn de nuc; sculptat; strunjit; lustruit; material textil | Fotoliu cu patru picioare, cele din față curbate, terminate în sabot cilindric, centura profilată lisă; cele din spate mai puțin evazate, ușor curbate, șezuta trapezoidală tapițată, brațe arcuite în exterior, spătarul medalion oval cu fronton profilat ghirlandă de trandafir, tapițat; porțiune cu cotiere tapițate. Stil Neo Louis Phillippe. Face parte dintr-o garnitură de salon, formată din 10 piese. | Muzeul Național Peleș, Sinaia                              | Cimec    |
|      | Scaun                                                       | Datare: Sec. XIX;4/4 Școală: Atelier european Material: lemn de nuc; sculptat; strunjit; lustruit; material textil | Scaun cu patru picioare, cele din față curbate, terminate în sabot cilindric, centura profilată lisă; cele din spate mai puțin evazate, ușor curbate, șezuta trapezoidală tapițată, brațe reduse arcuite în exterior, spătarul medalion oval cu fronton profilat ghirlandă de trandafir, tapițat cu mătase bej cu dungi alternând, cu motive frize de trandafiri roz. Stil Neo Louis Phillippe. Face parte dintr-o garnitură de salon, formată din 10 piese. | Muzeul Național Peleș, Sinaia                              | Cimec    |
|      | Scaun                                                       | Datare: Sec. XIX;4/4 Școală: Atelier european Material: lemn de nuc; sculptat; strunjit; lustruit; material textil | Scaun cu patru picioare, cele din față curbate, terminate în sabot cilindric, centura profilată lisă; cele din spate mai puțin evazate, ușor curbate, șezuta trapezoidală tapițată, brațe reduse arcuite în exterior, spătarul medalion oval cu fronton profilat ghirlandă de trandafir, tapițat cu mătase bej cu dungi alternând, cu motive frize de trandafiri roz. Stil Neo Louis Phillippe. Face parte dintr-o garnitură de salon, formată din 10 piese. | Muzeul Național Peleș, Sinaia                              | Cimec    |
|      | Scaun                                                       | Datare: Sec. XIX;4/4 Școală: Atelier european Material: lemn de nuc; sculptat; strunjit; lustruit; material textil | Scaun cu patru picioare, cele din față curbate, terminate în sabot cilindric, centura profilată lisă; cele din spate mai puțin evazate, ușor curbate, șezuta trapezoidală tapițată, brațe reduse arcuite în exterior, spătarul medalion oval cu fronton profilat ghirlandă de trandafir, tapițat cu mătase bej cu dungi alternând, cu motive frize de trandafiri roz. Stil Neo Louis Phillippe. Face parte dintr-o garnitură de salon, formată din 10 piese. | Muzeul Național Peleș, Sinaia                              | Cimec    |
|      | Scaun                                                       | Datare: Sec. XIX;4/4 Școală: Atelier european Material: lemn de nuc; sculptat; strunjit; lustruit; material textil | Scaun cu patru picioare, cele din față curbate, terminate în sabot cilindric, centura profilată lisă; cele din spate mai puțin evazate, ușor curbate, șezuta trapezoidală tapițată, brațe reduse arcuite în exterior, spătarul medalion oval cu fronton profilat ghirlandă de trandafir, tapițat cu mătase bej cu dungi alternând, cu motive frize de trandafiri roz. Stil Neo Louis Phillippe. Face parte dintr-o garnitură de salon, formată din 10 piese. | Muzeul Național Peleș, Sinaia                              | Cimec    |
|      | Scaun                                                       | Datare: Sec. XIX;4/4 Școală: Atelier european Material: lemn de nuc; sculptat; strunjit; lustruit; material textil | Scaun cu patru picioare, cele din față curbate, terminate în sabot cilindric, centura profilată lisă; cele din spate mai puțin evazate, ușor curbate, șezuta trapezoidală tapițată, brațe reduse arcuite în exterior, spătarul medalion oval cu fronton profilat ghirlandă de trandafir, tapițat cu mătase bej cu dungi alternând, cu motive frize de trandafiri roz. Stil Neo Louis Phillippe. Face parte dintr-o garnitură de salon, formată din 10 piese. | Muzeul Național Peleș, Sinaia                              | Cimec    |
|      | Scaun                                                       | Datare: Sec. XIX;4/4 Școală: Atelier european Material: lemn de nuc; sculptat; strunjit; lustruit; material textil | Scaun cu patru picioare, cele din față curbate, terminate în sabot cilindric, centura profilată lisă; cele din spate mai puțin evazate, ușor curbate, șezuta trapezoidală tapițată, brațe reduse arcuite în exterior, spătarul medalion oval cu fronton profilat ghirlandă de trandafir, tapițat cu mătase bej cu dungi alternând, cu motive frize de trandafiri roz. Stil Neo Louis Phillippe. Face parte dintr-o garnitură de salon, formată din 10 piese. | Muzeul Național Peleș, Sinaia                              | Cimec    |
|      | Fotoliu                                                     | Datare: Sec. XX;1/4 Școală: Atelier occidental Material: Lemn de nuc, sculptat, strunjit, lustruit, piele | Fotoliu tapițat în întregime în piele maron închis, cu spătarul și brațele de aceeași înălțime, formând semicerc cu marginea superioară curbată în afară, de nasturi și nervuri din piele, unite cu șezuta tapițată în piele; pe patru picioare-baluștri, din lemn ușor sculptat. În stil englezesc Chesterfield. | Muzeul Național Peleș, Sinaia                              | Cimec    |
|      | Fotoliu                                                     | Datare: Sec. XX;1/4 Școală: Atelier occidental Material: Lemn de nuc, sculptat, strunjit, lustruit, piele | Fotoliu tapițat în întregime în piele maron închis, cu spătarul și brațele (mai joase) formând arc larg continuu cu marginea superioară, ușor curbată în afară, de nasturi și nervuri din piele, unite cu șezuta tapițată în piele; pe patru picioare drepte din lemn lustruit negru; două pe rotile. | Muzeul Național Peleș, Sinaia                              | Cimec    |
|      | Canapea                                                     | Datare: Sec. XX;1/4 Școală: Atelier occidental Material: Lemn, strunjit, lustruit, piele | Canapea pentru două persoane, tapițată în întregime cu piele maron închis de toval, cu spătarul și brațele (mai joase) formând arc larg continuu cu marginea superioară, ușor curbată în afară, „pontată” de nasturi și nervuri din piele, unite cu șezuta tapițată în piele; pe patru picioare drepte din lemn lustruit negru, două pe rotile. În stil Chesterfield. | Muzeul Național Peleș, Sinaia                              | Cimec    |
|      | Fotoliu                                                     | Datare: Sec. XX;1/4 Școală: Atelier occidental Material: Lemn de nuc, sculptat, strunjit, lustruit, piele | Fotoliu tapițat în întregime în piele maron închis, cu spătarul și brațele de aceeași înălțime, formând semicerc cu marginea superioară curbată în afară, de nasturi și nervuri din piele, unite cu șezuta tapițată în piele; pe patru picioare-baluștri, din lemn ușor sculptat. În stil englezesc Chesterfield. | Muzeul Național Peleș, Sinaia                              | Cimec    |
|      | Fotoliu                                                     | Datare: Sec. XX;1/4 Școală: Atelier occidental Material: Lemn de nuc, sculptat, strunjit, lustruit, piele | Fotoliu tapițat în întregime în piele maron închis, cu spătarul și brațele de aceeași înălțime, formând semicerc cu marginea superioară curbată în afară, de nasturi și nervuri din piele, unite cu șezuta tapițată în piele; pe patru picioare-baluștri, din lemn ușor sculptat. În stil englezesc Chesterfield. | Muzeul Național Peleș, Sinaia                              | Cimec    |
|      | Canapea                                                     | Datare: Sec. XX;1/4 Școală: Atelier occidental Material: Lemn strunjit, lustruit, piele | Canapea, de două persoane, tapițată în întregime în piele maron închis, cu spătarul și brațele (mai joase) formând arc larg continuu, cu marginea superioară, ușor curbată în afară, de nasturi și nervuri din piele, unite cu șezuta tapițată; pe patru picioare drepte din lemn lustruit negru; două picioare pe rotile. În stil englezesc, Chesterfield. | Muzeul Național Peleș, Sinaia                              | Cimec    |
|      | Masă                                                        | Datare: 1902 Școală: Atelier românesc Material: lemn de nuc sculptat, strunjit, lustruit; marmură tăiată, incrustată, șlefuită | Masă cu blatul de formă pătrată; din lemn de nuc, sculptat, ușor aurit, cu blat din marmură neagră, în ramă de lemn cu centură bogată, cu decor harta Vechiului Regat, cu județele încrustate diferit din marmură bej, crem, cărămiziu, negru cu ape. Pe blat, dreapta jos, inscripție în limba română: “Ministerul Agriculturii, Industriei, Comerțului și Domeniilor” și stânga sus, cifrul “C.C.I” (Carol I), surmontat de coroană, cu data: “10 mai 1902”. Centură îngustă, profilată, cu cartușe încadrate în motive vegetale, închizând unelte: baros, ciocan și scuturi. Picioarele baluștri, cu decor caneluri, frunze de acant, brâu perlat, sfere aplatizate, legate în “X” prin traverse arcuite, având în centru un motiv decorativ-titirez. | Muzeul Național Peleș, Sinaia                              | Cimec    |
|      | Masă de carambole                                           | Datare: Sec. XIX;4/4 Școală: Atelier Saint Martin, Paris, Franța Material: lemn de nuc sculptat,ronde-bosse, strunjit, lustruit; postav; metal comun; os; sidef; piatră | Din lemn de nuc, cu picioare baluștri formate din câte două sfere inegale suprapuse, cu sculptură, tor și frunze de acant; blatul de formă dreptunghiulară, în ramă de lemn, îmbrăcat în postav verde, cu tambur bombat la nivelul centurii; pe lateralele lungi sculptură în ronde bosse cu o efigie de personaj feminin, cu ghirlandă floral-vegetală mult profilată. Anexe următoarele piese componente: -3 bile de fildeș (două dintre ele restaurate); -3 bile de piatră (roșie, albă și albastră); -8 tacuri din lemn cu incrustații de sidef, abanos și os, prinse în 8 cleme metalice pe lambriul peretelui vestic (spre camera de șah); -5 popice din lemn, din care unul negru; - placă din nichel, cu suprafața înclinată parțial, prevăzută cu 25 de alveole vopsite verde. Marcată pe plăcuțe metalice la bordură. | Muzeul Național Peleș, Sinaia                              | Cimec    |
|      | Fotoliu                                                     | Datare: Sec. XX;1/4 Școală: Atelier german Material: Lemn de esență moale; catifea de mătase; fir; broderie aplicată; alamă, bronz | Fotoliu îmbrăcat în întregime în pluș roșu; pe patru picioare drepte, unite de traverse în “H”, pe cele frontale ca și pe brațele în unghi drept, aplicații din bronz – crini de Lorena; șezută dreptunghiulară, cu pasmanterie și ciucuri din fir aurit; spătar înalt, decorat cu broderie bogată, cu bordură în motiv floral-vegetal, central scut heraldic, surmontat de coroană deschisă și flancat de trofee militare; pernă detașabilă, din puf, brodată cu motiv floral-vegetal în friză, central inscripția: “Pro Rege & Fide Sanguis & Vita”, bordură din galon, cu ciucuri din fir metalic. | Muzeul Național Peleș, Sinaia                              | Cimec    |
|      | Fotoliu                                                     | Datare: Sec. XX;1/4 Școală: Atelier german Material: Lemn de esență moale; catifea de mătase; fir; broderie aplicată; alamă, bronz | Fotoliu îmbrăcat în întregime în pluș roșu; pe patru picioare drepte, unite de traverse în “H”, pe cele frontale ca și pe brațele în unghi drept, aplicații din bronz – crini de Lorena; șezută dreptunghiulară, cu pasmanterie și ciucuri din fir aurit; spătar înalt, decorat cu broderie bogată, cu bordură în motiv floral-vegetal, central scut heraldic, surmontat de coroană deschisă și flancat de trofee militare; pernă detașabilă, din puf, brodată cu motiv floral-vegetal în friză, central inscripția: “Pro Rege & Fide Sanguis & Vita”, bordură din galon, cu ciucuri din fir metalic. | Muzeul Național Peleș, Sinaia                              | Cimec    |
|      | Fotoliu                                                     | Datare: Sec. XX;1/4 Școală: Atelier german (?) Material: lemn de esență moale; catifea de mătase; fir; broderie aplicată; alamă, bronz | Fotoliu de aparat, pe patru picioare drepte, unite prin traverse în “H”; șezută dreptunghiulară; brațe în unghi drept; pernă detașabilă, din puf; îmbrăcat în întregime în pluș roșu, decorat cu pasmanterie aurie, cu fir galben, în motive geometrice și motiv heraldic (cu inimă roșie străbătută de săgeată, în câmp galben), surmontat de coroană deschisă. Stil eclectic. | Muzeul Național Peleș, Sinaia                              | Cimec    |
|      | Fotoliu                                                     | Datare: Sec. XX;1/4 Școală: Atelier german (?) Material: lemn de esență moale; catifea de mătase; fir; broderie aplicată; alamă, bronz | Fotoliu de aparat, pe patru picioare drepte, unite prin traverse în “H”; șezută dreptunghiulară; brațe în unghi drept; pernă detașabilă, din puf; îmbrăcat în întregime în pluș roșu, decorat cu pasmanterie aurie, cu fir galben, în motive geometrice și motive florale cruciulițe. Stil eclectic. | Muzeul Național Peleș, Sinaia                              | Cimec    |
|      | Fotoliu                                                     | Datare: Sec. XX;1/4 Școală: Atelier german (?) Material: lemn de esență moale; catifea de mătase; fir; broderie aplicată; alamă, bronz | Fotoliu de aparat, pe patru picioare drepte, unite prin traverse în “H”; șezută dreptunghiulară; brațe în unghi drept; pernă detașabilă, din puf; îmbrăcat în întregime în pluș roșu, decorat cu pasmanterie aurie, cu fir galben, în motive geometrice și motive florale cruciulițe. Stil eclectic. | Muzeul Național Peleș, Sinaia                              | Cimec    |
|      | Fotoliu                                                     | Datare: Sec. XX;1/4 Școală: Atelier german (?) Material: lemn de esență moale; catifea de mătase; fir; broderie aplicată; alamă, bronz | Fotoliu de aparat, pe patru picioare drepte, unite prin traverse în “H”; șezută dreptunghiulară; brațe în unghi drept; pernă detașabilă, din puf; îmbrăcat în întregime în pluș roșu, decorat cu pasmanterie aurie, cu fir galben, în motive geometrice și motiv heraldic (cu inimă roșie străbătută de săgeată, în câmp galben), surmontat de coroană deschisă. Stil eclectic. | Muzeul Național Peleș, Sinaia                              | Cimec    |
|      | Fotoliu                                                     | Datare: Sec. XX;1/4 Școală: Atelier german (?) Material: lemn de esență moale; catifea de mătase; fir; broderie aplicată; alamă, bronz | Fotoliu impozant, cu patru picioare, unite prin traverse în “H”; șezută dreptunghiulară; brațe în unghi drept; pernă detașabilă, din puf; îmbrăcat în întregime în pluș roșu, decorat cu pasmanterie gri-argintiu cu fir galben, motive geometrice, bordată de galon și franjuri din fir metalic. Stil eclectic. | Muzeul Național Peleș, Sinaia                              | Cimec    |
|      | Fotoliu                                                     | Datare: Sec. XX;1/4 Școală: Atelier german (?) Material: lemn de esență moale; catifea de mătase; fir; broderie aplicată; alamă, bronz | Fotoliu impozant, cu patru picioare, unite prin traverse în “H”; șezută dreptunghiulară; brațe în unghi drept; pernă detașabilă, din puf; îmbrăcat în întregime în pluș roșu, decorat cu pasmanterie gri-argintiu cu fir galben, motive geometrice, bordată de galon și franjuri din fir metalic. Stil eclectic. | Muzeul Național Peleș, Sinaia                              | Cimec    |
|      | Fotoliu                                                     | Datare: Sec. XX;1/4 Școală: Atelier german (?) Material: lemn de esență moale; catifea de mătase; broderie aplicată, fir; alamă | Fotoliu impozant, pe patru picioare, unite de traverse în “H”, cu aplicații din alamă - rozete, ca și pe brațele în unghi drept; șezută dreptunghiulară, cu pasmanterie și ciucuri din fir metalic; pernă detașabilă, din puf, cu ciucuri mari la colțuri, brodați, ca și spătarul înalt, cu chenar și medalion central, în motive floral-vegetale, nuanțe de bej, crem, cărămiziu. Stil eclectic. | Muzeul Național Peleș, Sinaia                              | Cimec    |
|      | Fotoliu                                                     | Datare: Sec. XX;1/4 Școală: Atelier german (?) Material: Lemn de esență moale; catifea de mătase; broderie aplicată, fir; alamă | Fotoliu impozant, pe patru picioare, unite de traverse în “H”, cu aplicații din alamă - rozete, ca și pe brațele în unghi drept; șezută dreptunghiulară, cu pasmanterie și ciucuri din fir metalic; pernă detașabilă, din puf, cu ciucuri mari la colțuri, brodați, ca și spătarul înalt, cu chenar și medalion central, în motive floral-vegetale, nuanțe de bej, crem, cărămiziu. Stil eclectic. | Muzeul Național Peleș, Sinaia                              | Cimec    |
|      | Triptic                                                     | Datare: Sec. XIX;4/4 Școală: Atelier occidental Material: lemn de nuc strunjit, sculptat, ronde-bosse, lustruit; cromolitografii | Triptic cu bază dreptunghiulară, corp inferior, cu două uși pline, decorate cu motive vegetale stilizate gotice, superior postament cu ghirlande de acant, rozete și înger în ronde- bosse; tripticul propriu-zis, care se compune din registrul principal, cu trei panouri superioare cu cromolitografii-sfinți și panou inferior reprezentând adorația mielului Domnului, pânză inspirată fraților van Eyck de Apocalipsa după Ioan; voleul stânga îi înfățișează în două panouri pe Adam și pe îngerii muzicanți, iar panoul inferior prezintă cortegiu călare, scene- pandant pentru voleul din dreapta cu îngeri muzicanți, Eva și cortegiu pedestru. Pe partea exterioară a tripticului, apar scena Bunei Vestiri, începută pe voleul din stânga și continuată pe voleul din dreapta, surmontată de profeții Zaharia și Mihea și ale Sibilelor din Eritrea și Cumae. Panouri inferioare cu Ioan Botezătorul și Ioan Evanghelistul și portretele soților care au finanțat construirea altarului: Josse Vydt și Isabella Borluut; pinaclu în formă de piramidă surmontată de trei fleuroane; pe partea dorsală a registrului principal, decorație în méplat cu rozete în rețea romboidală și blazoanele familiilor Hohenzollern - Sigmaringen și Wied. Copie după altarul catedralei St. Bavo din Gand cu picturile lui Jan și Hubert van Eyck. | Muzeul Național Peleș, Sinaia                              | Cimec    |
|      | Cabinet                                                     | Datare: Sec. XIX;4/4 Școală: Atelier german Material: lemn de stejar, pin, sculptat, méplat, ronde-bosse, parțial aurit, strunjit, pictat, lustruit | Din lemn de stejar și pin, format din două corpuri, la partea inferioară o comodă cu șapte sertare cu butoni laterali și plăcuță încuietoare stucată și aurită pe un postament cu panouri profilate, frontal cu buchet floral stilizat; patru piciorușe scurte cu montanți reliefați și sistem de închidere a sertarelor pe una din laturi. Corpul superior cu blat dreptunghiular, colțuri retezate profilate format din registre succesive în retragere, cu sculptură bogată, însemn heraldic al Casei de Wied-păunul; deviză în filacter, „Fidelitate et Veritate”, surmontat de coroană și data de naștere și de deces a principelui Herman de Wied, tatăl reginei Elisabeta, anturat de lambrechin bogat din motive vegetale în volută. Fronton frânt central cu urnă în ronde-bosse și central medalion oval cu fotografia personajului decedat pe catafalc, în casetă închisă prin două ușițe cu décor exterior două medalioane circulare pictate policrom cu îngerași și cruce cu motive aurite; în interior blazonul familiei (păunul) și cifrul principelui; dedesubt inscripție în limba germană. Stil neo-Renaștere italiană. | Muzeul Național Peleș, Sinaia                              | Cimec    |
|      | Dulap-bibliotecă                                            | Datare: Sec. XIX;4/4 Școală: Atelier Graeff & Pagenstecher, Elberfeld, Germania Material: lemn de stejar, strunjit, sculptat, ronde- bosse, gravat, lustruit; aramă turnată, cizelată | Compus din două corpuri, cel inferior cu dulap cu patru uși casetate, decor cu capete de lei cu coarne și inele trăgătoare din aramă; trei sertare godronate și trăgătoare din aramă, cu inele și motive grotești; corp superior cu două sertare laterale jos și compartiment central liber, surmontat de grilaj din aramă, flancat de compartimente laterale, toate trei cu câte două polițe, despărțite prin cariatide și atlant – alegorii ale Prozei și Epicii, în ronde-bosse susținând arhitrava unde se află inscripția (în limba franceză și germană): “La conesse se vante d’ignorer l’ambisiense de savoir. La femme d’esprit d’apprendre”; cornișă puternic profilată, cu décor capete de lei, ove și denticuli. Stil eclectic cu elemente baroce. Fronton frânt central cu urnă în ronde-bosse și central medalion oval cu fotografia personajului decedat pe catafalc, în casetă închisă prin două ușițe cu décor exterior două medalioane circulare pictate policrom cu îngerași și cruce cu motive aurite; în interior blazonul familiei (păunul) și cifrul principelui; dedesubt inscripție în limba germană. Stil neo-Renaștere italiană. | Muzeul Național Peleș, Sinaia                              | Cimec    |
|      | Dulap-bibliotecă                                            | Datare: Sec. XIX;4/4 Școală: Atelier Graeff & Pagenstecher, Elberfeld, Germania Material: Lemn de stejar strunjit, sculptat, gravat, lustruit; aramă turnată, cizelată | Compus din două corpuri, cel inferior cu dulapuri cu patru uși casetate, decor cu capete de lei cu coarne și inele trăgătoare din aramă; superior trei sertare godronate și mânere din aramă, cu inele și motive grotești; corp superior cu două sertare laterale jos și compartiment central surmontat de grilaj din aramă, flancat de compartimente laterale, toate trei cu câte trei polițe, despărțite prin cariatidă și atlant – alegorii ale Dramei și Liricii, cu elemente atribute, susținând arhitrava unde se află inscripția: “Le monde est plein de fous et qui n’en peut pas voir doit rester dans sa chambre et biser son miroir”; cornișă puternic profilată, cu decor capete de lei, ove și denticuli. Stil eclectic cu elemente baroce. Fronton frânt central cu urnă în ronde-bosse și central medalion oval cu fotografia personajului decedat pe catafalc, în casetă închisă prin două ușițe cu décor exterior două medalioane circulare pictate policrom cu îngerași și cruce cu motive aurite; în interior blazonul familiei (păunul) și cifrul principelui; dedesubt inscripție în limba germană. Stil neo-Renaștere italiană. | Muzeul Național Peleș, Sinaia                              | Cimec    |
|      | Dulap                                                       | Datare: Sec. XIX;4/4 Școală: Atelier Martin Stöhr, Sinaia Material: lemn de nuc strunjit, sculptat, lustruit | Postament paralelipipedic, sculptat în méplat cu trofee și volute; corpuri sprijinite frontal pe câte două picioare baluștri, bogat sculptate și dorsal pe panouri; centuri profilate, bogat sculptate cu frunze de acant, ruban, fructe și capete de sfinx, cu două sertare între protome de leu; două uși pline, sculptate cu personaje alegorice în basorelief, în medalioane ovale, încadrate de scuturi scartelate și monograma regală, surmontată de deviza “Nihil sine Deo”; montanți bogat sculptați cu motive grotești și cu protome de leu; lateral panouri casetate, cu medalioane cu stema familiei de Hohenzollern; cornișă profilată. Serurerie din alamă, în formă de scut. | Muzeul Național Peleș, Sinaia                              | Cimec    |
|      | Dulap                                                       | Datare: Sec. XIX;4/4 Școală: Atelier Martin Stöhr, Sinaia Material: lemn de nuc strunjit, sculptat, lustruit | Fotoliu Savonarola, din lemn de nuc lustruit maron deschis, sculptat în relief plat pe toată suprafața cu motive vegetale și entrelacuri în benzi, iar la spătare cu inscripții arabe, incrustații de motive geometrice-rozete din sidef și romburi; cu spătarul format din bandă în arc de cerc profilată sus, sprijinită pe tija, decupată. Șezuta semicirculară cu brațele terminate în volută; picioare în “X” lateral, formate din traverse unite la bază prin tălpic, profilat în acoladă. Îmbinări prin cepuri și butoni. În stil hispano-maur. | Muzeul Național Peleș, Sinaia                              | Cimec    |
|      | Fotoliu Savonarola                                          | Datare: Sec. XIX;4/4 Școală: Atelier W. Stőger, Viena, Austria Material: lemn de nuc, sculptat, meplat, strunjit, intarsiat, sidef | Fotoliu Savonarola, din lemn de nuc lustruit maron deschis, sculptat în relief plat pe toată suprafața cu motive vegetale și entrelacuri în benzi, iar la spătare cu inscripții arabe, incrustații de motive geometrice-rozete din sidef și romburi; cu spătarul format din bandă în arc de cerc profilată sus, sprijinită pe tija, decupată. Șezuta semicirculară cu brațele terminate în volută; picioare în “X” lateral, formate din traverse unite la bază prin tălpic, profilat în acoladă. Îmbinări prin cepuri și butoni. În stil otoman. | Muzeul Național Peleș, Sinaia                              | Cimec    |
|      | Fotoliu Savonarola                                          | Datare: Sec. XIX;4/4 Școală: Atelier W. Stőger, Viena, Austria Material: lemn de nuc, sculptat, meplat, strunjit, intarsiat, sidef | Fotoliu Savonarola, din lemn de nuc lustruit maron deschis, sculptat în relief plat pe toată suprafața cu motive vegetale și entrelacuri în benzi, iar la spătare cu inscripții arabe, incrustații de motive geometrice-rozete din sidef și romburi; cu spătarul format din bandă în arc de cerc profilată sus, sprijinită pe tija, decupată. Șezuta semicirculară cu brațele terminate în volută; picioare în “X” lateral, formate din traverse unite la bază prin tălpic, profilat în acoladă. Îmbinări prin cepuri și butoni. În stil otoman. | Muzeul Național Peleș, Sinaia                              | Cimec    |
|      | Fotoliu Savonarola                                          | Datare: Sec. XIX;4/4 Școală: Atelier W. Stőger, Viena, Austria Material: lemn de nuc, sculptat, meplat, strunjit, intarsiat, sidef | Fotoliu Savonarola, din lemn de nuc lustruit maron deschis, sculptat în relief plat pe toată suprafața cu motive vegetale și entrelacuri în benzi, iar la spătare cu inscripții arabe, incrustații de motive geometrice-rozete din sidef și romburi; cu spătarul format din bandă în arc de cerc profilată sus, sprijinită pe tija, decupată. Șezuta semicirculară cu brațele terminate în volută; picioare în “X” lateral, formate din traverse unite la bază prin tălpic, profilat în acoladă. Îmbinări prin cepuri și butoni. În stil otoman. | Muzeul Național Peleș, Sinaia                              | Cimec    |
|      | Fotoliu Savonarola                                          | Datare: Sec. XIX;4/4 Școală: Atelier W. Stőger, Viena, Austria Material: lemn de nuc, sculptat, meplat, strunjit, intarsiat, sidef | Fotoliu Savonarola, din lemn de nuc lustruit maron deschis, sculptat în relief plat pe toată suprafața cu motive vegetale și entrelacuri în benzi, iar la spătare cu inscripții arabe, incrustații de motive geometrice-rozete din sidef și romburi; cu spătarul format din bandă în arc de cerc profilată sus, sprijinită pe tija, decupată. Șezuta semicirculară cu brațele terminate în volută; picioare în “X” lateral, formate din traverse unite la bază prin tălpic, profilat în acoladă. Îmbinări prin cepuri și butoni. În stil otoman. | Muzeul Național Peleș, Sinaia                              | Cimec    |
|      | Măsuță                                                      | Datare: Sec. XIX;4/4 Școală: Atelier W. Stőger, Viena, Austria Material: lemn de nuc, strunjit, parțial aurit, lustruit | Măsuță cu blatul hexagonal, lis din lemn de nuc. Picioarele panouri unite între ele, grilajate cu motive din baluștri mici dispuși în rozetă, iar jos, arcade, terminate în sfere aplatizate. Stil hispano-maur. | Muzeul Național Peleș, Sinaia                              | Cimec    |
|      | Măsuță                                                      | Datare: Sec. XIX;4/4 Școală: Atelier W. Stőger, Viena, Austria Material: lemn de nuc, strunjit, parțial aurit, lustruit | Măsuță cu blatul hexagonal, lis din lemn de nuc. Picioarele panouri unite între ele, grilajate cu motive din baluștri mici dispuși în rozetă, iar jos, arcade, terminate în sfere aplatizate. Stil hispano-maur. | Muzeul Național Peleș, Sinaia                              | Cimec    |
|      | Măsuță                                                      | Datare: Sec. XIX;4/4 Școală: Atelier W. Stőger, Viena, Austria Material: de nuc, sculptat, strunjit, intarsiat, certosina, os, sidef | Măsuță din lemn de nuc, bogat sculptat pe toată suprafața, în méplat; blatul octogonal, bordat cu plăcuțe din os și sculptat cu motive floral-vegetale, zoomorfe, geometrice și central medalion circular cu inscripție arabă, anturată cu steluțe din sidef; picioarele - opt panouri alternând, cele pline împărțite în casete, sculptate cu motive vegetale și cele formate din baluștri mărunți sprijinite pe bile aplatizate, jos, arcadate. | Muzeul Național Peleș, Sinaia                              | Cimec    |
|      | Scaun                                                       | Datare: Sec. XIX;4/4 Școală: Atelier W. Stőger, Viena, Austria Material: de nuc, sculptat, strunjit, lustruit, incrustat, sidef, catifea | Din lemn de nuc, lustruit maron închis, cu spătare înalte, decupate și sculptate cu motive vegetale în volută, entrelacuri și grilajate. Fronton profilat cu rozetă circulară incrustată cu sidef și cartuș cu inscripții în limba arabă. Șezută pătrată, tapițată cu catifea de bumbac de culoare ocru; pe patru picioare drepte, unite prin panouri decupate în arcadă, sculptate și grilajate. Stil hispano-maur. | Muzeul Național Peleș, Sinaia                              | Cimec    |
|      | Scaun                                                       | Datare: Sec. XIX;4/4 Școală: Atelier W. Stőger, Viena, Austria Material: de nuc, sculptat, strunjit, lustruit, incrustat, sidef, catifea | Din lemn de nuc, lustruit maron închis, cu spătare înalte, decupate și sculptate cu motive vegetale în volută, entrelacuri și grilajate. Fronton profilat cu rozetă circulară incrustată cu sidef și cartuș cu inscripții în limba arabă. Șezută pătrată, tapițată cu catifea de bumbac de culoare ocru; pe patru picioare drepte, unite prin panouri decupate în arcadă, sculptate și grilajate. Stil hispano-maur. | Muzeul Național Peleș, Sinaia                              | Cimec    |
|      | Scaun                                                       | Datare: Sec. XIX;4/4 Școală: Atelier W. Stőger, Viena, Austria Material: de nuc, sculptat, strunjit, lustruit, incrustat, sidef, catifea | Din lemn de nuc, lustruit maron închis, cu spătare înalte, decupate și sculptate cu motive vegetale în volută, entrelacuri și grilajate. Fronton profilat cu rozetă circulară incrustată cu sidef și cartuș cu inscripții în limba arabă. Șezută pătrată, tapițată cu catifea de bumbac de culoare ocru; pe patru picioare drepte, unite prin panouri decupate în arcadă, sculptate și grilajate. Stil hispano-maur. | Muzeul Național Peleș, Sinaia                              | Cimec    |
|      | Scaun                                                       | Datare: Sec. XIX;4/4 Școală: Atelier W. Stőger, Viena, Austria Material: de nuc, sculptat, strunjit, lustruit, incrustat, sidef, catifea | Din lemn de nuc, lustruit maron închis, cu spătare înalte, decupate și sculptate cu motive vegetale în volută, entrelacuri și grilajate. Fronton profilat cu rozetă circulară incrustată cu sidef și cartuș cu inscripții în limba arabă. Șezută pătrată, tapițată cu catifea de bumbac de culoare ocru; pe patru picioare drepte, unite prin panouri decupate în arcadă, sculptate și grilajate. Stil hispano-maur. | Muzeul Național Peleș, Sinaia                              | Cimec    |
|      | Fotoliu Savonarola                                          | Datare: Sec. XIX;4/4 Școală: Atelier W. Stőger, Viena, Austria Material: lemn de nuc sculptat, méplat, lustruit, incrustat; certosina ; sidef | Fotoliu, tip Savonarola, din lemn de nuc, sculptat în méplat, picioare curbate în X, formate din câte șase baghete cu tălpici acoladă; șezută semicirculară; cotiere terminate în volută; spătar semicircular, festonat susținut de panou decupat-cartuș, cu décor vegetal, arabescuri, inscripții în limba arabă și steluțe incrustate, din sidef. | Muzeul Național Peleș, Sinaia                              | Cimec    |
|      | Fotoliu Savonarola                                          | Datare: Sec. XIX;4/4 Școală: Atelier W. Stőger, Viena, Austria Material: lemn de nuc sculptat, méplat, lustruit, incrustat; certosina ; sidef | Fotoliu, tip Savonarola, din lemn de nuc, sculptat în méplat, picioare curbate în X, formate din câte șase baghete cu tălpici acoladă; șezută semicirculară; cotiere terminate în volută; spătar semicircular, festonat susținut de panou decupat-cartuș, cu decor vegetal, arabescuri, inscripții în limba arabă și steluțe incrustate, din sidef. | Muzeul Național Peleș, Sinaia                              | Cimec    |
|      | Fotoliu                                                     | Datare: Sec. XIX;4/4 Școală: Atelier W. Stőger, Viena, Austria Material: lemn de nuc, strunjit, lustruit, piele presată, pictată, parțial aurită | Fotoliu din lemn de nuc, lustruit maron deschis, cu linii drepte; spătarul cu fronton profilat și panourile de legătură ale picioarelor bogat grilajate, mărunt; brațe drepte pe baluștri mici; perne pătrate, îmbrăcate în piele gen Cordoba, policromată în roșu, verde, albastru și aurită, cu motive florale mari și arabescuri; căptușite cu satin grena. | Muzeul Național Peleș, Sinaia                              | Cimec    |
|      | Fotoliu                                                     | Datare: Sec. XIX;4/4 Școală: Atelier W. Stőger, Viena, Austria Material: lemn de nuc, strunjit, lustruit, piele presată, pictată, parțial aurită | Fotoliu din lemn de nuc, lustruit maron deschis, cu linii drepte; spătarul cu fronton profilat și panourile de legătură ale picioarelor bogat grilajate, mărunt; brațe drepte pe baluștri mici; perne pătrate, îmbrăcate în piele gen Cordoba, policromată în roșu, verde, albastru și aurită, cu motive florale mari și arabescuri; căptușite cu satin grena. | Muzeul Național Peleș, Sinaia                              | Cimec    |
|      | Fotoliu                                                     | Datare: Sec. XIX;4/4 Școală: Atelier W. Stőger, Viena, Austria Material: lemn de nuc, strunjit, lustruit, piele presată, pictată, parțial aurită | Fotoliu din lemn de nuc, lustruit maron deschis, cu linii drepte; spătarul cu fronton profilat și panourile de legătură ale picioarelor bogat grilajate, mărunt; brațe drepte pe baluștri mici; perne pătrate, îmbrăcate în piele gen Cordoba, policromată în roșu, verde, albastru și aurită, cu motive florale mari și arabescuri; căptușite cu satin grena. | Muzeul Național Peleș, Sinaia                              | Cimec    |
|      | Fotoliu                                                     | Datare: Sec. XIX;4/4 Școală: Atelier W. Stőger, Viena, Austria Material: lemn de nuc, strunjit, lustruit, piele presată, pictată, parțial aurită | Fotoliu din lemn de nuc, lustruit maron deschis, cu linii drepte; spătarul cu fronton profilat și panourile de legătură ale picioarelor bogat grilajate, mărunt; brațe drepte pe baluștri mici; perne pătrate, îmbrăcate în piele gen Cordoba, policromată în roșu, verde, albastru și aurită, cu motive florale mari și arabescuri; căptușite cu satin grena. | Muzeul Național Peleș, Sinaia                              | Cimec    |
|      | Măsuță                                                      | Datare: Sec. XIX;4/4 Școală: Atelier W. Stőger, Viena, Austria Material: lemn de nuc, sculptat, strunjit, intarsiat, os, sidef | Măsuță cu blatul de formă octogonală, din lemn de nuc lustruit, bogat sculptat pe întreaga suprafață în méplat; blatul decorat cu motive vegetale, geometrice și inscripție arabă (?); cu incrustații din os (la ramă) și de sidef (steluțe central și spre ramă); picioarele panouri, parțial grilajate, cu baluștri mici, median sculptate cu motive floral-vegetale, iar la bază, arcadate. În stil hispano-maur. | Muzeul Național Peleș, Sinaia                              | Cimec    |
|      | Scaun                                                       | Datare: Sec. XIX;4/4 Școală: Atelier W. Stőger, Viena, Austria Material: lemn de nuc, sculptat, strunjit, incrustat, sidef | Scaun pliant, din lemn de nuc, lustruit maron deschis, sculptat în relief plat cu benzi și motive entrelac pe toată suprafața, cu încrustații de sidef-steluțe; spătarul curbat terminat în fronton cu casetă grilajată și inscripție în limba arabă în cartuș; picioarele în , lateral formate din traverse, unite la bază prin tălpic profilat. | Muzeul Național Peleș, Sinaia                              | Cimec    |
|      | Scaun                                                       | Datare: Sec. XIX;4/4 Școală: Atelier W. Stőger, Viena, Austria Material: lemn de nuc, sculptat, strunjit, incrustat, sidef | Scaun pliant, din lemn de nuc, lustruit maron deschis, sculptat în relief plat cu benzi și motive entrelac pe toată suprafața, cu încrustații de sidef-steluțe; spătarul curbat terminat în fronton cu casetă grilajată și inscripție în limba arabă în cartuș; picioarele în , lateral formate din traverse, unite la bază prin tălpic profilat. | Muzeul Național Peleș, Sinaia                              | Cimec    |
|      | Scaun                                                       | Datare: Sec. XIX;4/4 Școală: Atelier W. Stőger, Viena, Austria Material: lemn de nuc, sculptat, strunjit, incrustat, sidef | Scaun pliant, din lemn de nuc, lustruit maron deschis, sculptat în relief plat cu benzi și motive entrelac pe toată suprafața, cu încrustații de sidef-steluțe; spătarul curbat terminat în fronton cu casetă grilajată și inscripție în limba arabă în cartuș; picioarele în , lateral formate din traverse, unite la bază prin tălpic profilat. | Muzeul Național Peleș, Sinaia                              | Cimec    |
|      | Scaun                                                       | Datare: Sec. XIX;4/4 Școală: Atelier W. Stőger, Viena, Austria Material: lemn de nuc, sculptat, strunjit, incrustat, sidef | Scaun pliant, din lemn de nuc, lustruit maron deschis, sculptat în relief plat cu benzi și motive entrelac pe toată suprafața, cu încrustații de sidef-steluțe; spătarul curbat terminat în fronton cu casetă grilajată și inscripție în limba arabă în cartuș; picioarele în , lateral formate din traverse, unite la bază prin tălpic profilat. | Muzeul Național Peleș, Sinaia                              | Cimec    |
|      | Taburet                                                     | Datare: Sec. XIX;4/4 Școală: Atelier W. Stőger, Viena, Austria Material: lemn de nuc sculptat, strunjit, ebenizat, lustruit, încrustat; os; catifea | Taburet din lemn de nuc, lustruit maron și negru; cu centură plină purtând elemente decorative diferite; picioarele legate în panouri mici, arcadate și grilajate, terminate în sfere aplatizate; șezuta tapițată în catifea de mătase aurie cu motive mari, florale pictate cu argintiu: cu negre, sculptate la centură și panourile de legătură arcadate. | Muzeul Național Peleș, Sinaia                              | Cimec    |
|      | Taburet                                                     | Datare: Sec. XIX;4/4 Școală: Atelier W. Stőger, Viena, Austria Material: lemn de nuc sculptat, strunjit, ebenizat, lustruit, încrustat; os; catifea | Taburet din lemn de nuc, lustruit maron și negru; cu centură plină purtând elemente decorative diferite; picioarele legate în panouri mici, arcadate și grilajate, terminate în sfere aplatizate; șezuta tapițată în catifea de mătase aurie cu motive mari, florale pictate cu argintiu: cu inscripții arabe din os la centură și panourile de legătură arcadate mai larg. În stil hispano-arab. | Muzeul Național Peleș, Sinaia                              | Cimec    |
|      | Măsuță                                                      | Datare: Sec. XIX;4/4 Școală: Atelier W. Stőger, Viena, Austria Material: lemn de nuc, sculptat, parchetat, strunjit, intarsiat, os, sidef | Taburet cu blatul hexagonal, din lemn de nuc; blatul furniruit în parchet, parțial incrustat cu os și sidef, cu motive geometrice la borduri și rozetă centrală. Centură foarte lată cu motive stalactite mărunte în registre succesive, în retragere. Picioarele panouri unite între ele, sculptate și grilajate, iar jos, arcade. Stil neo-mudejar. | Muzeul Național Peleș, Sinaia                              | Cimec    |
|      | Măsuță                                                      | Datare: Sec. XIX;4/4 Școală: Atelier W. Stőger, Viena, Austria Material: lemn de nuc, sculptat, parchetat, strunjit, intarsiat, os, sidef | Măsuță cu blatul hexagonal, din lemn de nuc; blatul furniruit în parchet, parțial incrustat cu os și sidef, cu motive geometrice la borduri și rozetă centrală. Centură foarte lată cu motive stalactite mărunte în registre succesive, în retragere. Picioarele panouri unite între ele, sculptate și grilajate, iar jos, arcade. Stil neo-mudejar. | Muzeul Național Peleș, Sinaia                              | Cimec    |
|      | Măsuță                                                      | Datare: Sec. XIX;4/4 Școală: Atelier W. Stőger, Viena, Austria Material: lemn de nuc sculptat, strunjit, ebenizat, lustruit, încrustat; os, sidef. | Măsuță din lemn de nuc lustruit maron, bogat sculptat în méplat pe toată suprafața; blatul octogonal, cu borduri incrustate și gravate, cu inscripții arabe și motive vegetale, incrustații de sidef; picioarele panouri sculptate cu motive animaliere, parțial grilajate, iar la bază arcadate (cu ). În stil mudejar. | Muzeul Național Peleș, Sinaia                              | Cimec    |
|      | Măsuță                                                      | Datare: Sec. XIX;4/4 Școală: Atelier W. Stőger, Viena, Austria Material: lemn de nuc sculptat, strunjit, ebenizat, lustruit, încrustat; os; sidef. | Măsuță din lemn de nuc lustruit maron, bogat sculptat în méplat pe toată suprafața; blatul octogonal cu borduri din os gravat, cu inscripții arabe și motive vegetale, incrustații de sidef; picioarele panouri sculptate cu motive animaliere, parțial grilajate, iar la bază arcadate (cu ). În stil mudejar. | Muzeul Național Peleș, Sinaia                              | Cimec    |
|      | Taburet                                                     | Datare: Sec. XIX;4/4 Școală: Atelier W. Stőger, Viena, Austria Material: lemn de nuc sculptat, strunjit, ebenizat, lustruit, încrustat; os; catifea. | Taburet mic, din lemn de nuc lustruit maron și negru; centură plină; picioarele legate în panouri mici, arcadate, grilajate, purtând inscripții în limba arabă încrustate cu os. Șezuta tapițată cu catifea galben-auriu, cu motive florale argintii. Stil hispano-arab. | Muzeul Național Peleș, Sinaia                              | Cimec    |
|      | Taburet                                                     | Datare: Sec. XIX;4/4 Școală: Atelier W. Stőger, Viena, Austria Material: lemn de nuc, strunjit, ebenizat, lustruit, catifea. | Taburet mic, din lemn de nuc lustruit maron și negru; centură plină; picioarele legate în panouri mici, arcadate, grilajate, purtând inscripții în limba arabă încrustate cu os. Șezuta tapițată cu catifea galben-auriu, cu motive florale argintii. Stil hispano-arab. | Muzeul Național Peleș, Sinaia                              | Cimec    |
|      | Menorah                                                     | Datare: Sec. XIX;4/4 Școală: Atelier oriental Material: argint; turnat; presat; ciocănit; gravat; incizat; cizelat; alamă; turnată; cizelată | Talpa circulară, în retragere, godronată, decorată cu motive florale în rezerve, alternând cu godroane lise; picior balustru cu decor frunze de acant, surmontat de trei tije orizontale, decorate cu rozete și frunze de acant; tija superioară terminată cu două mâini susținând cele șapte brațe lumini dispuse în același plan. | Muzeul Național Peleș, Sinaia                              | Cimec    |
|      | Etajeră                                                     | Datare: Sec. XIX;4/4 Școală: Atelier Nürnberg, Germania Material: argint aurit; turnat; presat; ciocănit; gravat; incizat; cizelat | Formă ovală, pe patru picioare consolă, în formă de gheare de lei, corp cvadrilobat, cu decor pe întreaga suprafață reprezentând lupta romanilor împotriva marcomanilor și Traian luptând împotriva dacilor; scenele anturate de mascaroni și cartușe; buza răsfrântă, godronată; anse verticale supraînălțate himere; la bază inscripție de renovare, în limba germană și titlurile celor două scene istorice. | Muzeul Național Peleș, Sinaia                              | Cimec    |
|      | Pocal                                                       | Datare: Sec. XIX;4/4 Școală: Atelier german Material: argint aurit; turnat; presat; ciocănit; poansonat; gravat; incizat; cizelat | Talpă circulară, supraînălțată, decorată cu motiv picătură de lacrimă, decor grotesc; picior înalt balustru; corp piriform, decorat pe întreaga suprafață cu motiv picătură de lacrimă și scene mitologice marine; capac supraînălțat, cu ghirlandă, cartușe și buton de prindere în ronde bosse, reprezentând soldat roman cu scut și sabie în mâna dreaptă. | Muzeul Național Peleș, Sinaia                              | Cimec    |
|      | Pocal                                                       | Datare: Sec. XIX;1/4 Școală: Atelier german Material: argint aurit; turnat; presat; ciocănit; gravat; flambat; cizelat | Talpă circulară, decorată cu registre în retragere, ove și lambrechin vegetal; picior balustru la bază cu patru monede facsimil și registre cu ove godronate, lambrechin floral-vegetal și motiv solzi, cupa sferică, cu medalioane godronate, cu monede în facsimil și inscripții în limba latină, pe fond de motive vegetale în volută; la buza cupei inscripție în limba germană și anul 1724; aurită la interior. | Muzeul Național Peleș, Sinaia                              | Cimec    |
|      | Tavă                                                        | Datare: 1894 Școală: Atelier german Material: argint aurit; turnat; ciocănit; gravat; incizat; cizelat | Formă circulară, bordură supraînălțată, festonată, subliniată cu dungi marginale, gravată cu inscripție în limba germană: Omagiul Corpului de Ofițeri ai Primei Gărzi a Regimentului de Artilerie de Câmp; câmpul central gravat cu 56 de scuturi heraldice surmontate de coroană, care anturează ordinul Vulturul Negru de Prusia; superior scut heraldic cu acvilă cu aripile deschise, surmontat de coroană, inferior filacter cu inscripție: 1869 15 November 1894. | Muzeul Național Peleș, Sinaia                              | Cimec    |
|      | Etajeră                                                     | Datare: Sec. XIX;4/4 Școală: Atelier Nürnberg, Germania Material: argint aurit; turnat; presat; ciocănit; gravat; incizat; cizelat | Talpa circulară, în retragere, decorată cu motive rocaille și cartușe; picior scurt; corp ovoidal, adâncit, mult profilat sugerând forma unei corăbii; decor cu cartușe, buchete de flori și motive rocaille pe fond punctiform; două anse în volută, decorate cu frunză de acant; aurită la interior; pe talpă la interior inscripție de renovare în limba germană. | Muzeul Național Peleș, Sinaia                              | Cimec    |
|      | Etajeră                                                     | Datare: Sec. XIX;4/4 Școală: Atelier german Material: argint aurit; presat; ciocănit; decupat; incizat; cizelat | Jardinieră sprijinită pe patru piciorușe consolă, terminate la partea superioară cu cartușe libere; corp de formă ovală, buza festonată, cu motive rocaille, decor pe întreaga suprafață cu buchete de flori flancând cartuse libere rococo. | Muzeul Național Peleș, Sinaia                              | Cimec    |
|      | Etajeră                                                     | Datare: Sec. XIX;4/4 Școală: Atelier francez Material: argint aurit; presat; ciocănit; decupat; cizelat; alamă; presată; cizelată; aurită | Formă ovală, decorată cu motive rococo, parțial decupate; două anse supraînălțate personaje feminine, victorii înaripate, cu cunună de laur în mâna dreaptă; vas interior detașabil, din alamă aurită, decupată după forma vasului. Patru piciorușe rocaille. | Muzeul Național Peleș, Sinaia                              | Cimec    |
|      | Titanul Atlas                                               | Datare: Sec. XIX;4/4 Școală: Atelier Nürnberg, Germania Material: argint aurit; turnat; presat; ciocănit; gravat; incizat; decupat; poansonat; cizelat; caboșoane | Piesă decorativă, reprezentând Glob Pământesc pe piedestal cu baza circulară, pe trei piciorușe console în formă de broască țestoasă; glob pământesc sprijinit de statuetă în ronde bosse, reprezentându-l pe titanul Atlas; la partea superioară (Polul Nord) statuetă în ronde bosse - Cronos cu coasa; pe linia Ecuatorului bandă zodiac ornată cu pietre prețioase. | Muzeul Național Peleș, Sinaia                              | Cimec    |
|      | Pocal                                                       | Datare: Sec. XIX;4/4 Școală: Atelier german Material: argint aurit; turnat; presat; ciocănit; cizelat; flambat | Talpa circulară în retragere, decorată cu motive vegetale, corp tronconic decorat pe întreaga suprafață cu scene de vânătoare de cerbi, susținut de picior înalt figurină în ronde bosse trunchi de copac și o căprioară șezând, capac detașabil supraînălțat decorat cu volute în C și capete de Meduze; buton de prindere în ronde bosse, iepure lângă trunchi de copac. | Muzeul Național Peleș, Sinaia                              | Cimec    |
|      | Cană de bere                                                | Datare: Sec. XIX;4/4 Școală: Atelier Gdansk, Polonia Material: argint aurit; turnat; presat; ciocănit; cizelat; flambat | Talpă circulară profilată în tor, decorată în relief cu motive floral vegetale, corp cilindric, flancat de două centuri aurite la capete: cea interioară cu ove orizontale; cea superioară lisă; pe corp scenă istorică (ospăț în cinstea unui oriental); capacul în retrageri succesive, prins în șarnieră, cu decor motive vegetale și florale anturând o bandă de rezerve cu scene biblice; buton de prindere în formă de leu șezând; ansă vrej în consolă. | Muzeul Național Peleș, Sinaia                              | Cimec    |
|      | Frapieră                                                    | Datare: Sec. XIX;4/4 Școală: Atelier Wollenweber; München Material: argint; turnat; presat; ciocănit; cizelat | Formă cilindrică, pe patru piciorușe în formă de con; pe partea inferioară decorată cu motiv con de brad; pe corp scenă cinegetică cu personaje mitologice; central zeița Diana, cu suliță ridicată vânând cerb încolțit de câini și alte personaje antice și animale vânate. | Muzeul Național Peleș, Sinaia                              | Cimec    |
|      | Covor                                                       | Datare: Sec. XIX;4/4 Școală: Atelier Tabriz, Persia Material: urzeală bumbac; băteală lână | Lucrat manual, pe fond roșu și bleumarin, decorat cu motive floral – vegetale și geometrice pe întreaga suprafață, iar central, medalion romboidal în registre succesive. Bordură formată din bandă principală având fondul bleumarin cu motive palmete și flori stilizate; benzi laterale pe fond bej cu ghirlandă florală, în cromatică de ivoriu, frez, nuanțe de roșu și albastru. | Muzeul Național Peleș, Sinaia                              | Cimec    |
|      | Covor                                                       | Datare: Sec. XIX;4/4 Școală: Atelier Tabriz, Persia Material: urzeală bumbac; băteală lână | Lucrat manual, câmpul decorat cu medalion central oval, având fondul roșu, cu motive tulipane și florale, rozetă centrală pe fond bej. Chenarul, lat, are fondul albastru închis, decorat cu ornamente în medalioane romboidale și circulare, bordate de câte două chenare înguste cu motive florale mărunte. | Muzeul Național Peleș, Sinaia                              | Cimec    |
|      | Covor                                                       | Datare: Sec. XIX;1/4 Școală: Atelier Tabriz, Persia Material: urzeală bumbac; băteală lână | Lucrat manual, având fondul bleu – vert, decorat cu medalion rombic de culoare bleumarin și bej, colțarele în nuanțe de bej – ocru, de dimensiuni mici, legate între ele și cu bordura principală de culoare gălbuie, inclusă între trei chenare înguste, identice bleumarin și bej, decorate cu ornamente geometrice stilizate. | Muzeul Național Peleș, Sinaia                              | Cimec    |
|      | Covor                                                       | Datare: Sec. XIX;4/4 Școală: Atelier Kirman, Persia Material: urzeală bumbac; băteală lână | Lucrat manual, câmp central având fondul vernil, decorat cu medalion central romboidal, prelungit cu vase cu flori, iar colțarele decorate cu motive floral – vegetale. Bordura formată din bandă principală, cu décor herati, și două benzi secundare, decorate cu motive florale, în cromatică de bej, nuanțe de ocru și albastru. | Muzeul Național Peleș, Sinaia                              | Cimec    |
|      | Covor                                                       | Datare: Sec. XIX;2/4 Școală: Atelier Tabriz, Persia Material: urzeală bumbac; băteală lână | Lucrat manual, fondul grena, decorat cu motive florale mari tulipan, rozete, dispuse uniform pe toată suprafața între meandre și volute de flori și frunze mici. Chenar principal pe aceeași culoare, încadrat în trei chenare înguste, deschise, pe crem și bleu. | Muzeul Național Peleș, Sinaia                              | Cimec    |
|      | Covor                                                       | Datare: Sec. XIX;4/4 Școală: Atelier Shirvan, Caucaz Material: urzeală lână; băteală lână | Lucrat manual, câmp central de culoare bleumarin, decorat cu motive geometrice, central având cruce formată, de asemenea, din motive geometrice. Bandă principală pe fond cărămiziu, între două chenare înguste, fiind decorat cu aceleași motive ca și câmpul. | Muzeul Național Peleș, Sinaia                              | Cimec    |
|      | Covor                                                       | Datare: Sec. XIX;4/4 Școală: Atelier Tabriz, Persia Material: urzeală bumbac; băteală lână | Lucrat manual, pe fond roșu și bleumarin, decorat cu motive floral – vegetale și geometrice pe întreaga suprafață, iar central, medalion romboidal în registre succesive. Bordură formată din bandă principală având fondul bleumarin cu motive palmete și flori stilizate; benzi laterale pe fond bej cu ghirlandă florală, în cromatică de ivoriu, frez, nuanțe de roșu și albastru. | Muzeul Național Peleș, Sinaia                              | Cimec    |
|      | Vază                                                        | Datare: Sec. XVIII;1/4 Școală: Atelier chinezesc Material: porțelan; pastă tare; modelare la roată; décor aplicat; barbotină; pictare manuală; pictare peste glazură; email; aurire parțială                                                                                                | Vasul face parte din familia verde; are baza circulară, corp piriform, prelung, gât cilindric, înalt, cu buza răsfrântă la exterior, a cărei margine este ondulată și aurită; vasul este decorat cu buchete de flori, cu scene de interior în reserve intercalate de motiv rețea; la gaza gâtului, sunt aplicate motive decorative în formă de șopârlă și anse aurite, în formă de dragoni; vasul este pictat policrom, în auriu, orange, nuanțe de verde, albastru, brun. | Muzeul Național Peleș, Sinaia                              | Cimec    |
|      | Vază                                                        | Datare: Sec. XVIII;1/4 Școală: Atelier chinezesc Material: porțelan; pastă tare; modelare la roată; décor aplicat; barbotină; pictare manuală; pictare peste glazură; email; aurire parțială                                                                                                | Vasul face parte din familia verde; are baza circulară, corp piriform, prelung, gât cilindric, înalt, cu buza răsfrântă la exterior, a cărei margine este ondulată și aurită; vasul este decorat cu buchete de flori, cu scene de interior în reserve intercalate de motiv rețea; la gaza gâtului, sunt aplicate motive decorative în formă de șopârlă și anse aurite, în formă de dragoni; vasul este pictat policrom, în auriu, orange, nuanțe de verde, albastru, brun. | Muzeul Național Peleș, Sinaia                              | Cimec    |
|      | Vas de grăsime                                              | Datare: Sec. XVII;1/4 Școală: Atelier persan Material: faianță; modelare la roată; pictare manuală; pictare sub glazură; glazurare | Vasul are baza circulară, corpul bulbar, continuat cu gât cilindric redus și este decorat pe întreaga suprafață cu motiv vegetal stilizat în cromatică de negru pe fond bleu turcoaz. | Muzeul Național Peleș, Sinaia                              | Cimec    |
|      | Vas soliflor                                                | Datare: Sec. XIX;4/4 Școală: Atelier Boemia Material: cristal; suflare în tipar; gravare; șlefuire | Vas soliflor de formă prismatică, decorat cu motiv floral, gravat. | Muzeul Național Peleș, Sinaia                              | Cimec    |
|      | Vas soliflor                                                | Datare: Sec. XIX;4/4 Școală: Atelier Boemia Material: cristal; suflare în tipar; gravare; șlefuire | Vas soliflor de formă prismatică, decorat cu motiv floral, gravat. | Muzeul Național Peleș, Sinaia                              | Cimec    |
|      | Vas soliflor                                                | Datare: Sec. XIX;4/4 Școală: Atelier Boemia Material: cristal; suflare în tipar; gravare; șlefuire | Vas soliflor de formă prismatică, decorat cu motiv floral, gravat. | Muzeul Național Peleș, Sinaia                              | Cimec    |
|      | Vas soliflor                                                | Datare: Sec. XIX;4/4 Școală: Atelier Boemia Material: cristal; suflare în tipar; gravare; șlefuire | Vas soliflor de formă prismatică, decorat cu motiv floral, gravat. | Muzeul Național Peleș, Sinaia                              | Cimec    |
|      | Vas soliflor                                                | Datare: Sec. XIX;4/4 Școală: Atelier Boemia Material: cristal; suflare în tipar; gravare; șlefuire | Vas soliflor de formă prismatică, decorat cu motiv floral, gravat. | Muzeul Național Peleș, Sinaia                              | Cimec    |
|      | Văscior                                                     | Datare: Sec. XIX;4/4 Școală: Atelier Boemia Material: cristal; suflare în tipar; colorare parțială; gravare; șlefuire | Piramidal, decorat cu rozete în medalioane verzi și cu motiv floral gravat. | Muzeul Național Peleș, Sinaia                              | Cimec    |
|      | Vas                                                         | Datare: Sec. XIX;4/4 Școală: Atelier bavarez Material: sticlă; colorare în masă; suflare liberă; pictare cu email | Vas, din sticlă fumurie, pe talpă circulară, cu corp tronconic, decorat cu personaj masculin în costumație renascentistă, în policromie albastru, roșu, verde, brunuri. Sub personaj, inscripția: “HANS SACHS”. | Muzeul Național Peleș, Sinaia                              | Cimec    |
|      | Vas                                                         | Datare: Sec. XIX;4/4 Școală: Atelier bavarez Material: sticlă; colorare în masă; suflare liberă; pictare cu email | Vas, din sticlă fumurie, pe talpă circulară, corp tronconic decorat cu personaj feminin, în costumație renascentistă, în policromie albastru, roșu, verde, brunuri. | Muzeul Național Peleș, Sinaia                              | Cimec    |
|      | Cupă cu capac                                               | Datare: Sec. XIX;4/4 Școală: “LOBMEYR J. & L.”, Viena Material: cristal; suflare liberă; pictare cu email; aurire parțială | Talpă circulară în retragere, subliniată de dungă aurie și decorată cu brâu de ove; corp tronconic, evazat spre buză, pictat în email cu scenă mitologică marină (mic triton ducând în hățuri doi delfini), încadrată de lambrechine floral-vegetale și brâu cu val grecesc; capac ușor bombat, cu buton – balustru, decorat în auriu cu lambrechin, imbricații, rozetă. Marcată pe reversul bazei. | Muzeul Național Peleș, Sinaia                              | Cimec    |
|      | Cupă cu capac                                               | Datare: Sec. XIX;4/4 Școală: “LOBMEYR J. & L.”,Viena Material: cristal; suflare liberă; pictare cu email; aurire parțială | Talpă circulară în retragere, subliniată de dungă aurie și decorată cu brâu de ove; corp tronconic, evazat spre buză, pictat în email cu scenă mitologică marină (mic triton ducând în hățuri doi delfini), încadrată de lambrechine floral-vegetale și brâu cu val grecesc; capac ușor bombat, cu buton – balustru, decorat în auriu cu lambrechin, imbricații, rozetă. Marcată pe reversul bazei. | Muzeul Național Peleș, Sinaia                              | Cimec    |
|      | Pocal cu capac                                              | Datare: Sec. XIX;4/4 Școală: Atelier Salviati, Veneția Material: sticlă; suflare liberă; “vetro a fili” | Talpă circulară, picior subțire, torsadat, cu “vetro a fili”, corp conic, mult largit spre buză, capac semisferic, cu buton. Bumbul de pe capac spart și lipsă; zgârieturi. | Muzeul Național Peleș, Sinaia                              | Cimec    |
|      | Cupă                                                        | Datare: Sec. XIX;4/4 Școală: Atelier Salviati, Veneția Material: sticlă; colorare în masă; vinișoare; suflare liberă; modelare; decor aplicat; pulverizare cu aur | Talpă circulară în retragere; picior balustru godronat și inelat; corp sferic, alungit spre baza godronată, decorat cu două rânduri de butoni și panglici; buză evazată; anse în formă de dragoni înaripați; cromatică: violet-ametist cu vinișoare, albastru. | Muzeul Național Peleș, Sinaia                              | Cimec    |
|      | Vas cu capac                                                | Datare: Sec. XIX;4/4 Școală: Atelier bavarez Material: sticlă; colorare în masă; suflare liberă; decor aplicat; pictare cu email; aurire parțială | Talpă circulară în retragere, festonată, decorată median cu bumbi; corp cilindric, pictat în email policrom cu cavaler ținând o spadă pe umărul drept, mâna stângă sprijinită pe scut; la bază, inscripție cu caractere gotice: “GOTT, FAUST, SCHWERT MEIN HAUS BEWERT”; capac godronat, cu buton supraînălțat. Inscripție cu caractere gotice: “GOTT, FAUST, SCHWERT MEIN HAUS BEWERT”. | Muzeul Național Peleș, Sinaia                              | Cimec    |
|      | Vas cu capac                                                | Datare: Sec. XIX;4/4 Școală: Atelier bavarez Material: sticlă; colorare în masă; suflare liberă; decor aplicat; pictare cu email; aurire parțială | Talpă circulară în retragere, festonată, decorată median cu bumbi; corp cilindric, pictat în email policrom, cu personaj feminin în costum din epoca Renașterii; la bază, inscripție cu caractere gotice: “FRIEDEN UND LIEBE WOHNT INNEN”; capac godronat, cu buton supraînălțat. | Muzeul Național Peleș, Sinaia                              | Cimec    |
|      | Cană cu capac                                               | Datare: Sec. XIX;4/4 Școală: Atelier bavarez Material: sticlă; suflare în tipar; pictare cu email; cositor; turnare; ștanțare | Tronconică, evazată spre bază, pictată în email policrom, cu stema familiei de Hohenzollern încadrată de lambrechin, sub stemă inscripția: “DIE GRAFFEN ZU HOHENZOLLERN” și lambrechin întrerupt de motiv perlat; gât îmbrăcat în manșon metalic ce formează împreună cu capacul coif de armură cu panaș; ansă. Stema familiei de Hohenzollern. Inscripția: “DIE GRAFFEN ZU HOHENZOLLERN”. | Muzeul Național Peleș, Sinaia                              | Cimec    |
|      | Salatieră                                                   | Datare: Sec. XX;1/4 Școală: Atelier german (sticlă); atelier Wollenweber Edmund, München (argint) Material: sticlă; suflare în tipar; gravare cu acizi; pictare cu email; argint; presare; decupare; cizelare; aurire                                                                       | Salatieră, în formă de bol; corpul vasului, cu decorație gravată și emailată: crizanteme în cromatică de roșu închis, galben, verde; la buză și bază, bordură din argint, la buză cu decor decupat volute vegetale; suport detașabil din argint, decorat în registre cu godroane și friză floral-vegetală în casete. Marcată la bază. Inscripție cu datare, localizare lucrări de restaurare: Viena 1927. Stil eclectic. | Muzeul Național Peleș, Sinaia                              | Cimec    |
|      | Vas soliflor                                                | Datare: Sec. XIX;4/4 Școală: Atelier Boemia Material: cristal; suflare în tipar; gravare; șlefuire; aurire parțială | Vas tubular, cu bază pătrată evazată, decorat cu motive florale gravate și aurite, dispuse în benzi verticale. | Muzeul Național Peleș, Sinaia                              | Cimec    |
|      | Vas soliflor                                                | Datare: Sec. XIX;4/4 Școală: Atelier Boemia Material: cristal; suflare în tipar; gravare; șlefuire; aurire parțială | Vas tubular, cu bază pătrată evazată, decorat cu motive florale gravate și aurite, dispuse în benzi verticale. | Muzeul Național Peleș, Sinaia                              | Cimec    |
|      | Vas soliflor                                                | Datare: Sec. XIX;4/4 Școală: Atelier Boemia Material: cristal; suflare în tipar; gravare; șlefuire; aurire parțială | Vas tubular, cu bază pătrată evazată, decorat cu motive florale gravate și aurite, dispuse în benzi verticale. | Muzeul Național Peleș, Sinaia                              | Cimec    |
|      | Vas soliflor                                                | Datare: Sec. XIX;4/4 Școală: Atelier Boemia Material: cristal; suflare în tipar; gravare; șlefuire; aurire parțială | Vas tubular, cu bază pătrată evazată, decorat cu motive florale, gravate și aurite, dispuse în benzi verticale. | Muzeul Național Peleș, Sinaia                              | Cimec    |
|      | Vas soliflor                                                | Datare: Sec. XIX;4/4 Școală: Atelier Boemia Material: cristal; suflare în tipar; gravare; șlefuire; aurire parțială | Vas tubular, cu bază pătrată evazată, decorat cu motive florale, gravate și aurite, dispuse în benzi verticale. | Muzeul Național Peleș, Sinaia                              | Cimec    |
|      | Vas soliflor                                                | Datare: Sec. XIX;4/4 Școală: Atelier Boemia Material: cristal; suflare în tipar; gravare; șlefuire; aurire parțială | Vas tubular, cu bază pătrată evazată, decorat cu motive florale gravate și aurite, dispuse în benzi verticale. | Muzeul Național Peleș, Sinaia                              | Cimec    |
|      | Vas soliflor                                                | Datare: Sec. XIX;4/4 Școală: Atelier Boemia Material: cristal; suflare în tipar; gravare; șlefuire; aurire parțială | Vas tubular, cu bază pătrată evazată, decorat cu motive florale, gravate și aurite, dispuse în benzi verticale. | Muzeul Național Peleș, Sinaia                              | Cimec    |
|      | Vas soliflor                                                | Datare: Sec. XIX;4/4 Școală: Atelier Boemia Material: cristal; suflare în tipar; gravare; șlefuire; aurire parțială | Vas tubular, cu bază pătrată evazată, decorat cu motive florale, gravate și aurite, dispuse în benzi verticale. | Muzeul Național Peleș, Sinaia                              | Cimec    |
|      | Vas soliflor                                                | Datare: Sec. XIX;4/4 Școală: Atelier Boemia Material: cristal; suflare în tipar; gravare; șlefuire; aurire parțială | Vas tubular, cu bază pătrată evazată, decorat cu motive florale, gravate și aurite, dispuse în benzi verticale. | Muzeul Național Peleș, Sinaia                              | Cimec    |
|      | Vas soliflor                                                | Datare: Sec. XIX;4/4 Școală: Atelier Boemia Material: cristal; suflare în tipar; gravare; șlefuire; aurire parțială | Vas tubular, cu bază pătrată evazată, decorat cu motive florale, gravate și aurite, dispuse în benzi verticale. | Muzeul Național Peleș, Sinaia                              | Cimec    |
|      | Vas soliflor                                                | Datare: Sec. XIX;4/4 Școală: Atelier Boemia Material: cristal; suflare în tipar; gravare; șlefuire; aurire parțială | Vas tubular, cu bază pătrată evazată, decorat cu motive florale, gravate și aurite, dispuse în benzi verticale. | Muzeul Național Peleș, Sinaia                              | Cimec    |
|      | Vas soliflor                                                | Datare: Sec. XIX;4/4 Școală: Atelier Boemia Material: cristal; suflare în tipar; gravare; șlefuire; aurire parțială | Vas tubular, cu bază pătrată evazată, decorat cu motive florale, gravate și aurite, dispuse în benzi verticale. | Muzeul Național Peleș, Sinaia                              | Cimec    |
|      | Vas soliflor                                                | Datare: Sec. XIX;4/4 Școală: Atelier Boemia Material: cristal; suflare în tipar; gravare; șlefuire; aurire parțială | Vas soliflor de formă prismatică, decorat cu motiv floral, gravat și aurit. | Muzeul Național Peleș, Sinaia                              | Cimec    |
|      | Vas soliflor                                                | Datare: Sec. XIX;4/4 Școală: Atelier Boemia Material: cristal; suflare în tipar; gravare; șlefuire; aurire parțială | Vas soliflor de formă prismatică, decorat cu motiv floral, gravat și aurit. | Muzeul Național Peleș, Sinaia                              | Cimec    |
|      | Vas soliflor                                                | Datare: Sec. XIX;4/4 Școală: Atelier Boemia Material: cristal; suflare în tipar; gravare; șlefuire; aurire parțială | Vas soliflor de formă prismatică, decorat cu motiv floral, gravat și aurit. | Muzeul Național Peleș, Sinaia                              | Cimec    |
|      | Vas soliflor                                                | Datare: Sec. XIX;4/4 Școală: Atelier Boemia Material: cristal; suflare în tipar; gravare; șlefuire; aurire parțială | Vas soliflor de formă prismatică, decorat cu motiv floral, gravat și aurit. | Muzeul Național Peleș, Sinaia                              | Cimec    |
|      | Vas soliflor                                                | Datare: Sec. XIX;4/4 Școală: Atelier Boemia Material: cristal; suflare în tipar; gravare; șlefuire; aurire parțială | Vas soliflor de formă prismatică, decorat cu motiv floral, gravat și aurit. | Muzeul Național Peleș, Sinaia                              | Cimec    |
|      | Vas soliflor                                                | Datare: Sec. XIX;4/4 Școală: Atelier Boemia Material: cristal; suflare în tipar; gravare; șlefuire; aurire parțială | Vas soliflor de formă prismatică, decorat cu motiv floral, gravat și aurit. | Muzeul Național Peleș, Sinaia                              | Cimec    |
|      | Vas soliflor                                                | Datare: Sec. XIX;4/4 Școală: Atelier Boemia Material: cristal; suflare în tipar; gravare; șlefuire; aurire parțială | Vas soliflor de formă prismatică, decorat cu motiv floral, gravat și aurit. | Muzeul Național Peleș, Sinaia                              | Cimec    |
|      | Vas soliflor                                                | Datare: Sec. XIX;4/4 Școală: Atelier Boemia Material: cristal; suflare în tipar; gravare; șlefuire; aurire parțială | Vas soliflor de formă prismatică, decorat cu motiv floral, gravat și aurit. | Muzeul Național Peleș, Sinaia                              | Cimec    |
|      | Vas soliflor                                                | Datare: Sec. XIX;4/4 Școală: Atelier Boemia Material: cristal; suflare în tipar; gravare; șlefuire; aurire parțială | Vas soliflor de formă prismatică, decorat cu motiv floral, gravat și aurit. | Muzeul Național Peleș, Sinaia                              | Cimec    |
|      | Vas soliflor                                                | Datare: Sec. XIX;4/4 Școală: Atelier Boemia Material: cristal; suflare în tipar; gravare; șlefuire; aurire parțială | Vas soliflor de formă prismatică, decorat cu motiv floral, gravat și aurit. | Muzeul Național Peleș, Sinaia                              | Cimec    |
|      | Vas soliflor                                                | Datare: Sec. XIX;4/4 Școală: Atelier Boemia Material: cristal; suflare în tipar; gravare; șlefuire; aurire parțială | Vas soliflor de formă prismatică, decorat cu motiv floral, gravat și aurit. | Muzeul Național Peleș, Sinaia                              | Cimec    |
|      | Vas soliflor                                                | Datare: Sec. XIX;4/4 Școală: Atelier Boemia Material: cristal; suflare în tipar; gravare; șlefuire; aurire parțială | Vas soliflor de formă prismatică, decorat cu motiv floral, gravat și aurit. | Muzeul Național Peleș, Sinaia                              | Cimec    |
|      | Vas soliflor                                                | Datare: Sec. XIX;4/4 Școală: Atelier Boemia Material: cristal; suflare în tipar; gravare; șlefuire; aurire parțială | Vas soliflor de formă prismatică, decorat cu motiv floral, gravat și aurit. | Muzeul Național Peleș, Sinaia                              | Cimec    |
|      | Vas soliflor                                                | Datare: Sec. XIX;4/4 Școală: Atelier Boemia Material: cristal; suflare în tipar; gravare; șlefuire; aurire parțială | Vas soliflor de formă prismatică, decorat cu motiv floral, gravat și aurit. | Muzeul Național Peleș, Sinaia                              | Cimec    |
|      | Vas soliflor                                                | Datare: Sec. XIX;4/4 Școală: Atelier Boemia Material: cristal; suflare în tipar; gravare; șlefuire; aurire parțială | Vas soliflor de formă prismatică, decorat cu motiv floral, gravat și aurit. | Muzeul Național Peleș, Sinaia                              | Cimec    |
|      | Vas soliflor                                                | Datare: Sec. XIX;4/4 Școală: Atelier Boemia Material: cristal; suflare în tipar; gravare; șlefuire; aurire parțială | Vas soliflor de formă prismatică, decorat cu motiv floral, gravat și aurit. | Muzeul Național Peleș, Sinaia                              | Cimec    |
|      | Vas soliflor                                                | Datare: Sec. XIX;4/4 Școală: Atelier Boemia Material: cristal; suflare în tipar; gravare; șlefuire; aurire parțială | Vas soliflor de formă prismatică, decorat cu motiv floral, gravat și aurit. | Muzeul Național Peleș, Sinaia                              | Cimec    |
|      | Vas soliflor                                                | Datare: Sec. XIX;4/4 Școală: Atelier Boemia Material: cristal; suflare în tipar; gravare; șlefuire; aurire parțială | Vas soliflor de formă prismatică, decorat cu motiv floral, gravat și aurit. | Muzeul Național Peleș, Sinaia                              | Cimec    |
|      | Vas soliflor                                                | Datare: Sec. XIX;4/4 Școală: Atelier Boemia Material: cristal; suflare în tipar; gravare; șlefuire; aurire parțială | Vas soliflor de formă prismatică, decorat cu motiv floral, gravat și aurit. | Muzeul Național Peleș, Sinaia                              | Cimec    |
|      | Vas soliflor                                                | Datare: Sec. XIX;4/4 Școală: Atelier Boemia Material: cristal; suflare în tipar; gravare; șlefuire; aurire parțială | Vas soliflor de formă prismatică, decorat cu motiv floral, gravat și aurit. | Muzeul Național Peleș, Sinaia                              | Cimec    |
|      | Vas soliflor                                                | Datare: Sec. XIX;4/4 Școală: Atelier Boemia Material: cristal; suflare în tipar; gravare; șlefuire; aurire parțială | Vas soliflor de formă prismatică, decorat cu motiv floral, gravat și aurit. | Muzeul Național Peleș, Sinaia                              | Cimec    |
|      | Vas soliflor                                                | Datare: Sec. XIX;4/4 Școală: Atelier Boemia Material: cristal; suflare în tipar; gravare; șlefuire; aurire parțială | Vas soliflor de formă prismatică, decorat cu motiv floral, gravat și aurit. | Muzeul Național Peleș, Sinaia                              | Cimec    |
|      | Vas soliflor                                                | Datare: Sec. XIX;4/4 Școală: Atelier Boemia Material: cristal; suflare în tipar; gravare; șlefuire; aurire parțială | Vas soliflor de formă prismatică, decorat cu motiv floral, gravat și aurit. | Muzeul Național Peleș, Sinaia                              | Cimec    |
|      | Vas soliflor                                                | Datare: Sec. XIX;4/4 Școală: Atelier Boemia Material: cristal; suflare în tipar; gravare; șlefuire; aurire parțială | Vas soliflor de formă prismatică, decorat cu motiv floral, gravat și aurit. | Muzeul Național Peleș, Sinaia                              | Cimec    |
|      | Vas soliflor                                                | Datare: Sec. XIX;4/4 Școală: Atelier Boemia Material: cristal; suflare în tipar; gravare; șlefuire; aurire parțială | Vas soliflor de formă prismatică, decorat cu motiv floral, gravat și aurit. | Muzeul Național Peleș, Sinaia                              | Cimec    |
|      | Vas soliflor                                                | Datare: Sec. XIX;4/4 Școală: Atelier Boemia Material: cristal; suflare în tipar; gravare; șlefuire; aurire parțială | Vas soliflor de formă prismatică, decorat cu motiv floral, gravat și aurit. | Muzeul Național Peleș, Sinaia                              | Cimec    |
|      | Vas soliflor                                                | Datare: Sec. XIX;4/4 Școală: Atelier Boemia Material: cristal; suflare în tipar; gravare; șlefuire; aurire parțială | Vas soliflor de formă prismatică, decorat cu motiv floral, gravat și aurit. | Muzeul Național Peleș, Sinaia                              | Cimec    |
|      | Vas soliflor                                                | Datare: Sec. XIX;4/4 Școală: Atelier Boemia Material: cristal; suflare în tipar; gravare; șlefuire; aurire parțială | Vas soliflor de formă prismatică, decorat cu motiv floral, gravat și aurit. | Muzeul Național Peleș, Sinaia                              | Cimec    |
|      | Vas soliflor                                                | Datare: Sec. XIX;4/4 Școală: Atelier Boemia Material: cristal; suflare în tipar; gravare; șlefuire; aurire parțială | Vas soliflor de formă prismatică, decorat cu motiv floral, gravat și aurit. | Muzeul Național Peleș, Sinaia                              | Cimec    |
|      | Vas soliflor                                                | Datare: Sec. XIX;4/4 Școală: Atelier Boemia Material: cristal; suflare în tipar; gravare; șlefuire; aurire parțială | Vas soliflor de formă prismatică, decorat cu motiv floral, gravat și aurit. | Muzeul Național Peleș, Sinaia                              | Cimec    |
|      | Vas soliflor                                                | Datare: Sec. XIX;4/4 Școală: Atelier Boemia Material: cristal; suflare în tipar; gravare; șlefuire; aurire parțială | Vas soliflor de formă prismatică, decorat cu motiv floral, gravat și aurit. | Muzeul Național Peleș, Sinaia                              | Cimec    |
|      | Vas soliflor                                                | Datare: Sec. XIX;4/4 Școală: Atelier Boemia Material: cristal; suflare în tipar; gravare; șlefuire; aurire parțială | Vas soliflor de formă prismatică, decorat cu motiv floral, gravat și aurit. | Muzeul Național Peleș, Sinaia                              | Cimec    |
|      | Vas soliflor                                                | Datare: Sec. XIX;4/4 Școală: Atelier Boemia Material: cristal; suflare în tipar; gravare; șlefuire; aurire parțială | Vas soliflor de formă prismatică, decorat cu motiv floral, gravat și aurit. | Muzeul Național Peleș, Sinaia                              | Cimec    |
|      | Vas soliflor                                                | Datare: Sec. XIX;4/4 Școală: Atelier Boemia Material: cristal; suflare în tipar; gravare; șlefuire; aurire parțială | Vas soliflor de formă prismatică, decorat cu motiv floral, gravat și aurit. | Muzeul Național Peleș, Sinaia                              | Cimec    |
|      | Vas soliflor                                                | Datare: Sec. XIX;4/4 Școală: Atelier Boemia Material: cristal; suflare în tipar; gravare; șlefuire; aurire parțială | Vas soliflor de formă prismatică, decorat cu motiv floral, gravat și aurit. | Muzeul Național Peleș, Sinaia                              | Cimec    |
|      | Vas soliflor                                                | Datare: Sec. XIX;4/4 Școală: Atelier Boemia Material: cristal; suflare în tipar; gravare; șlefuire; aurire parțială | Vas soliflor de formă prismatică, decorat cu motiv floral, gravat și aurit. | Muzeul Național Peleș, Sinaia                              | Cimec    |
|      | Vas soliflor                                                | Datare: Sec. XIX;4/4 Școală: Atelier Boemia Material: cristal; suflare în tipar; gravare; șlefuire; aurire parțială | Vas soliflor de formă prismatică, decorat cu motiv floral, gravat și aurit. | Muzeul Național Peleș, Sinaia                              | Cimec    |
|      | Vas soliflor                                                | Datare: Sec. XIX;4/4 Școală: Atelier Boemia Material: cristal; suflare în tipar; gravare; șlefuire; aurire parțială | Vas soliflor de formă prismatică, decorat cu motiv floral, gravat și aurit. | Muzeul Național Peleș, Sinaia                              | Cimec    |
|      | Vas soliflor                                                | Datare: Sec. XIX;4/4 Școală: Atelier Boemia Material: cristal; suflare în tipar; gravare; șlefuire; aurire parțială | Vas soliflor de formă prismatică, decorat cu motiv floral, gravat și aurit. | Muzeul Național Peleș, Sinaia                              | Cimec    |
|      | Vas soliflor                                                | Datare: Sec. XIX;4/4 Școală: Atelier Boemia Material: cristal; suflare în tipar; gravare; șlefuire; aurire parțială | Vas soliflor de formă prismatică, decorat cu motiv floral, gravat și aurit. | Muzeul Național Peleș, Sinaia                              | Cimec    |
|      | Văscior                                                     | Datare: Sec. XIX;4/4 Școală: Atelier Boemia Material: cristal; suflare în tipar; colorare parțială; gravare; șlefuire; aurire parțială | Piramidal, decorat cu rozete în medalioane verzi și cu motiv floral, gravat și aurit. | Muzeul Național Peleș, Sinaia                              | Cimec    |
|      | Văscior                                                     | Datare: Sec. XIX;4/4 Școală: Atelier Boemia Material: cristal; suflare în tipar; colorare parțială; gravare; șlefuire; aurire parțială | Vas piramidal, decorat cu rozete în medalioane verzi și cu motiv floral, gravat și aurit. | Muzeul Național Peleș, Sinaia                              | Cimec    |
|      | Văscior                                                     | Datare: Sec. XIX;4/4 Școală: Atelier Boemia Material: cristal; suflare în tipar; colorare parțială; gravare; șlefuire; aurire parțială | Vas piramidal, decorat cu rozete în medalioane verzi și cu motiv floral, gravat și aurit. | Muzeul Național Peleș, Sinaia                              | Cimec    |
|      | Văscior                                                     | Datare: Sec. XIX;4/4 Școală: Atelier Boemia Material: cristal; suflare în tipar; colorare parțială; gravare; șlefuire; aurire parțială | Vas piramidal, decorat cu rozete în medalioane verzi și cu motiv floral, gravat și aurit. | Muzeul Național Peleș, Sinaia                              | Cimec    |
|      | Văscior                                                     | Datare: Sec. XIX;4/4 Școală: Atelier Boemia Material: cristal; suflare în tipar; colorare parțială; gravare; șlefuire; aurire parțială | Vas piramidal, decorat cu rozete în medalioane verzi și cu motiv floral, gravat și aurit. | Muzeul Național Peleș, Sinaia                              | Cimec    |
|      | Văscior                                                     | Datare: Sec. XIX;4/4 Școală: Atelier Boemia Material: cristal; suflare în tipar; colorare parțială; gravare; șlefuire; aurire parțială | Vas piramidal, decorat cu rozete în medalioane verzi și cu motiv floral, gravat și aurit. | Muzeul Național Peleș, Sinaia                              | Cimec    |
|      | Văscior                                                     | Datare: Sec. XIX;4/4 Școală: Atelier Boemia Material: cristal; suflare în tipar; colorare parțială; gravare; șlefuire; aurire parțială | Vas piramidal, decorat cu rozete în medalioane verzi și cu motiv floral, gravat și aurit. | Muzeul Național Peleș, Sinaia                              | Cimec    |
|      | Văscior                                                     | Datare: Sec. XIX;4/4 Școală: Atelier Boemia Material: cristal; suflare în tipar; colorare parțială; gravare; șlefuire; aurire parțială | Vas piramidal, decorat cu rozete în medalioane verzi și cu motiv floral, gravat și aurit. | Muzeul Național Peleș, Sinaia                              | Cimec    |
|      | Văscior                                                     | Datare: Sec. XIX;4/4 Școală: Atelier Boemia Material: cristal; suflare în tipar; colorare parțială; gravare; șlefuire; aurire parțială | Vas piramidal, decorat cu rozete în medalioane verzi și cu motiv floral, gravat și aurit. | Muzeul Național Peleș, Sinaia                              | Cimec    |
|      | Văscior                                                     | Datare: Sec. XIX;4/4 Școală: Atelier Boemia Material: cristal; suflare în tipar; colorare parțială; gravare; șlefuire; aurire parțială | Vas piramidal, decorat cu rozete în medalioane verzi și cu motiv floral, gravat și aurit. | Muzeul Național Peleș, Sinaia                              | Cimec    |
|      | Văscior                                                     | Datare: Sec. XIX;4/4 Școală: Atelier Boemia Material: cristal; suflare în tipar; colorare parțială; gravare; șlefuire; aurire parțială | Vas piramidal, decorat cu rozete în medalioane verzi și cu motiv floral, gravat și aurit. | Muzeul Național Peleș, Sinaia                              | Cimec    |
|      | Văscior                                                     | Datare: Sec. XIX;4/4 Școală: Atelier Boemia Material: cristal; suflare în tipar; colorare parțială; gravare; șlefuire; aurire parțială | Vas piramidal, decorat cu rozete în medalioane verzi și cu motiv floral, gravat și aurit. | Muzeul Național Peleș, Sinaia                              | Cimec    |
|      | Văscior                                                     | Datare: Sec. XIX;4/4 Școală: Atelier Boemia Material: cristal; suflare în tipar; colorare parțială; gravare; șlefuire; aurire parțială | Vas piramidal, decorat cu rozete în medalioane verzi și cu motiv floral, gravat și aurit. | Muzeul Național Peleș, Sinaia                              | Cimec    |
|      | Văscior                                                     | Datare: Sec. XIX;4/4 Școală: Atelier Boemia Material: cristal; suflare în tipar; colorare parțială; gravare; șlefuire; aurire parțială | Vas piramidal, decorat cu rozete în medalioane verzi și cu motiv floral, gravat și aurit. | Muzeul Național Peleș, Sinaia                              | Cimec    |
|      | Văscior                                                     | Datare: Sec. XIX;4/4 Școală: Atelier Boemia Material: cristal; suflare în tipar; colorare parțială; gravare; șlefuire; aurire parțială | Vas piramidal, decorat cu rozete în medalioane verzi și cu motiv floral, gravat și aurit. | Muzeul Național Peleș, Sinaia                              | Cimec    |
|      | Văscior                                                     | Datare: Sec. XIX;4/4 Școală: Atelier Boemia Material: cristal; suflare în tipar; colorare parțială; gravare; șlefuire; aurire parțială | Vas piramidal, decorat cu rozete în medalioane verzi și cu motiv floral, gravat și aurit. | Muzeul Național Peleș, Sinaia                              | Cimec    |
|      | Văscior                                                     | Datare: Sec. XIX;4/4 Școală: Atelier Boemia Material: cristal; suflare în tipar; colorare parțială; gravare; șlefuire; aurire parțială | Vas piramidal, decorat cu rozete în medalioane verzi și cu motiv floral, gravat și aurit. | Muzeul Național Peleș, Sinaia                              | Cimec    |
|      | Văscior                                                     | Datare: Sec. XIX;4/4 Școală: Atelier Boemia Material: cristal; suflare în tipar; colorare parțială; gravare; șlefuire; aurire parțială | Vas piramidal, decorat cu rozete în medalioane verzi și cu motiv floral, gravat și aurit. | Muzeul Național Peleș, Sinaia                              | Cimec    |
|      | Etajeră                                                     | Datare: Sec. XIX;4/4 Școală: Atelier Boemia Material: cristal; suflare în tipar; gravare; șlefuire; aurire parțială | Jardinieră paralelipipedică, decorată cu motiv floral, gravat și aurit. | Muzeul Național Peleș, Sinaia                              | Cimec    |
|      | Etajeră                                                     | Datare: Sec. XIX;4/4 Școală: Atelier Boemia Material: cristal; suflare în tipar; gravare; șlefuire; aurire parțială | Jardinieră paralelipipedică, decorată cu motiv floral, gravat și aurit. | Muzeul Național Peleș, Sinaia                              | Cimec    |
|      | Etajeră                                                     | Datare: Sec. XIX;4/4 Școală: Atelier Boemia Material: cristal; suflare în tipar; gravare; șlefuire; aurire parțială | Jardinieră paralelipipedică, decorată cu motiv floral, gravat și aurit. | Muzeul Național Peleș, Sinaia                              | Cimec    |
|      | Etajeră                                                     | Datare: Sec. XIX;4/4 Școală: Atelier Boemia Material: cristal; suflare în tipar; gravare; șlefuire; aurire parțială | Jardinieră paralelipipedică, decorată cu motiv floral, gravat și aurit. | Muzeul Național Peleș, Sinaia                              | Cimec    |
|      | Etajeră                                                     | Datare: Sec. XIX;4/4 Școală: Atelier Boemia Material: cristal; suflare în tipar; gravare; șlefuire; aurire parțială | Jardinieră arcuită, decorată cu motiv floral, gravat și aurit. | Muzeul Național Peleș, Sinaia                              | Cimec    |
|      | Etajeră                                                     | Datare: Sec. XIX;4/4 Școală: Atelier Boemia Material: cristal; suflare în tipar; gravare; șlefuire; aurire parțială | Jardinieră arcuită, decorată cu motiv floral, gravat și aurit. | Muzeul Național Peleș, Sinaia                              | Cimec    |
|      | Etajeră                                                     | Datare: Sec. XIX;4/4 Școală: Atelier Boemia Material: cristal; suflare în tipar; gravare; șlefuire; aurire parțială | Jardinieră arcuită, decorată cu motiv floral, gravat și aurit. | Muzeul Național Peleș, Sinaia                              | Cimec    |
|      | Etajeră                                                     | Datare: Sec. XIX;4/4 Școală: Atelier Boemia Material: cristal; suflare în tipar; gravare; șlefuire; aurire parțială | Jardinieră arcuită, decorată cu motiv floral, gravat și aurit. | Muzeul Național Peleș, Sinaia                              | Cimec    |
|      | Etajeră                                                     | Datare: Sec. XIX;4/4 Școală: Atelier Boemia Material: cristal; suflare în tipar; gravare; șlefuire; aurire parțială | Jardinieră arcuită, decorată cu motiv floral, gravat și aurit. | Muzeul Național Peleș, Sinaia                              | Cimec    |
|      | Etajeră                                                     | Datare: Sec. XIX;4/4 Școală: Atelier Boemia Material: cristal; suflare în tipar; gravare; șlefuire; aurire parțială | Jardinieră arcuită, decorată cu motiv floral, gravat și aurit. | Muzeul Național Peleș, Sinaia                              | Cimec    |
|      | Etajeră                                                     | Datare: Sec. XIX;4/4 Școală: Atelier Boemia Material: cristal; suflare în tipar; gravare; șlefuire; aurire parțială | Jardinieră arcuită, decorată cu motiv floral, gravat și aurit. | Muzeul Național Peleș, Sinaia                              | Cimec    |
|      | Etajeră                                                     | Datare: Sec. XIX;4/4 Școală: Atelier Boemia Material: cristal; suflare în tipar; gravare; șlefuire; aurire parțială | Jardinieră arcuită, decorată cu motiv floral, gravat și aurit. | Muzeul Național Peleș, Sinaia                              | Cimec    |
|      | Vas                                                         | Datare: Sec. XIX;4/4 Școală: Atelier Boemia Material: cristal; colorare parțială; suflare în tipar; tragere; aplicare | Vas tubular, înalt, cu bază pătrată evazată, decorat cu fire de sticlă verde, aplicate pe muchiile longitudinale. | Muzeul Național Peleș, Sinaia                              | Cimec    |
|      | Vas                                                         | Datare: Sec. XIX;4/4 Școală: Atelier Boemia Material: cristal; colorare parțială; suflare în tipar; tragere; aplicare | Vas tubular, înalt, cu bază pătrată evazată, decorat cu fire de sticlă verde, aplicate pe muchiile longitudinale. | Muzeul Național Peleș, Sinaia                              | Cimec    |
|      | Vas soliflor                                                | Datare: Sec. XIX;4/4 Școală: Atelier Boemia Material: cristal; suflare în tipar; gravare; șlefuire | Vas soliflor de formă prismatică, decorat cu motiv floral, gravat. | Muzeul Național Peleș, Sinaia                              | Cimec    |
|      | Vas soliflor                                                | Datare: Sec. XIX;4/4 Școală: Atelier Boemia Material: cristal; suflare în tipar; gravare; șlefuire | Vas soliflor de formă prismatică, decorat cu motiv floral, gravat. | Muzeul Național Peleș, Sinaia                              | Cimec    |
|      | Vas soliflor                                                | Datare: Sec. XIX;4/4 Școală: Atelier Boemia Material: cristal; suflare în tipar; gravare; șlefuire | Vas soliflor de formă prismatică, decorat cu motiv floral, gravat. | Muzeul Național Peleș, Sinaia                              | Cimec    |
|      | Vas soliflor                                                | Datare: Sec. XIX;4/4 Școală: Atelier Boemia Material: cristal; suflare în tipar; gravare; șlefuire | Vas soliflor de formă prismatică, decorat cu motiv floral, gravat. | Muzeul Național Peleș, Sinaia                              | Cimec    |
|      | Vas soliflor                                                | Datare: Sec. XIX;4/4 Școală: Atelier Boemia Material: cristal; suflare în tipar; gravare; șlefuire | Vas soliflor de formă prismatică, decorat cu motiv floral, gravat. | Muzeul Național Peleș, Sinaia                              | Cimec    |
|      | Vas soliflor                                                | Datare: Sec. XIX;4/4 Școală: Atelier Boemia Material: cristal; suflare în tipar; gravare; șlefuire | Vas soliflor de formă prismatică, decorat cu motiv floral, gravat. | Muzeul Național Peleș, Sinaia                              | Cimec    |
|      | Vas soliflor                                                | Datare: Sec. XIX;4/4 Școală: Atelier Boemia Material: cristal; suflare în tipar; gravare; șlefuire | Vas soliflor de formă prismatică, decorat cu motiv floral, gravat. | Muzeul Național Peleș, Sinaia                              | Cimec    |
|      | Vas soliflor                                                | Datare: Sec. XIX;4/4 Școală: Atelier Boemia Material: cristal; suflare în tipar; gravare; șlefuire | Vas soliflor de formă prismatică, decorat cu motiv floral, gravat. | Muzeul Național Peleș, Sinaia                              | Cimec    |
|      | Vas soliflor                                                | Datare: Sec. XIX;4/4 Școală: Atelier Boemia Material: cristal; suflare în tipar; gravare; șlefuire | Vas soliflor de formă prismatică, decorat cu motiv floral, gravat. | Muzeul Național Peleș, Sinaia                              | Cimec    |
|      | Vas soliflor                                                | Datare: Sec. XIX;4/4 Școală: Atelier Boemia Material: cristal; suflare în tipar; gravare; șlefuire | Vas soliflor de formă prismatică, decorat cu motiv floral, gravat. | Muzeul Național Peleș, Sinaia                              | Cimec    |
|      | Vas soliflor                                                | Datare: Sec. XIX;4/4 Școală: Atelier Boemia Material: cristal; suflare în tipar; gravare; șlefuire | Vas soliflor de formă prismatică, decorat cu motiv floral, gravat. | Muzeul Național Peleș, Sinaia                              | Cimec    |
|      | Vas soliflor                                                | Datare: Sec. XIX;4/4 Școală: Atelier Boemia Material: cristal; suflare în tipar; gravare; șlefuire | Vas soliflor de formă prismatică, decorat cu motiv floral, gravat. | Muzeul Național Peleș, Sinaia                              | Cimec    |
|      | Vas soliflor                                                | Datare: Sec. XIX;4/4 Școală: Atelier Boemia Material: cristal; suflare în tipar; gravare; șlefuire | Vas soliflor de formă prismatică, decorat cu motiv floral gravat. | Muzeul Național Peleș, Sinaia                              | Cimec    |
|      | Vas soliflor                                                | Datare: Sec. XIX;4/4 Școală: Atelier Boemia Material: cristal; suflare în tipar; gravare; șlefuire | Vas soliflor de formă prismatică, decorat cu motiv floral, gravat. | Muzeul Național Peleș, Sinaia                              | Cimec    |
|      | Vas soliflor                                                | Datare: Sec. XIX;4/4 Școală: Atelier Boemia Material: cristal; suflare în tipar; gravare; șlefuire | Vas soliflor de formă prismatică, decorat cu motiv floral, gravat. | Muzeul Național Peleș, Sinaia                              | Cimec    |
|      | Vas soliflor                                                | Datare: Sec. XIX;4/4 Școală: Atelier Boemia Material: cristal; suflare în tipar; gravare; șlefuire | Vas soliflor de formă prismatică, decorat cu motiv floral, gravat. | Muzeul Național Peleș, Sinaia                              | Cimec    |
|      | Vas soliflor                                                | Datare: Sec. XIX;4/4 Școală: Atelier Boemia Material: cristal; suflare în tipar; gravare; șlefuire | Vas soliflor de formă prismatică, decorat cu motiv floral, gravat. | Muzeul Național Peleș, Sinaia                              | Cimec    |
|      | Vas soliflor                                                | Datare: Sec. XIX;4/4 Școală: Atelier Boemia Material: cristal; suflare în tipar; gravare; șlefuire | Vas soliflor de formă prismatică, decorat cu motiv floral, gravat. | Muzeul Național Peleș, Sinaia                              | Cimec    |
|      | Văscior                                                     | Datare: Sec. XIX;4/4 Școală: Atelier Boemia Material: cristal; suflare în tipar; colorare parțială; gravare; șlefuire | vas piramidal, decorat cu rozete în medalioane verzi și cu motiv floral, gravat. | Muzeul Național Peleș, Sinaia                              | Cimec    |
|      | Văscior                                                     | Datare: Sec. XIX;4/4 Școală: Atelier Boemia Material: cristal; suflare în tipar; colorare parțială; gravare; șlefuire | Văscior piramidal, decorat cu rozete în medalioane verzi și cu motiv floral, gravat. | Muzeul Național Peleș, Sinaia                              | Cimec    |
|      | Văscior                                                     | Datare: Sec. XIX;4/4 Școală: Atelier Boemia Material: cristal; suflare în tipar; colorare parțială; gravare; șlefuire | Vas piramidal, decorat cu rozete în medalioane verzi și cu motiv floral, gravat. | Muzeul Național Peleș, Sinaia                              | Cimec    |
|      | Văscior                                                     | Datare: Sec. XIX;4/4 Școală: Atelier Boemia Material: cristal; suflare în tipar; colorare parțială; gravare; șlefuire | Vas piramidal, decorat cu rozete în medalioane verzi și cu motiv floral, gravat. | Muzeul Național Peleș, Sinaia                              | Cimec    |
|      | Văscior                                                     | Datare: Sec. XIX;4/4 Școală: Atelier Boemia Material: cristal; suflare în tipar; colorare parțială; gravare; șlefuire | Vas piramidal, decorat cu rozete în medalioane verzi și cu motiv floral, gravat. | Muzeul Național Peleș, Sinaia                              | Cimec    |
|      | Văscior                                                     | Datare: Sec. XIX;4/4 Școală: Atelier Boemia Material: cristal; suflare în tipar; colorare parțială; gravare; șlefuire | Vas piramidal, decorat cu rozete în medalioane verzi și cu motiv floral, gravat. | Muzeul Național Peleș, Sinaia                              | Cimec    |
|      | Văscior                                                     | Datare: Sec. XIX;4/4 Școală: Atelier Boemia Material: cristal; suflare în tipar; colorare parțială; gravare; șlefuire | Vas piramidal, decorat cu rozete în medalioane verzi și cu motiv floral, gravat. | Muzeul Național Peleș, Sinaia                              | Cimec    |
|      | Văscior                                                     | Datare: Sec. XIX;4/4 Școală: Atelier Boemia Material: cristal; suflare în tipar; colorare parțială; gravare; șlefuire | Vas piramidal, decorat cu rozete în medalioane verzi și cu motiv floral, gravat. | Muzeul Național Peleș, Sinaia                              | Cimec    |
|      | Văscior                                                     | Datare: Sec. XIX;4/4 Școală: Atelier Boemia Material: cristal; suflare în tipar; colorare parțială; gravare; șlefuire | Vas piramidal, decorat cu rozete în medalioane verzi și cu motiv floral, gravat. | Muzeul Național Peleș, Sinaia                              | Cimec    |
|      | Văscior                                                     | Datare: Sec. XIX;4/4 Școală: Atelier Boemia Material: cristal; suflare în tipar; colorare parțială; gravare; șlefuire | Vas piramidal, decorat cu rozete în medalioane verzi și cu motiv floral, gravat. | Muzeul Național Peleș, Sinaia                              | Cimec    |
|      | Văscior                                                     | Datare: Sec. XIX;4/4 Școală: Atelier Boemia Material: cristal; suflare în tipar; colorare parțială; gravare; șlefuire | Vas piramidal, decorat cu rozete în medalioane verzi și cu motiv floral, gravat. | Muzeul Național Peleș, Sinaia                              | Cimec    |
|      | Văscior                                                     | Datare: Sec. XIX;4/4 Școală: Atelier Boemia Material: cristal; suflare în tipar; colorare parțială; gravare; șlefuire | Vas piramidal, decorat cu rozete în medalioane verzi și cu motiv floral, gravat. | Muzeul Național Peleș, Sinaia                              | Cimec    |
|      | Văscior                                                     | Datare: Sec. XIX;4/4 Școală: Atelier Boemia Material: cristal; suflare în tipar; colorare parțială; gravare; șlefuire | Vas piramidal, decorat cu rozete în medalioane verzi și cu motiv floral, gravat. | Muzeul Național Peleș, Sinaia                              | Cimec    |
|      | Văscior                                                     | Datare: Sec. XIX;4/4 Școală: Atelier Boemia Material: cristal; suflare în tipar; colorare parțială; gravare; șlefuire | Piramidal, decorat cu rozete în medalioane verzi și cu motiv floral, gravat. | Muzeul Național Peleș, Sinaia                              | Cimec    |
|      | Văscior                                                     | Datare: Sec. XIX;4/4 Școală: Atelier Boemia Material: cristal; suflare în tipar; colorare parțială; gravare; șlefuire | Piramidal, decorat cu rozete în medalioane verzi și cu motiv floral, gravat. | Muzeul Național Peleș, Sinaia                              | Cimec    |
|      | Văscior                                                     | Datare: Sec. XIX;4/4 Școală: Atelier Boemia Material: cristal; suflare în tipar; colorare parțială; gravare; șlefuire | Piramidal, decorat cu rozete în medalioane verzi și cu motiv floral, gravat. | Muzeul Național Peleș, Sinaia                              | Cimec    |
|      | Văscior                                                     | Datare: Sec. XIX;4/4 Școală: Atelier Boemia Material: cristal; suflare în tipar; colorare parțială; gravare; șlefuire | Piramidal, decorat cu rozete în medalioane verzi și cu motiv floral, gravat. | Muzeul Național Peleș, Sinaia                              | Cimec    |
|      | Văscior                                                     | Datare: Sec. XIX;4/4 Școală: Atelier Boemia Material: cristal; suflare în tipar; colorare parțială; gravare; șlefuire | Piramidal, decorat cu rozete în medalioane verzi și cu motiv floral, gravat. | Muzeul Național Peleș, Sinaia                              | Cimec    |
|      | Cană de apă                                                 | Datare: Sec. XX;1/4 Școală: Atelier Webb Thomas, Stourbridge, Anglia Material: cristal; suflare în tipar; tăiere; gravare; șlefuire | Cană pentru apă, cu talpă circulară, cu decor rozetă; corp tronconic; buză cu țurțur lat; ansă supraînălțată; decor pe întreaga suprafață: punct de diamant, fațete și coroană închisă gravată; la nivelul gâtului, benzi verticale, tăiate mărunt. | Muzeul Național Peleș, Sinaia                              | Cimec    |
|      | Pahar de apă                                                | Datare: Sec. XX;1/4 Școală: Atelier Webb Thomas, Stourbridge, Anglia Material: cristal; suflare în tipar; tăiere; gravare; șlefuire | Talpă circulară cu decor rozetă; picior balustru, fațetat, cu motiv mărunt tăiat; cupă conică, evazată spre buza largă; decor pe toată suprafața: punct de diamant și coroană închisă gravată. | Muzeul Național Peleș, Sinaia                              | Cimec    |
|      | Vas decorativ                                               | Datare: Sec. XVIII;1/4 Școală: Atelier chinezesc Material: faianță; modelare la roată; décor aplicat; incizare; pictare manuală; pictare sub glazură; pictare peste glazură; craclare | Vasul are baza circulară, corpul bulbar continuat cu gât cilindric, înalt și buza evazată, răsfrântă la exterior; vasul e este decorat pe întreaga suprafață cu scene de luptă și dragoni aplicați, în relief; cromatica variază de la galben și frez la nuanțe de verde, albastru, și brun, pe un fond gri-bleu, cu cracluri intenționate și foarte estetice. | Muzeul Național Peleș, Sinaia                              | Cimec    |
|      | Vas decorativ                                               | Datare: Sec. XVIII;1/4 Școală: Atelier chinezesc Material: porțelan; pastă tare; modelare în tipar; décor aplicat; barbotină; pictare manuală; pictare peste glazură; aurire parțială | Vasul este înalt, hexagonal în secțiune, decorat pe întreaga suprafață cu scene casnice, buchete de flori și fluturi, în medalione și reserve alternate, bordate cu chenar din motive floral-vegetale mărunte pe fond auriu; la baza gâtului, vasul este decorat cu dragoni auriți, în relief și anse reduse; cromatica vie se compune din auriu, nuanțe de galben, roz, verde și albastru, pe fond vernil. | Muzeul Național Peleș, Sinaia                              | Cimec    |
|      | Vas decorativ                                               | Datare: Sec. XVII;4/4 Școală: Iznik - Atelier turcesc Material: ceramică; modelare la roată; barbotină; picture manuală; glazurare | Bază circulară; corp cilindric înalt; strâns la gâtul redus; buză profilată; ansă mică, în forma literei "C"; decor pe întreaga suprafață în romburi lobate cu motive florale în cromatică turcoaz, albastru-cobalt, maron pe fond alb. | Muzeul Național Peleș, Sinaia                              | Cimec    |
|      | Vas decorativ                                               | Datare: Sec. XVIII;1/4 Școală: Iznik - Atelier turcesc Material: ceramică; modelare la roată; pictare manuală; glazurare | Vasul are baza circulară în cavet, corp cilindric în formă de clopot, terminat cu gât îngustat tubular, profilat spre buza mult evazată; este decorat pe întreaga suprafață cu motive viță-de-vie și struguri, în nuanțe de albastru, maro, verde pe fond alb-crem. | Muzeul Național Peleș, Sinaia                              | Cimec    |
|      | Vas decorativ                                               | Datare: Sec. XVIII;1/2 Școală: Satzuma - Atelier japonez Material: faianță; modelare la roată; modelare în tipar; pictare manuală cu email; aur coloidal | De dimensiuni mari, cu corpul bulbar, gâtul înalt în formă de cornet, bogat decorat în policromie pe fond alb, cu scene de teatru în medalioane, flancate de cortine trase lateral. | Muzeul Național Peleș, Sinaia                              | Cimec    |
|      | Vas decorativ                                               | Datare: Sec. XVIII;4/4 Școală: Atelier chinezesc Material: porțelan; modelare în tipar; barbotină; pictare manuală; pictare cu aur; aurire parțială; email | De dimensiuni mari, cu corpul prelung, piriform, terminat cu gât cilindric, mult evazat spre gura în formă de cornet, vasul este bogat decorat, cu cartușe lobate și motive avimorfe, florale și vegetale specifice stilului extrem-oriental, subliniate cu aur și email și policromate discret, pe fond brun; spre bază a fost aplicat un decor în ronde-bosse care încolăcește vasul, așezat pe talpă circulară din porțelan alb, continuat cu două socluri suprapuse, primul, circular din lemn maron montat pe cel de-al doilea de formă pătrată. | Muzeul Național Peleș, Sinaia                              | Cimec    |
|      | Vas decorativ                                               | Datare: Sec. XVIII;4/4 Școală: Atelier chinezesc Material: porțelan; modelare în tipar; barbotină; pictare manuală; pictare cu aur; aurire parțială; email | De dimensiuni mari, cu corpul prelung, piriform, terminat cu gât cilindric, mult evazat spre gura în formă de cornet, vasul este bogat decorat, cu cartușe lobate și motive avimorfe, florale și vegetale specifice stilului extrem-oriental, subliniate cu aur și email și policromate discret, pe fond brun; spre bază a fost aplicat un decor în ronde-bosse care încolăcește vasul, așezat pe talpă circulară din porțelan alb, continuat cu două socluri suprapuse, primul, circular din lemn maron montat pe cel de-al doilea de formă pătrată. | Muzeul Național Peleș, Sinaia                              | Cimec    |
|      | Vas decorativ                                               | Datare: sec. XVIII Școală: Satzuma - Atelier japonez Material: gresie; modelare în tipar; barbotină; pictare manuală; pictare sub și peste glazură; email; aurire parțială | Vas mare, cu capac, de formă ovoidală, sprijinit pe trei picioare groase, scurte, decorate cu mascaroni; vasul are ansele în ronde-bosse, reprezentându-l pe câinele Fo, apărătorul înțelepciunii în mitologia niponă; același motiv alegoric se regăsește și pe capacul în formă de calotă sferică: câinele Fo își sprijină laba dreaptă pe o sferă decupată; vasul este decorat pe întreaga suprafață cu motive florale și imbricații la baza și la buza vasului, iar corpul este pictat manual cu scenă religioasă. Personajele masculine care poartă fie aureolă, fie suluri de papirus în mâini, încadrează un personaj masculin șezând, profilat pe motivul soarelui. Scena se desfășoară în peisaj de bonsai; cromatica este vie și cuprinde tonuri de roșu, albastru, nuanțe de brun și sublinieri cu aur coloidal. | Muzeul Național Peleș, Sinaia                              | Cimec    |
|      | Vas decorativ                                               | Datare: sec. XVIII Școală: Satzuma - Atelier japonez Material: gresie; modelare în tipar; barbotină; pictare manuală; pictare sub și peste glazură; email; aurire parțială | Vas mare, cu capac, de formă ovoidală, sprijinit pe trei picioare groase, scurte, decorate cu mascaroni; vasul are ansele în ronde-bosse, reprezentându-l pe câinele Fo, apărătorul înțelepciunii în mitologia niponă; același motiv alegoric se regăsește și pe capacul în formă de calotă sferică: câinele Fo își sprijină laba dreaptă pe o sferă decupată; vasul este decorat pe întreaga suprafață cu motive florale și imbricații la baza și la buza vasului, iar corpul este pictat manual cu scenă religioasă. Personajele masculine care poartă fie aureolă, fie suluri de papirus în mâini, încadrează un personaj masculin șezând, profilat pe motivul soarelui. Scena se desfășoară în peisaj de bonsai; cromatica este vie și cuprinde tonuri de roșu, albastru, nuanțe de brun și sublinieri cu aur coloidal. | Muzeul Național Peleș, Sinaia                              | Cimec    |
|      | Platou decorativ                                            | Datare: Sec. XVIII;4/4 Școală: Atelier japonez Material: gresie; modelare la roată; pictare manuală; pictare sub glazură; glazurare | Vasul este de mare dimensiune, circular, decorat pe întreaga suprafață cu bujori, ramuri de măr înflorit și păun în camailleu albastru pe fond alb-bleu; pe revers, platoul prezintă decor floral stilizat, dispus în bandă continuă. Platoul face parte din "familia alb-albastru". | Muzeul Național Peleș, Sinaia                              | Cimec    |
|      | Vas decorativ                                               | Datare: Sec. XIX;1/2 Școală: Atelier chinezesc Material: gresie; modelare la roată; décor aplicat; barbotină; glazurare | Vasul stă pe talpă circulară, continuată cu picior gras și scurt, corp sferic, gât lung, cilindric, evazat spre gură, prevăzut cu două anse reduse, pline, în formă de protome de leu cu anouri în gură; este bogat decorat în brun, cu frize, în care sunt incizate și aplicate motive geometrice, frunze de lotus și medalioane în acolade, pe fond cafeniu, cu cracluri intenționate. Piesa face parte din familia "brune de Chine". | Muzeul Național Peleș, Sinaia                              | Cimec    |
|      | Aplică                                                      | Datare: Sec. XIX;1/2 Școală: Atelier european Material: cristal bizotat pictat în ulei, foiță aur, suport bronz gravat, cizelat | Obiect de artă aplicată, central cu portretul lui Efrem Hasdeu, strămoș al lui Bogdan Petriceicu Hasdeu, redat din față, cu chipul întors spre stânga, înveșmântat cu mantie roșie, cu guler de blană. Portretul este executat în stilul de tranziție, caracterizat de melanjul dintre factura tradițională ortodoxă și maniera Biedermayer - neoclasic al picturii occidentale de epocă. | Muzeul „Bogdan Petriceicu Hasdeu”, Câmpina                 | Cimec    |
|      | Oglindă                                                     | Datare: sf. sec. XIX - înc. sec. XX Școală: Atelier european Material: alpaca argintată | Oglinda rotundă, în ramă decorată cu motiv geometric neregulat, elansat și traforat, susținută pe picior înalt, antropomorf - tânără fată în atitudine visătoare, înveșmântată în rochie lungă - sprijinită pe bază semisferoidală, stil art nouveau. | Muzeul „Bogdan Petriceicu Hasdeu”, Câmpina                 | Cimec    |
|      | Scaun                                                       | Datare: sf. sec. XIX Școală: Atelier românesc Descoperit: București Material: metal aurit, marmură | Scaun trepied, cu șezut de placă de marmură în formă de triunghi isoscel, pe trei picioare de formă triunghiulară, în secțiune unite de traverse, inferior sprijinite pe mici postamente triunghiulare. Pe șezut inscripționate literele H/A/S/D/E/U. | Muzeul „Bogdan Petriceicu Hasdeu”, Câmpina                 | Cimec    |
|      | Scaun                                                       | Datare: sf. sec. XIX Școală: Atelier românesc Descoperit: București Material: metal aurit, marmură | Scaun trepied, cu șezut de placă de marmură în formă de triunghi isoscel, pe trei picioare de formă triunghiulară, în secțiune unite de traverse, inferior sprijinite pe mici postamente triunghiulare. Pe șezut inscripționate literele H/A/S/D/E/U. | Muzeul „Bogdan Petriceicu Hasdeu”, Câmpina                 | Cimec    |
|      | Scaun                                                       | Datare: sf. sec. XIX Școală: Atelier românesc Descoperit: București Material: metal aurit, marmură | Scaun trepied, cu șezut de placă de marmură în formă de triunghi isoscel, pe trei picioare de formă triunghiulară, în secțiune unite de traverse, inferior sprijinite pe mici postamente triunghiulare. Pe șezut inscripționate leiterele H/A/S/D/E/U. | Muzeul „Bogdan Petriceicu Hasdeu”, Câmpina                 | Cimec    |
|      | Biroul Juliei Hasdeu                                        | Datare: Sec. XIX;4/4 Școală: Atelier european Descoperit: Paris, Franța Material: lemn sculptat | Masă de scris sau birou cu blat dreptunghiular, centură simplă, sprijinită pe patru picioare drepte, strunjite în formă de pilaștrii; pe latura principală este prevăzută cu cinci sertare dispuse astfel: unul median și patru laterale, mai mici, situate două câte două, de o parte și de alta a celui central; șilduri decorative din alamă. | Muzeul „Bogdan Petriceicu Hasdeu”, Câmpina                 | Cimec    |
|      | Vas                                                         | Datare: Sec. XX;1/4 Școală: Atelier cehoslovac Material: porțelan; pictat | Vas decorativ cu anse, corp ovoidal, gât scurt, gura cu buze evazată, bază cvadrilobată; decor vegetal, realizat prin presare în tipar, pe buză, anse și gât; pe corp, vedere din orașul Câmpina; are inscripția CAMPINA. | Muzeul „Bogdan Petriceicu Hasdeu”, Câmpina                 | Cimec    |
|      | Vas                                                         | Datare: Sec. XX;1/4 Școală: Atelier cehoslovac Material: porțelan; pictat | Vas decorativ cu anse, corp ovoidal, gât scurt, gura cu buze evazată, bază cvadrilobată; decor vegetal, realizat prin presare în tipar, pe buză, anse și gât; pe corp, vedere din orașul Câmpina, panoramă petroliferă. | Muzeul „Bogdan Petriceicu Hasdeu”, Câmpina                 | Cimec    |
|      | Cană                                                        | Datare: Sec. XX;1/4 Școală: Atelier european Material: porțelan; pictat; glazurat | Cană buza ușor evazată, mărginită cu fileu aur, ansă arcuită, corp cilindric decorat median cu motiv vegetal pictat cu aur și medalion oval în care se înscrie efigia regelui Ferdinand. | Muzeul „Bogdan Petriceicu Hasdeu”, Câmpina                 | Cimec    |
|      | Birou                                                       | Datare: sf. sec. XIX - înc. sec. XX Școală: Atelier românesc Material: lemn strunjit, sculptat, băițuit | Birou de formă paralelipipedică, blat dreptunghiular, sculptat pe margini cu șir de ove, partea mediană formată din câte două corpuri laterale, prevăzute cu câte trei sertare fiecare și un sertar central sub centură; sprijinit pe patru picioare strunjite în spirală, unite prin traversă în H; decorat cu scuturi pe panourile laterale, stil eclectic. | Muzeul „Bogdan Petriceicu Hasdeu”, Câmpina                 | Cimec    |
|      | Păpușa Iuliei Hasdeu                                        | Datare: Sec. XIX;4/4 Școală: Atelier european Material: porțelan, sticlă, carton presat, textile | Păpușa cu capul și mâinile din porțelan, ochi de sticlă și păr sintetic; corpul din module de carton presat; rochie din atlas roz, cu aplicații pasmanterie, ruban, dantelă; pantofiori din piele; nasture decorativ din ștrasuri în montură metal. | Muzeul „Bogdan Petriceicu Hasdeu”, Câmpina                 | Cimec    |
|      | Ochelarii lui Bogdan Petriceicu Hasdeu                      | Datare: Sec. XIX;4/4 Școală: Atelier european Material: ramă metal, sticlă fumurie | Ochelari de soare cu lentile fumurii verzui, de formă ovală, fixate în ramă de metal. | Muzeul „Bogdan Petriceicu Hasdeu”, Câmpina                 | Cimec    |
|      | Caseta de corespondență a Juliei Hasdeu                     | Datare: Sec. XIX;4/4 Școală: Atelier neidentificat Descoperit: București Material: lemn fasonat, lăcuit | Casetă cu capac, de formă paralelipipedică, cu muchiile ușor rotunjite și latura frontală rabatabilă. Interiorul este divizat în trei compartimente inegale; pe suprafața capacului, prins în șarniere, sunt inserate inițialele J H în bronz. | Muzeul „Bogdan Petriceicu Hasdeu”, Câmpina                 | Cimec    |
|      | Sigiliul Hașdeilor                                          | Datare: Sec. XIX;1/2 Școală: Atelier european Material: bronz, pietre semi-prețioase | Sigiliu alcătuit din mîner de bronz de formă antropomorfă - personaj arhaic în poziție verticală, acoperit în jurul șoldurilor cu un veșmânt primitiv împodobit cu peruzele - și bază în care este montată piatra sigilară de formă ovală. | Muzeul „Bogdan Petriceicu Hasdeu”, Câmpina                 | Cimec    |
|      | Ceasul de masă al lui Alexandru Hașdeu                      | Datare: Sec. XIX;2/2 Școală: Atelier european Material: marmură neagră sculptată, mecanism | Ceas de masă monumental, prevăzut cu barometru și cadran astronomic, în carcasă de formă trapezoidală în contur curbiliniu; bază paralelipipedică, fronton decupat, decor incizat tip rinceaux; cadran din alamă cu cifre arabe, mecanism nemarcat. | Muzeul „Bogdan Petriceicu Hasdeu”, Câmpina                 | Cimec    |
|      | Dulap                                                       | Datare: Sec. XIX;4/4 Școală: Atelier european Material: lemn sculptat, strunjit, înnegrit, aplicații bronz, intarsie sidef și alamă | Bahut cu o ușă încadrată de două coloane fusiforme care, împreună cu montanții în pan - coupe, îndeplinesc și rol portant; baza și antablamentul, egale ca mărime, depășesc ușor în lărgime partea mediană; panoul central dezvoltă, prin încrustații cu aramă și sidef, o compoziție decorativă florală în stil Napoleon III; baghete din bronz marchează conturul piesei. | Muzeul „Bogdan Petriceicu Hasdeu”, Câmpina                 | Cimec    |
|      | Scaun                                                       | Datare: Sec. XIX;2/2 Școală: Atelier european Material: lemn sculptat, aurit, capitonat | Scaun cu spătar rotund, ușor concavizat, frontonul încununat cu un mic buchet floral sculptat; șezută de formă trapezoidală în contur arcuit, sprijinită pe patru picioare canelate, decorate în partea superioară cu drapaj, în partea inferioară cu butoni vegetali; centură sculptată cu motiv panglică răsucită; capitonaj; stil neo Ludovic XVI. | Muzeul „Bogdan Petriceicu Hasdeu”, Câmpina                 | Cimec    |
|      | Scaun                                                       | Datare: Sec. XIX;2/2 Școală: Atelier european Material: lemn sculptat, aurit, capitonat | Scaun cu spătar rotund, ușor concavizat, frontonul încununat cu un mic buchet floral sculptat; șeztă de formă trapezoidală în contur arcuit, sprijinită pe patru picioare canelate, decorate în partea superioară cu drapaj, în partea inferioară cu butoni vegetali; centură sculptată cu motiv panglică răsucită; capitonaj; stil neo Ludovic XVI. | Muzeul „Bogdan Petriceicu Hasdeu”, Câmpina                 | Cimec    |
|      | Scaun                                                       | Datare: Sec. XX;1/2 Școală: Atelier european Material: lemn sculptat, furniruit, marchetat, băițuit | Scaun cu spătar înalt, în contur lobat cu fronton traforat medalion central cu scenă cinegetică și vrejuri sculptate; șezută trapezoidală și contur profilat rotunjită la colțuri, picioare arcuite. | Muzeul „Bogdan Petriceicu Hasdeu”, Câmpina                 | Cimec    |
|      | Masă                                                        | Datare: Sec. XIX;4/4 Școală: Atelier românesc Material: lemn sculptat, strunjit, înnegrit | Masă cu blatul dreptunghiular, având laturile mici rotunjite, suprafața sculptată în meplat cu motive vrejuri dispuse pe bordură; sprijinită pe un picior central susținut de patru ramificații arcuite (tetrapod) bogat sculptate, cu motive florale în ghirlandă, prevăzute superior cu bumbi decorativi. | Muzeul „Bogdan Petriceicu Hasdeu”, Câmpina                 | Cimec    |
|      | Covor                                                       | Datare: Sec. XIX;4/4 Școală: Atelier Kazak, Caucaz Material: Urzeală lână, băteală lână | Lucrat manual, câmp central având fondul bleumarin, decorat cu motive geometrice și florale pe întreaga suprafață. Bordură lată formată din bandă principală, decoarată cu motiv herati, și benzi secundare, cu decor geometric stilizat, în cromatică de ivoriu, roșu, brun. | Muzeul Național Peleș, Sinaia                              | Cimec    |
|      | Covor                                                       | Datare: Sec. XIX;4/4 Școală: Atelier Kazak, Caucaz Material: Urzeală lână, băteală lână | Lucrat manual, câmp central având fondul albastru, cu decorație motiv geometric stilizat, presărat pe întreaga suprafață, în cromatică de crem, galben, roșu, verde. Bordură având fond alb, cu decorație motiv romburi mărunte, continue, în aceeași cromatică. | Muzeul Național Peleș, Sinaia                              | Cimec    |
|      | Covor                                                       | Datare: Sec. XIX;4/4 Școală: Atelier Kazak, Caucaz Material: Urzeală bumbac, băteală lână | Lucrat manual, câmp central pe fond roșu, cu decor trei motive central, decorate cu motive avimorfe și motiv crab, stilizate, iar în restul câmpului motive geometrice. Bordură lată, formată din mai multe chenare, iar cel principal decorat cu motiv crab, pe fond albastru închis. | Muzeul Național Peleș, Sinaia                              | Cimec    |
|      | Covor                                                       | Datare: Sec. XIX;4/4 Școală: Atelier Kazak, Caucaz Material: Urzeală lână, băteală lână | Lucrat manual, câmp central având fondul albastru închis, decorat cu motive florale stilizate, motiv boteh, încadrat în medalioane hexagonale. Bordură lată formată din bandă principală și benzi laterale, decorate cu motiv flori și motive geometrice stilizate, în cromatică de crem, frez, verde, albastru și roșu. | Muzeul Național Peleș, Sinaia                              | Cimec    |
|      | Covor                                                       | Datare: Sec. XIX;4/4 Școală: Atelier Kazak, Caucaz Material: Urzeală lână, băteală lână | Lucrat manual, în câmp central trei medalioane hexagonale, decorate cu motive geometrice în nuanțe de roșu, albastru și galben, pe fond verde, albastru și crem. Bordura având fondul albastru, cu decor geometric, specific regiunii. | Muzeul Național Peleș, Sinaia                              | Cimec    |
|      | Covor                                                       | Datare: Sec. XIX;4/4 Școală: Atelier Kazak, Caucaz Material: Urzeală lână, băteală lână | Lucrat manual, câmpul central pe fond alternând albastru și roșu, cu decorație în casete având motiv crab, în cromatică de roșu, alb. Bordură lată, decorată cu motiv boteh și motiv crab, specific covoarelor lucrate în atelierele Kazak, în nuanțe de alb, roșu, albastru pe fond crem. | Muzeul Național Peleș, Sinaia                              | Cimec    |
|      | Covor                                                       | Datare: Sec. XIX;4/4 Școală: Atelier Kirman, Persia Material: Urzeală bumbac, băteală lână | Lucrat manual, câmpul central pe fond bej deschis, decorat cu medalion central albastru închis, cu rozetă la mijloc, motive florale și tulipane policrome, în nuanțe de albastru, roșu, maron deschis, pe fond roșu, bordat de chenare înguste, și colțare având fondul roșu; chenar central, decorat cu motive florale mărunte, pe fond alb. | Muzeul Național Peleș, Sinaia                              | Cimec    |
|      | Covor                                                       | Datare: Sec. XIX;4/4 Școală: Atelier Kazak, Caucaz Material: Urzeală lână, băteală lână | Lucrat manual, câmp central decorat cu motive geometrice stilizate, înscrise în romburi, în rețea, presărate pe întreaga suprafață. Bordură formată din bandă principală, decorată cu octogoane, și benzi secundare, decorate cu triunghiuri, în nuanțe de crem, roșu, verde, albastru, pe fond bej. | Muzeul Național Peleș, Sinaia                              | Cimec    |
|      | Covor                                                       | Datare: Sec. XIX;4/4 Școală: Atelier Kazak, Caucaz Material: Urzeală lână, băteală bumbac | Lucrat manual, gen carpetă, decorat cu motive geometrice mari, având central opt motive medalioane în nuanțe de cărămiziu și albastru. Bordură lată, având fondul crem, chenar marginal îngust, în nuanțe de albastru și roz. | Muzeul Național Peleș, Sinaia                              | Cimec    |
|      | Birou                                                       | Datare: Sec. XIX;4/4 Școală: Atelier spaniol Material: Lemn esență tare; piele, presată, alamă | Din lemn îmbrăcat în intregime în piele de toval, prinsă în ținte metalice; blat dreptunghiular; centură cu trei sertare; corpuri laterale dulapuri cu uși pline, decorate cu aplicații metalice - prelungiri ale balamalei (motive floral vegetale); câte patru picioare drepte, unite prin ramă simplă. Stil Neo - Renaștere spaniolă. | Muzeul Național Peleș, Sinaia                              | Cimec    |
|      | Birou                                                       | Datare: Sec. XIX;4/4 Școală: Atelier spaniol Material: Lemn esență tare; piele, presată, alamă | Din lemn îmbrăcat în intregime în piele de toval, prinsă în ținte metalice; blat dreptunghiular; centură cu trei sertare; corpuri laterale dulapuri cu uși pline, decorate cu aplicații metalice - prelungiri ale balamalei (motive floral vegetale); câte patru picioare drepte, unite prin ramă simplă. Stil Neo - Renaștere spaniolă. | Muzeul Național Peleș, Sinaia                              | Cimec    |
|      | Masă                                                        | Datare: Sec. XX;1/4 Școală: Atelier Bernhard Ludwig, Viena Material: Lemn de nuc; sculptat, strunjit, furniruit, lustruit | Extensibilă, din lemn de nuc, blatul pătrat furniruit, format din două panouri cu ralonjuri de grosime dublă; centură lată cu porțiuni prfilate în dreptul picioarelor și decorație sculptată volută vegetală. Picioare în torsadă masivă, legate prin bare în X întrerupt de placă rombică la mijloc. Stil neo-baroc german. Sub blat, plăcuțe din bronz cu marcă de atelier: "Bernh. Ludwig Wien". | Muzeul Național Peleș, Sinaia                              | Cimec    |
|      | Masă de salon                                               | Datare: Sec. XIX;4/4 Școală: Atelier Valentino Pancora Besarel, Forno. Italia Material: Lemn de nuc, stejar, sculptat, ronde-bosse, basorelief, incizat, strunjit, lustruit | Din lemn de nuc, bogat sculptat și incizat, cu blatul dreptunghiular, colțuri profilate cu decorație ghirlandă floral-vegetală pe fond ștanțat, bordură cu ove, medalion central cu decor floral-vegetal; centură îngustă cu decorație sculptată; pe laturile mari câte două capete de heruvimi în basorelief și central ghirlandă vegetală, palmetă și volută vegetală; pe laturile înguste central un cap de heruvim cu ghirlandă; pe patru picioare baluștri cu zefiri - copilași așezați, în ronde-bosse, terminați în motiv sferă; picioarele legate în "X", cu un îngeraș la mijloc în ronde-bosse. În stil baroc. Pe spatele blatului etichetă: "Fréres Besarel, sculpteurs en bois et marbre. Meubles artistique Venis". | Muzeul Național Peleș, Sinaia                              | Cimec    |
|      | Masă de sufragerie                                          | Datare: Sec. XX;1/4 Școală: Atelier Bernhard Ludwig, Viena, Austria Material: Lemn de nuc, sculptat, strunjit, lustruit | Masă extensibilă, cu blatul de formă dreptunghiulară, colțurile rotunjite, format din 12 plăci; centură lisă cu mici console canelate aplicate; picioare baluștri în torsadă, câte trei la fiecare capăt legate în "T" și central balustru gros, ramnificat la bază în patru tălpici cu decor în ronde - bosse cu figuri grotești, legate prin traverse și terminate cu sfere aplatizate. (Plus șase panouri pliante de rezervă). Stil eclectic. | Muzeul Național Peleș, Sinaia                              | Cimec    |
|      | Pendulă                                                     | Datare: Sec. XX;1/4 Școală: Atelier Bernhard Ludwig, Viena, Austria Material: Lemn de nuc, diverse esențe, sculptat, strujit, marchetat, decor aplicat, lustruit; bronz; alamă presată, gravată, emailată parțial                                                                           | Pendulă de podea, din lemn marchetat. Cutie paralelipipedică, cupolă și fațadă cu ușă, și fronton arcuit central. Decor vegetal aplicat, statuete din lemn (Atlas și două personaje feminine înaripate - alegorii cu făclii și trompt), plasate pe cupolă. În partea mediană a cutiei cu ușă, un panou din lemn cu decor sculptat și aplicat (frunze). În interior, greutați și pendul. În partea inferioară soclul cu panouri galbate și picioare în formă de gheară de leu (cele din față) și cuburi (cele din spate). Decorația este completată de mozaic de furnir și filete formând motive geometrice. Cadran circular cu cifre romane pentru ore și arabe pentru minute. Un mic dis-cadran pentru sonerie, fixat pe cadranul mare. Cadranul este înscris într-un pătrat decorat la colțuri cu figuri din metal aplicat, reprezentând cele patru anotimpuri. Mecanism cu greutăți pe bază de scripeți și pendul. | Muzeul Național Peleș, Sinaia                              | Cimec    |
|      | Scaun Autor: Stöhr, Martin                                  | Datare: Sec. XX;1/4 Școală: Atelier Martin Stöhr, Sinaia, Romania Material: Lemn, nuc, sculptat, meplat, strunjit, lustruit | Din lemn de nuc lustruit maron deschis, sculptat; spătar cu fronton supraînălțat - motiv scoică și cartuș cu capete de animale (animale sălbatice sau câini de vânătoare) în medalioane circulare cu inscripția "CASTEL SINAIA" deasupra; șezută trapezoidală cu colțurile tăiate, bordată cu volute frunză de acant, având central mic scut heraldic Hohenzollern (cinci bucăți) și Wied ( trei bucăți) în rozetă circulară formată din lobi; picioare oblice strunjite, formate din șir de sferoide mici. Stil eclectic, cu elemente provinciale germane. | Muzeul Național Peleș, Sinaia                              | Cimec    |
|      | Scaun Autor: Stöhr, Martin                                  | Datare: Sec. XX;1/4 Școală: Atelier Martin Stöhr, Sinaia, Romania Material: Lemn, nuc, sculptat, meplat, strunjit, lustruit | Din lemn de nuc lustruit maron deschis, sculptat; spătar cu fronton supraînălțat - motiv scoică și cartuș cu capete de animale (animale sălbatice sau câini de vânătoare) în medalioane circulare cu inscripția "CASTEL SINAIA" deasupra; șezută trapezoidală cu colțurile tăiate, bordată cu volute frunză de acant, având central mic scut heraldic Hohenzollern (cinci bucăți) și Wied ( trei bucăți) în rozetă circulară formată din lobi; picioare oblice strunjite, formate din șir de sferoide mici. Stil eclectic, cu elemente provinciale germane. | Muzeul Național Peleș, Sinaia                              | Cimec    |
|      | Scaun Autor: Stöhr, Martin                                  | Datare: Sec. XX;1/4 Școală: Atelier Martin Stöhr, Sinaia, Romania Material: Lemn, nuc, sculptat, meplat, strunjit, lustruit | Din lemn de nuc lustruit maron deschis, sculptat; spătar cu fronton supraînălțat - motiv scoică și cartuș cu capete de animale (animale sălbatice sau câini de vânătoare) în medalioane circulare cu inscripția "CASTEL SINAIA" deasupra; șezută trapezoidală cu colțurile tăiate, bordată cu volute frunză de acant, având central mic scut heraldic Hohenzollern (cinci bucăți) și Wied ( trei bucăți) în rozetă circulară formată din lobi; picioare oblice strunjite, formate din șir de sferoide mici. Stil eclectic, cu elemente provinciale germane. | Muzeul Național Peleș, Sinaia                              | Cimec    |
|      | Scaun Autor: Stöhr, Martin                                  | Datare: Sec. XX;1/4 Școală: Atelier Martin Stöhr, Sinaia, Romania Material: Lemn, nuc, sculptat, meplat, strunjit, lustruit | Din lemn de nuc lustruit maron deschis, sculptat; spătar cu fronton supraînălțat - motiv scoică și cartuș cu capete de animale (animale sălbatice sau câini de vânătoare) în medalioane circulare cu inscripția "CASTEL SINAIA" deasupra; șezută trapezoidală cu colțurile tăiate, bordată cu volute frunză de acant, având central mic scut heraldic Hohenzollern (cinci bucăți) și Wied ( trei bucăți) în rozetă circulară formată din lobi; picioare oblice strunjite, formate din șir de sferoide mici. Stil eclectic, cu elemente provinciale germane. | Muzeul Național Peleș, Sinaia                              | Cimec    |
|      | Scaun Autor: Stöhr, Martin                                  | Datare: Sec. XX;1/4 Școală: Atelier Martin Stöhr, Sinaia, Romania Material: Lemn, nuc, sculptat, meplat, strunjit, lustruit | Din lemn de nuc lustruit maron deschis, sculptat; spătar cu fronton supraînălțat - motiv scoică și cartuș cu capete de animale (animale sălbatice sau câini de vânătoare) în medalioane circulare cu inscripția "CASTEL SINAIA" deasupra; șezută trapezoidală cu colțurile tăiate, bordată cu volute frunză de acant, având central mic scut heraldic Hohenzollern (cinci bucăți) și Wied ( trei bucăți) în rozetă circulară formată din lobi; picioare oblice strunjite, formate din șir de sferoide mici. Stil eclectic, cu elemente provinciale germane. | Muzeul Național Peleș, Sinaia                              | Cimec    |
|      | Scaun Autor: Stöhr, Martin                                  | Datare: Sec. XX;1/4 Școală: Atelier Martin Stöhr, Sinaia, Romania Material: Lemn, nuc, sculptat, meplat, strunjit, lustruit | Din lemn de nuc lustruit maron deschis, sculptat; spătar cu fronton supraînălțat - motiv scoică și cartuș cu capete de animale (animale sălbatice sau câini de vânătoare) în medalioane circulare cu inscripția "CASTEL SINAIA" deasupra; șezută trapezoidală cu colțurile tăiate, bordată cu volute frunză de acant, având central mic scut heraldic Hohenzollern (cinci buc.) și Wied ( trei buc.) în rozetă circulară formată din lobi; picioare oblice strunjite, formate din șir de sferoide mici. Stil eclectic, cu elemente provinciale germane. | Muzeul Național Peleș, Sinaia                              | Cimec    |
|      | Scaun Autor: Stöhr, Martin                                  | Datare: Sec. XX;1/4 Școală: Atelier Martin Stöhr, Sinaia, Romania Material: Lemn, nuc, sculptat, meplat, strunjit, lustruit | Din lemn de nuc lustruit maron deschis, sculptat; spătar cu fronton supraînălțat - motiv scoică și cartuș cu capete de animale (animale sălbatice sau câini de vânătoare) în medalioane circulare cu inscripția "CASTEL SINAIA" deasupra; șezută trapezoidală cu colțurile tăiate, bordată cu volute frunză de acant, având central mic scut heraldic Hohenzollern (cinci bucăți) și Wied ( trei bucăți) în rozetă circulară formată din lobi; picioare oblice strunjite, formate din șir de sferoide mici. Stil eclectic, cu elemente provinciale germane. | Muzeul Național Peleș, Sinaia                              | Cimec    |
|      | Scaun Autor: Stöhr, Martin                                  | Datare: Sec. XX;1/4 Școală: Atelier Martin Stöhr, Sinaia, Romania Material: Lemn, nuc, sculptat, meplat, strunjit, lustruit | Din lemn de nuc lustruit maron deschis, sculptat; spătar cu fronton supraînălțat - motiv scoică și cartuș cu capete de animale (animale sălbatice sau câini de vânătoare) în medalioane circulare cu inscripția "CASTEL SINAIA" deasupra; șezută trapezoidală cu colțurile tăiate, bordată cu volute frunză de acant, având central mic scut heraldic Hohenzollern (cinci buc.) și Wied ( trei buc.) în rozetă circulară formată din lobi; picioare oblice strunjite, formate din șir de sferoide mici. Stil eclectic, cu elemente provinciale germane. | Muzeul Național Peleș, Sinaia                              | Cimec    |
|      | Scaun Autor: Stöhr, Martin                                  | Datare: Sec. XIX;1/4 Școală: Atelier Martin Stöhr, Sinaia, Romania Material: Lemn, nuc, sculptat, meplat, strunjit, ștanțat, lustruit | Din lemn de nuc lustruit maron deschis, sculptat; spătar cu fronton supraînălțat - motiv scoică și cartuș cu capetede animale (iepure) în medalion circular cu inscripția "CASTEL SINAIA" deasupra; șezută trapezoidală cu colțurile tăiate, bordată cu volute frunză de acant, având central mic scut heraldic Hohenzollern (cinci bucăți) și Wied (trei bucăți) în rozetă circulară formată din lobi; picioare oblice strunjite, formate din șir de sferoide mici. Stil eclectic, cu elemente provinciale germane. | Muzeul Național Peleș, Sinaia                              | Cimec    |
|      | Scaun Autor: Stöhr, Martin                                  | Datare: Sec. XIX;4/4 Școală: Atelier Martin Stöhr, Sinaia, Romania Material: Lemn, nuc, sculptat, meplat, strunjit, ștanțat, lustruit | Din lemn de nuc lustruit maron deschis, sculptat; spătar cu fronton supraînălțat - motiv scoică și cartuș cu capetede animale (mistreț) în medalion circular cu inscripția "CASTEL SINAIA" deasupra; șezută trapezoidală cu colțurile tăiate, bordată cu volute frunză de acant, având central mic scut heraldic Hohenzollern (cinci bucăți) și Wied (trei bucăți) în rozetă circulară formată din lobi; picioare oblice strunjite, formate din șir de sferoide mici. Stil eclectic, cu elemente provinciale germane. | Muzeul Național Peleș, Sinaia                              | Cimec    |
|      | Dulăpior                                                    | Datare: Secc XX;4/4 Școală: Atelier occidental Material: Lemn de esență tare, ștanțat; piele presată, gravată; metal comun | Îmbrăcat în întregime cu piele presată și gravată cu motive capete de lei și motive floral - vegetale la panourile frontale, prinsă în ținte metalice. Corp paralelipipedic mărunt, cu blat capac, format din șase sertărașe egale, rabatabile, în trei registre din care cele două inferioare sunt fixe, iar cele patru superioare se deschid în sens lateral, prin rulare, pe șarniere verticale. Patru picioare îmbrăcate în piele și fășii metalice, legate în "H". | Muzeul Național Peleș, Sinaia                              | Cimec    |
|      | Fotoliu Autor: Heymann, J.D.                                | Datare: Sec.l XX;4/4 Școală: Atelier J.D. Heymann, Hamburg, Germania Material: Lemn, stejar, sculptat, strunjit, ștanțat, lustruit | Fotoliu din lemn de stajar, cu spătarul înalt, arcuit central, îmbrăcat în piele presată cu decor stema veche a României în ancadrament heraldic Hohenzollern, din pele presată, policromată; șezuta îmbrăcată în piele presată, incizată, decorată cu rozetă și motive vegetale stilizate. Brațe în volută sprijinite pe baluștri reduși, picioare drepte unite prin traverse înguste, frontal cu motiv cartuș, central cu rozetă florală și motiv vegetal; terminate în sfere. | Muzeul Național Peleș, Sinaia                              | Cimec    |
|      | Scaun                                                       | Datare: Sec. XX;1/4 Școală: Atelier occidental Material: Lemn de nuc, sculptat, strunjit, lustruit, piele presată, aurită, alamă | Din lemn de nuc, pe patru picioare baluștri subțiri, terminați în motiv "titirez" și unite prin traverse în "H". Șezuta trapezoidală, îmbrăcată în piele prinsă cu ținte din alamă și la colțuri ornamente metalice, capete de leu. Spătarul cu montanți decorați inferior cu motive vegetale sculptate mărunt; în partea inferioară grilaj din baluștri reduși, superior terminații capete de lei. Spătarul cu motanți decorați inferior cu motive vegetale sculptate mărunt; în partea inferioară grilaj din baluștri reduși, superior terminații capete de lei cu gurile deschise în ronde-bosse. Decorația panourilor din piele: delfini și motive floral - vegetale maron pe fond auriu. | Muzeul Național Peleș, Sinaia                              | Cimec    |
|      | Scaun                                                       | Datare: Sec. XX;1/4 Școală: Atelier occidental Material: Lemn de nuc, sculptat, strunjit, lustruit, piele presată, aurită, alamă | Din lemn de nuc, pe patru picioare baluștri subțiri, terminați în motiv "titirez" și unite prin traverse în "H". Șezuta trapezoidală, îmbrăcată în piele prinsă cu ținte din alamă și la colțuri ornamente metalice, capete de leu. Spătarul cu montanți decorați inferior cu motive vegetale sculptate mărunt; în partea inferioară grilaj din baluștri reduși, superior terminații capete de lei. Spătarul cu motanți decorați inferior cu motive vegetale sculptate mărunt; în partea inferioară grilaj din baluștri reduși, superior terminații capete de lei cu gurile deschise în ronde-bosse. Decorația panourilor din piele: delfini și motive floral - vegetale maron pe fond auriu. | Muzeul Național Peleș, Sinaia                              | Cimec    |
|      | Scaun                                                       | Datare: Sec. XX;1/4 Școală: Atelier occidental Material: Lemn de nuc, sculptat, strunjit, lustruit, piele presată, aurită, alamă | Din lemn de nuc, pe patru picioare baluștri subțiri, terminați în motiv "titirez" și unite prin traverse în "H". Șezuta trapezoidală, îmbrăcată în piele prinsă cu ținte din alamă și la colțuri ornamente metalice, capete de leu. Spătarul cu montanți decorați inferior cu motive vegetale sculptate mărunt; în partea inferioară grilaj din baluștri reduși, superior terminații capete de lei. Spătarul cu motanți decorați inferior cu motive vegetale sculptate mărunt; în partea inferioară grilaj din baluștri reduși, superior terminații capete de lei cu gurile deschise în ronde-bosse. Decorația panourilor din piele: delfini și motive floral - vegetale maron pe fond auriu. | Muzeul Național Peleș, Sinaia                              | Cimec    |
|      | Scaun                                                       | Datare: Sec. XX;1/4 Școală: Atelier occidental Material: Lemn de nuc, sculptat, strunjit, lustruit, piele presată, aurită, alamă | Din lemn de nuc, pe patru picioare baluștri subțiri, terminați în motiv "titirez" și unite prin traverse în "H". Șezuta trapezoidală, îmbrăcată în piele prinsă cu ținte din alamă și la colțuri ornamente metalice, capete de leu. Spătarul cu montanți decorați inferior cu motive vegetale sculptate mărunt; în partea inferioară grilaj din baluștri reduși, superior terminații capete de lei. Spătarul cu motanți decorați inferior cu motive vegetale sculptate mărunt; în partea inferioară grilaj din baluștri reduși, superior terminații capete de lei cu gurile deschise în ronde-bosse. Decorația panourilor din piele: delfini și motive floral - vegetale maron pe fond auriu. | Muzeul Național Peleș, Sinaia                              | Cimec    |
|      | Scaun                                                       | Datare: Sec. XX;1/4 Școală: Atelier occidental Material: Lemn de nuc, sculptat, strunjit, lustruit, piele presată, aurită, alamă | Din lemn de nuc, pe patru picioare baluștri subțiri, terminați în motiv "titirez" și unite prin traverse în "H". Șezuta trapezoidală, îmbrăcată în piele prinsă cu ținte din alamă și la colțuri ornamente metalice, capete de leu. Spătarul cu montanți decorați inferior cu motive vegetale sculptate mărunt; în partea inferioară grilaj din baluștri reduși, superior terminații capete de lei. Spătarul cu motanți decorați inferior cu motive vegetale sculptate mărunt; în partea inferioară grilaj din baluștri reduși, superior terminații capete de lei cu gurile deschise în ronde-bosse. Decorația panourilor din piele: delfini și motive floral - vegetale maron pe fond auriu. | Muzeul Național Peleș, Sinaia                              | Cimec    |
|      | Scaun                                                       | Datare: Sec. XX;1/4 Școală: Atelier occidental Material: Lemn de nuc, sculptat, strunjit, lustruit, piele presată, aurită, alamă | Din lemn de nuc, pe patru picioare baluștri subțiri, terminați în motiv "titirez" și unite prin traverse în "H". Șezuta trapezoidală, îmbrăcată în piele prinsă cu ținte din alamă și la colțuri ornamente metalice, capete de leu. Spătarul cu montanți decorați inferior cu motive vegetale sculptate mărunt; în partea inferioară grilaj din baluștri reduși, superior terminații capete de lei. Spătarul cu motanți decorați inferior cu motive vegetale sculptate mărunt; în partea inferioară grilaj din baluștri reduși, superior terminații capete de lei cu gurile deschise în ronde-bosse. Decorația panourilor din piele: delfini și motive floral - vegetale maron pe fond auriu. | Muzeul Național Peleș, Sinaia                              | Cimec    |
|      | Scaun                                                       | Datare: Sec. XX;1/4 Școală: Atelier Bernhard Ludwig, Viena, Austria Material: Lemn de stejar, sculptat, strunjit, lustruit, piele, presată, aurită | Din lemn de stejar, pe picioare pilaștri, cu decor sculptat, în ușor relief cu motive imbricații și punct de diamant; spătar cu fronton profilat, rotunjit, cu ornamente volute vegetale (frunze de acant). Șezuta și spătarul tapițate cu piele gen Cordoba, replică recentă a celei originale, cu motive grotești și volute vegetale aurite pe fond grena. | Muzeul Național Peleș, Sinaia                              | Cimec    |
|      | Scaun                                                       | Datare: Sec. XX;1/4 Școală: Atelier Bernhard Ludwig, Viena, Austria Material: Lemn de stejar, sculptat, strunjit, lustruit, piele, presată, aurită | Din lemn de stejar, pe picioare pilaștri, cu decor sculptat, în ușor relief cu motive imbricații și punct de diamant; spătar cu fronton profilat, rotunjit, cu ornamente volute vegetale (frunze de acant). Șezuta și spătarul tapițate cu piele gen Cordoba, replică recentă a celei originale, cu motive grotești și volute vegetale aurite pe fond grena. | Muzeul Național Peleș, Sinaia                              | Cimec    |
|      | Scaun                                                       | Datare: Sec. XX;1/4 Școală: Atelier Bernhard Ludwig, Viena, Austria Material: Lemn de stejar, sculptat, strunjit, lustruit, piele, presată, aurită | Din lemn de stejar, pe picioare pilaștri, cu decor sculptat, în ușor relief cu motive imbricații și punct de diamant; spătar cu fronton profilat, rotunjit, cu ornamente volute vegetale (frunze de acant). Șezuta și spătarul tapițate cu piele gen Cordoba, replică recentă a celei originale, cu motive grotești și volute vegetale aurite pe fond grena. | Muzeul Național Peleș, Sinaia                              | Cimec    |
|      | Scaun                                                       | Datare: Sec. XX;1/4 Școală: Atelier Bernhard Ludwig, Viena, Austria Material: Lemn de stejar, sculptat, strunjit, lustruit, piele, presată, aurită | Din lemn de stejar, pe picioare pilaștri, cu decor sculptat, în ușor relief cu motive imbricații și punct de diamant; spătar cu fronton profilat, rotunjit, cu ornamente volute vegetale (frunze de acant). Șezuta și spătarul tapițate cu piele gen Cordoba, replică recentă a celei originale, cu motive grotești și volute vegetale aurite pe fond grena. | Muzeul Național Peleș, Sinaia                              | Cimec    |
|      | Scaun                                                       | Datare: Sec. XX;1/4 Școală: Atelier Bernhard Ludwig, Viena, Austria Material: Lemn de stejar, sculptat, strunjit, lustruit, piele, presată, aurită | Din lemn de stejar, pe picioare pilaștri, cu decor sculptat, în ușor relief cu motive imbricații și punct de diamant; spătar cu fronton profilat, rotunjit, cu ornamente volute vegetale (frunze de acant). Șezuta și spătarul tapițate cu piele gen Cordoba, replică recentă a celei originale, cu motive grotești și volute vegetale aurite pe fond grena. | Muzeul Național Peleș, Sinaia                              | Cimec    |
|      | Scaun                                                       | Datare: Sec. XX;1/4 Școală: Atelier Bernhard Ludwig, Viena, Austria Material: Lemn de stejar, sculptat, strunjit, lustruit, piele, presată, aurită | Din lemn de stejar, pe picioare pilaștri, cu decor sculptat, în ușor relief cu motive imbricații și punct de diamant; spătar cu fronton profilat, rotunjit, cu ornamente volute vegetale (frunze de acant). Șezuta și spătarul tapițate cu piele gen Cordoba, replică recentă a celei originale, cu motive grotești și volute vegetale aurite pe fond grena. | Muzeul Național Peleș, Sinaia                              | Cimec    |
|      | Scaun                                                       | Datare: Sec. XX;1/4 Școală: Atelier Bernhard Ludwig, Viena, Austria Material: Lemn de stejar, sculptat, strunjit, lustruit, piele, presată, aurită | Din lemn de stejar, pe picioare pilaștri, cu decor sculptat, în ușor relief cu motive imbricații și punct de diamant; spătar cu fronton profilat, rotunjit, cu ornamente volute vegetale (frunze de acant). Șezuta și spătarul tapițate cu piele gen Cordoba, replică recentă a celei originale, cu motive grotești și volute vegetale aurite pe fond grena. | Muzeul Național Peleș, Sinaia                              | Cimec    |
|      | Scaun                                                       | Datare: Sec. XX;1/4 Școală: Atelier Bernhard Ludwig, Viena, Austria Material: Lemn de stejar, sculptat, strunjit, lustruit, piele, presată, aurită | Din lemn de stejar, pe picioare pilaștri, cu decor sculptat, în ușor relief cu motive imbricații și punct de diamant; spătar cu fronton profilat, rotunjit, cu ornamente volute vegetale (frunze de acant). Șezuta și spătarul tapițate cu piele gen Cordoba, replică recentă a celei originale, cu motive grotești și volute vegetale aurite pe fond grena. | Muzeul Național Peleș, Sinaia                              | Cimec    |
|      | Scaun                                                       | Datare: Sec. XX;1/4 Școală: Atelier Bernhard Ludwig, Viena, Austria Material: Lemn de stejar, sculptat, strunjit, lustruit, piele, presată, aurită | Din lemn de stejar, pe picioare pilaștri, cu decor sculptat, în ușor relief cu motive imbricații și punct de diamant; spătar cu fronton profilat, rotunjit, cu ornamente volute vegetale (frunze de acant). Șezuta și spătarul tapițate cu piele gen Cordoba, replică recentă a celei originale, cu motive grotești și volute vegetale aurite pe fond grena. | Muzeul Național Peleș, Sinaia                              | Cimec    |
|      | Scaun                                                       | Datare: Sec. XX;1/4 Școală: Atelier Bernhard Ludwig, Viena, Austria Material: Lemn de stejar, sculptat, strunjit, lustruit, piele, presată, aurită | Din lemn de stejar, pe picioare pilaștri, cu decor sculptat, în ușor relief cu motive imbricații și punct de diamant; spătar cu fronton profilat, rotunjit, cu ornamente volute vegetale (frunze de acant). Șezuta și spătarul tapițate cu piele gen Cordoba, replică recentă a celei originale, cu motive grotești și volute vegetale aurite pe fond grena. | Muzeul Național Peleș, Sinaia                              | Cimec    |
|      | Scaun                                                       | Datare: Sec. XX;1/4 Școală: Atelier Bernhard Ludwig, Viena, Austria Material: Lemn de stejar, sculptat, strunjit, lustruit, piele, presată, aurită | Din lemn de stejar, pe picioare pilaștri, cu decor sculptat, în ușor relief cu motive imbricații și punct de diamant; spătar cu fronton profilat, rotunjit, cu ornamente volute vegetale (frunze de acant). Șezuta și spătarul tapițate cu piele gen Cordoba, replică recentă a celei originale, cu motive grotești și volute vegetale aurite pe fond grena. | Muzeul Național Peleș, Sinaia                              | Cimec    |
|      | Scaun                                                       | Datare: Sec. XX;1/4 Școală: Atelier Bernhard Ludwig, Viena, Austria Material: Lemn de stejar, sculptat, strunjit, lustruit, piele, presată, aurită | Din lemn de stejar, pe picioare pilaștri, cu decor sculptat, în ușor relief cu motive imbricații și punct de diamant; spătar cu fronton profilat, rotunjit, cu ornamente volute vegetale (frunze de acant). Șezuta și spătarul tapițate cu piele gen Cordoba, replică recentă a celei originale, cu motive grotești și volute vegetale aurite pe fond grena. | Muzeul Național Peleș, Sinaia                              | Cimec    |
|      | Scaun                                                       | Datare: Sec. XX;1/4 Școală: Atelier Bernhard Ludwig, Viena, Austria Material: Lemn de stejar, sculptat, strunjit, lustruit, piele, presată, aurită | Din lemn de stejar, pe picioare pilaștri, cu decor sculptat, în ușor relief cu motive imbricații și punct de diamant; spătar cu fronton profilat, rotunjit, cu ornamente volute vegetale (frunze de acant). Șezuta și spătarul tapițate cu piele gen Cordoba, replică recentă a celei originale, cu motive grotești și volute vegetale aurite pe fond grena. | Muzeul Național Peleș, Sinaia                              | Cimec    |
|      | Scaun                                                       | Datare: Sec. XX;1/4 Școală: Atelier Bernhard Ludwig, Viena, Austria Material: Lemn de stejar, sculptat, strunjit, lustruit, piele, presată, aurită | Din lemn de stejar, pe picioare pilaștri, cu decor sculptat, în ușor relief cu motive imbricații și punct de diamant; spătar cu fronton profilat, rotunjit, cu ornamente volute vegetale (frunze de acant). Șezuta și spătarul tapițate cu piele gen Cordoba, replică recentă a celei originale, cu motive grotești și volute vegetale aurite pe fond grena. | Muzeul Național Peleș, Sinaia                              | Cimec    |
|      | Scaun                                                       | Datare: Sec. XX;1/4 Școală: Atelier Bernhard Ludwig, Viena, Austria Material: Lemn de stejar, sculptat, strunjit, lustruit, piele, presată, aurită | Din lemn de stejar, pe picioare pilaștri, cu decor sculptat, în ușor relief cu motive imbricații și punct de diamant; spătar cu fronton profilat, rotunjit, cu ornamente volute vegetale (frunze de acant). Șezuta și spătarul tapițate cu piele gen Cordoba, replică recentă a celei originale, cu motive grotești și volute vegetale aurite pe fond grena. | Muzeul Național Peleș, Sinaia                              | Cimec    |
|      | Scaun                                                       | Datare: Sec. XX;1/4 Școală: Atelier Bernhard Ludwig, Viena, Austria Material: Lemn de stejar, sculptat, strunjit, lustruit, piele, presată, aurită | Din lemn de stejar, pe picioare pilaștri, cu decor sculptat, în ușor relief cu motive imbricații și punct de diamant; spătar cu fronton profilat, rotunjit, cu ornamente volute vegetale (frunze de acant). Șezuta și spătarul tapițate cu piele gen Cordoba, replică recentă a celei originale, cu motive grotești și volute vegetale aurite pe fond grena. | Muzeul Național Peleș, Sinaia                              | Cimec    |
|      | Scaun                                                       | Datare: Sec. XX;1/4 Școală: Atelier Bernhard Ludwig, Viena, Austria Material: Lemn de stejar, sculptat, strunjit, lustruit, piele, presată, aurită | Din lemn de stejar, pe picioare pilaștri, cu decor sculptat, în ușor relief cu motive imbricații și punct de diamant; spătar cu fronton profilat, rotunjit, cu ornamente volute vegetale (frunze de acant). Șezuta și spătarul tapițate cu piele gen Cordoba, replică recentă a celei originale, cu motive grotești și volute vegetale aurite pe fond grena. | Muzeul Național Peleș, Sinaia                              | Cimec    |
|      | Scaun                                                       | Datare: Sec. XX;1/4 Școală: Atelier Bernhard Ludwig, Viena, Austria Material: Lemn de stejar, sculptat, strunjit, lustruit, piele, presată, aurită | Din lemn de stejar, pe picioare pilaștri, cu decor sculptat, în ușor relief cu motive imbricații și punct de diamant; spătar cu fronton profilat, rotunjit, cu ornamente volute vegetale (frunze de acant). Șezuta și spătarul tapițate cu piele gen Cordoba, replică recentă a celei originale, cu motive grotești și volute vegetale aurite pe fond grena. | Muzeul Național Peleș, Sinaia                              | Cimec    |
|      | Scaun                                                       | Datare: Sec. XX;1/4 Școală: Atelier Bernhard Ludwig, Viena, Austria Material: Lemn de stejar, sculptat, strunjit, lustruit, piele, presată, aurită | Din lemn de stejar, pe picioare pilaștri, cu decor sculptat, în ușor relief cu motive imbricații și punct de diamant; spătar cu fronton profilat, rotunjit, cu ornamente volute vegetale (frunze de acant). Șezuta și spătarul tapițate cu piele gen Cordoba, replică recentă a celei originale, cu motive grotești și volute vegetale aurite pe fond grena. | Muzeul Național Peleș, Sinaia                              | Cimec    |
|      | Scaun                                                       | Datare: Sec. XX;1/4 Școală: Atelier Bernhard Ludwig, Viena, Austria Material: Lemn de stejar, sculptat, strunjit, lustruit, piele, presată, aurită | Din lemn de stejar, pe picioare pilaștri, cu decor sculptat, în ușor relief cu motive imbricații și punct de diamant; spătar cu fronton profilat, rotunjit, cu ornamente volute vegetale (frunze de acant). Șezuta și spătarul tapițate cu piele gen Cordoba, replică recentă a celei originale, cu motive grotești și volute vegetale aurite pe fond grena. | Muzeul Național Peleș, Sinaia                              | Cimec    |
|      | Scaun                                                       | Datare: Sec. XX;1/4 Școală: Atelier Bernhard Ludwig, Viena, Austria Material: Lemn de stejar, sculptat, strunjit, lustruit, piele, presată, aurită | Din lemn de stejar, pe picioare pilaștri, cu decor sculptat, în ușor relief cu motive imbricații și punct de diamant; spătar cu fronton profilat, rotunjit, cu ornamente volute vegetale (frunze de acant). Șezuta și spătarul tapițate cu piele gen Cordoba, replică recentă a celei originale, cu motive grotești și volute vegetale aurite pe fond grena. | Muzeul Național Peleș, Sinaia                              | Cimec    |
|      | Scaun                                                       | Datare: Sec. XX;1/4 Școală: Atelier Bernhard Ludwig, Viena, Austria Material: Lemn de stejar, sculptat, strunjit, lustruit, piele, presată, aurită | Din lemn de stejar, pe picioare pilaștri, cu decor sculptat, în ușor relief cu motive imbricații și punct de diamant; spătar cu fronton profilat, rotunjit, cu ornamente volute vegetale (frunze de acant). Șezuta și spătarul tapițate cu piele gen Cordoba, replică recentă a celei originale, cu motive grotești și volute vegetale aurite pe fond grena. | Muzeul Național Peleș, Sinaia                              | Cimec    |
|      | Scaun                                                       | Datare: Sec. XX;1/4 Școală: Atelier Bernhard Ludwig, Viena, Austria Material: Lemn de stejar, sculptat, strunjit, lustruit, piele, presată, aurită | Din lemn de stejar, pe picioare pilaștri, cu decor sculptat, în ușor relief cu motive imbricații și punct de diamant; spătar cu fronton profilat, rotunjit, cu ornamente volute vegetale (frunze de acant). Șezuta și spătarul tapițate cu piele gen Cordoba, replică recentă a celei originale, cu motive grotești și volute vegetale aurite pe fond grena. | Muzeul Național Peleș, Sinaia                              | Cimec    |
|      | Scaun                                                       | Datare: Sec. XX;1/4 Școală: Atelier Bernhard Ludwig, Viena, Austria Material: Lemn de stejar, sculptat, strunjit, lustruit, piele, presată, aurită | Din lemn de stejar, pe picioare pilaștri, cu decor sculptat, în ușor relief cu motive imbricații și punct de diamant; spătar cu fronton profilat, rotunjit, cu ornamente volute vegetale (frunze de acant). Șezuta și spătarul tapițate cu piele gen Cordoba, replică recentă a celei originale, cu motive grotești și volute vegetale aurite pe fond grena. | Muzeul Național Peleș, Sinaia                              | Cimec    |
|      | Scaun                                                       | Datare: Sec. XX;1/4 Școală: Atelier Bernhard Ludwig, Viena, Austria Material: Lemn de stejar, sculptat, strunjit, lustruit, piele, presată, aurită | Din lemn de stejar, pe picioare pilaștri, cu decor sculptat, în ușor relief cu motive imbricații și punct de diamant; spătar cu fronton profilat, rotunjit, cu ornamente volute vegetale (frunze de acant). Șezuta și spătarul tapițate cu piele gen Cordoba, replică recentă a celei originale, cu motive grotești și volute vegetale aurite pe fond grena. | Muzeul Național Peleș, Sinaia                              | Cimec    |
|      | Scaun                                                       | Datare: Sec. XX;1/4 Școală: Atelier Bernhard Ludwig, Viena, Austria Material: Lemn de stejar, sculptat, strunjit, lustruit, piele, presată, aurită | Din lemn de stejar, pe picioare pilaștri, cu decor sculptat, în ușor relief cu motive imbricații și punct de diamant; spătar cu fronton profilat, rotunjit, cu ornamente volute vegetale (frunze de acant). Șezuta și spătarul tapițate cu piele gen Cordoba, replică recentă a celei originale, cu motive grotești și volute vegetale aurite pe fond grena. | Muzeul Național Peleș, Sinaia                              | Cimec    |
|      | Scaun                                                       | Datare: Sec. XX;1/4 Școală: Atelier Bernhard Ludwig, Viena, Austria Material: Lemn de stejar, sculptat, strunjit, lustruit, piele, presată, aurită | Din lemn de stejar, pe picioare pilaștri, cu decor sculptat, în ușor relief cu motive imbricații și punct de diamant; spătar cu fronton profilat, rotunjit, cu ornamente volute vegetale (frunze de acant). Șezuta și spătarul tapițate cu piele gen Cordoba, replică recentă a celei originale, cu motive grotești și volute vegetale aurite pe fond grena. | Muzeul Național Peleș, Sinaia                              | Cimec    |
|      | Scaun                                                       | Datare: Sec. XX;1/4 Școală: Atelier Bernhard Ludwig, Viena, Austria Material: Lemn de stejar, sculptat, strunjit, lustruit, piele, presată, aurită | Din lemn de stejar, pe picioare pilaștri, cu decor sculptat, în ușor relief cu motive imbricații și punct de diamant; spătar cu fronton profilat, rotunjit, cu ornamente volute vegetale (frunze de acant). Șezuta și spătarul tapițate cu piele gen Cordoba, replică recentă a celei originale, cu motive grotești și volute vegetale aurite pe fond grena. | Muzeul Național Peleș, Sinaia                              | Cimec    |
|      | Scaun                                                       | Datare: Sec. XX;1/4 Școală: Atelier Bernhard Ludwig, Viena, Austria Material: Lemn de stejar, sculptat, strunjit, lustruit, piele, presată, aurită | Din lemn de stejar, pe picioare pilaștri, cu decor sculptat, în ușor relief cu motive imbricații și punct de diamant; spătar cu fronton profilat, rotunjit, cu ornamente volute vegetale (frunze de acant). Șezuta și spătarul tapițate cu piele gen Cordoba, replică recentă a celei originale, cu motive grotești și volute vegetale aurite pe fond grena. | Muzeul Național Peleș, Sinaia                              | Cimec    |
|      | Scaun                                                       | Datare: Sec. XX;1/4 Școală: Atelier Bernhard Ludwig, Viena, Austria Material: Lemn de stejar, sculptat, strunjit, lustruit, piele, presată, aurită | Din lemn de stejar, pe picioare pilaștri, cu decor sculptat, în ușor relief cu motive imbricații și punct de diamant; spătar cu fronton profilat, rotunjit, cu ornamente volute vegetale (frunze de acant). Șezuta și spătarul tapițate cu piele gen Cordoba, replică recentă a celei originale, cu motive grotești și volute vegetale aurite pe fond grena. | Muzeul Național Peleș, Sinaia                              | Cimec    |
|      | Scaun                                                       | Datare: Sec. XX;1/4 Școală: Atelier Bernhard Ludwig, Viena, Austria Material: Lemn de stejar, sculptat, strunjit, lustruit, piele, presată, aurită | Din lemn de stejar, pe picioare pilaștri, cu decor sculptat, în ușor relief cu motive imbricații și punct de diamant; spătar cu fronton profilat, rotunjit, cu ornamente volute vegetale (frunze de acant). Șezuta și spătarul tapițate cu piele gen Cordoba, replică recentă a celei originale, cu motive grotești și volute vegetale aurite pe fond grena. | Muzeul Național Peleș, Sinaia                              | Cimec    |
|      | Scaun                                                       | Datare: Sec. XX;1/4 Școală: Atelier Bernhard Ludwig, Viena, Austria Material: Lemn de stejar, sculptat, strunjit, lustruit, piele, presată, aurită | Din lemn de stejar, pe picioare pilaștri, cu decor sculptat, în ușor relief cu motive imbricații și punct de diamant; spătar cu fronton profilat, rotunjit, cu ornamente volute vegetale (frunze de acant). Șezuta și spătarul tapițate cu piele gen Cordoba, replică recentă a celei originale, cu motive grotești și volute vegetale aurite pe fond grena. | Muzeul Național Peleș, Sinaia                              | Cimec    |
|      | Scaun                                                       | Datare: Sec. XX;1/4 Școală: Atelier Bernhard Ludwig, Viena, Austria Material: Lemn de stejar, sculptat, strunjit, lustruit, piele, presată, aurită | Din lemn de stejar, pe picioare pilaștri, cu decor sculptat, în ușor relief cu motive imbricații și punct de diamant; spătar cu fronton profilat, rotunjit, cu ornamente volute vegetale (frunze de acant). Șezuta și spătarul tapițate cu piele gen Cordoba, replică recentă a celei originale, cu motive grotești și volute vegetale aurite pe fond grena. | Muzeul Național Peleș, Sinaia                              | Cimec    |
|      | Scaun                                                       | Datare: Sec. XX;1/4 Școală: Atelier Bernhard Ludwig, Viena, Austria Material: Lemn de stejar, sculptat, strunjit, lustruit, piele, presată, aurită | Din lemn de stejar, pe picioare pilaștri, cu decor sculptat, în ușor relief cu motive imbricații și punct de diamant; spătar cu fronton profilat, rotunjit, cu ornamente volute vegetale (frunze de acant). Șezuta și spătarul tapițate cu piele gen Cordoba, replică recentă a celei originale, cu motive grotești și volute vegetale aurite pe fond grena. | Muzeul Național Peleș, Sinaia                              | Cimec    |
|      | Scaun                                                       | Datare: Sec. XX;1/4 Școală: Atelier Bernhard Ludwig, Viena, Austria Material: Lemn de stejar, sculptat, strunjit, lustruit, piele, presată, aurită | Din lemn de stejar, pe picioare pilaștri, cu decor sculptat, în ușor relief cu motive imbricații și punct de diamant; spătar cu fronton profilat, rotunjit, cu ornamente volute vegetale (frunze de acant). Șezuta și spătarul tapițate cu piele gen Cordoba, replică recentă a celei originale, cu motive grotești și volute vegetale aurite pe fond grena. | Muzeul Național Peleș, Sinaia                              | Cimec    |
|      | Scaun                                                       | Datare: Sec. XX;1/4 Școală: Atelier Bernhard Ludwig, Viena, Austria Material: Lemn de stejar, sculptat, strunjit, lustruit, piele, presată, aurită | Din lemn de stejar, pe picioare pilaștri, cu decor sculptat, în ușor relief cu motive imbricații și punct de diamant; spătar cu fronton profilat, rotunjit, cu ornamente volute vegetale (frunze de acant). Șezuta și spătarul tapițate cu piele gen Cordoba, replică recentă a celei originale, cu motive grotești și volute vegetale aurite pe fond grena. | Muzeul Național Peleș, Sinaia                              | Cimec    |
|      | Fotoliu                                                     | Datare: Sec. XX;1/4 Școală: Atelier Bernhard Ludwig, Viena, Austria Material: Lemn de stejar, sculptat, strunjit, lustruit, piele presată, argintată, alamă | Din lemn de stejar, conceput în linii drepte cu spălare și șezute pătrate; la spătar un mic fronton profilat cu volute de acant. Brațe în console, ușor curbate cu volută simplă, ornate cu motiv frunze de acant, sculptate. Picioare pilaștri, legate în "H" și decorate cu imbricații. Tapițat cu piele gen Cordoba (replică la tapițeria originală), presărată cu motive mărunte, foarte dese, animaliere și floral-vegetale, în culori de argintiu și maron. Rozete metalice ornamentale de fixare. | Muzeul Național Peleș, Sinaia                              | Cimec    |
|      | Fotoliu                                                     | Datare: Sec. XX;1/4 Școală: Atelier Bernhard Ludwig, Viena, Austria Material: Lemn de stejar, sculptat, strunjit, lustruit, piele presată, argintată, alamă | Din lemn de stejar, conceput în linii drepte cu spălare și șezute pătrate; la spătar un mic fronton profilat cu volute de acant. Brațe în console, ușor curbate cu volută simplă, ornate cu motiv frunze de acant, sculptate. Picioare pilaștri, legate în "H" și decorate cu imbricații. Tapițat cu piele gen Cordoba (replică la tapițeria ariginală), presărată cu motive mărunte, foarte dese, animaliere și floral-vegetale, în culori de argintiu și maron. Rozete metalice ornamentale de fixare. | Muzeul Național Peleș, Sinaia                              | Cimec    |
|      | Fotoliu                                                     | Datare: Sec. XX;1/4 Școală: Atelier Bernhard Ludwig, Viena, Austria Material: Lemn de stejar, sculptat, strunjit, lustruit, piele presată, argintată, alamă | Din lemn de stejar, conceput în linii drepte cu spălare și șezute pătrate; la spătar un mic fronton profilat cu volute de acant. Brațe în console, ușor curbate cu volută simplă, ornate cu motiv frunze de acant, sculptate. Picioare pilaștri, legate în "H" și decorate cu imbricații. Tapițat cu piele gen Cordoba (replică la tapițeria ariginală), presărată cu motive mărunte, foarte dese, animaliere și floral-vegetale, în culori de argintiu și maron. Rozete metalice ornamentale de fixare. | Muzeul Național Peleș, Sinaia                              | Cimec    |
|      | Fotoliu                                                     | Datare: Sec. XX;1/4 Școală: Atelier Bernhard Ludwig, Viena, Austria Material: Lemn de stejar, sculptat, strunjit, lustruit, piele presată, argintată, alamă | Din lemn de stejar, conceput în linii drepte cu spălare și șezute pătrate; la spătar un mic fronton profilat cu volute de acant. Brațe în console, ușor curbate cu volută simplă, ornate cu motiv frunze de acant, sculptate. Picioare pilaștri, legate în "H" și decorate cu imbricații. Tapițat cu piele gen Cordoba (replică la tapițeria ariginală), presărată cu motive mărunte, foarte dese, animaliere și floral-vegetale, în culori de argintiu și maron. Rozete metalice ornamentale de fixare. | Muzeul Național Peleș, Sinaia                              | Cimec    |
|      | Scaun                                                       | Datare: Sec. XIX;4/4 Școală: Atelier german Material: Lemn de stejar, sculptat, strunjit, lustruit | Din lemn de stejar sculptat, lustruit maron închis, gen rustic, cu trofee militare sculptate în întregime la șezută: gen cartuș, bogat profilate, cu figuri de strămoși - Hohenzollern, în stânci adânci, Eittel Fridrich VI (datat 1515) cu o cască jos, cu volute bogate din frunze de acant ce formează conturul spătarului; surmontat de stema Hohenzollern. Pe spate cifrul C.C.I. (Carol I) incizat, surmontat de coroană. Picioare oblice strunjite, formate dintr-un șir de mici sfere descrescânde spre partea inferioară. În stil Renaștere germană târzie. | Muzeul Național Peleș, Sinaia                              | Cimec    |
|      | Scaun                                                       | Datare: Sec. XIX;4/4 Școală: Atelier german Material: Lemn de stejar, sculptat, strunjit, lustruit | Din lemn de stejar sculptat, lustruit maron închis, gen rustic, cu trofee militare sculptate în întregime la șezută: gen cartuș, bogat profilate, cu figuri de strămoși - Hohenzollern, în stânci adânci, Eittel Fridrich VI (datat 1515) cu o cască jos, cu volute bogate din frunze de acant ce formează conturul spătarului; surmontat de stema Hohenzollern. Pe spate cifrul C.C.I. (Carol I) incizat, surmontat de coroană. Picioare oblice strunjite, formate dintr-un șir de mici sfere descrescânde spre partea inferioară. În stil Renaștere germană. | Muzeul Național Peleș, Sinaia                              | Cimec    |
|      | Scaun                                                       | Datare: Sec. XIX;4/4 Școală: Atelier german Material: Lemn de stejar, sculptat, strunjit, lustruit | Din lemn de stejar sculptat, lustruit maron închis, gen rustic, cu picioare oblice strunjite, formate dintr-un șir de mici sfere descrescânde spre partea inferioară, cu trofee și litere gravate pe șezută; șezuta trapezoidală, cu borduri curbate, frontal concav, laturile convexe, cartuș central, cu panoplie: coif și arme în lambrechin floral - vegetal pe fond punctiform. Spătar gen cartuș bogat profilat, cu figură de strămoș în nișa puțin adâncită, surmontată de stema Hohenzollern, (Karl I 1963); conturul spătarului format din doi mascheroni în profil, cu buchete de flori în gurile larg deschise și cu volute de acant. Pe spate, cifrul C.C.I. (Carol I) incizat, surmontat de coroană. În stil Renaștere germană târzie. | Muzeul Național Peleș, Sinaia                              | Cimec    |
|      | Scaun                                                       | Datare: Sec. XIX;4/4 Școală: Atelier german Material: Lemn de stejar, sculptat, strunjit, lustruit | Din lemn de stejar sculptat, lustruit maron închis, gen rustic, cu picioare oblice strunjite, formate dintr-un șir de mici sfere descrescânde spre partea inferioară, cu trofee și litere gravate pe șezută; șezuta trapezoidală, cu borduri curbate, frontal concav, laturile convexe, cartuș central, cu panoplie: coif și arme în lambrechin floral - vegetal pe fond punctiform. Spătar gen cartuș bogat profilat, cu figură de strămoș în nișa puțin adâncită, surmontată de stema Hohenzollern, (Karl I 1963); conturul spătarului format din doi mascheroni în profil, cu buchete de flori în gurile larg deschise și cu volute de acant. Pe spate, cifrul C.C.I. (Carol I) incizat, surmontat de coroană. În stil Renaștere germană târzie. | Muzeul Național Peleș, Sinaia                              | Cimec    |
|      | Fructieră                                                   | Datare: Sec. XIX;2/4 Școală: Atelier Sévres, Franța Material: Porțelan, pastă tare; modelare în tipar, pictare manuală, pictare peste glazură, aurire parțială, glazurare, bronz, turnare, cizelat, aurit.                                                                                  | Fructiera este dispusă în două platouri circulare inegale, supraetajate, decorate cu rozete pictate în aur, dispuse central și cu frize de motive florale, în cartușe alternând cu motiv arabesc, bordate de brâu geometric. Cromatică: galben, auriu, nuanțe de roz, roșu, albastru și verde. Vasul se sprijină pe picior tijă și este prevăzut cu ansă din bronz, decorată în relief cu ghirlandă de trandafiri și motive vegetale. | Muzeul Național Peleș, Sinaia                              | Cimec    |
|      | Cupă                                                        | Datare: Sec. XIX;2/4 Școală: Atelier Sévres, Franța Material: Porțelan, pastă tare; modelare în tipar, pictare manuală, pictare peste glazură, aurire parțială, glazurare, bronz turnat, cizelat, aurit.                                                                                    | Cupă adâncă, pe suport – trepied din bronz aurit, decorată central cu rozetă și buchete de flori în cromatică de galben, auriu, nuanțe de roz, roșu, albastru și verde, în medalion și registre cu motiv frunză de viță și lambrechin cu arabescuri și medalioane florale urmând aceeași linie cromatică. | Muzeul Național Peleș, Sinaia                              | Cimec    |
|      | Cupă                                                        | Datare: Sec. XIX;2/4 Școală: Atelier Sévres, Franța Material: Porțelan; pastă tare, modelare în tipar, pictare manuală, pictare peste glazură, aurire parțială, glazurare, bronz turnat, cizelare, aurire                                                                                   | Cupă adâncă, pe suport – trepied din bronz aurit, decorată central cu rozetă și buchete de flori în cromatică de galben, auriu, nuanțe de roz, roșu, albastru și verde, în medalion și registre cu motiv frunză de viță și lambrechin cu arabescuri și medalioane florale urmând aceeași linie cromatică. | Muzeul Național Peleș, Sinaia                              | Cimec    |
|      | Sosieră                                                     | Datare: Sec. XIX;2/4 Școală: Atelier Sévres, Franța Material: Porțelan, pastă tare; modelare în tipar, barbotină, pictare manuală, pictare cu șablonul, pictare sub glazură, pictare peste glazură, colorare, aurire parțială, glazurare.                                                   | Sosieră ovală, cu platou fix, adâncit, decorat cu motiv lambrechin în aur; picior oval, redus, ornat median cu motiv geometric în bandă măruntă aurită; corpul semisferic este decorat în registre de lambrechin aurit și medalioane florale alternând cu arabescuri. Piesa este personalizată de motivul heraldic reprezentând stema Principatelor Unite și deviza „Toți în unu". Piesa se caracterizează printr-o vie policromie, care acoperă o paletă largă de culori: galben, auriu, nuanțe de roșu, roz, verde și albastru. Ansele aurite au formă de vrej de acant, iar capacul este detașabil, oval, supraînălțat, decorat marginal cu motiv lambrechin și median, cu rozetă și ghirlande, în aur. Capacul dispune de buton de prindere aurit, în formă de fruct de acant în ronde-bosse. | Muzeul Național Peleș, Sinaia                              | Cimec    |
|      | Sosieră                                                     | Datare: Sec. XIX;2/4 Școală: Atelier Sévres, Franța Material: Porțelan, pastă tare; modelare în tipar, barbotină, pictare manuală, pictare cu șablonul, pictare sub glazură, pictare peste glazură, colorare, aurire parțială, glazurare                                                    | Sosieră ovală, cu platou fix, adâncit, decorat cu motive geometrice, motiv vegetal mărunt și motiv lambrechin în aur; picior oval, redus, decorat median cu motiv vegetal mărunt aurit, corpul semisferic este decorat în registre de lambrechin aurit și medalioane florale alternând cu motive arabescuri; piesa se caracterizează printr-o vie policromie, care acoperă o paletă largă de culori; galben, auriu, nuanțe de roșu, roz, verde și albastru. | Muzeul Național Peleș, Sinaia                              | Cimec    |
|      | Sosieră                                                     | Datare: Sec. XIX;2/4 Școală: Atelier Sévres, Franța Material: Porțelan, pastă tare; modelare în tipar, barbotină, pictare manuală, pictare cu șablonul, pictare sub glazură, pictare peste glazură, colorare, aurire parțială, glazurare.                                                   | Sosieră ovală, cu platou fix, adâncit, decorat cu motive geometrice, motiv vegetal mărunt și motiv lambrechin în aur; picior oval, redus, decorat median cu motiv vegetal mărunt aurit, corpul semisferic este decorat în registre de lambrechin aurit și medalioane florale, alternând cu arabescuri. Piesa se caracterizează printr-o vie policromie, care acoperă o paletă largă de culori: galben, auriu, nuanțe de roșu, roz, verde și albastru. | Muzeul Național Peleș, Sinaia                              | Cimec    |
|      | Tavă                                                        | Datare: Sec. XIX;2/4 Școală: Atelier Sévres, Franța Material: Porțelan, pastă tare; modelare în tipar, pictare manuală, pictare sub glazură, pictare peste glazură, aurire parțială, glazurare                                                                                              | Platoul are un picior redus, cilindric, cu marginea inferioară evazată și aurită decorat cu motive geometrice în bandă aurie; platoul propriu-zis are formă circulară și este decorat în registre alternate de lambrechin aurit, medalioane florale și motive arabescuri; median, piesa este personalizată cu motiv heraldic reprezentând stema Principatelor Unite și deviza "Toți în unu’’; piesa se caracterizează printr-o vie policromie, care acoperă o plateă largă de culori: galben, auriu, nuanțe de roșu, roz, verde și albastru. | Muzeul Național Peleș, Sinaia                              | Cimec    |
|      | Platou cu picior                                            | Datare: Sec. XIX;2/4 Școală: Atelier Sévres, Franța Material: Porțelan, pastă tare; modelare în tipar, pictare manuală, pictare sub glazură, pictare peste glazură, aurire parțială, glazurare                                                                                              | Platoul are un picior redus, cilindric, cu marginea inferioară evazată și aurită decorat cu motive geometrice în bandă aurie; platoul propriu-zis are formă circulară și este decorat în registre alternate de lambrechin aurit, medalioane florale și motive arabescuri; median, piesa este personalizată cu motiv heraldic reprezentând stema Principatelor Unite și deviza "Toți în unu"; piesa se caracterizează printr-o vie policromie, care acoperă o plateă largă de culori: galben, auriu, nuanțe de roșu, roz, verde și albastru. | Muzeul Național Peleș, Sinaia                              | Cimec    |
|      | Platou cu picior                                            | Datare: Sec. XIX;2/4 Școală: Atelier Sévres, Franța Material: Porțelan, pastă tare; modelare în tipar, pictare manuală, pictare sub glazură, pictare peste glazură, aurire parțială, glazurare                                                                                              | Platoul are un picior redus, cilindric, cu marginea inferioară evazată și aurită decorat cu motive geometrice în bandă aurie; platoul propriu-zis are formă circulară și este decorat în registre alternate de lambrechin aurit, medalioane florale și motive arabescuri; median, piesa este personalizată cu motiv heraldic reprezentând stema Principatelor Unite și deviza "Toți în unu"; piesa se caracterizează printr-o vie policromie, care acoperă o plateă largă de culori: galben, auriu, nuanțe de roșu, roz, verde și albastru. | Muzeul Național Peleș, Sinaia                              | Cimec    |
|      | Platou cu picior                                            | Datare: Sec. XIX;2/4 Școală: Atelier Sévres, Franța Material: Porțelan, pastă tare; modelare în tipar, pictare manuală, pictare sub glazură, pictare peste glazură, aurire parțială, glazurare                                                                                              | Platoul are un picior redus, cilindric, cu marginea inferioară evazată și aurită decorat cu motive geometrice în bandă aurie; platoul propriu-zis are formă circulară și este decorat în registre alternate de lambrechin aurit, medalioane florale și motive arabescuri; median, piesa este personalizată cu motiv heraldic reprezentând stema Principatelor Unite și deviza "Toți în unu’’; piesa se caracterizează printr-o vie policromie, care acoperă o paletă largă de culori: galben, auriu, nuanțe de roșu, roz, verde și albastru. | Muzeul Național Peleș, Sinaia                              | Cimec    |
|      | Platou cu picior                                            | Datare: Sec. XIX;2/4 Școală: Atelier Sévres, Franța Material: Porțelan, pastă tare; modelare în tipar, pictare manuală, pictare sub glazură, pictare peste glazură, aurire parțială, glazurare.                                                                                             | Platoul are un picior redus, cilindric, cu marginea inferioară evazată și aurită, decorat cu motive geometrice în bandă aurie. Platoul propriu-zis are formă circulară și este decorat în registre alternate de lambrechin aurit, medalioane florale și motive arabescuri. Median, piesa este personalizată cu motiv heraldic reprezentând stema Principatelor Unite și deviza „Toți în unu". Piesa se caracterizează printr-o vie policromie, care acoperă o paletă largă de culori: galben, auriu, nuanțe de roșu, roz, verde și albastru. | Muzeul Național Peleș, Sinaia                              | Cimec    |
|      | Zaharniță                                                   | Datare: Sec. XIX;2/4 Școală: Atelier FISCHER and MIEG; PIRKENHAMMER, KARLSBAD; BOEMIA Material: Porțelan, pastă tare; modelare în tipar, barbotină, pictare manuală peste glazură, aurire parțială, glazurare.                                                                              | Zaharniță cu baza circulară, picior redus, corp sferic, decorat median cu registre: lambrechin, motiv frânghie și ghirlande de trandafiri în cromatică de auriu, roșu, negru, tonuri de roz și verde; monograma DH, dublă, cu sublinieri roșii și negre. Anse supraînălțate, în S, aurite. Capac ornate cu lambrechin. | Muzeul Național Peleș, Sinaia                              | Cimec    |
|      | Sosieră cu capac                                            | Datare: Sec. XIX;2/4 Școală: Atelier FISCHER and MIEG; PIRKENHAMMER, KARLSBAD; BOEMIA Material: Porțelan, pastă tare; modelare în tipar, barbotină,pictare manuala peste glazura, aurire partiala, glazurare                                                                                | Sosieră cu talpă circulară, în retragere, picior redus, corp sferoidal; decor în jumătatea superioară, decor în registre cu motive lambrechin, frânghie și ghirlandă florală, median monograma D.H. în dublu exemplar, în auriu cu sublinieri de roșu și negru; anse volute unite prin mâner ornate cu rozetă mediană. Buton de prindere aurit în ronde-bosse. Decor în cromatică: auriu, roșu, negru, tonuri de roz și verde. | Muzeul Național Peleș, Sinaia                              | Cimec    |
|      | Sosieră cu capac                                            | Datare: Sec. XIX;2/4 Școală: Atelier FISCHER and MIEG; PIRKENHAMMER, KARLSBAD; BOEMIA Material: Porțelan, pastă tare; modelare în tipar, barbotină,pictare manuala peste glazura, aurire partiala, glazurare                                                                                | Sosieră cu talpă circulară, în retragere, picior redus, corp sferoidal; decor în jumătatea superioară, decor în registre cu motive lambrechin, frânghie și ghirlandă florală, median monograma D.H. în dublu exemplar, în auriu cu sublinieri de roșu și negru; anse volute unite prin mâner ornate cu rozetă mediană. Buton de prindere aurit în ronde-bosse. Decor în cromatică: auriu, roșu, negru, tonuri de roz și verde. | Muzeul Național Peleș, Sinaia                              | Cimec    |
|      | Sosieră cu capac                                            | Datare: Sec. XIX;2/4 Școală: Atelier FISCHER and MIEG; PIRKENHAMMER, KARLSBAD; BOEMIA Material: Porțelan, pastă tare; modelare în tipar, barbotină, pictare manuală peste glazură, aurire parțială, glazurare.                                                                              | Sosieră cu talpă circulară, în retragere, picior redus, corp sferoidal. Decor în jumătatea superioară, decor în registre cu motive lambrechin, frânghie și ghirlandă florală, median – monograma D.H. în dublu exemplar, în auriu cu sublinieri de roșu și negru; anse volute unite prin mâner ornate cu rozetă mediană. Buton de prindere aurit, în ronde-bosse. Decor în cromatică: auriu, roșu, negru, tonuri de roz și verde. | Muzeul Național Peleș, Sinaia                              | Cimec    |
|      | Cană de apă                                                 | Datare: Sec. XIX;2/4 Școală: Atelier FISCHER and MIEG; PIRKENHAMMER, KARLSBAD; BOEMIA Material: Porțelan, pastă tare; modelare în tipar, barbotină, pictare manuală peste glazură, aurire parțială, glazurare.                                                                              | Cană de apă cu picior redus, corp prelung, piriform, decorat median în registre cu motive lambrechin, frânghie și ghirlande de trandafiri, gât lung, cu monogramă vegetală D.H. în partea opusă ansei, aurită. Țurțur proeminent, dublat cu cositor, capac prins în șarnieră în formă de frunză de acant. Cromatica decorului: auriu, roșu, negru, tonuri de roz și verde. | Muzeul Național Peleș, Sinaia                              | Cimec    |
|      | Cupă                                                        | Datare: Sec. XIX;2/4 Școală: Atelier FISCHER and MIEG; PIRKENHAMMER, KARLSBAD; BOEMIA Material: Porțelan, pastă tare; modelare în tipar, barbotină, decupare, pictare manuală peste glazură, aurire parțială, glazurare, sticlă, colorată în masa.                                          | Vas format de cupă adâncă, cu talpă circulară în retragere, în ușor relief, decorată cu bandă florală, motiv acant, corp prelung, conic, sprijinit pe trei piciorușe și vrejuri de acant. Corpul e format din rețea decupată, decor cu monograma D.H., în medalion aurit, buza festonată, cromatica decorului: auriu, roșu, negru. Vas din sticlă verde în interior. | Muzeul Național Peleș, Sinaia                              | Cimec    |
|      | Ceașcă de ceai                                              | Datare: Sec. XIX;2/4 Școală: Atelier FISCHER and MIEG; PIRKENHAMMER, KARLSBAD; BOEMIA Material: Porțelan, pastă tare; modelare în tipar, barbotină, pictare manuala, aurire partiala, glazurare                                                                                             | Ceașcă cu talpă circulară,în retragere, picior redus, corp-cupă adâncită, decor în jurul buzei cu registre lambrechin, frânghie și ghirlandă de trandafiri, în cromatică de auriu, roșu, negru, tonuri de roz și verde; monograma D.H. în partea opusă ansei rotunde. | Muzeul Național Peleș, Sinaia                              | Cimec    |
|      | Ceașcă de ceai                                              | Datare: Sec. XIX;2/4 Școală: Atelier FISCHER and MIEG; PIRKENHAMMER, KARLSBAD; BOEMIA Material: Porțelan, pastă tare; modelare în tipar, barbotină, pictare manuala, aurire partiala, glazurare                                                                                             | Ceașcă cu talpă circulară,în retragere, picior redus, corp-cupă adâncită, decor în jurul buzei cu registre lambrechin, frânghie și ghirlandă de trandafiri, în cromatică de auriu, roșu, negru, tonuri de roz și verde; monograma D.H. în partea opusă ansei rotunde. | Muzeul Național Peleș, Sinaia                              | Cimec    |
|      | Ceașcă de ceai                                              | Datare: Sec. XIX;2/4 Școală: Atelier FISCHER and MIEG; PIRKENHAMMER, KARLSBAD; BOEMIA Material: Porțelan, pastă tare; modelare în tipar, barbotină, pictare manuala, aurire partiala, glazurare                                                                                             | Ceașcă cu talpă circulară,în retragere, picior redus, corp-cupă adâncită, decor în jurul buzei cu registre lambrechin, frânghie și ghirlandă de trandafiri, în cromatică de auriu, roșu, negru, tonuri de roz și verde; monograma D.H. în partea opusă ansei rotunde. | Muzeul Național Peleș, Sinaia                              | Cimec    |
|      | Ceașcă de ceai                                              | Datare: Sec. XIX;2/4 Școală: Atelier FISCHER and MIEG; PIRKENHAMMER, KARLSBAD; BOEMIA Material: Porțelan, pastă tare; modelare în tipar, barbotină, pictare manuala, aurire partiala, glazurare                                                                                             | Ceașcă cu talpă circulară,în retragere, picior redus, corp-cupă adâncită, decor în jurul buzei cu registre lambrechin, frânghie și ghirlandă de trandafiri, în cromatică de auriu, roșu, negru, tonuri de roz și verde; monograma D.H. în partea opusă ansei rotunde. | Muzeul Național Peleș, Sinaia                              | Cimec    |
|      | Ceașcă de ceai                                              | Datare: Sec. XIX;2/4 Școală: Atelier FISCHER and MIEG; PIRKENHAMMER, KARLSBAD; BOEMIA Material: Porțelan, pastă tare; modelare în tipar, barbotină, pictare manuala, aurire partiala, glazurare                                                                                             | Ceașcă cu talpă circulară,în retragere, picior redus, corp-cupă adâncită, decor în jurul buzei cu registre lambrechin, frânghie și ghirlandă de trandafiri, în cromatică de auriu, roșu, negru, tonuri de roz și verde; monograma D.H. în partea opusă ansei rotunde. | Muzeul Național Peleș, Sinaia                              | Cimec    |
|      | Ceașcă de ceai                                              | Datare: Sec. XIX;2/4 Școală: Atelier FISCHER and MIEG; PIRKENHAMMER, KARLSBAD; BOEMIA Material: Porțelan, pastă tare; modelare în tipar, barbotină, pictare manuala, aurire partiala, glazurare                                                                                             | Ceașcă cu talpă circulară, în retragere, picior redus, corp-cupă adâncită, decor în jurul buzei cu registre lambrechin, frânghie și ghirlandă de trandafiri, în cromatică de auriu, roșu, negru, tonuri de roz și verde; monograma D.H. în partea opusă ansei rotunde. | Muzeul Național Peleș, Sinaia                              | Cimec    |
|      | Ceașcă de ceai                                              | Datare: Sec. XIX;2/4 Școală: Atelier FISCHER and MIEG; PIRKENHAMMER, KARLSBAD; BOEMIA Material: Porțelan, pastă tare; modelare în tipar, barbotină, pictare manuala, aurire partiala, glazurare                                                                                             | Ceașcă cu talpă circulară, în retragere, picior redus, corp-cupă adâncită, decor în jurul buzei cu registre lambrechin, frânghie și ghirlandă de trandafiri, în cromatică de auriu, roșu, negru, tonuri de roz și verde; monograma D.H. în partea opusă ansei rotunde. | Muzeul Național Peleș, Sinaia                              | Cimec    |
|      | Ceașcă de ceai                                              | Datare: Sec. XIX;2/4 Școală: Atelier FISCHER and MIEG; PIRKENHAMMER, KARLSBAD; BOEMIA Material: Porțelan, pastă tare; modelare în tipar, barbotină, pictare manuala, aurire partiala, glazurare                                                                                             | Ceașcă cu talpă circulară,în retragere, picior redus, corp-cupă adâncită, decor în jurul buzei cu registre lambrechin, frânghie și ghirlandă de trandafiri, în cromatică de auriu, roșu, negru, tonuri de roz și verde; monograma D.H. în partea opusă ansei rotunde. | Muzeul Național Peleș, Sinaia                              | Cimec    |
|      | Ouar                                                        | Datare: Sec. XIX;2/4 Școală: Atelier FISCHER and MIEG; PIRKENHAMMER, KARLSBAD; BOEMIA Material: Porțelan, pastă tare; modelare în tipar, barbotină, pictare manuală, aurire parțială, glazurare.                                                                                            | Suport de ou cu farfurioară fixă, borduri festonate cu decor motive lambrechin și registre cu decor frânghie și ghirlandă de trandafiri în cromatică de auriu, roșu, negru și tonuri de roz, verde. Picior redus, corpul adâncit, decorat cu monograma D.H., în auriu, cu sublinieri roșii și negre. Buză festonată. | Muzeul Național Peleș, Sinaia                              | Cimec    |
|      | Ceașcă de ceai                                              | Datare: Sec. XIX;2/4 Școală: Atelier FISCHER and MIEG; PIRKENHAMMER, KARLSBAD; BOEMIA Material: Porțelan, pastă tare; modelare în tipar, barbotină, pictare manuală, aurire parțială, glazurare.                                                                                            | Ceașcă cu talpă circulară, în retragere, picior redus, corp – cupă adâncită, decor în jurul buzei cu registre lambrechin, frânghie și ghirlandă de trandafiri, în cromatică de auriu, roșu, negru, tonuri de roz și verde. Monograma D.H., în partea opusă ansei rotunde. | Muzeul Național Peleș, Sinaia                              | Cimec    |
|      | Platou de pește                                             | Datare: Sec. XIX;2/4 Școală: Atelier FISCHER and MIEG; PIRKENHAMMER, KARLSBAD; BOEMIA Material: Porțelan, pastă tare; modelare în tipar, pictare cu șablonul, pictare manuala, glazurare | Platou pentru pește, mare, de formă ovală, cu bordură decorată în bandă din motive florale și geometrice în negru, roșu și aur și monograma D.H. în aur. | Muzeul Național Peleș, Sinaia                              | Cimec    |
|      | Platou de pește                                             | Datare: Sec. XIX;2/4 Școală: Atelier FISCHER and MIEG; PIRKENHAMMER, KARLSBAD; BOEMIA Material: Porțelan, pastă tare; modelare în tipar, pictare cu șablonul, pictare manuală, glazurare.                                                                                                   | Platou pentru pește, mare, de formă ovală, cu bordură decorată în bandă din motive florale și geometrice în negru, roșu și aur și monograma D.H. în aur. | Muzeul Național Peleș, Sinaia                              | Cimec    |
|      | Castron cu capac                                            | Datare: Sec. XIX;2/4 Școală: Atelier FISCHER and MIEG; PIRKENHAMMER, KARLSBAD; BOEMIA Material: Porțelan, pastă tare; modelare în tipar, barbotină, pictare manuala peste glazura, aurire partiala, glazurare                                                                               | Supieră cu talpa circulară în retragere, picior redus, corp sferoidal, decor in jumătatea superioară cu registre: lambrechin, motiv frânghie și ghirlandă de trandafiri, median monogramă D.H. dublă aurită, cu sublinieri în roșu și negru. Anse orizontale, buză rasfrântă la exterior, capac supraînălțat cu borduri decorate identic, decupație circulară pentru tacâm, buton de prindere aurit în ronde bosse. Cromatica decorului - auriu, negru, tonuri de roz și verde. | Muzeul Național Peleș, Sinaia                              | Cimec    |
|      | Supieră cu capac                                            | Datare: Sec. XIX;2/4 Școală: Atelier FISCHER and MIEG; PIRKENHAMMER, KARLSBAD; BOEMIA Material: Porțelan, pastă tare; modelare în tipar, barbotină, pictare manuală peste glazură, aurire parțială, glazurare.                                                                              | Supieră cu talpa circulară, în retragere, picior redus, corp sferoidal, decor în jumătatea superioară cu registre: lambrechin, motiv frânghie și ghirlandă de trandafiri, median – monogramă D.H., dublă, aurită, cu sublinieri în roșu și negru. Anse orizontale, buză răsfrântă la exterior, capac supraînălțat cu borduri decorate identic, decupație circulară pentru tacâm, buton de prindere aurit în ronde bosse. Cromatica decorului: auriu, negru, tonuri de roz și verde. | Muzeul Național Peleș, Sinaia                              | Cimec    |
|      | Farfurie întinsă                                            | Datare: Sec. XIX;2/4 Școală: Atelier SÈVRES; FRANȚA Material: Porțelan, pastă tare, modelare în tipar, picatre manuală, pictare sub glazură, pictare peste glazură, aurire parțială, glazurare                                                                                              | Fafuria este întinsă, circulară, pictată cu decor în registre cu lambrechini auriți și medalioane florale alternând cu motive arabescuri; piesa este decorată central, cu stema Principatelor Unite și deviza "Toți în unu"; piesa se caracterizează printr-o vie policromie, care acoperă o paletă largă de culori: galben, auriu, nunațe de roșu, roz, verde și albastru. Pe reversul bazei, alături de marca și datare, apare inscripția "CHÂTEAU DE TRIANON" în cărămiziu. | Muzeul Național Peleș, Sinaia                              | Cimec    |
|      | Farfurie întinsă                                            | Datare: Sec. XIX;2/4 Școală: Atelier SÈVRES; FRANȚA Material: Porțelan, pastă tare, modelare în tipar, picatre manuală, pictare sub glazură, pictare peste glazură, aurire parțială, glazurare                                                                                              | Fafuria este întinsă, circulară, pictată cu decor în registre cu lambrechini auriți și medalioane florale alternând cu motive arabescuri; piesa este decorată central, cu stema Principatelor Unite și deviza "Toți în unu"; piesa se caracterizează printr-o vie policromie, care acoperă o paletă largă de culori: galben, auriu, nunațe de roșu, roz, verde și albastru. Pe reversul bazei, alături de marca și datare, apare inscripția "CHÂTEAU DE TRIANON" ’în cărămiziu. | Muzeul Național Peleș, Sinaia                              | Cimec    |
|      | Farfurie întinsă                                            | Datare: Sec. XIX;2/4 Școală: Atelier SÈVRES; FRANȚA Material: Porțelan, pastă tare, modelare în tipar, picatre manuală, pictare sub glazură, pictare peste glazură, aurire parțială, glazurare                                                                                              | Fafuria este întinsă, circulară, pictată cu decor în registre cu lambrechini auriți și medalioane florale alternând cu motive arabescuri; piesa este decorată central, cu stema Principatelor Unite și deviza "Toți în unu"; piesa se caracterizează printr-o vie policromie, care acoperă o paletă largă de culori: galben, auriu, nunațe de roșu, roz, verde și albastru. Pe reversul bazei, alături de marca și datare, apare inscripția "CHÂTEAU DE TRIANON" în cărămiziu. | Muzeul Național Peleș, Sinaia                              | Cimec    |
|      | Farfurie întinsă                                            | Datare: Sec. XIX;2/4 Școală: Atelier SÈVRES; FRANȚA Material: Porțelan, pastă tare, modelare în tipar, picatre manuală, pictare sub glazură, pictare peste glazură, aurire parțială, glazurare                                                                                              | Fafuria este întinsă, circulară, pictată cu decor în registre cu lambrechini auriți și medalioane florale alternând cu motive arabescuri; piesa este decorată central, cu stema Principatelor Unite și deviza "Toți în unu"; piesa se caracterizează printr-o vie policromie, care acoperă o paletă largă de culori: galben, auriu, nunațe de roșu, roz, verde și albastru. Pe reversul bazei, alături de marca și datare, apare inscripția "CHÂTEAU DE TRIANON" în cărămiziu. | Muzeul Național Peleș, Sinaia                              | Cimec    |
|      | Farfurie întinsă                                            | Datare: Sec. XIX;2/4 Școală: Atelier SÈVRES; FRANȚA Material: Porțelan, pastă tare, modelare în tipar, picatre manuală, pictare sub glazură, pictare peste glazură, aurire parțială, glazurare                                                                                              | Fafuria este întinsă, circulară, pictată cu decor în registre cu lambrechini auriți și medalioane florale alternând cu motive arabescuri; piesa este decorată central, cu stema Principatelor Unite și deviza "Toți în unu"; piesa se caracterizează printr-o vie policromie, care acoperă o paletă largă de culori: galben, auriu, nunațe de roșu, roz, verde și albastru. Pe reversul bazei, alături de marca și datare, apare inscripția "CHÂTEAU DE TRIANON" în cărămiziu. | Muzeul Național Peleș, Sinaia                              | Cimec    |
|      | Farfurie întinsă                                            | Datare: Sec. XIX;2/4 Școală: Atelier SÈVRES; FRANȚA Material: Porțelan, pastă tare, modelare în tipar, picatre manuală, pictare sub glazură, pictare peste glazură, aurire parțială, glazurare                                                                                              | Fafuria este întinsă, circulară, pictată cu decor în registre cu lambrechini auriți și medalioane florale alternând cu motive arabescuri; piesa este decorată central, cu stema Principatelor Unite și deviza "Toți în unu"; piesa se caracterizează printr-o vie policromie, care acoperă o paletă largă de culori: galben, auriu, nunațe de roșu, roz, verde și albastru. Pe reversul bazei, alături de marca și datare, apare inscripția "CHÂTEAU DE TRIANON’ ’în cărămiziu. | Muzeul Național Peleș, Sinaia                              | Cimec    |
|      | Farfurie întinsă                                            | Datare: Sec. XIX;2/4 Școală: Atelier SÈVRES; FRANȚA Material: Porțelan, pastă tare, modelare în tipar, picatre manuală, pictare sub glazură, pictare peste glazură, aurire parțială, glazurare                                                                                              | Fafuria este întinsă, circulară, pictată cu decor în registre cu lambrechini auriți și medalioane florale alternând cu motive arabescuri; piesa este decorată central, cu stema Principatelor Unite și deviza "Toți în unu"; piesa se caracterizează printr-o vie policromie, care acoperă o paletă largă de culori: galben, auriu, nunațe de roșu, roz, verde și albastru. Pe reversul bazei, alături de marca și datare, apare inscripția "CHÂTEAU DE TRIANON" în cărămiziu. | Muzeul Național Peleș, Sinaia                              | Cimec    |
|      | Farfurie întinsă                                            | Datare: Sec. XIX;2/4 Școală: Atelier SÈVRES; FRANȚA Material: Porțelan, pastă tare, modelare în tipar, picatre manuală, pictare sub glazură, pictare peste glazură, aurire parțială, glazurare                                                                                              | Fafuria este întinsă, circulară, pictată cu decor în registre cu lambrechini auriți și medalioane florale alternând cu motive arabescuri; piesa este decorată central, cu stema Principatelor Unite și deviza "Toți în unu"; piesa se caracterizează printr-o vie policromie, care acoperă o paletă largă de culori: galben, auriu, nunațe de roșu, roz, verde și albastru. Pe reversul bazei, alături de marca și datare, apare inscripția ,"CHÂTEAU DE TRIANON" în cărămiziu. | Muzeul Național Peleș, Sinaia                              | Cimec    |
|      | Farfurie întinsă                                            | Datare: Sec. XIX;2/4 Școală: Atelier SÈVRES; FRANȚA Material: Porțelan, pastă tare, modelare în tipar, pictare manuală, pictare sub glazură, pictare peste glazură, aurire parțială, glazurare.                                                                                             | Farfuria este întinsă, circulară, pictată cu decor în registre cu lambrechini auriți și medalioane florale, alternând cu motive arabescuri. Piesa este decorată central, cu stema Principatelor Unite și deviza „Toți în unu". Piesa se caracterizează printr-o vie policromie, care acoperă o paletă largă de culori: galben, auriu, nunațe de roșu, roz, verde și albastru. Pe reversul bazei, alături de marcă și datare, apare inscripția „CHÂTEAU DE TRIANON" în cărămiziu. | Muzeul Național Peleș, Sinaia                              | Cimec    |
|      | Farfurie întinsă                                            | Datare: Sec. XIX;2/4 Școală: Atelier SÈVRES; FRANȚA Material: Porțelan, pastă tare, modelare în tipar, picatre manuală, pictare sub glazură, pictare peste glazură, aurire parțială, glazurare                                                                                              | Fafuria este întinsă, circulară, pictată cu decor în registre cu lambrechini auriți și medalioane florale alternând cu motive arabescuri; piesa este decorată central, cu stema Principatelor Unite și deviza "Toți în unu"; piesa se caracterizează printr-o vie policromie, care acoperă o paletă largă de culori: galben, auriu, nunațe de roșu, roz, verde și albastru. Pe reversul bazei, alături de marca și datare, apare inscripția "CHÂTEAU DE TRIANON" în cărămiziu. | Muzeul Național Peleș, Sinaia                              | Cimec    |
|      | Farfurie întinsă                                            | Datare: Sec. XIX;2/4 Școală: Atelier SÈVRES; FRANȚA Material: Porțelan, pastă tare, modelare în tipar, picatre manuală, pictare sub glazură, pictare peste glazură, aurire parțială, glazurare                                                                                              | Fafuria este întinsă, circulară, pictată cu decor în registre cu lambrechini auriți și medalioane florale alternând cu motive arabescuri; piesa este decorată central, cu stema Principatelor Unite și deviza "Toți în unu"; piesa se caracterizează printr-o vie policromie, care acoperă o paletă largă de culori: galben, auriu, nunațe de roșu, roz, verde și albastru. Pe reversul bazei, alături de marca și datare, apare inscripția "CHÂTEAU DE TRIANON" în cărămiziu. | Muzeul Național Peleș, Sinaia                              | Cimec    |
|      | Farfurie întinsă                                            | Datare: Sec. XIX;2/4 Școală: Atelier SÈVRES; FRANȚA Material: Porțelan, pastă tare, modelare în tipar, picatre manuală, pictare sub glazură, pictare peste glazură, aurire parțială, glazurare                                                                                              | Fafuria este întinsă, circulară, pictată cu decor în registre cu lambrechini auriți și medalioane florale alternând cu motive arabescuri; piesa este decorată central, cu stema Principatelor Unite și deviza "Toți în unu"; piesa se caracterizează printr-o vie policromie, care acoperă o paletă largă de culori: galben, auriu, nunațe de roșu, roz, verde și albastru. Pe reversul bazei, alături de marca și datare, apare inscripția "CHÂTEAU DE TRIANON" în cărămiziu. | Muzeul Național Peleș, Sinaia                              | Cimec    |
|      | Farfurie întinsă                                            | Datare: Sec. XIX;2/4 Școală: Atelier SÈVRES; FRANȚA Material: Porțelan, pastă tare, modelare în tipar, picatre manuală, pictare sub glazură, pictare peste glazură, aurire parțială, glazurare                                                                                              | Fafuria este întinsă, circulară, pictată cu decor în registre cu lambrechini auriți și medalioane florale alternând cu motive arabescuri; piesa este decorată central, cu stema Principatelor Unite și deviza "Toți în unu"; piesa se caracterizează printr-o vie policromie, care acoperă o paletă largă de culori: galben, auriu, nunațe de roșu, roz, verde și albastru. Pe reversul bazei, alături de marca și datare, apare inscripția "CHÂTEAU DE TRIANON" în cărămiziu. | Muzeul Național Peleș, Sinaia                              | Cimec    |
|      | Farfurie întinsă                                            | Datare: Sec. XIX;2/4 Școală: Atelier SÈVRES; FRANȚA Material: Porțelan, pastă tare, modelare în tipar, picatre manuală, pictare sub glazură, pictare peste glazură, aurire parțială, glazurare                                                                                              | Fafuria este întinsă, circulară, pictată cu decor în registre cu lambrechini auriți și medalioane florale alternând cu motive arabescuri; piesa este decorată central, cu stema Principatelor Unite și deviza "Toți în unu"; piesa se caracterizează printr-o vie policromie, care acoperă o paletă largă de culori: galben, auriu, nunațe de roșu, roz, verde și albastru. Pe reversul bazei, alături de marca și datare, apare inscripția "CHÂTEAU DE TRIANON" în cărămiziu. | Muzeul Național Peleș, Sinaia                              | Cimec    |
|      | Farfurie întinsă                                            | Datare: Sec. XIX;2/4 Școală: Atelier SÈVRES; FRANȚA Material: Porțelan, pastă tare, modelare în tipar, picatre manuală, pictare sub glazură, pictare peste glazură, aurire parțială, glazurare                                                                                              | Fafuria este întinsă, circulară, pictată cu decor în registre cu lambrechini auriți și medalioane florale alternând cu motive arabescuri; piesa este decorată central, cu stema Principatelor Unite și deviza "Toți în unu"; piesa se caracterizează printr-o vie policromie, care acoperă o paletă largă de culori: galben, auriu, nunațe de roșu, roz, verde și albastru. Pe reversul bazei, alături de marca și datare, apare inscripția "CHÂTEAU DE TRIANON’" în cărămiziu. | Muzeul Național Peleș, Sinaia                              | Cimec    |
|      | Platou cu picior                                            | Datare: Sec. XIX;2/4 Școală: Atelier SÈVRES; FRANȚA Material: Porțelan, pastă tare, modelare în tipar, picatre manuală, pictare sub glazură, pictare peste glazură, aurire parțială, glazurare                                                                                              | Platoul stă pe picior redus, cilindric, cu marginea inferioară evazată și aurită decorat cu motive geometrice în bandă aurie; platoul propriu-zis are formă circulară și este decorat în registre alternate de lambrechin aurit, medalioane florale și motive arabescuri; median, piesa este personalizată cu motiv heraldic reprezentând stema Principatelor Unite și deviza "Toți în unu"; piesa se caracterizează printr-o vie policromie, care acoperă o paletă largă de culori: galben, auriu, nunațe de roșu, roz, verde și albastru. | Muzeul Național Peleș, Sinaia                              | Cimec    |
|      | Platou cu picior                                            | Datare: Sec. XIX;2/4 Școală: Atelier SÈVRES; FRANȚA Material: Porțelan, pastă tare, modelare în tipar, picatre manuală, pictare sub glazură, pictare peste glazură, aurire parțială, glazurare                                                                                              | Platoul stă pe picior redus, cilindric, cu marginea inferioară evazată și aurită decorat cu motive geometrice în bandă aurie; platoul propriu-zis are formă circulară și este decorat în registre aternate de lambrechin aurit, medalioane florale și motive arabescuri; median, piesa este personalizată cu motiv heraldic reprezentând stema Principatelor Unite și deviza "Toți în unu"; piesa se caracterizează printr-o vie policromie, care acoperă o paletă largă de culori: galben, auriu, nunațe de roșu, roz, verde și albastru. | Muzeul Național Peleș, Sinaia                              | Cimec    |
|      | Platou cu picior                                            | Datare: Sec. XIX;2/4 Școală: Atelier SÈVRES; FRANȚA Material: Porțelan, pastă tare, modelare în tipar, picatre manuală, pictare sub glazură, pictare peste glazură, aurire parțială, glazurare                                                                                              | Platoul stă pe picior redus, cilindric, cu marginea inferioară evazată și aurită decorat cu motive geometrice în bandă aurie; platoul propriu-zis are formă circulară și este decorat în registre aternate de lambrechin aurit, medalioane florale și motive arabescuri; median, piesa este personalizată cu motiv heraldic reprezentând stema Principatelor Unite și deviza "Toți în unu"; piesa se caracterizează printr-o vie policromie, care acoperă o paletă largă de culori: galben, auriu, nunațe de roșu, roz, verde și albastru. | Muzeul Național Peleș, Sinaia                              | Cimec    |
|      | Platou cu picior                                            | Datare: Sec. XIX;2/4 Școală: Atelier SÈVRES; FRANȚA Material: Porțelan, pastă tare, modelare în tipar, picatre manuală, pictare sub glazură, pictare peste glazură, aurire parțială, glazurare                                                                                              | Platoul stă pe picior redus, cilindric, cu marginea inferioară evazată și aurită decorat cu motiv lambrechin în auriu; platoul propriu-zis are formă circulară și este decorat în registre aternate de lambrechin aurit, medalioane florale și motive arabescuri; median, decor compus din rozetă și lambrechin în aur; piesa se caracterizează printr-o vie policromie, care acoperă o paletă largă de culori: galben, auriu, nunațe de roșu, roz, verde și albastru. | Muzeul Național Peleș, Sinaia                              | Cimec    |
|      | Platou cu picior                                            | Datare: Sec. XIX;2/4 Școală: Atelier SÈVRES; FRANȚA Material: Porțelan, pastă tare, modelare în tipar, picatre manuală, pictare sub glazură, pictare peste glazură, aurire parțială, glazurare                                                                                              | Platoul stă pe picior redus, cilindric, cu marginea inferioară evazată și aurită decorat cu motiv lambrechin în auriu; platoul propriu-zis are formă circulară și este decorat în registre alternate de lambrechin aurit, medalioane florale și motive arabescuri; median, decor compus din rozetă și lambrechin în aur; piesa se caracterizează printr-o vie policromie, care acoperă o paletă largă de culori: galben, auriu, nunațe de roșu, roz, verde și albastru. | Muzeul Național Peleș, Sinaia                              | Cimec    |
|      | Platou cu picior                                            | Datare: Sec. XIX;2/4 Școală: Atelier SÈVRES; FRANȚA Material: Porțelan, pastă tare, modelare în tipar, picatre manuală, pictare sub glazură, pictare peste glazură, aurire parțială, glazurare                                                                                              | Platoul stă pe picior redus, cilindric, cu marginea inferioară evazată și aurită decorat cu motiv lambrechin în auriu; platoul propriu-zis are formă circulară și este decorat în registre aternate de lambrechin aurit, medalioane florale și motive arabescuri; median, decor compus din rozetă și lambrechin în aur; piesa se caracterizează printr-o vie policromie, care acoperă o paletă largă de culori: galben, auriu, nunațe de roșu, roz, verde și albastru. | Muzeul Național Peleș, Sinaia                              | Cimec    |
|      | Platou cu picior                                            | Datare: Sec. XIX;2/4 Școală: Atelier SÈVRES; FRANȚA Material: Porțelan, pastă tare, modelare în tipar, picatre manuală, pictare sub glazură, pictare peste glazură, aurire parțială, glazurare                                                                                              | Platoul stă pe picior redus, cilindric, cu marginea inferioară evazată și aurită decorat cu motiv lambrechin în auriu; platoul propriu-zis are formă circulară și este decorat în registre alternate de lambrechin aurit, medalioane florale și motive arabescuri; median, decor compus din rozetă și lambrechin în aur; piesa se caracterizează printr-o vie policromie, care acoperă o paletă largă de culori: galben, auriu, nunațe de roșu, roz, verde și albastru. | Muzeul Național Peleș, Sinaia                              | Cimec    |
|      | Platou cu picior                                            | Datare: Sec. XIX;2/4 Școală: Atelier SÈVRES; FRANȚA Material: Porțelan, pastă tare, modelare în tipar, picatre manuală, pictare sub glazură, pictare peste glazură, aurire parțială, glazurare                                                                                              | Platoul stă pe picior redus, cilindric, cu marginea inferioară evazată și aurită decorat cu motiv lambrechin în auriu; platoul propriu-zis are formă circulară și este decorat în registre aternate de lambrechin aurit, medalioane florale și motive arabescuri; median, decor compus din rozetă și lambrechin în aur; piesa se caracterizează printr-o vie policromie, care acoperă o paletă largă de culori: galben, auriu, nuanțe de roșu, roz, verde și albastru. | Muzeul Național Peleș, Sinaia                              | Cimec    |
|      | Platou cu picior                                            | Datare: Sec. XIX;2/4 Școală: Atelier SÈVRES; FRANȚA Material: Porțelan, pastă tare, modelare în tipar, picatre manuală, pictare sub glazură, pictare peste glazură, aurire parțială, glazurare                                                                                              | Platoul stă pe picior redus, cilindric, cu marginea inferioară evazată și aurită decorat cu motiv lambrechin în auriu; platoul propriu-zis are formă circulară și este decorat în registre alternate de lambrechin aurit, medalioane florale și motive arabescuri; median, decor compus din rozetă și lambrechin în aur; piesa se caracterizează printr-o vie policromie, care acoperă o paletă largă de culori: galben, auriu, nunațe de roșu, roz, verde și albastru. | Muzeul Național Peleș, Sinaia                              | Cimec    |
|      | Platou cu picior                                            | Datare: Sec. XIX;2/4 Școală: Atelier SÈVRES; FRANȚA Material: Porțelan, pastă tare, modelare în tipar, picatre manuală, pictare sub glazură, pictare peste glazură, aurire parțială, glazurare                                                                                              | Platoul stă pe picior redus, cilindric, cu marginea inferioară evazată și aurită decorat cu motiv lambrechin în auriu; platoul propriu-zis are formă circulară și este decorat în registre alternate de lambrechin aurit, medalioane florale și motive arabescuri; median, decor compus din rozetă și lambrechin în aur; piesa se caracterizează printr-o vie policromie, care acoperă o paletă largă de culori: galben, auriu, nunațe de roșu, roz, verde și albastru. | Muzeul Național Peleș, Sinaia                              | Cimec    |
|      | Platou cu picior                                            | Datare: Sec. XIX;2/4 Școală: Atelier SÈVRES; FRANȚA Material: Porțelan, pastă tare, modelare în tipar, picatre manuală, pictare sub glazură, pictare peste glazură, aurire parțială, glazurare                                                                                              | Platoul stă pe picior redus, cilindric, cu marginea inferioară evazată și aurită decorat cu motiv lambrechin în auriu; platoul propriu-zis are formă circulară și este decorat în registre alternate de lambrechin aurit, medalioane florale și motive arabescuri; median, decor compus din rozetă și lambrechin în aur; piesa se caracterizează printr-o vie policromie, care acoperă o paletă largă de culori: galben, auriu, nunațe de roșu, roz, verde și albastru. | Muzeul Național Peleș, Sinaia                              | Cimec    |
|      | Platou cu picior                                            | Datare: Sec. XIX;2/4 Școală: Atelier SÈVRES; FRANȚA Material: Porțelan, pastă tare, modelare în tipar, picatre manuală, pictare sub glazură, pictare peste glazură, aurire parțială, glazurare                                                                                              | Platoul stă pe picior redus, cilindric, cu marginea inferioară evazată și aurită decorat cu motiv lambrechin în auriu; platoul propriu-zis are formă circulară și este decorat în registre alternate de lambrechin aurit, medalioane florale și motive arabescuri; median, decor compus din rozetă și lambrechin în aur; piesa se caracterizează printr-o vie policromie, care acoperă o paletă largă de culori: galben, auriu, nunațe de roșu, roz, verde și albastru. | Muzeul Național Peleș, Sinaia                              | Cimec    |
|      | Platou cu picior                                            | Datare: Sec. XIX;2/4 Școală: Atelier SÈVRES; FRANȚA Material: Porțelan, pastă tare, modelare în tipar, pictare manuală, pictare sub glazură, pictare peste glazură, aurire parțială, glazurare.                                                                                             | Platoul stă pe picior redus, cilindric, cu marginea inferioară evazată și aurită, decorat cu motiv lambrechin în auriu. Platoul propriu-zis are formă circulară și este decorat în registre alternate de lambrechin aurit, medalioane florale și motive arabescuri. Median, decor compus din rozetă și lambrechin în aur. Piesa se caracterizează printr-o vie policromie, care acoperă o paletă largă de culori: galben, auriu, nunațe de roșu, roz, verde și albastru. | Muzeul Național Peleș, Sinaia                              | Cimec    |
|      | Farfurie întinsă                                            | Datare: Sec. XIX;2/4 Școală: Atelier SÈVRES; FRANȚA Material: Porțelan, pastă tare, modelare în tipar, picatre manuală, pictare sub glazură, pictare peste glazură, aurire parțială, glazurare                                                                                              | Fafuria este întinsă, circulară, pictată în registre cu lambrechini auriți și medalioane florale alternând cu motive arabescuri; piesa este decorată central, cu stema Principatelor Unite și deviza "Toți în unu"; piesa se caracterizează printr-o vie policromie, care acoperă o paletă largă de culori: galben, auriu, nunațe de roșu, roz, verde și albastru. Pe reversul bazei, alături de marca și datare, apare inscripția ,"CHÂTEAU DE TRIANON" în cărămiziu. | Muzeul Național Peleș, Sinaia                              | Cimec    |
|      | Farfurie întinsă                                            | Datare: Sec. XIX;2/4 Școală: Atelier SÈVRES; FRANȚA Material: Porțelan, pastă tare, modelare în tipar, picatre manuală, pictare sub glazură, pictare peste glazură, aurire parțială, glazurare                                                                                              | Fafuria este întinsă, circulară, pictată în registre cu lambrechini auriți și medalioane florale alternând cu motive arabescuri; piesa este decorată central, cu stema Principatelor Unite și deviza "Toți în unu"; piesa se caracterizează printr-o vie policromie, care acoperă o paletă largă de culori: galben, auriu, nunațe de roșu, roz, verde și albastru. Pe reversul bazei, alături de marca și datare, apare inscripția "CHÂTEAU DE TRIANON" în cărămiziu. | Muzeul Național Peleș, Sinaia                              | Cimec    |
|      | Farfurie întinsă                                            | Datare: Sec. XIX;2/4 Școală: Atelier SÈVRES; FRANȚA Material: Porțelan, pastă tare, modelare în tipar, picatre manuală, pictare sub glazură, pictare peste glazură, aurire parțială, glazurare                                                                                              | Fafuria este întinsă, circulară, pictată în registre cu lambrechini auriți și medalioane florale alternând cu motive arabescuri; piesa este decorată central, cu stema Principatelor Unite și deviza "Toți în unu"; piesa se caracterizează printr-o vie policromie, care acoperă o paletă largă de culori: galben, auriu, nunațe de roșu, roz, verde și albastru. Pe reversul bazei, alături de marca și datare, apare inscripția "CHÂTEAU DE TRIANON"în cărămiziu. | Muzeul Național Peleș, Sinaia                              | Cimec    |
|      | Farfurie întinsă                                            | Datare: Sec. XIX;2/4 Școală: Atelier SÈVRES; FRANȚA Material: Porțelan, pastă tare, modelare în tipar, picatre manuală, pictare sub glazură, pictare peste glazură, aurire parțială, glazurare                                                                                              | Fafuria este întinsă, circulară, pictată în registre cu lambrechini auriți și medalioane florale alternând cu motive arabescuri; piesa este decorată central, cu stema Principatelor Unite și deviza "Toți în unu"; piesa se caracterizează printr-o vie policromie, care acoperă o paletă largă de culori: galben, auriu, nunațe de roșu, roz, verde și albastru. Pe reversul bazei, alături de marca și datare, apare inscripția "CHÂTEAU DE TRIANON" în cărămiziu. | Muzeul Național Peleș, Sinaia                              | Cimec    |
|      | Farfurie întinsă                                            | Datare: Sec. XIX;2/4 Școală: Atelier SÈVRES; FRANȚA Material: Porțelan, pastă tare, modelare în tipar, picatre manuală, pictare sub glazură, pictare peste glazură, aurire parțială, glazurare                                                                                              | Fafuria este întinsă, circulară, pictată în registre cu lambrechini auriți și medalioane florale alternând cu motive arabescuri; piesa este decorată central, cu stema Principatelor Unite și deviza "Toți în unu"; piesa se caracterizează printr-o vie policromie, care acoperă o paletă largă de culori: galben, auriu, nunațe de roșu, roz, verde și albastru. Pe reversul bazei, alături de marca și datare, apare inscripția "CHÂTEAU DE TRIANON" în cărămiziu. | Muzeul Național Peleș, Sinaia                              | Cimec    |
|      | Farfurie întinsă                                            | Datare: Sec. XIX;2/4 Școală: Atelier SÈVRES; FRANȚA Material: Porțelan, pastă tare, modelare în tipar, pictare manuală, pictare sub glazură, pictare peste glazură, aurire parțială, glazurare.                                                                                             | Farfuria este întinsă, circulară, pictată în registre cu lambrechini auriți și medalioane florale, alternând cu motive arabescuri. Piesa este decorată central, cu stema Principatelor Unite și deviza „Toți în unu". Piesa se caracterizează printr-o vie policromie, care acoperă o paletă largă de culori: galben, auriu, nunațe de roșu, roz, verde și albastru. Pe reversul bazei, alături de marcă și datare, apare inscripția „CHÂTEAU DE TRIANON", în cărămiziu. | Muzeul Național Peleș, Sinaia                              | Cimec    |
|      | Farfurie întinsă                                            | Datare: Sec. XIX;2/4 Școală: Atelier SÈVRES; FRANȚA Material: Porțelan, pastă tare, modelare în tipar, picatre manuală, pictare sub glazură, pictare peste glazură, aurire parțială, glazurare                                                                                              | Fafuria este întinsă, circulară, pictată în registre cu lambrechini auriți și medalioane florale alternând cu motive arabescuri; piesa este decorată central, cu stema Principatelor Unite și deviza "Toți în unu"; piesa se caracterizează printr-o vie policromie, care acoperă o paletă largă de culori: galben, auriu, nunațe de roșu, roz, verde și albastru. Pe reversul bazei, alături de marca și datare, apare inscripția "CHÂTEAU DE TRIANON" în cărămiziu. | Muzeul Național Peleș, Sinaia                              | Cimec    |
|      | Farfurie întinsă                                            | Datare: Sec. XIX;2/4 Școală: Atelier SÈVRES; FRANȚA Material: Porțelan, pastă tare, modelare în tipar, picatre manuală, pictare sub glazură, pictare peste glazură, aurire parțială, glazurare                                                                                              | Fafuria este întinsă, circulară, pictată în registre cu lambrechini auriți și medalioane florale alternând cu motive arabescuri; piesa este decorată central, cu stema Principatelor Unite și deviza "Toți în unu"; piesa se caracterizează printr-o vie policromie, care acoperă o paletă largă de culori: galben, auriu, nuanțe de roșu, roz, verde și albastru. Pe reversul bazei, alături de marca și datare, apare inscripția "CHÂTEAU DE TRIANON" în cărămiziu. | Muzeul Național Peleș, Sinaia                              | Cimec    |
|      | Farfurie întinsă                                            | Datare: Sec. XIX;2/4 Școală: Atelier SÈVRES; FRANȚA Material: Porțelan, pastă tare, modelare în tipar, picatre manuală, pictare sub glazură, pictare peste glazură, aurire parțială, glazurare                                                                                              | Fafuria este întinsă, circulară, pictată în registre cu lambrechini auriți și medalioane florale alternând cu motive arabescuri; piesa este decorată central, cu stema Principatelor Unite și deviza "Toți în unu’"; piesa se caracterizează printr-o vie policromie, care acoperă o paletă largă de culori: galben, auriu, nunațe de roșu, roz, verde și albastru. Pe reversul bazei, alături de marca și datare, apare inscripția "CHÂTEAU DE TRIANON" în cărămiziu. | Muzeul Național Peleș, Sinaia                              | Cimec    |
|      | Farfurie întinsă                                            | Datare: Sec. XIX;2/4 Școală: Atelier SÈVRES; FRANȚA Material: Porțelan, pastă tare, modelare în tipar, picatre manuală, pictare sub glazură, pictare peste glazură, aurire parțială, glazurare                                                                                              | Fafuria este întinsă, circulară, pictată în registre cu lambrechini auriți și medalioane florale alternând cu motive arabescuri; piesa este decorată central, cu stema Principatelor Unite și deviza "Toți în unu"; piesa se caracterizează printr-o vie policromie, care acoperă o paletă largă de culori: galben, auriu, nunațe de roșu, roz, verde și albastru. Pe reversul bazei, alături de marca și datare, apare inscripția "CHÂTEAU DE TRIANON" în cărămiziu. | Muzeul Național Peleș, Sinaia                              | Cimec    |
|      | Farfurie întinsă                                            | Datare: Sec. XIX;2/4 Școală: Atelier SÈVRES; FRANȚA Material: Porțelan, pastă tare, modelare în tipar, picatre manuală, pictare sub glazură, pictare peste glazură, aurire parțială, glazurare                                                                                              | Fafuria este întinsă, circulară, pictată în registre cu lambrechini auriți și medalioane florale alternând cu motive arabescuri; piesa este decorată central, cu stema Principatelor Unite și deviza "Toți în unu"; piesa se caracterizează printr-o vie policromie, care acoperă o paletă largă de culori: galben, auriu, nunațe de roșu, roz, verde și albastru. Pe reversul bazei, alături de marca și datare, apare inscripția "CHÂTEAU DE TRIANON" în cărămiziu. | Muzeul Național Peleș, Sinaia                              | Cimec    |
|      | Farfurie întinsă                                            | Datare: Sec. XIX;2/4 Școală: Atelier SÈVRES; FRANȚA Material: Porțelan, pastă tare, modelare în tipar, picatre manuală, pictare sub glazură, pictare peste glazură, aurire parțială, glazurare                                                                                              | Fafuria este întinsă, circulară, pictată în registre cu lambrechini auriți și medalioane florale alternând cu motive arabescuri; piesa este decorată central, cu stema Principatelor Unite și deviza "Toți în unu"; piesa se caracterizează printr-o vie policromie, care acoperă o paletă largă de culori: galben, auriu, nunațe de roșu, roz, verde și albastru. Pe reversul bazei, alături de marca și datare, apare inscripția "CHÂTEAU DE TRIANON" ’în cărămiziu. | Muzeul Național Peleș, Sinaia                              | Cimec    |
|      | Farfurie întinsă                                            | Datare: Sec. XIX;2/4 Școală: Atelier SÈVRES; FRANȚA Material: Porțelan, pastă tare, modelare în tipar, pictare manuală, pictare sub glazură, pictare peste glazură, aurire parțială, glazurare.                                                                                             | Fafuria este întinsă, circulară, pictată în registre cu lambrechini auriți și medalioane florale, alternând cu motive arabescuri. Piesa este decorată central, cu stema Principatelor Unite și deviza „Toți în unu". Piesa se caracterizează printr-o vie policromie, care acoperă o paletă largă de culori: galben, auriu, nuanțe de roșu, roz, verde și albastru. Pe reversul bazei, alături de marcă și datare, apare inscripția „CHÂTEAU DE TRIANON", în cărămiziu. | Muzeul Național Peleș, Sinaia                              | Cimec    |
|      | Cupă fructieră                                              | Datare: Sec. XIX;2/4 Școală: Atelier SÈVRES; FRANȚA Material: Porțelan, pastă tare, modelare în tipar, pictare manuală, pictare sub glazură, pictare peste glazură, aurire parțială, glazurare.                                                                                             | Cupă-fructieră, circulară, pictată atât la interior, cât și la exterior în registre cu lambrechini auriți și medalioane florale alternând cu motive arabescuri, iar central, cu rozetă și lambrechin în aur; piesa se caracterizează printr-o vie policromie, care acoperă o paletă largă de culori: galben, auriu, nuanțe de roșu, roz, verde și albastru; vasul propriu - zis se sprijină pe picior - trepied din bronz aurit, bogat decorat în relief cu motive vegetale. | Muzeul Național Peleș, Sinaia                              | Cimec    |
|      | Sosieră                                                     | Datare: Sec. XIX;2/4 Școală: Atelier SÈVRES; FRANȚA Material: Porțelan, pastă tare, modelare în tipar, pictare manuală, pictare sub glazură, pictare peste glazură, aurire parțială, glazurare.                                                                                             | Sosieră ovală, cu platou fix, adâncit, decorat cu motive geometrice, motiv vegetal mărunt și motiv lambrechin în aur. Picior oval, redus, decorat median cu motiv vegetal mărunt, aurit. Corpul semisferic este decorat în registre de lambrechin aurit și medalioane florale, alternând cu motive arabescuri. Piesa se caracterizează printr-o vie policromie, care acoperă o paletă largă de culori: galben, auriu, nuanțe de roșu, roz, verde și albastru. | Muzeul Național Peleș, Sinaia                              | Cimec    |
|      | Farfurie întinsă                                            | Datare: Sec. XIX;2/4 Școală: Atelier SÈVRES; FRANȚA Material: Porțelan, pastă tare, modelare în tipar, pictare manuală, pictare sub glazură, pictare peste glazură, aurire parțială, glazurare.                                                                                             | Fafuria este întinsă, circulară, pictată în registre cu lambrechini auriți și medalioane florale, alternând cu motive arabescuri. Piesa este decorată central, cu stema Principatelor Unite și deviza „Toți în unu". Piesa se caracterizează printr-o vie policromie, care acoperă o paletă largă de culori: galben, auriu, nuanțe de roșu, roz, verde și albastru. Pe reversul bazei, alături de marcă și datare, apare inscripția „CHÂTEAU DE TRIANON", în cărămiziu. | Muzeul Național Peleș, Sinaia                              | Cimec    |
|      | Fructieră                                                   | Datare: Sec. XIX;2/4 Școală: Atelier SÈVRES; FRANȚA Material: Porțelan, pastă tare, modelare în tipar, pictare manuală, pictare sub glazură, pictare peste glazură, aurire parțială, glazurare.                                                                                             | Fructiera este dispusă în trei platouri circulare inegale, supraetajate, decorate cu rozete pictate în aur, dispuse central și cu frize de motive florale, în cartușe alternând cu motiv arabesc, bordate de brâu geometric. Cromatică: galben, auriu, nuanțe de roz, roșu, albastru și verde. Vasul se sprijină pe picior-tijă și este prevăzut cu ansă din bronz, decorată în relief cu ghirlandă de trandafiri și motive vegetale. | Muzeul Național Peleș, Sinaia                              | Cimec    |
|      | Tavă                                                        | Datare: Sec. XIX;2/4 Școală: Atelier SÈVRES; FRANȚA Material: Porțelan, pastă tare, modelare în tipar, pictura policromă, pictare cu aur, glazurare | Platoul are formă ovală, este mijlociu ca mărime, din porțelan alb, cu bordura festonată și decorată cu frunză de măslin și brâu perlat; stema Regatului cu scuturile Moldovei și Munteniei, a fost pictată ulterior fabricării, la cererea Regelui Carol I. | Muzeul Național Peleș, Sinaia                              | Cimec    |
|      | Tavă                                                        | Datare: Sec. XIX;2/4 Școală: Atelier SÈVRES; FRANȚA Material: Porțelan, pastă tare, modelare în tipar, pictura policromă, pictare cu aur, glazurare | Platoul are formă ovală, este mijlociu ca mărime, din porțelan alb, cu bordura festonată și decorată cu frunză de măslin și brâu perlat; stema Regatului cu scuturile Moldovei și Munteniei, a fost pictată ulterior fabricării, la cererea Regelui Carol I. | Muzeul Național Peleș, Sinaia                              | Cimec    |
|      | Tavă                                                        | Datare: Sec. XIX;2/4 Școală: Atelier SÈVRES; FRANȚA Material: Porțelan, pastă tare, modelare în tipar, pictura policromă, pictare cu aur, glazurare | Platoul are formă ovală, este mijlociu ca mărime, din porțelan alb, cu bordura festonată și decorată cu frunză de măslin și brâu perlat; stema Regatului cu scuturile Moldovei și Munteniei, a fost pictată ulterior fabricării, la cererea Regelui Carol I. | Muzeul Național Peleș, Sinaia                              | Cimec    |
|      | Tavă                                                        | Datare: Sec. XIX;2/4 Școală: Atelier SÈVRES; FRANȚA Material: Porțelan, pastă tare, modelare în tipar, pictura policromă, pictare cu aur, glazurare | Platoul are formă ovală, este mijlociu ca mărime, din porțelan alb, cu bordura festonată și decorată cu frunză de măslin și brâu perlat; stema Regatului cu scuturile Moldovei și Munteniei, a fost pictată ulterior fabricării, la cererea Regelui Carol I. | Muzeul Național Peleș, Sinaia                              | Cimec    |
|      | Tavă                                                        | Datare: Sec. XIX;2/4 Școală: Atelier SÈVRES; FRANȚA Material: Porțelan, pastă tare, modelare în tipar, pictura policromă, pictare cu aur, glazurare. | Platoul are formă ovală, este mijlociu ca mărime, din porțelan alb, cu bordura festonată și decorată cu frunză de măslin și brâu perlat. Stema Regatului, cu scuturile Moldovei și Munteniei, a fost pictată ulterior fabricării, la cererea Regelui Carol I. | Muzeul Național Peleș, Sinaia                              | Cimec    |
|      | Tavă                                                        | Datare: Sec. XIX;2/4 Școală: Atelier Pillivuyt, Charles;Paris; Franța Material: Porțelan, pastă tare, modelare în tipar, pictare manuală; pictare sub glazură, aurire parțială, glazurare                                                                                                   | Platoul este de mărime medie, circular, cu marginea festonată și bordura decorată în galon aurit subțire; pe bordură apare stema Principatelor de după actul de la 2 mai 1864 și plebiscit, cu deviza "Toți în unu" și inscripțiile "VXXIV JAN" și "XI MAJU" în cromatică de auriu, roșu, albastru și brun. | Muzeul Național Peleș, Sinaia                              | Cimec    |
|      | Tavă                                                        | Datare: Sec. XIX;2/4 Școală: Atelier Pillivuyt, Charles;Paris; Franța Material: Porțelan, pastă tare, modelare în tipar, pictare manuală; pictare sub glazură, aurire parțială, glazurare                                                                                                   | Platoul este de mărime medie, circular, cu marginea festonată și bordura decorată în galon aurit subțire; pe bordură apare stema Principatelor de după actul de la 2 mai 1864 și plebiscit, cu deviza "Toți în unu"și inscripțiile "VXXIV JAN"și "XI MAJU" în cromatică de auriu, roșu, albastru și brun. | Muzeul Național Peleș, Sinaia                              | Cimec    |
|      | Tavă                                                        | Datare: Sec. XIX;2/4 Școală: Atelier Pillivuyt, Charles;Paris; Franța Material: Porțelan, pastă tare, modelare în tipar, pictare manuală; pictare sub glazură, aurire parțială, glazurare                                                                                                   | Platoul este mare, de formă circulară, cu bordura decorată în galon aurit subțire și stema Principatelor unite de după actul de la 2 mai 1864 și plebiscit, în cromatică de auriu, roșu, albastru și violet. | Muzeul Național Peleș, Sinaia                              | Cimec    |
|      | Tavă                                                        | Datare: Sec. XIX;2/4 Școală: Atelier Pillivuyt, Charles;Paris; Franța Material: Porțelan, pastă tare, modelare în tipar, pictare manuală; pictare sub glazură, aurire parțială, glazurare                                                                                                   | Platoul este mare, de formă circulară, cu bordura decorată în galon aurit subțire și stema Principatelor unite de după actul de la 2 mai 1864 și plebiscit, în cromatică de auriu, roșu, albastru și violet. | Muzeul Național Peleș, Sinaia                              | Cimec    |
|      | Tavă                                                        | Datare: Sec. XIX;2/4 Școală: Atelier Pillivuyt, Charles;Paris; Franța Material: Porțelan, pastă tare, modelare în tipar, pictare manuală; pictare sub glazură, aurire parțială, glazurare                                                                                                   | Platoul este mare, de formă circulară, cu bordura decorată în galon aurit subțire și stema Principatelor unite de după actul de la 2 mai 1864 și plebiscit, în cromatică de auriu, roșu, albastru și violet. | Muzeul Național Peleș, Sinaia                              | Cimec    |
|      | Tavă                                                        | Datare: Sec. XIX;2/4 Școală: Atelier Pillivuyt, Charles;Paris; Franța Material: Porțelan, pastă tare, modelare în tipar, pictare manuală; pictare sub glazură, aurire parțială, glazurare                                                                                                   | Platoul este mare, de formă circulară, cu bordura decorată în galon aurit subțire și stema Principatelor unite de după actul de la 2 mai 1864 și plebiscit, în cromatică de auriu, roșu, albastru și violet. | Muzeul Național Peleș, Sinaia                              | Cimec    |
|      | Tavă                                                        | Datare: Sec. XIX;2/4 Școală: Atelier Pillivuyt, Charles;Paris; Franța Material: Porțelan, pastă tare, modelare în tipar, pictare cu aur, glazurare | Platoul este mare, de formă circulară, cu bordura decorată în galon aurit subțire și stema Principatelor unite de după actul de la 2 mai 1864 și plebiscit, în cromatică de auriu. | Muzeul Național Peleș, Sinaia                              | Cimec    |
|      | Tavă                                                        | Datare: Sec. XIX;2/4 Școală: Atelier Pillivuyt, Charles;Paris; Franța Material: Porțelan, pastă tare, modelare în tipar, pictare manuală, pictare sub glazură, aurire parțială, glazurare.                                                                                                  | Platoul este mare, de formă circulară, cu bordura decorată în galon aurit, subțire, întrerupt de stema Principatelor de după actul de la 2 mai 1864 și plebiscit, în cromatică de auriu, roșu, albastru și violet. | Muzeul Național Peleș, Sinaia                              | Cimec    |
|      | Tavă                                                        | Datare: Sec. XIX;2/4 Școală: Atelier Pillivuyt, Charles;Paris; Franța Material: Porțelan, pastă tare, modelare în tipar, pictare manuală, pictare sub glazură, aurire parțială, glazurare.                                                                                                  | Platoul are formă ovală prelungă, bordura este decorată cu galoane aurite, subțiri. În centrul bazei, a fost pictată stema Principatelor Unite de la 1859, în cromatică de auriu, roșu, albastru și violet. | Muzeul Național Peleș, Sinaia                              | Cimec    |
|      | Tavă                                                        | Datare: Sec. XIX;2/4 Școală: Atelier Pillivuyt, Charles;Paris; Franța Material: Porțelan, pastă tare, modelare în tipar, pictare cu aur, glazurare. | Platoul este mare, de formă ovală, cu bordura încadrată în galoane subțiri, aurite și cu stema Principatelor Unite de după actul de la 2 mai 1864 și plebiscit, în aur. | Muzeul Național Peleș, Sinaia                              | Cimec    |
|      | Sosieră cu capac                                            | Datare: Sec. XIX;2/4 Școală: Atelier Hache, Adolphe and Lehalleur, Léon-Pépin; Vierzon; Paris; Franța Material: Porțelan, pastă tare, barbotină; modelare în tipar, pictare manuală, pictare cu șablonul, pictare sub glazură, pictare peste glazură, colorare, aurire parțială, glazurare  | Sosiera are formă ovală, este prevăzută cu platou fix și capac detașabil; platoul este decorat cu două motive avimorfe, în cromatică de ocru, brun și motive vegetale, în nuanțe pastelate de ocru, verde și sublinieri cu aur; marginea platoului este festonată, iar bordura, decorată în bandă lată roz -Pompadour; vasul propriu-zis stă pe picior redus, oval și are formă piriformă; este decorat cu două motive vegetale și fructe în cromatică de ocru și verde; vasul este colorat în bandă roz-Pompadour; spre buza marcată cu aur; ansele sunt pline, orizontale, mărunte, în formă de frunză de acant și aurite; pe laturile lungi ale corpului apare de două ori stema de uniune personală a Principelui Al. I. Cuza, din 1859, cu ecuson dextra, reprezentând stema Moldovei, capul de bour, iar celalalt ecuson, armele personale ale domnitorului; pe fundal, hlamidă surmontată de coroana princiară; capacul este supraînălțat, cu marginea festonată și bordura colorată în bandă lată, roz-Pompadour, decorat cu două motive floral-vegetale în cromatică de roz, violet, maron și nuanțe de verde și prezintă o decupație semicirculară pentru tacâm; capacul este prevăzut cu buton de prindere în formă de ramură cu două ghinde în ronde-bosse, cu sublinieri în aur.                                                       | Muzeul Național Peleș, Sinaia                              | Cimec    |
|      | Sosieră                                                     | Datare: Sec. XIX;2/4 Școală: Atelier Hache, Adolphe and Lehalleur, Léon-Pépin; Vierzon; Paris; Franța Material: Porțelan, pastă tare, barbotină; modelare în tipar, pictare manuală, pictare cu șablonul, pictare sub glazură, pictare peste glazură, colorare, aurire parțială, glazurare  | Sosiera are formă ovală, este prevăzută cu platou fix și capac detașabil; platoul este decorat cu două motive avimorfe, în cromatică de ocru, brun și motive vegetale, în nuanțe pastelate de ocru, verde și sublinieri cu aur; marginea platoului este festonată, iar bordura, decorată în bandă lată roz-Pompadour; vasul propriu-zis stă pe picior redus, oval și are formă piriformă; este decorat cu două motive vegetale și fructe în cromatică de ocru și verde; vasul este colorat în bandă roz-Pompadour; spre buza marcată cu aur; ansele sunt pline, orizontale, mărunte, în formă de frunză de acant și aurite; pe laturile lungi ale corpului apare de două ori stema de uniune personală a Principelui Al. I. Cuza, din 1859, cu ecuson dextra, reprezentând stema Moldovei, capul de bour, iar celalalt ecuson, armele personale ale domnitorului; pe fundal, hlamidă surmontată de coroana princiară. | Muzeul Național Peleș, Sinaia                              | Cimec    |
|      | Platou cu picior                                            | Datare: Sec. XIX;2/4 Școală: Atelier Hache, AdolpheandLehalleur, Léon-Pépin; Vierzon; Paris; Franța Material: Porțelan, pastă tare, barbotină; modelare în tipar, pictare manuală, pictare cu șablonul, pictare sub glazură, pictare peste glazură, colorare, aurire parțială, glazurare.   | Platoul se sprijină pe picior scurt, circular, cu bordura festonată și aurită. Este decorată cu galon roz-Pompadour și cu stema de uniune personală a Principelui Al.I. Cuza de la 1859, cu ecuson dextra, reprezentând stema Moldovei, capul de bour, iar celălalt ecuson, armele personale ale domnitorului. Pe fundal, hlamidă surmontată de coroană princiară; bordură din lambrechin vegetal aurit; central, două piersici policrome pe fond alb. | Muzeul Național Peleș, Sinaia                              | Cimec    |
|      | Platou cu picior                                            | Datare: Sec. XIX;2/4 Școală: Atelier Hache, Adolphe and Lehalleur, Léon-Pépin; Vierzon; Paris; Franța Material: Porțelan, pastă tare, barbotină; modelare în tipar, pictare manuală, pictare cu șablonul, pictare sub glazură, pictare peste glazură, colorare, aurire parțială, glazurare. | Platoul se sprijină pe picior scurt, circular, cu bordura festonată și aurită. Este decorată cu galon roz-Pompadour și cu stema de uniune personală a Principelui Al.I. Cuza de la 1859, cu ecuson dextra, reprezentând stema Moldovei, capul de bour, iar celălalt ecuson, armele personale ale domnitorului. Pe fundal, hlamidă surmontată de coroană princiară; bordură din lambrechin vegetal aurit; central, două flori policrome pe fond alb. | Muzeul Național Peleș, Sinaia                              | Cimec    |
|      | Ceașcă de cafea                                             | Datare: Sec. XIX;2/4 Școală: Atelier Hache, Adolphe and Lehalleur, Léon-Pépin; Vierzon; Paris; Franța Material: Porțelan, pastă tare, barbotină, modelare în tipar, pictare manuală, pictare peste glazură, colorare, aurire parțială, glazurare.                                           | Ceașca are corpul adâncit, decorat cu stema de uniune personală a Principelui Al.I. Cuza de la 1859, cu ecuson dextra, reprezentând stema Moldovei, capul de bour, iar celalalt ecuson, armele personale ale domnitorului. Pe fundal, hlamidă surmontată de coroană princiară. Ceașca este bordată de lambrechin vegetal pe fond roz-Pompadour și sublinieri cu aur. | Muzeul Național Peleș, Sinaia                              | Cimec    |
|      | Sosieră cu capac                                            | Datare: Sec. XIX;2/4 Școală: Atelier Hache, Adolphe and Lehalleur, Léon-Pépin; Vierzon; Paris; Franța Material: Porțelan, pastă tare, barbotină; modelare în tipar, pictare manuală, pictare peste glazură, colorare, aurire parțială, glazurare                                            | Sosiera are formă ovală, este prevăzută cu platou fix și capac detașabil; platoul este decorat cu două motive avimorfe, în cromatică de ocru, brun și motive vegetale, în nuanțe pastelate de ocru, verde și sublinieri cu aur; marginea platoului este festonată, iar bordura, decorată în bandă lată roz-Pompadour; vasul propriu-zis stă pe picior redus, oval și are formă piriformă; este decorat cu fructe pictate, coacăze și prune verzi în cromatică de ocru și verde; vasul este colorat în bandă roz-Pompadour; spre buza marcată cu aur; ansele sunt pline, orizontale, mărunte, în formă de frunză de acant și aurite; pe laturile lungi ale corpului apare de două ori stema de uniune personală a Principelui Al. I. Cuza, din 1859, cu ecuson dextra, reprezentând stema Moldovei, capul de bour, iar celălalt ecuson, armele personale ale domnitorului; pe fundal, hlamidă surmontată de coroana princiară; capacul este supraînălțat, cu marginea festonată și bordura colorată în bandă lată, roz-Pompadour, decorat cu buchete de albăstrele și maci, în cromatică violet, maron și nuanțe de verde și prezintă o decupație semicirculară pentru tacâm; capacul este prevăzut cu buton de prindere în formă de ramură cu două ghinde în ronde-bosse, cu sublinieri în aur.                                                     | Muzeul Național Peleș, Sinaia                              | Cimec    |
|      | Sosieră cu capac                                            | Datare: Sec. XIX;2/4 Școală: Atelier Hache, Adolphe and Lehalleur, Léon-Pépin; Vierzon; Paris; Franța Material: Porțelan, pastă tare, barbotină; modelare în tipar, pictare manuală, pictare peste glazură, colorare, aurire parțială, glazurare                                            | Sosiera are formă ovală, este prevăzută cu platou fix și capac detașabil; platoul este decorat cu două motive avimorfe, în cromatică de ocru, brun și motive vegetale, în nuanțe pastelate de ocru, verde și sublinieri cu aur; marginea platoului este festonată, iar bordura, decorată în bandă lată roz-Pompadour; vasul propriu-zis stă pe picior redus, oval și are formă piriformă; este decorat cu fructe pictate, coacăze și prune verzi în cromatică de ocru și verde; vasul este colorat în bandă roz-Pompadour; spre buza marcată cu aur; ansele sunt pline, orizontale, mărunte, în formă de frunză de acant și aurite; pe laturile lungi ale corpului apare de două ori stema de uniune personală a Principelui Al. I. Cuza, din 1859, cu ecuson dextra, reprezentând stema Moldovei, capul de bour, iar celălalt ecuson, armele personale ale domnitorului; pe fundal, hlamidă surmontată de coroana princiară; capacul este supraînălțat, cu marginea festonată și bordura colorată în bandă lată, roz-Pompadour, decorat cu buchete de albăstrele și maci, în cromatică violet, maron și nuanțe de verde și prezintă o decupație semicirculară pentru tacâm; capacul este prevăzut cu buton de prindere în formă de ramură cu două ghinde în ronde-bosse, cu sublinieri în aur.                                                     | Muzeul Național Peleș, Sinaia                              | Cimec    |
|      | Sosieră cu capac                                            | Datare: Sec. XIX;2/4 Școală: Atelier Hache, Adolphe and Lehalleur, Léon-Pépin; Vierzon; Paris; Franța Material: Porțelan, pastă tare, barbotină, modelare în tipar, pictare manuală, pictare peste glazură, colorare, aurire parțială, glazurare.                                           | Sosiera are formă ovală, este prevăzută cu platou fix și capac detașabil. Platoul este decorat cu două motive avimorfe, în cromatică de ocru, brun și motive vegetale, în nuanțe pastelate de ocru, verde și sublinieri cu aur; marginea platoului este festonată, iar bordura, decorată în bandă lată roz-Pompadour. Vasul propriu-zis stă pe picior redus, oval și are formă piriformă. Este decorat cu fructe pictate, coacăze și prune verzi, în cromatică de ocru și verde. Vasul este colorat în bandă roz-Pompadour, spre buza marcată cu aur, ansele sunt pline, orizontale, mărunte, în formă de frunză de acant și aurite. Pe laturile lungi ale corpului apare de două ori stema de uniune personală a Principelui Al.I. Cuza, din 1859, cu ecuson dextra, reprezentând stema Moldovei, capul de bour, iar celălalt ecuson, armele personale ale domnitorului. Pe fundal, hlamidă surmontată de coroana princiară. Capacul este supraînălțat, cu marginea festonată și bordura colorată în bandă lată, roz-Pompadour, decorat cu buchete de albăstrele și maci, în cromatică violet, maro și nuanțe de verde și prezintă o decupație semicirculară pentru tacâm. Capacul este prevăzut cu buton de prindere în formă de ramură cu două ghinde în ronde-bosse, cu sublinieri în aur.                                                      | Muzeul Național Peleș, Sinaia                              | Cimec    |